# Llista de personatges de One Piece
Aquesta és una llista de personatges de One Piece. Per a l'argument de la sèrie vegeu l'argument de One Piece.

## Pirates del Barret de Palla
Els protagonistes de la sèrie de One Piece són els membres dels Pirates del Barret de Palla (麦わらの一味 Mugiwara no Ichimi), una tripulació formada per 10 pirates liderats per en Monkey D. Ruffy. La tripulació la funda el propi Ruffy a l'East Blue i al llarg de la sèrie va reclutant nous membres procedents de diferents àrees del món. La tripulació rep aquest nom pel característic barret de palla que duu el seu capità. La seva bandera pirata és el tradicional dibuix de la calavera i les dues tíbies creuades, amb la calavera duent un barret de palla. Primerament la tripulació navega en el vaixell Going Merry (ゴーイング・メリー号 Gōingu Merī-gō), que posteriorment és destruït i substituït per un altre de més gran i poderós, el Thousand Sunny (サウザンドサニー号 Sauzando Sanī-gō). Al llarg de les seves aventures, la tripulació forma aliances amb diferents grups de pirates o d'individus per combatre els seus contrincants.

### Monkey D. Ruffy
Monkey D. Ruffy (モンキー・D・ルフィ, Monkī Dī Rufi) també anomenat "Ruffy el Barret de Palla" (麦わらのルフィ, Mugiwara no Rufi?) o conegut simplement com el Barret de Palla (麦わら Mugiwara) com a capità pirata, és un noi que alimenta el somni de convertir-se en el rei dels pirates. Per això, va al mar i reuneix al seu voltant una tripulació amb la qual arribar a Raftel i trobar el mític One Piece. Ingenu i desenfadat, sempre és fidel, sovint pren partit per protegir els seus companys i amics. Va ingerir la fruita del diable Gomu Gomu no Mi, que va transformar el seu cos donant-li les propietats de la goma, una característica que utilitza per crear diverses tècniques de lluita. Té la veu en japonès de Mayumi Tanaka i en català de Carles Lladó.
Actualment és un dels 4 emperadors del mar (younko) amb una recompensa de 3.000.000.000 bellys

### Roronoa Zoro
Roronoa Zoro (ロロノア・ゾロ). El primer company que es va unir a en Ruffy, un cop caçador de recompenses. El seu objectiu és convertir-se en l'espadatxí més fort del món per complir una promesa que va fer de petit a la Kuina. Té un mal sentit de l'orientació i, quan no s'està entrenant o no es dedica a lluitar, li encanta mandrejar i beure, mentre que en combat sempre mostra molta força i determinació. Domina la tècnica de les tres espases, agafant una a cada mà i la tercera a la boca. La seva recompensa ascendeix a 1.111.000.000 berrys. Té la veu en japonès per Kazuya Nakai i en català per Marc Zanni.

### Nami
Nami (ナミ). És el tercer element que s'uneix a la tripulació. És una noia guapa, intel·ligent i tossuda. Excel·lent cartògrafa i navegant infal·lible, el seu somni és dibuixar la carta nàutica de tots els mars del món. També és un lladre hàbil, atreta pels guanys i les riqueses. La seva recompensa ascendeix a 366 milions de bellys.

### Usopp
Usopp (ウソップ Usoppu). S'uneix a la tripulació en el paper de franctirador i tirador. A més de tenir una punteria infal·lible, és un gran inventor i també un discret fuster i dibuixant. Mentider i temerós, però, aspira a convertir-se en un valent guerrer del mar perquè el seu pare, en Yasop, se'n senti orgullós. En combat, utilitza una gran fona. La seva recompensa ascendeix a 500 milions de bellys.

### Sanji
Sanji (サ ン ジ). És el cuiner del grup. Bon home jove, té una debilitat per les dones i segueix el principi de no fer-ne mai cap mal, encara que això pugui significar la seva mort. Les seves tècniques de lluita es basen en l’ús de cames i puntades de peu, ja que prefereix conservar les mans per cuinar. Vol trobar l'All Blue, el lloc llegendari on es diu que convergeixen tots els mars i corrents del món i on, per tant, seria possible trobar tota mena de peixos existents. La seva recompensa ascendeix a 1.032.000.000 bellys.

### Tony Tony Chopper
Tony Tony Chopper (トニートニー・ チョッパー Tonītonī Choppā). És un ren que va ingerir la fruita Hito Hito no Mi, assumint un aspecte i un comportament antropomòrfics. És el metge de la tripulació. Extremadament ingenu i innocent, s'uneix a la tripulació per ampliar els seus horitzons i pensant que el seu mentor, el doctor Hiruluk se'n sentiria orgullós, ja que admirava els pirates. El seu somni és convertir-se en un metge capaç de curar qualsevol tipus de malaltia. La seva recompensa ascendeix a nomes 1000 bellys.

### Nico Robin
Nico Robin (ニコ・ロビン Niko Robin). És una arqueòloga que va menjar la fruita Hana Hana no Mi, que li dona la possibilitat de fer aparèixer qualsevol part del seu cos a qualsevol lloc i sense límits. Inicialment, una enemiga membre de la banda Baroque durant la Saga d'Alabasta, després dels esdeveniments d'aquest s'uneix als pirates d'en Luffy. El seu somni és trobar l’autèntic Rio Poneglyph i descobrir la veritable història del món, sobretot el segle buit. La seva recompensa ascendeix a 930 milions de bellys.

### Franky
Franky (フランキー Furankī). És un cyborg i el fuster que va construir el Thousand Sunny. El seu somni és construir un vaixell capaç de navegar qualsevol mar i s'uneix a la tripulació per veure si el Thousand Sunny és capaç de fer-ho. Brillant inventor i constructor, va implantar una sèrie de dispositius al cos i al vaixell per utilitzar-los en situacions més diverses. La seva recompensa ascendeix a 394 milions de bellys.

### Brook
Brook (ブルック Burukku). És un vell músic d’esquelet i esgrimista amb els cabells afro. Va menjar la fruita Yomi Yomi, que li va permetre tornar a la vida després de morir; tanmateix, amb la seva ànima perduda a la boira intentant tornar al seu cos, aquest el va trobar al cap d’un any, moment en què s'havia convertit en un esquelet. El seu somni és tornar a la balena Lovoon, per tal de complir la promesa que li van fer. La seva recompensa ascendeix a 383 milions de bellys.

### Jinbe
Jinbe (ジンベエ Jinbē). És un home peix tipus tauró balena i antic membre dels Set Guerrers del Mar conegut amb el sobrenom de "El cavaller del mar"(海 侠 Kaikyou). Jinbe és un dels principals experts en Karate Tritó gràcies al qual és capaç de manipular l'aigua com si fos una substància sòlida. És un excel·lent timoner. La seva recompensa és de 1.100.000.000 bellys.

## East Blue

### Banda Pirata del Gat Negre
La Banda Pirata del Gat Negre (クロネコ海賊団, Kuroneko kaizoku-dan) és una tripulació pirata dirigida per Kuro i activa al East Blue.

#### Kuro
Veu: Kōichi Hashimoto  (japonès), Àlex Messeguer (català)
En Kuro el dels 100 Plans (百計のクロ, Hyakkei no Kuro) és el capità de la Banda Pirata del Gat Negre fins que va decidir retirar-se com a pirata. És un home alt, de cabells negres i que porta ulleres i un vestit elegant. És un gran estrateg, i en combat utilitza uns guants amb urpes llargues com espases, que combina amb la seva enorme velocitat. En Kuro va simular la seva captura per part de l'Armada amb l'ajuda d'en Jango i va entrar a treballar com a majordom a la mansió de la Kaya, sota el nom de Klahadol. El seu objectiu era guanyar-se la confiança dels habitants de la mansió i de l'illa, i amb l'ajut de la hipnosi d'en Jango, ser declarat hereu de la Kaya, la qual moriria durant un atac de la Banda Pirata del Gat Negre. El seu pla se'n va en orris gràcies a la intervenció de l'Usopp i els Pirates del Barret de Palla. Fuig de l'illa amb la resta de la tripulació. El seu nom significa negre en japonès. La seva recompensa era de 16 milions de bellys.

#### Jango
En One, two, Jango (1・2のジャンゴ, Ichi Ni no Jango) era el segon de bord de la Banda Pirata del Gat Negre, i després de la marxa d'en Kuro va passar a ser el capità. És un home amb els cabells llargs i que destaca per les seves ulleres en forma de cor i una estructura tubular a la barbeta. Vesteix amb un abric llarg i barret. Va armat amb un pèndol que utilitza per dur a terme la seva hipnosi. El pèndol és en realitat una fulla circular semblant a un chakram. En Jango és l'encarregat d'hipnotitzar la Kaya perquè signi el testament deixant el seu patrimoni a en Kuro, però no aconsegueix l'objectiu gràcies a l'Usopp i els seus amics. En Jango és abandonat per la tripulació al poble de Syrup i n'ha de fugir sol. Participa i guanya un concurs de dansa, durant el qual es fa amic d'en Fullbody i junts lluiten contra un atac de pirates. Enamorat de la Hina, decideix allistar-se a l'Armada com a mariner recluta conegut com "Jango el Traïdor" (寝返りのジャンゴ Negaeri no Jango). Participa en la captura dels membres de la Banda Baroque i en la batalla de Marineford. Dos anys després és membre del comboi que escorta la família Nefertari a Mariejois. La seva recompensa abans d'unir-se a l'Armada era de 9 milions de bellys.

### Banda Pirata d'en Krieg
La Banda Pirata d'en Krieg (首領・クリークの海賊 艦隊 Don Kuriku no kaizoku kantai?) apareix per primera vegada quan en Ruffy i la seva tripulació es troben al restaurant flotant Baratie, on el vaixell de Krieg arriba buscant menjar. De fet, uns dies abans, la flota havia entrat a la Grand Line, però 49 dels 50 vaixells havien estat destruïts per en Mihawk Ulls de Falcó i l'únic supervivent havia estat obligat a tornar al East Blue. Sanji accepta donar-li menjar a Krieg, però ell, després d'haver-se omplert, ordena als seus subalterns que capturin el vaixell restaurant, que té intenció d'utilitzar per emboscar la Marina. Tot i que els cuiners són derrotats, en Ruffy i en Sanji aconsegueixen neutralitzar Don Krieg i els seus subalterns.

#### Krieg
Krieg (クリーク), també conegut com Don Krieg (首領（ドン）・クリーク) i Krieg el del Joc Brut (ダマシ討ちのクリーク Damashi-uchi no Kurīku), és el capità general de la Banda Pirata d'en Krieg. És alt i musculós, amb els cabells grisos i grans patilles. Vesteix una armadura daurada dins la quan oculta un gran nombre d'armes, les més poderoses de les quals són una llança amb la punta explosiva i bombes de gas tòxic MH5. És un líder tirànic i que domina els seus homes mitjançant la por i la violència. Després de ser derrotat per en Mihawk, en Krieg ataca el restaurant Baratie per aconseguir menjar i per quedar-se amb el vaixell per reconstruir la seva flota. Al descobrir que el propietari del restaurant és en Zeff, intenta apoderar-se del seu diari de bord per poder navegar amb seguretat per la Grand Line. Ell i els seus homes s'enfronten als Pirates del Barret de Palla i als cuiners del restaurant i acaba derrotat per en Ruffy després d'un combat molt dur damunt de les restes del seu vaixell. La seva recompensa és de 17 milions de bellys. El seu nom significa guerra en alemany.

#### Gin
Gin (ギン), anomenat Gin el Dimoni (鬼人のギンKijin no Gin), és el comandant de combat de la Banda Pirata d'en Krieg. És un home d'estatura mitjana, pell morena i llavis gruixuts, vestit de color gris. És ferotgement lleial al seu capità però a diferència d'ell té sentit de l'honor. És un gran lluitador i va armat amb una parella de tonfes amb pes a la punta. En Gin acompanya el seu capità a la Grand Line i és dels pocs supervivents de l'enfonsament de la flota. En Gin és capturat per l'Armada però s'escapa quan el vaixell arriba al Baratie. Després de rebre menjar d'en Sanji marxa però retorna acompanyat de la seva tripulació perquè es puguin alimentar. Quan en Krieg decideix apoderar-se del vaixell, en Gin acaba lluitant a contracor contra en Sanji, però es nega a matar-lo i acaba sent enverinat pel gas tòxic llençat pel seu propi capità. Fuig amb la resta de la tripulació però es desconeix si aconsegueix sobreviure a l'enverinament.

#### Pearl
Pearl (パール), anomenat Pearl l'Intocable (鉄壁のパール Teppeki no Pāru), és el comandant de la segona unitat de la Banda Pirata d'en Krieg. És un home alt que porta dues planxes de ferro que el protegeixen per davant i per darrere i va armat amb dos escuts amb grans perles incrustades. Li agrada presumir de la seva cara bonica i de no haver estat mai ferit en combat. Quan se sent amenaçat encén foc per protegir-se. És un dels supervivents de la desfeta de la tripulació i acompanya els seus homes al Baratie. S'enfronta a en Sanji i durant el combat gairebé guanya el cuiner. El seu company Gin l'acaba deixant inconscient per evitar que mati en Sanji. En Pearl fuig amb la resta de tripulació. El seu nom significa perla en anglès.

### Banda Pirata de l'Arlong
La Banda Pirata de l'Arlong (アーロン一味 Āron ichimi?) És un grup de pirates tritons amb ideals racials i superioritat sobre els homes. Els membres de la tripulació d'Arlong formaven part dels pirates del Sol, però després que Jinbe s'unís a la Flota dels Set, es van trencar i es van establir al East Blue. Així, vuit anys abans del començament de la història, van arribar a Coco's Village, on van imposar un homenatge a tots els habitants per salvar-los la vida. Gràcies a la debilitat dels illencs i del corrupte oficial de marina Nezumi, van aconseguir mantenir la seva dictadura durant vuit anys. Nami també s'uneix a la tripulació, per tal de recaptar els diners necessaris per comprar la llibertat del seu poble, però és enganyada per Arlong; En Ruffy i els seus companys es posen en fila per ajudar-lo, derrotant la tripulació i fent-los detenir.

#### Arlong
L'Arlong (アーロン) és un tritó de l'espècie peix serra i el capità de la Banda Pirata de l'Arlong. També anomenat Arlong la Serra (ノコギリのアーロン Nokogiri no Āron), és un home-peix alt, musculós, de pell blau cel, i el seu tret més distintiu és un nas en forma de serra. Considera els humans uns éssers inferiors i és molt cruel amb ells. En combat utilitza la seva enorme força, les seves dents punxudes, el seu nas i una espasa en forma de serra anomenada Kiribachi (キリバチ). L'Arlong és el responsable de la mort de la mare de la Nami i de les crueltats que aquesta i els habitants de la Vila Cocoyasi pateixen durant anys. S'enfronta als Pirates del Barret de Palla quan aquests arriben a l'illa i intenten alliberar-la. Durant el combat, aprofita un descuit d'en Ruffy i el llença a l'aigua amb els peus atrapats en una roca, i mentre espera que s'ofegui observa com els seus oficials s'enfronten a en Zoro, en Sanji i l'Usopp. Quan aquests derroten els homes-peix, demostra tenir prou força per guanyar sol en Zoro i en Sanji. En Ruffy, un cop alliberat, lluita contra l'Arlong i el derrota després d'un dur combat, que implica la total destrucció d'Arlong Park. Després de la batalla és detingut i empresonat per l'Armada. La recompensa de l'Arlong és de 20 milions de bellys.

#### Hatchan
En Hatchan (はっちゃん Hatchan) és un tritó de l'espècie pop i un dels oficials de la Banda Pirata de l'Arlong. Té la pell rosa, la boca sortida com un pop i els cabells pentinats en cinc punxes. Té sis braços amb ventoses i porta el tatuatge dels Pirates del Sol al front. Comparat amb altres homes-peix, és bastant amable amb els humans i altres persones. És el millor espadatxí de la tripulació i utilitza sis sabres alhora. Conquereix la Vila Cocoyasi amb la resta de pirates i s'instal·la a Arlong Park. Amb l'arribada dels Pirates del Barret de Palla, lluita contra en Zoro, qui el guanya tot i estar greument ferit. És detingut per l'Armada però aconsegueix escapar del vaixell presó. Després de viure algunes aventures, obre una parada ambulant de takoyaki en un vaixell juntament amb la Keimi i en Pappug. Es retroba amb els Pirates del Barret de Palla quan és segrestat pels Pirates d'en Macro i els Genets dels Peixos Voladors. Després de ser rescatat, és perdonat per la tripulació i els acompanya a l'Arxipèlag de Sabaody per trobar un recobridor per al seu vaixell i poder arribar així a l'illa dels Tritons. Durant l'estada a l'arxipèlag, la Keimi és segrestada i venuda com a esclava, i durant el seu rescat l'Octy és ferit greument per un dels Nobles Mundials i no pot seguir acompanyant els pirates, però es queda a l'arxipèlag protegint el Thousand Sunny. Dos anys després, l'Octy intenta impedir que els Nous Pirates Homes-Peix i els Pirates Voladors ataquin l'Illa dels Tritons, però és malferit per en Vander Decken XIII. Aconsegueix fugir fins al Bosc Marí i avisar en Jinbe i els seus amics de les intencions d'en Hody Jones. Després de la batalla, ajuda a reparar la fàbrica de caramels de l'illa. El seu nom original s'inspira en la paraula hachi, que significa vuit en japonès.

#### Kuroobi
Kuroobi (クロオビ) és un home-peix de l'espècie rajada i un dels oficials de la Banda Pirata de l'Arlong. Té la pell de color gris clar, els cabells pentinats en una cua i dues aletes als colzes. És un dels membres més estrictes de la tripulació i un expert en Karate Tritó. Després de l'escissió de la Banda Pirata dels Tritons, acompanya la Banda Pirata de l'Arlong a l'East Blue. Lluita contra en Sanji a Arlong Park i gairebé el guanya en un combat submarí, però un cop a terra ferma acaba derrotat. És detingut i empresonat amb la resta de la tripulació. El seu nom significa cinturó negre en japonès.

#### Chew
Chew (チュウChū?) És un suboficial de la tripulació, un home peix del tipus arquer. En combat utilitza la seva capacitat per emmagatzemar i disparar aigua des de la seva boca a la velocitat d’una bala. És derrotat per l’Usopp després d’una dura i estratègica lluita.

### Habitants d’East Blue

#### Kuina
Kuina (くいな) era una amiga d'infantesa d'en Zoro i la filla del seu mestre. De cabells blau fosc, era la millor alumna del dojo, capaç de derrotar múltiples vegades en Zoro sense perdre mai. Es van prometre convertir-se en els millors espadatxins del món, però l'endemà de la promesa la Kuina mor en un accident. En Zoro jura que complirà la promesa que van fer i hereta l'espasa de la Kuina.

#### Kaya
Kaya (カヤ?) És una noia rica que viu a Shirop Village. Després de la mort dels seus pares, va ser atesa per Krahador, un majordom sota la disfressa del qual s'amaga el pirata Kuro. Malalta a causa de la prematura mort dels seus pares, la Kaya està estancada la major part del temps, on rep visites d’Usopp, que arriba a la seva finestra per explicar-li històries increïbles. Quan Kuro es revela pel que és, ordena a Jango empresonar-la, però Zoro i Usopp aconsegueixen neutralitzar-lo. Després de la derrota de Kuro, Kaya dona a la tripulació del Barret de Palla el vaixell Going Merry, construït pel seu majordom Merry (メリー Merī?), en senyal d'agraïment.

#### Zeff
Zeff (ゼフ) és el xef en cap del Baratie i l'antic capità dels Pirates Cuiners (クック海賊団 Kukku Kaizokudan). Durant la seva època com a pirata era conegut com a Zeff Cama-Roja (赫足のゼフAka-Ashi no Zefu). És el mestre de cuina d'en Sanji, al qual també ensenya el seu art de lluita amb les cames. És un home gran, de cabells rossos amb un bigoti pentinat com a trenes. Va vestit de cuiner i duu un barret de xef molt llarg. Porta una pota de fusta a la cama dreta. Té un temperament ferotge i respecta de gran manera el menjar i els cuiners. Va ser un pirata molt conegut i va viatjar per la Grand Line. En Zeff va conèixer en Sanji mentre assaltava un creuer, però quan el vaixell va naufragar els dos van quedar atrapats en un illot, on en Zeff es va veure obligat a menjar-se la seva pròpia cama per sobreviure. En Zeff presencia com en Ruffy i en Sanji lluiten contra en Krieg i els seus pirates per salvar el vaixell. Després de la lluita, convenç en Sanji perquè s'uneixi als Pirates del Barret de Palla. Dos anys després ha ampliat el restaurant i segueix les aventures d'en Sanji a través dels diaris.

#### Bell-mère
Bell-mère (ベルメール) era la mare adoptiva de la Nami i la Nojiko. Era una dona bonica amb els cabells de color fúcsia pentinats a l'estil mohicà. La Bell-mère va formar part de l'Armada i va trobar la Nojiko i la Nami en una vil·la destruïda per una batalla contra els pirates i va decidir adoptar-les. De tornada al poble de Coco, va fundar una plantació de mandariners on vivia amb les seves filles, a les quals va aconseguir criar tot i tenir pocs ingressos. Quan l'Arlong va envair l'illa, no disposava de prou diners per salvar tota la família i va decidir destinar-los a salvar les seves filles. Va morir a mans de l'Arlong i està enterrada damunt d'un penya-segat. El seu nom significa sogra i madrastra en francès.

#### Johnny i Yosaku
Johnny (ジョニー) i en Yosaku (ヨサク) són dos caça-recompenses amics d'en Zoro. En Johnny té els cabells negres, porta ulleres de sol i un tatuatge a la galta esquerra. En Yosaku porta els cabells rapats i una cinta vermella al cap. Ambdós van armats amb espases de fulla ampla. Havien format un equip de caça-recompenses amb en Zoro. Coneixen els Pirates del Barret de Palla quan aquests disparen el canó del Going Merry contra l'illot on en Johnny i en Yosaku estan descansant. Acompanyen els pirates al vaixell restaurant Baratie per intentar reclutar un cuiner pirata i allà presencien com en Dracule Mihawk derrota en Zoro. Després persegueixen la Nami, que ha robat el Going Merry, fins a Arlong Park. Allà s'enfronten als Pirates de l'Arlong però són derrotats amb facilitat. Després impedeixen que els habitants del poble lluitin contra l'Arlong fins que arribin en Ruffy i els seus companys. Després de la derrota de l'Arlong, seguiran sent caça-recompenses a l'East Blue però dos anys després s'han convertit en pescadors.

#### Curly Dadan
Curly Dadan (カーリー・ダダン, Kārī Dadan?) És el cap de la família Dadan i mare adoptiva de Ruffy, el portgas D. Ace i Sabo. Viu al Mont Corvo, a prop del poble de Foosha, juntament amb els seus homes de secà i té una recompensa de 7 milions i 800 mil Berry al cap. Garp primer li confia a Ace i després a en Ruffy, amenaçant-la amb arrestar-la pels seus nombrosos crims si no li importava. Tot i el seu comportament rudimentari, s'afecciona molt a en Ruffy, l’Ace i més tard en Sabo, començant a considerar-los els seus propis fills.

#### Genzo
Genzo (ゲンゾ?) És el sheriff i alcalde del poble de Coco i és una figura pare de Nami i Nojiko. La seva cara i el seu cos estan coberts de cicatrius, que Kuroobi li va donar quan va intentar evitar que Arlong prengués la Nami quan era un nen. Té un volant al barret, que feia riure a la Nami quan era petita. Durant la baralla amb la tripulació d'Arlong, Genzo ajuda a Ruffy a no ofegar-se traient el cap de l'aigua juntament amb Nojiko. Abans que aquest marxés, ella li va prometre que si feia plorar la Nami, hauria de tractar-se amb ell. Torna a aparèixer comentant la mida de la Nami, que li sembla indignant perquè la foto la mostra en bikini, però la penja al seu despatx.

#### Nojiko
Nojiko (ノジコ?) És la germana gran adoptiva de la Nami. Ella és l'única que sap que la Nami s'ha aliat amb Arlong només per alliberar els seus amics. Durant la baralla amb la tripulació d'Arlong, ajuda a Ruffy a no ofegar-se traient el cap de l'aigua juntament amb Genzo.

#### Bluejam
Bluejam (ブルージャム Burūjamu?) És el capità d’una tripulació que s'enfosa al Esat Blue. És contractat pel pare de Sabo per portar el seu fill a casa per la força, i accepta amb la noblesa i el rei del Regne de Goa cremar la Terminal Grisa a canvi d’un títol noble. Després de provocar el foc, intenta refugiar-se a la ciutat, però els nobles decideixen no obrir-li les portes, ja que no volen acceptar-lo com el seu semblant. Més tard s'enfronta a Ace i Curly Dadan, i és derrotat per ells.

#### Gaimon
Gaimon (ガイモン?) És un ex-pirata que viu a una illa poblada d’animals estranys. Vint anys abans que comencés la història, va arribar a l'illa a la recerca d'algun tresor. Aquí va trobar uns troncs que, segons ell, pensaven que contenien tresors, però va ser empresonat en un bagul que es va convertir en una part integral del seu cos, ja que no es podia treure, tot i que li permet utilitzar les mans i els peus. Quan en Ruffy arriba a l’illa fa amistat amb la tripulació i els mostra el monticle on queden els baguls, però en Ruffy descobreix que estan buits. Se li proposa unir-se a la tripulació, però es nega, ja que considera els animals de l'illa com el seu veritable tresor i decideix continuar protegint-los. També apareix a les mini aventures de Buggy, on també es fa amic d’ell. Dos anys després de la batalla de Marineford és vist en companyia de Sarfunkel, una dona atrapada en un barril.

#### Paty i Carne
Paty (パッテイ Pati?) I Carne (カルネ Karune?) Són dos xefs que treballen a Baratie. Tot i les seves maneres aproximades, són molt devots del seu treball i estan relacionats amb Zeff i Sanji. Lluiten contra la flota de Krieg, però tots dos són eliminats per Pearl.

## Little Garden

### Dorry i Broggy
Dorry (ドリーDorī?), anomenat "el Ogre Blau" (赤 鬼 Aooni?), i Broggy (ブロギーBurogī?), anomenat "el Ogre Vermell" (青 鬼 Akaoni?) són originalment dos gegants d’Erbaf que inicialment van capitanejar la Banda Pirata dels Guerrers Gegants (巨 兵海賊団 Kyo hei kaizoku-dan?). Cent anys abans del començament de la història, els dos van matar un rei del mar cadascun, però una noia li va preguntar quin dels dos era més gran, provocant així un xoc entre els dos gegants. La resta del grup va tornar a Erbaf, deixant als dos capitans per enfrontar-se a Little Garden. Tots dos tenen una recompensa de 100 milions de baies al cap. Quan en Ruffy i els seus companys arriben a l’illa, Mr. 3, que els havia seguit, col·loca una bomba al rom de Dori i sabota el següent duel per fer-lo perdre. Després de la baralla amb Mr. 3 i després d'ajudar en Ruffy i la seva tripulació a sortir de l'illa, els dos gegants fan les paus i reprenen la seva lluita centenària.

## Drum

### La banda pirata del Rei de Llauna
La banda pirata del Rei de Llauna (ブリキング 海賊団 Burikingu kaizoku-dan?) és una tripulació dirigida per Wapol i formada per aquells que van governar l’illa Drum.

#### Wapol
Wapol (ワポル), també anomenat Wapol el de Llauna (ブリキのワポル Buriki no Waporu), és l'anterior monarca del Regne de Drum i l'antagonista principal de la saga de Drum. És un home gros, amb els cabells violetes i una mandíbula cilíndrica feta de plaques de llauna. Vesteix una armadura i una capa feta de pell. Sol cavalcar damunt del seu hipopòtam pelut Robson (ロブソン). Té un caràcter cruel i dèspota, i governava el regne només per complir els seus desitjos personals. En Wapol ha menjat la Fruita Baku Baku, que li permet menjar qualsevol cosa i adquirir-ne les propietats. Va fugir de Drum quan la Banda Pirata d'en Barbanegra van atacar l'illa. Hi retorna just després que hi arribin els Pirates del Barret de Palla. Després de derrotar en Dalton es dirigeix al seu antic castell per reclamar-lo, però allà s'ha d'enfrontar a en Ruffy, qui el derrota sense gaires dificultats i l'envia volant fora de l'illa. De nou a l'exili, acaba menjant escombraries per no morir-se de gana i sense proposar-s'ho crea una línia de joguines de gran èxit amb la canalla, fetes d'un nou acer anomenat Wapolnita. Acaba fundant una gran corporació i casant-se amb Miss Univers. Dos anys després, amb el permís dels Nobles Mundials crea el Regne Negre de Drum al South Blue i es prepara per assistir al Reverie.

### Habitants de Drum

#### Dorton
Dorton (ドルトン Doruton?), Anomenat Dolton a l'edició italiana de l'anime, era un guàrdia del rei de Drum Wapol, però no compartia els seus mètodes excessivament autoritaris i violents. Rebel·lat després del sacrifici de Hillk, fou tancat a la presó; va ser alliberat arran de la invasió de la tripulació de Barba Negra i va assumir el càrrec de rei. Noble i valent, Dorton s'encarrega de les condicions de la població i, per tant, tothom a l’illa confia en ell. Al retorn de Wapol i la seva tripulació, Dorton assumeix la defensa del regne i dels seus habitants, però és greument ferit. És curat pels vint metges al servei de Wapol i després de la derrota del tirà, Dorton es converteix oficialment en el rei de Drum, que rebateja com a Regne de Sakura. Després del timeskip, es presenta al Reverie acompanyat de Kureha. Va menjar la fruita Zoo Zoo Cow Cow, model Bison (ウシウシの実モデル野牛バイソン Ushi Ushi no Mi, Moderu Baison?), que li permet transformar-se en un bisó; això li dona una gran força física.

#### Kureha
Kureha (クレハ?), Anomenat Koreka a l'edició italiana de l’anime, és l’últim metge que queda a Drum. Malgrat els seus 139 anys, té un cos similar al d’una jove i es considera una jove bellesa. A causa del seu tractament atípic als pacients, la força, la soledat i l’aspecte, sovint se l’anomena “bruixa”. També és una bevedora àvida i sempre té una ampolla amb ella. Tot i els seus mètodes poc ortodoxos, és un metge excel·lent, capaç de tractar malalties rares o molt greus. Després de diagnosticar a Hillk que estava a pocs dies de viure, va acceptar a contracor la seva petició de fer de Chopper un bon metge i li va ensenyar tot el que sabia. Havent-se aficionat als rens i sentint els seus sentiments, ella anima a Chopper a unir-se a la tripulació del Barret de Palla. Llavors compleix el somni de Hillk, disparant una pols química al cel que crea un efecte similar a una immensa flor de cirerer.

#### Hillk
Hillk (ヒルルク Hiruruku?), Anomenat Hiruruku a l'edició italiana de l’anime i Hiluluk en altres adaptacions [quina?], Era doctor en tambor i juntament amb Kureha l’últim que quedava a l’illa. Quan era jove, era un lladre que tenia una malaltia mortal, però es va poder recuperar veient un cirerer florit. Després de ser curat, va començar a creure que no hi havia cap dany al món que no es pogués curar gràcies a la flor del cirerer i va començar a curar la gent, tot i que no tenia les habilitats necessàries. De fet, el seu major somni era escalfar el cor de la gent de l’illa glaçada fent florir els cirerers i va passar els darrers trenta anys de la seva vida en aquest projecte. Més tard adopta el petit ren Tony Tony Chopper i li ensenya els rudiments de la medicina. Informat per Kureha de la seva imminent mort, Hillk prefereix explotar-se en lloc de ser capturat pels homes de Wapol.

## Alabasta

### Família Nefertari
La família Nefertari (ネフェルタリ家, Neferutari-ke) és una llinatge de sang reial que ha governat el regne d'Alabasta durant almenys vuit-cents anys: a finals del segle fosc, de fet, la reina de l'època, Nefertari D. Lili (ネフェルタリ・D・リリィ, Neferutari Dī Rirī), va ser un dels vint governants que van fundar el Govern Mundial, però es va negar (a diferència dels altres dinou) a establir-se a Marijoa i va desaparèixer misteriosament, motiu pel qual el govern d'Alabasta va passar al seu germà petit.

#### Nefertari Cobra
Nefertari Cobra (ネフェルタリ コブラ, Neferutari Kobura) és el rei d'Alabasta i pare de Nefertari Vivi. Sobirà savi i respectat, es preocupa molt pel regne i pels seus habitants. Descobrint que la sequera de tres anys al regne es degué a la Banda Baroque, Cobra ordena a l'exèrcit que es prepari per marxar al quarter general enemic. Al mateix temps, però, la Banda Baroque envia en Mr. 2, Bon Kure a Nanohana, que, fent passar per Cobra gràcies als poders del seu fruit del diable, afirma haver robat la pluja del regne només per a la capital i enfurismar així els habitants. que decideixen rebel·lar-se. Capturat per la Banda Baroque, Cobra es veu obligat a conduir Nico Robin al Poignee Griffe d'Alabasta. Després de la derrota de Crocodile, es revela la trama de la Banda Baroque i Cobra torna a ser un estimat governant. Reapareix dos anys més tard, amb motiu de la seva marxa a Reverie, a Marijoa. Ara la seva salut sembla precària i està confinat a una cadira de rodes; malgrat això, està decidit a participar en l'esdeveniment per demanar informació al Govern Mundial sobre el segle buit, influït per les paraules de Robin dos anys abans i, durant l'assemblea, juntament amb el rei Riku Dold III de Dressrosa, promou l'abolició dels set guerrers del mar. Durant la seva conversa amb els Gorosei, s'assabenta de l'existència d'Im, un descobriment que li costa la vida i la culpa del seu assassinat s'atribueix a Sabo, que en canvi havia intervingut per intentar salvar-lo.

#### Nefertari Vivi
Nefertari Vivi (ネフェルタリ・ビビ, Neferutari Bibi) és filla de Cobra i la princesa d'Alabasta. Va ser criada pel seu pare i va confiar en Igaram i des de petita ha tingut com a mascota un ànec molt devot: Karoo (カルー, Karū). Tot i que és una princesa, no actua arrogant ni egocèntrica; es preocupa pel bé dels seus súbdits i del seu país i no dubta a posar en perill la seva vida. En combat recorre a una dansa anomenada Mermaidance, que té la finalitat d'hipnotitzar o embruixar l'oponent: a l'anime aquesta dansa ha estat substituïda per un perfum que té el mateix efecte. Les seves armes són dues joies afilades unides a una corda i als seus dits petits amb anells, que, en ser remolinats ràpidament, creen una arma de tall anomenada Peacock Slasher.
De petita sortia d'amagat per anar a jugar amb els nens de la ciutat d'Alubarna, entre ells Koza, mostrant-se sempre com una princesa molt atenta a la felicitat i al benestar dels seus súbdits. Anys més tard, quan ella i Igaram van descobrir el pla de Crocodile per enderrocar la família reial i fer-se càrrec del regne, es va infiltrar a la Banda Baroque sota el sobrenom de Miss Dimecres (ミス・ウェンズデー, Misu Wensudē). Amb aquestes disfresses, coneix la tripulació del Barret de Palla, a qui revela la seva identitat i els oficis de Crocodile: juntament amb ells visita el Petit Jardí i el regne de Drum, arribant a Alabasta, on ara hi ha una guerra civil. Durant els enfrontaments a la capital, inicialment intenta aturar els amotinats, aconseguint-ho després de la derrota de Crocodile a mans d'en Ruffy: després del conflicte, els seus companys li demanen que s'incorpori oficialment a la seva tripulació, però ella es nega, preferint quedar-se a Alabasta per restaurar-se el seu país. Malgrat això, segueix seguint les aventures de la tripulació als diaris, mentre ajuda el seu pare en qüestions d'estat: de fet, dos anys després, juntament amb ell, va a la Reverie on fa amistat amb Shirahoshi i Rebecca.

### Exèrcit Reial

#### Igaram
Igaram (イ ガ ラ ム Igaramu?) És el cap de la guàrdia reial. S'infiltra a l'Obra Barroca juntament amb Nefertari Bibi sota la identitat del senyor 8, però, sense mascarar, és atacat per Nico Robin. Tot i que es disfressa de Vivi, aconsegueix desviar-se de les Obres del Barroc, permetent a la princesa tornar a Alabasta. Més tard torna a aparèixer a Nanohana, on desemmascara la trama de Crocodile i posa fi a la rebel·lió. Lluita amb un saxo que dispara quan es toca i també té petites pistoles als cabells, que treu i fa servir gràcies a un fals arc que se li posa al pit.

#### Chaka
Chaka (チャカ?) És el guerrer més fort del regne juntament amb Pell i un dels guàrdies reials d'Alabasta. Quan els rebels s'apropen a Alubarna, Chaka recomana als soldats que lluitin fins a la mort per garantir la seguretat del rei i la princesa. Intenta derrotar en Crocodile dues vegades per evitar el cop d'estat, però l'oponent el derrota fàcilment, gairebé ferint-lo mortalment. Chaka és un espadachí i sempre porta una gran espasa al maluc dret. Va menjar la fruita Zoo Zoo Dog Dog, model de xacal (イヌイヌの実モデルジャッカル Inu Inu no Mi, Moderu Jakkaru?), Que li permet transformar-se en xacal, augmentant el seu rendiment físic a batalla. També era entrenador de Kosa quan era petit.

#### Pell
Pell (ペル Perú?) És el guerrer més fort del regne juntament amb Chaka i és un dels guàrdies reials d'Alabasta. Va aparèixer per primera vegada quan va rescatar Bibi d'un grup de milions; després també duela contra Nico Robin i és derrotat. En recuperar-se, intervé per salvar en Ruffy després de xocar amb Crocodile i, ajudat també per Robin, el porta a Alubarna. Més tard, es sacrifica heroicament per portar la bomba col·locada per Crocodile per eliminar els rebels i l'exèrcit reial de la ciutat d'un cop; tanmateix aconsegueix salvar-se i després de ser tractat a l'oasi de Goro torna a Alabasta. Va menjar la fruita Zoo Zoo Avis Avis, model Falco (トリトリの実モデル隼ファルコン Tori Tori no Mi, Moderu Farukon?) Que li permet transformar-se en falcó. En transformar Pell, a més de la capacitat de volar, s'obté una major velocitat de moviment i unes urpes afilades per atacar els enemics.

### Habitants d'Alabasta

#### Koza
Koza (コーザ, Kōza?) És un amic de la infància de Vivi, amb qui va vincular després d'una baralla, i líder del clan Sand Sand on es va comprometre a presentar a la nena. El Baroque Works el deixa enganyar com els altres i pensa que Cobra està duent a terme una conspiració, de manera que comença a despertar la població, convertint-se en el líder de l'exèrcit rebel que posteriorment dirigeix a Alubarna. Durant l'atac, Kosa entra al palau reial i aprèn la veritat sobre el pla de Crocodile per fer-se amb el regne; Després intenta advertir els rebels, però és ferit per un agent de Baroque Works. Quan acaba l'hostilitat, torna a Yuba i ajuda el seu pare Toto a reconstruir la ciutat. Dos anys més tard, es mostra a les mini aventures on es revela que s'ha convertit en ministre del medi ambient.

#### Toto
Toto (トト?) És el pare de la Kosa. Fins i tot després de l’èxode de la població, roman tossudament a Yuba buscant aigua, alimentant la confiança incondicional en Cobra. A Yuba coneix a Vivi i els pirates del Barret de Palla i li dona a en Ruffy una ampolla d’aigua que serà essencial en la lluita amb el Cocodril.

## Jaya i Skypea

### Banda Pirata d'en Bellamy
La Banda Pirata d'en Bellamy (ベラミーの味 Beramī no ichimi?) és un grup de pirates dirigit per Bellamy, subordinats d'en Donquixote Doflamingo. Els membres d’aquest grup creuen en l’anomenada "Nova Era", en què els pirates no busquen tresors llegendaris sinó que es concentren a acumular els reals que els envolten, rient-se de qualsevol persona que encara creu en allò que anomenen "l'era" de els pirates somiadors". La Banda Pirata d'en Bellamy va néixer a la rica ciutat de Nortis, però van decidir abandonar-la per convertir-se en pirates. Després de ser derrotats per en Ruffy i perdre el favor d'en Doflamingo, la banda de Bellamy arriben a Skypiea i allà Bellamy perd tota la seva tripulació, però aconsegueix prendre possessió d’un pilar d’or que lliura a Doflamingo, que el converteix en el seu subordinat.

#### Bellamy
Bellamy (ベラミー), anomenat també Bellamy la Hiena (ハイエナのベラミー Haiena no Beramī) és el capità de la Banda Pirata d'en Bellamy. És un home alt amb els cabells curts i rossos, amb una cicatriu sobre l'ull dret i tatuatges als braços. És cruel, violent i arrogant. Té l'habilitat de la fruita Bane Bane, que li permet transformar parts del seu cos en molles. Dos anys després es mostra capaç d'utilitzar el Haki. En Bellamy coneix els Pirates del Barret de Palla a Jaya. Durant la nit ataca en Montblanc Cricket i li roba l'or. Mentre la tripulació celebra el botí, en Ruffy els ataca per recuperar l'or i guanya en Bellamy amb facilitat. Durant els anys de separació dels Pirates del Barret de Palla, en Bellamy viatja a una illa del cel i torna amb un pilar d'or que regala a en Doflamingo, qui l'accepta com a membre menor de la Família Donquixot. En Bellamy participa en el torneig del Colisseu Corrida per convertir-se en membre executiu de la família i reconeix en Ruffy disfressat. Tot i ser dels últims combatents del seu grup no arriba a la final. Per redimir-se, en Doflamingo li ordena assassinar en Ruffy, però fracassa en l'intent. En Doflamingo utilitza en Bellamy com a titella per lluitar contra en Ruffy i aquest s'acaba veient obligat a deixar-lo inconscient a contracor. Després de la derrota d'en Doflamingo en Bellamy fuig de Dressrosa amb la Gran Flota del Barret de Palla, i tot i que no accepta convertir-se en subordinat d'en Ruffy, se separen com amics. La seva recompensa actual és de 195 milions de bellys. El seu nom prové del pirata Samuel Bellamy.

#### Sarquiss
En Sarquiss el Ganivet Llarg (ビッグナイフ・サーキース Biggunaifu Sākīsu) és el segon de bord d'en Bellamy, amb qui comparteix plenament l'ideal de pirateria de la Nova Era. En combat, empra un gran kukuri com a arma, però continua sent un pirata sense valor, donada la facilitat amb què és enderrocat per Barbanegra. Després de la derrota de la tripulació, és manipulat per Doflamingo que l'obliga a ferir Bellamy. La seva recompensa ascendeix a 38 milions de bellys.

### Família Montblanc

#### Montblanc Noland
Montblanc Noland (モンブランノーランド Monburan Nōrando?) És un home que va viure quatre-cents anys abans del començament de la narració i és conegut com el personatge mentider d’un conegut conte de fades al mar del Nord. Segons el conte de fades, Noland era un explorador que afirmava haver trobat una illa plena d'or, però quan fins i tot el rei es va traslladar per anar-hi, no va trobar cap rastre de l'illa i el va fer executar. En realitat, Noland havia desembarcat a Jaya, on gràcies al seu coneixement de la botànica havia ajudat la tribu Shandia a frenar una malaltia dels arbres i havia trobat la ciutat daurada de Shandora. Després de tornar a Jaya, Noland no s'havia adonat que una part de l'illa havia estat llançada al cel per l'actual Knock Up Stream i, per tant, era considerada un mentider. Durant els esdeveniments de Dressrosa i Green Bit, Usopp i Nico Robin descobreixen que al Regne de Tontatta Noland és considerat un heroi: ja que l’home va arribar al regne dels nans i els va ajudar a lluitar contra els homes que intentaven destruir els seus Regne. La seva arma era una llarga katana amb una empunyadura en forma de castanya; amb ell va aconseguir matar amb un sol cop una enorme serp de la mateixa espècie que Zoro i Wiper ni tan sols poden ratllar. També va ser botànic i expert mèdic, ja que va aconseguir curar el poble de Shandia de la febre de la fusta pel seu compte.

#### Montblanc Cricket
Montblanc Cricket (モンブラン・クリケット) és el líder de l'Aliança Saruyama. És un home de mitjana edat, alt i musculós, de cabell ros i amb una protuberància en forma de castanya al cap. Sol fumar sempre un cigarret i anar amb pantalons llargs sense camisa. És un home determinat i seriós però també alegre quan toca. És un expert submarinista i un lluitador temible. En Cricket és un descendent directe de l'explorador Montblanc Norland. Fugint de la reputació de mentider del seu avantpassat, es fa pirata i acaba arribant a l'illa de Jaya, on comença a buscar restes que provin que en Norland no mentia. Coneix els Pirates del Barret de Palla quan creu que li volen robar l'or, però després de salvar-lo d'un desmai per descompressió, es fan amics i els ajuda a preparar el Going Merry per anar a l'Illa del Cel. Des de casa seva aconsegueix sentir la campana d'or de Shandora i veure l'ombra d'en Ruffy als núvols, i per fi descobreix que el seu avantpassat no mentia i que la Ciutat d'Or és als núvols.

### Coalició de la muntanya dels simis
The Monkey Mountain Coalition (uy 山 連 合, Saruyama Rengō?) És una flota de pirates que opera a Jaya, buscadors experts de tresors enfonsats [56]. Inicialment desconfiats d'en Ruffy i els seus companys, més tard ajuden a la tripulació del Barret de Palla a anar a Skypiea, però són atacats per Bellamy [53]. El cap de l’aliança és Montblanc Cricket.

#### Masira
En Masira, el rei del reflotament (サルベージ王マシラ, Sarubēji-Ō Mashira), és el cap de la Banda Pirata d'en Masira i s'assembla a un goril·la i es penja una recompensa de 23 milions de Bellys al cap.

#### Shôjô
En Shôjô, el rei de la recerca submarina (海底探索王ショウジョウ, Kaitei Tansaku Ō Shōjō), és el gran cap de la Banda Pirata d'en Shôjô i també germà d'en Masira, s'assembla a un orangutan i té una recompensa de 36 milions de bellys. Té una veu molt distintiva que utilitza com a sonar per trobar restes submergides.

### Habitants de Skypiea

#### Gan Fall
Gan Fall (ガン・フォール Gan Fōru?), amb el sobrenom de "Cavaller del Cel", era l'antic déu de Skypiea però va ser derrotat i desterrat pel "Deu Eneru" 6 anys enrere, durant el seu regnat va intentar que tant els "Shandians" com els "Habitants del Cel" visquessin en la mateixa terra sense lluitar. En Gan Fall compta amb un ocell anomenat "Pierre" el qual utilitza per viatjar sobre ell, gràcies al fet que és un ocell que va menjar la Fruita del Diable Uma-Uma (Uma, en japonès, cavall) i com en Pierre és un ocell, com que menja una fruita amb qualitats de cavall el va convertir en un Pegàs.

#### Pagaya
Pagaya (パ ガ ヤ?) És el pare de Konis i un brillant inventor. Ajuda a la tripulació d'en Ruffy tot i ser etiquetat com a criminals. Després de la batalla, reinicia el Waver trobat per la Nami.

#### Konis
Konis (コ ニ ス Konisu?) És la filla de Pagaya i la primera persona que es troba amb la tripulació del Barret de Palla després d'entrar a Skypiea. És una noia amable, forta, valenta i esperançadora que es preocupa pel benestar dels altres. Es veu obligada a trair la tripulació del Barret de Palla contra la seva voluntat, però, incapaç de suportar el pes de la traïció, ho confessa tot, disposada a acceptar el càstig d'Ener; d’on la Ruffy la salva en el temps. Torna a aparèixer al Going Merry mentre ella té cura de Sanji i Usopp, que van ser electrocutats per Ener. Més tard aconsegueix convèncer la població celestial de deixar Angel Island abans que Ener la destrueixi.

### Enerus i els seus companys
Els sacerdots del pati superior són els quatre principals ajudants d’Ener, el déu de Skypiea. Tenen diferents poders, però tots són generats pel Dial. També poden utilitzar Mantra, una capacitat innata que els permet predir els moviments de l’adversari. Venint de l'illa del cel Bilca, es van dirigir a Skypiea després de destruir-la i van derrotar l'aleshores déu Gan Forr. Ener es va convertir així en el nou déu de Skypiea i va nomenar els seus quatre seguidors com a sacerdots. Al servei d’Ener hi ha, a més dels sacerdots, cinquanta soldats dirigits per Yama, que formen el seu exèrcit diví.

#### Eneru
L'Eneru (エネル Eneru?), és el déu de Skypiea. És un habitant de les “illes del cel” procedent de l'illa Bilca que va destruir ell mateix quant va perdre el control del seu poder, ja que té el poder de la Fruita del Diable: Goro-Goro (Goro: So que fan els Trons) a causa d'haver menjat aquesta fruita es creu que és un déu, també per tenir molt desenvolupat el poder del mantra (habilitat molt comuna en les illes del cel, i és com un sisè sentit que et permet preveure les accions dels altres), d'aquesta manera va derrotar en “Gran Fall” l'antic déu de Skypiea i es va apoderar del “jardí superior”. Si baixés a la mar blava, tindria una recompensa d'uns 500 milions de bellis aproximadament.

#### Satori
En Satori el del Bosc (森のサトリ, Mori no Satori) és el responsable del judici de l'esfera i és el primer sacerdot que apareix. Posa a Luffy i Sanji en problemes amb el seu Mantra i Dial Impact col·locats sota els guants. En Satori pot crear, amb esferes especials, esferes que tenen diferents efectes, des de l'explosió fins a la sortida d'una flor; unint-los es produeix el seu atac més poderós, un drac d’esferes explosives. Finalment, en Satori és immobilitzat per en Ruffy i Sanji l’acaba amb una potent puntada. També té germans bessons que formen part de l'exèrcit diví, Hotori i Kotori (ホトリとコトリ?), Que són derrotats per Nami i Gan Forr.

#### Gedatsu
En Gedatsu, el capitost del cel (空番長ゲダツ), és el supervisor de la prova del pantà. És un home molt estrany i, sovint, es comporta absurdament sense adonar-se’n. Utilitza el Dial per emetre núvols particulars de les seves mans que poden atrapar l’adversari i té Milky Dial al peu per volar. També pot utilitzar el Jet Dial per donar un gran impuls al seu cop. És derrotat per Chopper, que, traient-li un esfera lletosa del peu, el fa incapaç de volar i fa que quedi atrapat al seu propi pantà. Més tard, com es mostra a les mini aventures, en Gedatsu cau de Skypiea i acaba a l’oasi de Yuba, a Alabasta. Al mar blau es fa útil ajudant a restaurar l’oasi i construint una font termal que també visitarà la princesa Nefertari Vivi.

#### Shura
Shura (シュラ) És el supervisor a la prova de la corda, un lloc al bosc del pati superior on s'estenen centenars de cordes invisibles que immobilitzen els que s'hi aventuren. La seva arma és una llança amb un esfera escalfador a l’interior que la fa brillar, anomenada Heat Javelin (熱の槍(ヒートジャベリン Hīto Jaberin?). A més, Shura sol muntar Fuza (フザ?), A gran ocell vermell capaç de respirar foc gràcies a un escalfador Dial inserit al bec. Shura derrota Chopper i Gan Forr, però es veu aclaparat per Wiper amb l'ús del Dial Reject.

#### Ohm
L'Ohm, el criador del cel (スカイブリーダーオーム), és el responsable de la prova del ferro, que té lloc en una arena amb botons amagats a terra que desencadenen una sèrie de trampes. Sempre es queixa que els éssers humans, tot i que saben que tenen una existència limitada, busquen constantment la felicitat, experimenten un sofriment insoportable i creu que matar-los pot salvar-los, ja que els que han mort no tenen desitjos ni problemes. Ohm maneja una espasa feta d’un núvol ferrós, amb una esfera al mànec que li permet estirar-la i deformar-la per colpejar enemics fins i tot a distància. L’acompanya en Holy (ホーリー Hōrī?), un gos gran entrenat per posar-se dret a dues potes; és molt fidel a l'Ohm, que li va ensenyar arts marcials, però és decididament mut i obeeix a qualsevol, bàsicament el més fort. Després de derrotar Chopper, Ohm es tanca en una gàbia de filferro juntament amb Gan Fall, alguns Shandia, la serp geganta Nola, alguns soldats de l'exèrcit diví i Zoro, que el derrota després d'una lluita ferotge.

#### Yama
Yama (ヤマ Yama)?) és el capità de l'exèrcit diví fidel a Enel. Té una gran força física i, malgrat la seva mida, una agilitat increïble. També posseeix un cinturó amb esfera de deu destrals, anomenada deu-fold destral (10 連斬撃１０れんアックス Jūren Akkusu?), Que, quan s'utilitza conjuntament amb el seu volum, pot aixafar i tallar simultàniament els seus enemics. Prova la seva força derrotant el guerrer Shandia Genbo, però aviat és colpejat per Nico Robin, furiós perquè durant la seva lluita Yama havia danyat deliberadament les ruïnes antigues.

### Shandia
Els Shandia (シャンディア?) són una tribu que viu a prop de Skypiea. Com els habitants de Skypea, tenen petites ales a l'esquena, una característica que tenien molt abans d’arribar al cel. Quatre-cents anys abans de la narració, els Shandia van habitar l'illa de Jaya, protegint Shandora, la ciutat de l'or, dels estrangers. Eren una de les cultures més rellevants de la Rotta Maggiore, però durant el segle buit van ser envaïts pels vint regnes, ja que custodiaven un Poignee Griffe. Van aconseguir repel·lir els invasors, però el seu regne va caure en ruïna i només una petita tribu va romandre viva. Un dia van ser atropellats per una epidèmia d'arbres que va matar a molts d'ells, però van ser salvats per Montblanc Noland. Uns anys més tard, a causa del Knock Up Stream, van ser llançats junt amb una part de l'illa als mars del cel, on va començar un conflicte amb els habitants de Skypiea per la possessió del pati superior, que és la part de Jaya que arribava al cel.

#### Wiper
En Wiper (ワイパー Waipā?) és el guerrer més poderós dels Shandia i és descendent d'en Calgara. El seu somni és poder eliminar l’Ener i recuperar la possessió del pati superior. És molt impulsiu, orgullós i de naturalesa agressiva. Les seves armes són una bazuca i un Dial Reject, una espècie extinta de Dial amb la mateixa funció que un Dial Impact, però que és deu vegades més potent i danya greument l’usuari, tant que si no ets molt resistent moriràs després d'utilitzar-lo un parell de vegades. És l’home que es troba amb la tripulació del Barret de Palla a la seva arribada al cel, cobert amb una màscara i que Gan Forr deixa enrere. Més tard, ell i els seus homes ataquen el pati superior i Wiper derrota a Shura. Durant la lluita a les ruïnes de Shandora, pràcticament aconsegueix matar Ener, que després reviu gràcies als poders de la seva fruita i l'electrocuta fent-lo desmaiar. Després de descobrir i aprendre els motius d'en Ruffy, Wiper ajuda a inclinar el Jack Giant per permetre al jove arribar a l'Ener. A les mini aventures es revela que dos anys més tard es va convertir en el capità dels guàrdies de Gan Forr. La veu de Masaki Aizawa i Gabriele Calindri.

#### Aisa
Aisa (アイ lサ?) és una nena de Shandia amb el do del Mantra. Molt lligada a Laki, li agradaria convertir-se en una poderosa guerrera, però sovint té por de Wiper a causa de la seva impetuositat. És ella qui revela a la seva tribu la derrota de Satori i Gan Fall, ja que amb el Mantra pot escoltar les seves veus. Més tard, per intentar aturar la violència, va al pati superior i allà es troba amb la tripulació del barret de palla; tot i desconfiar inicialment, es fa amic d’ells i també ajuda a en Ruffy a trobar l’Ener.

#### Calgara
Calgara (カルガラ Karugara?) Va ser el lluitador més fort de Shandia quatre-cents anys abans del començament de la narració i l'avantpassat de Wiper. En el passat va defensar el seu poble de l'assalt de tots els pirates que van passar per la seva illa, saquejant-los al seu torn. Inicialment irascible i malhumorat, es revela com una persona honesta i lleial, forjant una profunda amistat amb Montblanc Noland, que havia aconseguit limitar la propagació de la malaltia dels arbres que delmava la seva població. Quan el pati superior va ser enviat al cel, Calgara va caure en un intent de salvar la seva terra natal de la invasió de la població celeste. Va lluitar amb una llança i posseïa una gran força física. En algunes ocasions va utilitzar una enorme bola de ferro lligada a una cadena per enfonsar els vaixells enemics.

#### Braham
Braham (ブラハム Burahamu?) És un dels guerrers més forts de Shandora i utilitza dues pistoles amb un Flash Dial integrat, anomenat Flash Gun (閃光銃フラッシュガン Furasshu Gan?), Amb el qual va enlluerna els enemics i després els dispara, i un Esfera Làctia que fa servir per moure’s a qualsevol lloc. Xoca amb Zoro i és derrotat encara que inicialment aconsegueixi posar-lo en dificultats.

#### Genbo
Genbo (ゲンボ lウ Genbō?) És el guerrer més gran de Shandia. Utilitza una bazuca que dispara boles de ferro com a arma, amb la qual derrota alguns membres de l'exèrcit diví, però és derrotat fàcilment per Yama.

#### Kamakiri
Kamakiri (カマキリ?) És un guerrer que viatja sobre un monopatí i lluita amb una llança que amaga una esfera Breath al mànec, que quan s'activa allibera una fulla de gas cremant, la Burn Blade (燃焼剣バー ンブレード Bān Burēdo?). És derrotat per Eneru.

#### Laki
Laki (ラ キ Raki?) És bon amic de Kamakiri i Aisa. De vegades entra en conflicte amb Wiper per la seva forma de pensar diferent; la seva arma és un rifle. Mentre intenta advertir a Wiper del poder d'Ener, Ener la para i la neutralitza amb una potent explosió.

#### Nola
Nola (ノーラ Nōra?) És una serp gegant que viu al pati superior. Sense voler, s'empassa en Ruffy, la Nami, l’Aisa i en Gan Forr, que descobreixen que al seu interior hi ha ruïnes i després surten. Ener, molest pel seu descontrol, l'electrocuta i el deixa inconscient. Durant la batalla final entre en Ruffy i l'Ener, quan el pirata necessita que el Gegant Jack s'inclini, Nola es llança contra la planta, provocant que trontolli i torne a desaparèixer. Després de la batalla, comença a conviure pacíficament amb la població celeste. El seu avi, Kashi (カ シ 神 Kashigami?) Va ser venerat com un déu per l'antiga Shandia.

## Longring Longland

### Tonjit
Tonjit (トンジッ ト Tonjitto?) És un nòmada d'edat avançada que viu a Longring Longland. És una persona molt amable i senzilla, que va quedar atrapat durant deu anys en un parell de xanques fetes de canyes de bambú de diversos centenars de metres d’altura, perdent així el remolc de la seva tribu que mentrestant s'havia traslladat a una altra illa de l’arxipèlag aprofitant de la marea baixa. Quan els protagonistes arriben a l’illa, en Ruffy s'espanta amb els dos bambús i els trenca amb una puntada de peu, fent que Tonjit caigui a terra. La seva euga, Shelly, és capturada per Foxy, però més tard és alliberada per en Ruffy durant la lluita contra Davy Back. Més tard, Tonjit aconsegueix creuar el mar muntant Shelly gràcies a l'almirall Aokiji, que congela tot el mar de l'arxipèlag Longring Longland. En els episodis de farciment de l'anime, Tonjit també es presta com a jutge a un judici i finalment arriba a la seva família gràcies al seu nebot i al seu talp, i no gràcies a Aokiji.

### Tripulació de Foxy
La tripulació de Foxy (フォクシーの 味 Fokushī no ichimi?) És un grup de pirates especialitzat en Davy Back Fight (デービーバックファイト Dēbī Bakku Faito?), Una competició de tres partits entre pirates on es poden agafar els dos components. Foxy, el capità de la tripulació, ha guanyat 920 vegades, obtenint 499 subordinats; els membres de la tripulació li són fidels i orgullosos d’haver-se unit a ell. Un cop a Longring Longland, Foxy dispara a Sherry, l'euga de Tonjit, per aconseguir-la, fent que en Ruffy s'enfosi i accepta desafiar-lo a la lluita contra Davy Back. Després de perdre i recuperar Chopper en els dos primers partits, l'equip de Barret de Palla és el guanyador quan en Ruffy derrota a Foxy en el tercer partit. En lloc de prendre un membre de la tripulació rival, en Ruffy decideix robar-li la bandera pirata i substituir-la per una nova bastant mal dissenyada per ell. A l'anime, Davy Back Fight s'ha allargat i s'han modificat alguns partits. En última instància, en Ruffy derrota a Foxy i recrimina a Robin i Chopper juntament amb 497 dels 499 subordinats de Foxy i la seva bandera; Llavors allibera els nous membres de la tripulació enemiga que acaben d’obtenir, que comencen a perseguir el seu antic capità.

#### Foxy
Foxy (フォクシー), conegut com a Guineu Platejada (銀ギツネ Gin-gitsune), és el capità dels Pirates d'en Foxy. És un home baix i camacurt, amb un nas vermell punxegut i els cabells pentinats formant dues punxes. Vesteix pantalons taronges amb tirants i una capa de capità. És un trampós que fa qualsevol cosa per guanyar la Davy Back Fight, però que realment es preocupa dels aliats que guanya. És un bon estratega però també un bon boxejador. Ha menjat la Fruita Noro Noro, que li permet emetre fotons que alenteixen objectes i persones. En Foxy desafia els Pirates del Barret de Palla a un joc de Davy Back Fight. Fa trampes contínuament durant el joc per ajudar el seu equip a guanyar. Ell mateix és el participant en la darrera prova, en que lluita contra en Ruffy en un combat de boxa. Acaba derrotat i perdent la seva bandera pirata. La seva recompensa és de 24 milions de bellys.

#### Hamburg
Hamburg (ハンバーグ) és un dels membres destacats dels Pirates d'en Foxy i el líder dels Groggy Monsters. És un home cepat amb aspecte de goril·la, que porta l'antifaç de la tripulació i un farcell al coll. No és gaire intel·ligent i riu per qualsevol cosa. No obstant això és un lluitador amb gran força. Participa en la prova del Ring Groggy, durant la qual fa trampes i utilitza armes com guants de ferro i garrots metàl·lics, però acaba perdent igualment. El seu nom significa hamburguesa.

#### Porche
Porche (ポルチェ) és una de les membres destacades dels Pirates d'en Foxy. És una noia prima de cabells blaus i nas punxegut. Va vestida de rosa i porta antifaç. Li encanta ser el centre d'atenció i sovint fa d'animadora durant el Davy Back Fight. Va armada amb un bastó de majorette que llença shurikens en forma de rosa. Participa en la Cursa Donut, que acaba guanyant gràcies a l'ajuda d'en Foxy.

## Water Seven

### Galley-La Company
La Galley-La Company (ガレーラカンパニー Garēra Kanpanī?), Abans de la seva creació, hi havia set empreses a Water Seven. L'economia de l’illa mancava, a causa de les males connexions, i la gran competència no va ajudar. La construcció del tren marítim, però, va permetre un major volum de comerç i el mateix Water Seven va experimentar un nou renaixement comercial i econòmic. El seu cap, Iceburg, que més tard també va ser alcalde de la ciutat, va començar a treballar per a una unió entre les empreses i, gràcies a les seves habilitats de mediació, va aconseguir el seu objectiu. Així va sorgir la Galley-La Company, que més tard es va convertir en el proveïdor oficial del govern mundial de vaixells. A l’interior de la companyia, però, s'infiltren tres agents del CP9, Rob Lucci, Kaku i Califa, enviats pel mateix govern per recuperar els plans de l’antiga arma Pluton, que presumptament eren custodiats per Iceburg, un alumne de Tom, el seu propietari anterior.

#### Iceburg
Iceburg (アイスバーグ Aisubāgu?), és l'alcalde de la ciutat de Water Seven i el president de la Galley-La Company. Home seriós i recte, és molt estimat pels habitants de Water Seven i els seus empleats. Iceburg era, juntament amb Cutty Flam, deixeble del genial fuster Tom i vivia amb aquest i Kokoro. Abans de ser acusat per una conspiració CP5 i conduït al vestíbul d'Enies Lobby, Tom va deixar els projectes de Pluton a Iceburg. Aleshores va decidir confiar-los a Cutty Flam que, després de ser cregut mort per tots, s'havia convertit en un ciborg anomenat Franky. Vuit anys després, el CP9, a través de tres infiltrats i Nico Robin, realitza un atac contra ell per robar-li els plànols, però és salvat per Chopper. Iceburg repara llavors el segon tren marítim, el Rocket Man, per permetre a Ruffy, Zoro, Nami i Chopper unir-se a la resta de la tripulació a Enies Lobby; també organitza el Going Merry per permetre-li el seu viatge final per ajudar la tripulació. Després de la derrota del CP9, ell i alguns membres de Galley-La ajuden a Franky a construir el Thousand Sunny; Iceburg dona nom al nou vaixell de la tripulació del Barret de Palla.

#### Pauly
Pauly (パウリー Paurī?) És el cap del departament d’aparells i màstils. Entre els cinc mestres d'obres, és el més respectat i el més proper i vinculat a Iceburg. Lluita amb cordes llargues, en un estil que va anomenar Rope Action. Sembla que hi ha, entre ell i Rob Lucci, una forta rivalitat i els dos lluiten sovint, però mai no acaben el duel, també perquè aquest no treballa mai dur. En preveure que les sospites caurien sobre Pauly, Iceburg li havia confiat plans falsos per a Plutó; quan més tard és atacat, pateix una forta derrota per part de Lucci. Després va, juntament amb Tilestone i Peepley Lulu, a Enies Lobby per ajudar la tripulació del Barret de Palla. Després de la batalla es converteix en el vicepresident de Galley-La.

#### Peepley Lulu
Peepley Lulu (ピープリー･ルル Pīpurī Ruru?) Dirigeix el departament d’elevadors, pitch and smith. Sempre té un gruix de cabell desordenat i, quan intenta aplanar-lo, apareix en un altre lloc. Sovint porta un pinafore i en fer-ho exhibeix una sèrie de cridaners tatuatges al pit. Sempre lluita amb dues armes, una a cada mà, que canvien cada vegada. Durant l'atac a la companyia Galley-La, amb dues espases, intenta aturar Califa, però després d'una curta lluita és copejat amb un sol cop per aquesta. Després de rebre medicaments, va, juntament amb Pauly i Tilestone, a Enies Lobby per ajudar la tripulació del Barret de Palla. Lluita al costat de Pauly, Tilestone i la família Franky contra Oimo i Karsee, derrotant-los.

#### Tilestone
Tilestone (air イルストン Tairusuton?) Dirigeix el departament de soldadura i fusteria. És un home imponent i decididament fort, amb barba blanca, que no pot dir alguna cosa sense cridar-la. A la batalla, utilitza sobretot la seva gran força per destruir els oponents, però per als enemics a distància utilitza una mena de bazuca que sosté i utilitza amb una sola mà. Durant l'atac a la Galley-La intenta atacar Blueno, que el derrota amb un sol cop de puny. Recuperat, va, juntament amb Pauly, Peepley Lulu i la família Franky, a Enies Lobby per ajudar la tripulació del Barret de Palla, on s'enfronta als infants de marina i als gegants Oimo i Karsee.

### Família Franky
Família Franky (フランキー一家 Furankī Ikka?) Hi ha un grup de desmantelladors de vaixells que operen a Water Seven i el seu líder és Franky. Els membres de l’organització són homes que desitjaven treballar a Galley-La Company com a fusters però que no van ser admesos, reduint-se a accions il·legals; Franky els va recollir, donant-los una feina i un lloc per dormir. Per complementar els seus ingressos, els membres de la família Franky de vegades realitzen petits robatoris o fan de caçadors de recompenses. A l'arribada de la tripulació del Barret de Palla a Water Seven, roben 200 milions de Berry a Usopp que Franky utilitza per comprar fusta d'Adam Tree i, en venjança, en Ruffy, en Zoro, en Sanji i en Chopper destrueixen la seva base i els derroten. No obstant això, quan Franky és capturat per CP9 per extorsionar-li els plans de Pluton, formen equip amb Ruffy i la seva tripulació per intentar alliberar-lo. De tornada a Water Seven, els membres de la família Franky convencen a la tripulació del Barret de Palla per acceptar Franky com a fuster. Més tard, són convocats en massa a Galley-La Company per a una entrevista de treball, per contractar-los i disposar-los en els diferents sectors de l'empresa.

#### Mozu i Kiwi
Mozu i Kiwi (モズとキウィ Mozu a Kiwi?), Conegudes com les "Germanes quadrades" (スクエアシスターズ Sukuea Shisutāzu?) A causa del seu tallat de cabells, són dues noies joves molt similars que acompanyen Franky a tot arreu i imiten els seus moviments; tots dos tenen el nas llarg. A Enies Lobby demostren ser bons espadachins lluitant contra Karsee al costat de Pauly, Peepley Lulu, Tilestone i la família Franky. Després ajuden a la tripulació del Barret de Palla a arribar a la Torre de la Justícia. Com es mostra a les miniaventures, dos anys després dels esdeveniments d'Enies Lobby es converteixen en cambrers de Water Seven.

#### Zambai
Zambai (ザンバイ) és la mà dreta d'en Franky dins de la Família Franky, i és qui lidera la família en la seva absència. És un home de cabells negres que duu ulleres de sol i mitges reixades. És valent i atrevit i es preocupa sempre pels seus companys. És força competent en la lluita i va armat amb un bazuca i una espasa. És prou fort per derrotar els gegants Oimo i Kaashi i el jutge Baskerville amb l'ajut dels membres de la Companyia Galley-La. Després de la marxa d'en Franky, comença a treballar per la Companyia Galley-La.

### Habitants de Water Seven

#### Tom
Tom (トム Tomu?) És un home de peix tipus peix caixa de banyes, conegut per ser un fuster llegendari. Nascut a l’illa de Tritons, decideix anar a viure a Water Seven amb Kokoro i s'emporta dos alumnes, Iceburg i Cutty Flam. Orgullós però amable, Tom no discrimina els humans i accepta construir vaixells per a qualsevol, fins i tot pirates. Entre d'altres, també va construir el vaixell de Gol D. Roger, l'Oro Jackson, i la seva participació li va valer una condemna del govern mundial. A causa del seu ús simultani en la construcció del tren marítim, el jutge va decidir suspendre la sentència i va donar a Tom deu anys per completar l'obra, durant la qual va crear el Rocket Man (ロケットマン Rokettoman?), Un prototip no funciona com ingovernable, i el Puffing Tom. Tanmateix, Tom també era el propietari dels projectes Pluton, que el govern mundial havia estat buscant des de feia temps, i per obtenir-los va enviar l'agent Spandam per emmarcar Tom, sentint així condemnat de nou. Després el van portar al vestíbul d'Enies, on va ser executat, però no abans d'haver venut els projectes al seu alumne Iceburg.

#### Kokoro
Kokoro (ココロ?) És la conductora de Puffing Tom i viu a l'estació de tren just al costat de Water Seven. És una sirena peix gelat. Va ser concebuda originalment per l'autor com a home. Havia estat la secretària de Tom i, per tant, una figura materna per a Cutty Flam i Iceburg. Ella revela a la tripulació de Barret de Palla, la família Franky i la companyia Galley-La que existeix un altre tren marítim, el Rocket Man, i els guia al vestíbul d'Enies per salvar la Nico Robin i en Franky. Més tard, salva Zoro, Nami, Sogeking, Sanji i Chopper de la inundació que es va formar al túnel sota el Pont del Dubte provocada per en Rob Lucci.

#### Chimney
Chimney (チ ム ニ ー Chimunī?) És el net hiperactiu de Kokoro, que acompanya molt en els seus viatges. La seva mascota, que mai no deixa, és Gonbe (ゴ ン ベ?), Un gat blau, un animal que és una barreja de gat i conill [es necessita una cita]. És la xemeneia qui descobreix el passatge secret a la Torre de la Justícia al vestíbul d’Enies i rescata a en Ruffy mentre s'ofegava per arribar a Spandam.

## Enies Lobby

### Baskerville
En Baskerville (バスカビル) és el jutge en cap d'Enies Lobby. Mentre que sembla una persona amb tres caps, de fet són tres persones disfressades per semblar-ne una de sola. La persona de la dreta es diu Bas (バス), la de l'esquerra Kerville (カビル) i la del centre s'autoanomena “Princesa” (お姫さま, Ohime-sama). En Bas i en Kerville tenen els braços grans i les cames curtes, mentre en “Princesa” té les cames grans i els braços curts. En Bas i en Kerville seuen sobre les cames d'en “Princesa” mentre estan disfressats. Van armats amb un gran sabre. La feina dels Baskerville és jutjar els criminals portats a l'illa judicial. Durant la invasió d'Enies Lobby per part dels Pirates del Barret de Palla i els seus aliats, s'encarrega de la defensa de l'illa donant ordres als soldats. Intenta impedir que els pirates arribin a la Torre de la Justícia però s'ha d'enfrontar als membres de la Companyia Galley-La i de la Família Franky. Acaba sent atropellat pel Rocket Man. El nom d'en Baskerville s'inspira en la novel·la de Sir Arthur Conan Doyle El gos dels Baskerville i el seu aspecte en el gos Cèrber.

### Oimo i Karsee
Oimo (オイモ?) i Karsee (カーシー Kāshī?) Són els dos gegants que custodien la porta interior del vestíbul Enies. Inicialment formaven part de la tripulació dels Guerrers Gegants sota el comandament de Dori i Brogi, però, perdent de vista els seus capitans, havien anat a treballar per al Govern Mundial, que afirmava haver capturat Dori i Brogi, prometent alliberar-los a canvi de 100 anys de servei. S'enfronten contra la tripulació de Barret de Palla, la Família Franky i els fusters de la Galley-La Company, però Karsee és derrotada gràcies al treball en equip dels invasors, mentre que Oimo és abatut pel Rocket Man. Més tard descobreixen des de l'Usopp que el Govern Mundial els havia mentit i que Dori i Brogi mai havien estat capturats, però que encara lluitaven a Little Garden Island. Enfuriats per ser enganyats, els gegants prenen el partit dels pirates. Després dels esdeveniments d'Enies Lobby, Oimo i Karsee ajuden els fusters a reparar Water Seven i després decideixen tornar a Erbaf.

## Thriller Bark

### Pirates rodants
The Rolling Pirates (ローリング海賊団 Rōringu kaizoku-dan?) Són una tripulació que apareix a Thriller Bark; en aquesta ocasió, la tripulació del Barret de Palla els ajuda a recuperar les seves ombres, prèviament robades per Gekko Moria per crear-li zombis. Viatjo des del Nou Món fins a la primera meitat de la Grand Line.

#### Charlotte Lola
Charlotte Lola (ロ ー ラ Shārotto Rōra?) És la capità dels pirates Rolling i la vint-i-tresena filla de Charlotte Linlin. Té el costum de demanar a qualsevol persona que es casa amb ella; aquest aspecte és el motiu del seu sobrenom, "La pretendent" (求婚 Kyūkon?). Tot i això, és una dona d’honor i no dubta a arriscar-se la vida per protegir els seus aliats. Com que no volia que la seva mare l’assignés a un matrimoni polític amb Loki, príncep d’Erbaf, va decidir abandonar-la per buscar un marit tot sol. Abans de la seva fugida, va ocupar el paper de ministre de la xocolata de Tottoland (チョコレート大臣 Chokorēto Daijin?). Tres anys abans del començament de la història, va arribar a Thriller Bark on la seva ombra li va ser robada a Moria junt amb les dels seus subordinats, amb la qual es va crear una zombi femenina amb un cos de facoquer, també anomenada Laura. Per evitar morir, va passar els anys següents amagant-se al bosc per evitar la llum solar i, durant aquest temps, va descobrir que, capturant les ombres dels zombis purificats, podien inserir-se en els cossos de les persones per dotar-los de noves habilitats. Ajuda a en Ruffy a convertir-se en Ruffy de malson. Després de la derrota de Moria, li dona a la Nami una targeta Vivre per portar-la a la seva mare al Nou Món. Dos anys es reuneix amb la seva germana i el seu pare Pound a Dressrosa, i es casa amb Gotti, membre dels pirates Firetank.

#### Risky germans
Els germans arriscats (リスキー兄弟 Risukī kyōdai?) Són la mà dreta de Laura i dues persones molt generoses i agraïdes. Tenen característiques físiques diametralment oposades: una és curta i robusta i porta un tocat blau que li amaga part del rostre, mentre que l’altre té un cos molt prim i porta els cabells pentinats en un gran pèl. Amb les seves ombres, Moria ha creat un parell de zombis d’esquirol. Quan Bartholomew Bear fa desmaiar els presents, ells i Brook són els únics que presencien l'enfrontament entre Zoro i el membre del 7 Grans Guerrers del Mar i, quan els pirates d'en Ruffy es desperten, volen explicar el que va passar, però són detinguts per Sanji que, escoltant la història, els prohibeix explicar-ne a d'altres.

### Pirates rumbars
Els pirates rumbars (ルンバー海賊団 Runba kaizoku-dan?) Eren una tripulació pirata que estava activa uns cinquanta anys abans del començament de la història i de la qual Brook formava part. Va ser una tripulació alegre i feliç que va prendre el seu nom de la passió dels seus membres per la música.

#### Calico Yooki
Calico Yooki (キャラコのヨーキ Kyariko no Yōki?) era el capità de la tripulació, una persona simpàtica a la qual li encantava divertir-se. Crocus l'esmenta per primera vegada, que explica que havia deixat Lovoon a la Muntanya Inversa, prometent que tornaria a buscar-la. A causa d'una malaltia que el metge del vaixell no va poder curar, es va veure obligat a abandonar la Grand Line, nomenant Brook com a nou capità.

#### Lovoon
Lovoon (ラブーン Rabūn?), és una balena gegant del mar de l'Oest, aficionada als pirates rumbars. No obstant això, quan van arribar a Reverse Mountain, es van adonar que aquest viatge seria massa perillós per a un cadell com Lovoon i el van deixar al far amb Crocus, prometent que tornarien en el futur. Crocus va descobrir més tard que la tripulació havia abandonat la Grand Line i va intentar explicar a Lovoon que no tornarien mai, però la balena no volia entendre-ho i va començar a colpejar el cap contra el penya-segat, causant ferides importants. Quan els protagonistes arriben a la Muntanya Inversa, en Ruffy es baralla amb Lovoon, que decideix aturar-se i li promet que continuarà després de recórrer tot el camí per la Ruta Major. Per segellar la seva promesa, dibuixa el seu alegre roger sobre el cap de la balena, dient-li que no toqui més el cap contra el penya-segat per assegurar-se que no s'esborri. Més tard, Brook s'uneix a la tripulació d'en Ruffy precisament amb l'objectiu d'acabar la gira mundial per arribar a Lovoon.

## Arxipèlag Sabaody

### Genets Tobiuo
The Tobiuo Riders (トビウオライダーズ Tobiuo Raidāzu?) Són un grup de criminals i segrestadors d’extorsió que operen principalment a la zona compresa entre la línia vermella i les illes Sabaody. Munten enormes peixos voladors, però només poden volar durant cinc minuts, ja que els peixos han de tornar a l’aigua. Per respirar sota l'aigua tenen vestits de neu especials, equipats amb una esfera transparent al cap. Són enfrontats i colpejats per la tripulació del Barret de Palla, que va anar al seu quarter general per rescatar Hacchan a petició de Kayme. Després de la derrota i destrucció de gran part de la seva base, s'alien amb ells. Després de les seves malifetes, decideixen canviar el seu nom per Bellavita Riders (人生バラ色ライダーズ Jinsei Bara-iro Raidāzu?). Després que Kayme sigui segrestada per la banda Hound Pets, Sanji decideix trucar-los a les illes Sabaody per ajudar-los a trobar el seu amic. Després de completar la seva missió, decideixen custodiar el Thousand Sunny fins que en Ruffy i els seus companys tornen de dos anys d'entrenament.

#### Duval
Duval (デュバル Dyubaru?) És el líder dels Tobiuo Riders. A causa de la màscara que porta, semblant a un casc medieval, se li dona el sobrenom de "Màscara de ferro" (鉄仮面 Tekkamen?). Lluita mitjançant una pistola semblant a un gatling que dispara diversos arpons amb la punta amarada de verí. Al principi sent una forta aversió cap a Sanji, ja que el retrat de la mida d’aquest és idèntic al seu rostre i per això ha estat perseguit per la Marina i pels caçadors de recompenses. Després s'enfronta a Sanji en un duel i remodela completament la cara de Duval amb una puntada de peu, convertint-lo en un home encantador. Duval és l’únic membre dels Tobiuo Riders que va muntar un gran bisó d’aigua anomenat Motobaro (モトバロ?), Que dirigeix a través d’un casc amb dos peses al cap de l’animal. Només a l'anime, durant la fugida de la Marina a Sabaody, Franky modifica la sella de Motobaro, afegint una mena de motor que el fa almenys tan ràpid com el peix volador dels altres genets Tobiuo.

### Onze supernoves
Les Onze Supernoves (11人の超新星 Jūichinin no Chōshinsei?) Són un grup de pirates de nova generació que, arribades a les Illes Sabaody, tenen una mida de més de cent milions al cap després d'haver atret l'atenció del govern mundial i haver fugit diverses vegades per capturar. Després de fer-se un nom també al Nou Món, aquests pirates, juntament amb Marshall D. Teach, es van conèixer com "La pitjor generació" (最悪の世代 Saiaku no sedai?); a més, com a resultat dels esdeveniments en què van ser protagonistes, les mides de molts d’ells han augmentat dràsticament. També formen part del grup Monkey D. Ruffy, Roronoa Zoro i Trafalgar Law.

#### Eustass Kid
L'Eustass Kid (ユースタス・キッド), conegut com a “Captain” (キャプテンKyaputen), és el capità dels Pirates d'en Kid. És un home alt i musculós, de pell pàl·lida i cabells vermells com flames. Vesteix roba extravagant de color negre i groc i porta ulleres al front. És cruel i violent, conegut per causar moltes baixes entre els civils. Ha menjat una Fruita del Diable que li permet exercir control sobre el magnetisme. En Kid coneix en Ruffy a la Casa de Subhastes Humana i s'alia temporalment amb ell i en Law per lluitar contra els soldats de l'Armada i poder-ne escapar. Quan entra al Nou Món de seguida aconsegueix augmentar la seva reputació infame enfrontant-se als Quatre Emperadors i les seves tripulacions aliades. Dos anys després, és derrotat i empresonat per en Kaido quan aquest el sorprèn a ell, l'Apoo i en Hawkins planejant desbancar en Shanks. Empresonat a Wano, s'alia de nou amb en Ruffy i en Law, i amb aquest darrer derrota la Big Mom. La seva recompensa actual és de 3.000.000.000 de bellys. El seu nom s'inspira en els pirates Eustace el Monjo i William Kidd, i aquest darrer també se'l coneixia com a Capità Kidd.

#### Basil Hawkins
Basil Hawkins (バジル・ホーキンス), conegut com el Mag (魔術師 Majutsushi), és el capità dels Pirates d'en Hawkins i forma part de grup anomenat les Onze Supernoves. És un home alt, de cabells llargs i rossos, amb tatuatges en forma de triangles enlloc de les celles. Va vestit amb un llarg abric negre de coll blanc i armat amb una espasa. Es comporta de manera noble i enigmàtica i sol parlar com si fos un vident. En Hawkins té l'habilitat de la Fruita Wara Wara, que li permet redirigir les ferides que rep cap una altra persona utilitzant ninots de vudú fet de palla. També li permet transformar-se en un ésser semblant a un espantaocells fet de palla. Utilitza cartes per predir el futur de les persones i les prediccions solen ser acurades. En Hawkins i els seus companys arriben a l'Arxipèlag Sabaody al mateix moment que en Ruffy i els seus amics i manté un enfrontament contra l'almirall Kizaru i uns quants Pacifistes. Al Nou Món derrota en Barbamarró i la seva tripulació. Dos anys després, forma una aliança amb en Kid i l'Apoo però després de ser atacats per en Kaido, ell i la seva tripulació passen a formar part dels Pirates Bèsties. La seva recompensa actual és de 320 milions de bellys. El seu nom deriva dels pirates Basil Ringrose i John Hawkins. Hawkins també és el cognom del protagonista de la novel·la L'illa del tresor de Robert Louis Stevenson.

#### Capone Bege
Capone Bege (カポネ・ベッジ), conegut amb el sobrenom de Gang (ギャング Gyangu) és el capità dels Pirates del Tanc de Foc i és considerat un dels Onze Supernoves. És un home baix i grasset, de cabells negres i amb ombra de bigoti sota el nas. Vesteix sempre de manera elegant, amb vestit, barret i una capa. És un home refinat, sofisticat i amb bones maneres, però alhora impacient, malhumorat i sàdic. És un gran estrateg i un magnífic franctirador. Ha menjat la Fruita Shiro Shiro, que l'ha convertit en un castell humà, capaç de convertir l'interior del seu cos en una fortalesa des de la qual lluiten els seus homes. El Bege i els seus subordinats arriben a l'Arxipèlag Sabaody al mateix moment que en Ruffy. Durant la seva estada s'hauran d'enfrontar a l'Armada. Després d'entrar al Nou Món, en Bege es converteix en subordinat de la Big Mom després de casar-se amb la Charlotte Chiffon, amb la qual té un fill, en Capone Pez. En Bege acompanya els Pirates de la Big Mom a perseguir els Pirates del Barret de Palla per capturar en Caesar Clown. Després d'atrapar-los a Zou, s'emporta el científic i en Sanji a Totto Land. Quan la Big Mom li encarrega la gestió de la seguretat del casament, prepara un complot per assassinar-la juntament amb en Ruffy, en Jinbe i en Caesar. Quan l'assassinat fracassa, fuig de l'illa de Whole Cake amb la seva tripulació. Durant la fugida s'arrisca per salvar la seva esposa i junts escapen del territori de la Big Mom. La seva recompensa actual és del 300 milions de bellys. El seu nom es basa en el gàngster americà Al Capone i en el corsari William Le Sauvage.

#### Jewelry Bonney
Jewelry Bonney (ジュエリー・ボニー), anomenada també la Goluda (大喰らい Ō-Gurai), és la capitana dels Pirates de la Bonney i una de les Onze Supernoves. És una dona jove i bonica, de cabells roses i llavis vermells. Vesteix una samarreta de tirants, pantalons curts i un barret de color verd. Porta un pírcing sota l'ull dret. És una persona extremadament golafre amb males maneres, sobretot a l'hora de menjar. Té l'habilitat d'una Fruita del Diable que li permet modificar l'edat de les persones i d'ella mateixa, fent-los més joves o vells a voluntat. Coneix els Pirates del Barret de Palla a l'Arxipèlag Sabaody quan evita que en Zoro ataqui un Noble Mundial. Quan entra al Nou Món és derrotada per en Barbanegra i capturada per l'Akainu. No obstant això, dos anys després se la veu caminant lliure per una illa del Nou Món. La seva recompensa al arribar a l'Arxipèlag Sabaody era de 140 milions de bellys. El seu nom s'inspira en la pirata irlandesa Anne Bonny.

#### X Drake
X Drake (llegit Diez Drake) (X・ドレーク) és el capità dels Pirates d'en Drake. És un antic contraalmirall de l'Armada convertit en pirata sota l'epítet de Bandera Roja (赤旗 Aka Hata). És un dels pirates que forma part del grup anomenat els Onze Supernoves. En Drake és un home alt i musculós. Porta un antifaç i un barret amb una ploma. Té una cicatriu en forma de lletra X a la barbeta i una altra lletra X pintada al tors. És un home seriós, observador i pacient. Va armat amb un sabre i una destral de quatre fulles. En Drake ha menjat una Fruita del Diable de la classe Zoan Prehistòrica, que li permet transformar-se en dinosaure. En Drake i la seva tripulació arriben a l'Arxipèlag Sabaody al mateix moment que els Pirates del Barret de Palla i acaba involucrat en un enfrontament contra l'almirall Kizaru i uns quants Pacifistes. Dos anys després de la seva entrada al Nou Món, és un dels subordinats d'en Kaido. La seva recompensa al arribar a l'Arxipèlag Sabaody és de 222 milions de bellys. El seu nom ve del corsari Sir Francis Drake.

#### Killer
Killer (キラー), anomenat també Massacra-Soldats (殺戮武人Satsuriku Bujin), és un dels membres destacats dels Pirates d'en Kid. Com el seu capità, també és un dels Onze Supernoves. És un home alt i musculós, de cabells llargs i rossos. Porta un casc amb molts forats petits que li tapa completament el cap i que no es treu ni per menjar. Sembla ser una persona arrogant i violenta. És un lluitador terrible, que utilitza dues falçs lligades als seus guardabraços. En Killer és present a la Casa de Subhastes quan en Ruffy ataca els Nobles Mundials i ajuda al seu capità a fugir. Acompanya els seus companys al Nou Món. Després de la derrota de la tripulació a mans d'en Kaido, es desconeix el seu parador. La seva recompensa actual és del 200 milions de bellys.

#### Scratchmen Apoo
Scratchmen Apoo (スクラッチメン・アプー), conegut com a Rugit Marí (海鳴りUmi Nari), és el capità dels Pirates On Air i forma part dels Onze Supernoves. És un membre de la tribu dels Braços-llargs. És un home alt, amb la cara llarga i els cabells pentinats en una trena. Les seves dents semblen tecles de piano. Vesteix roba d'estil xinès i porta auriculars a les orelles. És una persona imprudent i sobreconfiada, que comença a lluitar sense valorar les possibilitats de victòria. L'Apoo ha menjat una Fruita del Diable que li permet transformar parts del seu cos en instruments musicals i utilitzar la música com a arma. A l'Arxipèlag Sabaody s'enfronta a l'almirall Kizaru, sorprenent-lo amb les seves habilitats, però aviat comença a perdre el combat. No obstant, aconsegueix escapar i arribar al Nou Món. Mentre forja una aliança amb en Kid i en Hawkins és atacat per en Kaido i sembla que ara treballa per l'Emperador. La seva recompensa actual és de 350 milions de bellys. El seu nom s'inspira en el pirata xinès Chui A-poo.

#### Urouge
Urouge (ウルージ), anomenat Monjo Boig (怪僧 Kaisō), és el capità dels Pirates del Monjo Boig i un dels Onze Supernoves. És un home alt i musculós, de cabells i barba negres, que sempre somriu. Vesteix de manera similar a un monjo budista, amb un gran rosari vermell al coll. En ser originari d'una Illa del Cel, té ales a l'esquena. Sembla ser una persona respectuosa i valenta. Va armat amb un pilar hexagonal que utilitza com a maça. Ha menjat una Fruita del Diable que li permet convertir el dany rebut en força física, arribant a augmentar de mida. Ell i la seva tripulació arriben a l'Arxipèlag Sabaody al mateix moment que els Pirates del Barret de Palla. S'haurà d'enfrontar als Pacifistes i a l'almirall Kizaru per poder fugir, cosa que aconsegueix. Al Nou Món, envaeix el territori de la Big Mom i derrota el comandant Charlotte Snack, però després és derrotat per en Charlotte Cracker i ha de fugir. Mentre es recupera de les ferides es troba amb en Kaido. La seva recompensa al arribar a l'Arxipèlag Sabaody és de 108 milions de bellys. El seu nom s'inspira en el pirata otomà Oruç Reis.

### Tripulació de barret de palla falsa
La falsa tripulació del barret de palla (偽麦わらの一味, Nise Mugiwara no ichimi?) és una tripulació pirata que pretén ser en Ruffy i els seus companys durant la seva absència de dos anys. Els seus vestits són gairebé idèntics, però físicament són molt diferents dels pirates d'en Ruffy. Brook és l'únic que no té imitador, ja que no se'l coneixia com a membre de la tripulació. Utilitzant la reputació d'en Ruffy, el seu líder Demaro Black (デマロブラック Demaro Burakku?) Intenta reclutar nous membres per arribar al Nou Món, només acceptant homes amb una recompensa d'almenys 70 milions de baies i aconseguint recollir tres tripulacions senceres. Quan es revela l'engany amb l’aparició del veritable Ruffy, la tripulació i els reclutes són capturats per la Marina. A l’anime, els actors de veu japonesos i italians dels personatges són els mateixos que la tripulació del barret de palla, però amb papers intercanviats.

### Pirates del Caribou
Els pirates del Caribou (カリブー海賊 団 Karibū kaizoku-dan?) Són una tripulació que s'uneix a la falsa tripulació del Barret de Palla, però després del desenmascarament de Demaro Black, aconsegueix escapar a la Marina per perseguir en Ruffy i els seus companys a l’illa dels homes peixos. Tanmateix, el monstre marí que els tira, Momu, s'escapa, arrossegant el vaixell amb la tripulació i deixant el capità Caribou al Thousand Sunny. La tripulació torna poc després per recuperar Caribou, però el seu vaixell és destruït pel Kraken. Durant les mini-aventures de Caribou, la tripulació ataca la base de la Marina G-5 per alliberar el seu capità allà empresonat, però és derrotat pels marines i abandonat pel mateix Caribou. Tot i això, els pirates aconsegueixen escapar de la base després de robar un vaixell de la Marina i arriben a l’illa on va naufragar Caribou, on són derrotats per X Drake.

#### Caribou
Caribou (カリブー), anomenat Caribou Cabells Mullats (濡れ髪のカリブー Nuregami no Karibū), és el cocapità dels Pirates d'en Caribou. És un home alt de pell fosca i llargs cabells negres pentinats enrere. Té una llengua molt llarga que sovint porta fora la boca. Vesteix una capa de pell i una camisa blanca amb les mànigues més llargues que els braços. És extremadament violent i sanguinari, i també hipòcrita i mentider. Ha menjat la Fruita Numa Numa, una fruita Lògia que li permet convertir el seu cos en un pantà sense fons. A l'Arxipèlag Sabaody s'uneix a la Falsa Tripulació del Barret de Palla però l'aliança acaba aviat. Durant la persecució dels autèntics pirates, es troba atrapat al Thousand Sunny i acaba entrant a l'Illa dels Tritons amb els Pirates del Barret de Palla. Mentre aquests lluiten per salva l'illa, en Caribou es dedica a segrestar sirenes i a robar el tresor del palau. Descobert quan vol segrestar la Shirahoshi, és derrotat primer per en Ruffy i després per en Pekoms, i perd les sirenes segrestades i el tresor. En Jinbe l'entrega a la base G-5 de l'Armada, al Nou Món, però aconsegueix escapar i arribar a una illa sota domini d'en Kaido, on el prenen pel revolucionari Gaburu. Tot i que inicialment no vol, acaba lluitant al costat dels revolucionaris i destruint una fàbrica d'armes, fins que és derrotat per en X Drake, qui se l'emporta de l'illa. La seva recompensa és de 210 milions de bellys. El seu nom és com s'anomenen els rens a l'Amèrica del Nord.

#### Coribou
Coribou (コリブー), anomenat Coribou Esquitxat de Sang (返り血のコリブー Kaerichi no Koribū), és el cocapità dels Pirates d'en Caribou. És un home gros amb el cos en forma d'ou, pàl·lid i calb. Porta un tipus de llangardaix sobre el cap que li fa de perruca i sembla que sempre estigui suant. No és una persona gaire brillant i fa tot el que li diu el seu germà. Va armat amb una pala que utilitza per enterrar vius els enemics. Com el seu germà, s'uneix a la Falsa Tripulació del Barret de Palla però la deixa al descobrir la farsa. Al perseguir els autèntics pirates, queda atrapat en la destrucció del seu vaixell a mans del Kraken. En Coribou i els seus homes sobreviuen i segueixen el seu germà a l'Illa dels Tritons, després a la base G-5 de l'Armada i finalment a una illa dominada per en Kaido. Allà ajuden a en Caribou a lluitar contra els homes del pirata fins que són derrotats per en X Drake, que deixa en Coribou i els seus homes a l'illa. La seva recompensa és de 190 milions de bellys.

### Habitants de les Illes Sabaody

#### Shakuyaku
Shakuyaku (シャクヤク?), També anomenat Shakky (シャッキー Shakkī?), és la propietària del Rip-Off Bar situat a les illes Sabaody. Quan la tripulació del Barret de Palla arriba a les Illes Sabaody per primera vegada, té 62 anys, però no ho mira gens. Quaranta anys abans de l'actualitat, era una famosa pirata i també havia estat perseguida per en Garp, però va decidir deixar la vida com a proscrit per obrir un bar. Té una relació sentimental amb Silvers Rayleigh i és amiga íntima d’Hacchan. És una persona molt informada, de fet és qui li revela a en Ruffy que a la Sabaody, a més d’ell i Zoro, hi ha altres nou pirates amb una mida superior als cent milions de Bellys. Posteriorment es revela que va ser emperadriu de l'illa de les dones i capitana de les Pirates Kuja.

#### Peterman
Peterman (ピーターマン Pītāman?) És el líder dels Hound Pets (ハウンドペッツ Haundo Pettsu?) Colla de segrestadors. Juntament amb els seus homes segresta a Kayme i la porta a la casa de subhastes; abans que pugui embutxacar els diners, però, és superat per Duval i greument derrotat.

#### Disco
Disco (ディスコ?) És un dels principals traficants d'esclaus i propietari de la casa de subhastes de l'arxipèlag Sabaody en nom de Donquixote Doflamingo. Intenta que Kayme porti el collaret explosiu que porten tots els esclaus, però Silvers Rayleigh la salva en l'últim moment. Durant el caos desencadenat per la tripulació del Barret de Palla i els Genets Tobiuo, intenta restablir la calma i ser perdonat pel Noble Mundial Shalulia, que el dispara sense matar-lo. Més tard, truca a Doflamingo per demanar ajuda, però es nega. Dos anys després, havent perdut la protecció del seu cap, es veu reduït a la pobresa.

## Impel Down

### Magellan
Magellan (マゼラン Mazeran?) Va ser el director d'Impel Down. Va menjar la fruita Paramisha Doku Doku (ドクド クの実 Doku Doku no Mi?) Que li permet alliberar verí del seu cos i utilitzar-lo per intoxicar els seus oponents o dissoldre diferents materials. L’inconvenient és que pateix diarrea contínua provocada per la dieta d’aliments enverinats que segueix, cosa que l’obliga a passar molta estona al bany. S'enfronta a en Monkey D. Ruffy durant la seva infiltració a Impel Down i el derrota gràcies als poders derivats del seu fruit del diable. Després de lliurar Portgas D. Ace al vicealmirall Onigumo perquè el traslladi a Marineford davant l'execució pública, Magellan descobreix que s'han produït diversos disturbis a l'interior de la presó: per aquest motiu, reprimeix personalment el liderat per Buggy al nivell 2; allibera Shiryu per ajudar a tractar amb Marshall D. Teach; i més tard arriba al nivell 4 per sufocar la revolta de Ruffy, Crocodile, Jinbe, Emporio Ivankov i Mr. 2 Bon Kuerei. Derrotat a Ivankov i Inazuma, Magellan es baralla amb en Ruffy, que aconsegueix tocar-lo gràcies a una armadura de cera produïda per Mr. 3. Magellan té el domini, però quan està a punt de capturar els presoners, Jinbe, Crocodile i Buggy venen al seu rescat i els fan escapar a bord d’un vaixell de la Marina. Després de presenciar la fugida dels presoners i l’obertura de la Porta de la Justícia, va a la sala de control de la presó on aconsegueix aturar Mr. 2 que quedava enrere per agafar la disfressa del guardià, tenir la porta oberta i permetre que els altres fugin. Més tard, Magellan és ferit greument pel segon grup de fugitius que provenen del sisè nivell i se’n van morir. Dos anys després de la guerra de Marineford, Magellan lliura el lloc de director a Hannyabal i canvia de categoria a subdirector.

### Hannyabal
Hannyabal (ハンニャバル Hannyabaru?) Va ser subdirector d'Impel Down. És una persona molt ambiciosa i professional de la carrera i sovint intenta demostrar la seva superioritat sobre Magellane per substituir-lo, sense lamentar-se si les responsabilitats recauen en el director. Hannyabal compta amb una excel·lent capacitat de lluita: utilitza una llança de doble fulla, anomenada Dalla de xuclar sang (血吸 Kessui?) i té una resistència física molt elevada. Es burla Mr. 2 que, transformat en Nami, el captura i el tanca a la sala de tortures de la presó. Més tard, alliberat pels guàrdies, descobreix que alguns presoners han fugit. Tement perdre el seu càrrec com a subdirector, decideix enfrontar-se a ells i truca a Saldeath, Sady-Chan i tots els guàrdies de la presó junts per bloquejar la seva fugida, però és derrotat per en Ruffy. Dos anys més tard, reapareix a les mini-aventures al començament del capítol com a nou director de la presó.

### Shiryu
Shiryu (シリュウ Shiryū?) Era el carceller en cap d'Impel Down. És conegut per l'epítet "Shiryu de la pluja" (雨のシリュウ Ame no Shiryū?) I és un espadachí molt hàbil; Després entra en possessió de la fruita Paramisha Suke Suke, que fa invisible, després d’eliminar Absalom. En el passat, va matar els presos de la presó sense problemes i sense una raó vàlida i, per això, va entrar en conflicte amb Magallanes, que l'enfrontà i el derrotà, fent-lo tancar al nivell 6 i eliminant la seva posició. Després d’en Ruffy i els altres fugits, Shiryu és alliberat per Magellan, que li confia la tasca d’aturar Marshall D. Teach; Shiryu, però, un cop rebels lliures, deixa passar la tripulació de Barbanegra i ataca la sala principal de comunicació de la presó per evitar qualsevol contacte amb l'exterior. Llavors dona a Teach i als seus companys l'antídot contra el verí de Magallanes, ja que havien estat atacats pel director, i decideix unir-se a la seva tripulació perquè no tindria futur a la presó. Després torna a aparèixer a Marineford, juntament amb els seus nous companys, on colpeja en Barbablanca amb l'espasa en un atac conjunt amb els altres. Dos anys després es revela que s'ha convertit en el comandant de la segona flota de la tripulació d'en Barbanegra. Jesus Burgess li informa que ha aconseguit trobar Baltigo, la base secreta de l'exèrcit revolucionari, i després se'n va a ajudar juntament amb Lafitte. Més tard, després de matar Absalom, li roba la fruita del diable.

### Sady-chan
Sady-chan (サディちゃん?) És el cap de la guàrdia Impel Down juntament amb Saldeath. També és la comandant dels Guardians Demònics. A la batalla, utilitza un fuet amagat al seu trident. El seu passatemps favorit és fer sentir dolor a la gent. Després de la fugida dels presoners, se li ordena detenir els fugitius, però és derrotada per Ivankov. Dos anys després de l’incident de Marineford, va iniciar una relació amb Magellan.

### Saldeath
Saldeath (サ ル デ ス Sarudesu?) És el cap de la guàrdia Impel Down juntament amb Sady-chan. També és el comandant dels Blugori, a qui dona ordres a través del trident que porta amb si que fa de flauta. Breument aconsegueix capturar en Ruffy, en Buggy i Mr. 3, però els deixa escapar després de trencar-se la xarxa d’agalmatolita on eren empresonats. Aleshores ordena als gorils blaus que enxampin de nou a en Ruffy, però n’enderroca i escapa. Després de la captura d’aquest, Saldeath s'encarrega de portar els presoners de nou a les seves cel·les.

### Goril·les blaus
Goril·les blaus (ブルーゴリラ Burū gorira?) O Blugori (ブルゴリ Burugori?) Els goril·les grans i entrenats porten una màscara en forma de crani a la cara i porten una enorme destral doble. Els mana Saldeath. Tenen força sobrehumana, són nedadors experts i subministren menjar a la presó caçant els enormes monstres marins que ronden per Impel Down.

### Demonic Guardians
Demonic Guardians (獄卒 獣 Gokusotsujū?) Són quatre criatures monstruoses que han ingerit el Zoo Zoo fruit del despertar (覚醒した「動物系」 Kakusei Shita Zōn-kei?), Cosa que els proporciona mutació animal i habilitats d’autocuració. l’ordinari. Els mana Sady-chan. S'enfronten als fugitius al quart nivell, però són derrotats fàcilment; després de recuperar-se, persegueixen els evasors d'impostos, però de nou són derrocats per en Ruffy i en Jinbe.

## L'Illa dels Tritons

### Família Reial

#### Neptú
Neptú (ネプチューン Nepuchūn?) És el governant de L'Illa dels Tritons. Un rei just, està molt atent a les necessitats del seu poble i al destí del seu regne. Va ser un gran amic de Gol D. Roger i Barbablanca, motiu pel qual aquest va decidir posar L'Illa dels Tritons sota la seva protecció, per defensar-la de les assídues incursions d'altres pirates. A causa d’una profecia de Madame Shirley, que preveia la destrucció de tota l’illa a mans de Ruffy, Neptú convida Ruffy, Usopp, Nami i Brook al palau amb la intenció de capturar-los, però la intervenció de Zoro, que derrota el El mateix rei i tots els guàrdies del palau fan que el seu projecte fracassi. Quan els nous pirates Tritons i els pirates voladors envaeixen el palau, Neptú s'alia amb Zoro, Usopp i Brook, però és capturat i condemnat a mort per Hody Jones a la plaça Gyoncorde. No obstant això, queda salvat per la intervenció de la tripulació del Barret de Palla, Jinbe i Shirahoshi. L’acompanya Reverie, juntament amb els seus fills, de Monkey D. Garp; aquí intenta salvar Shirahoshi de l'intent de segrest de San Charloss, però és detingut per la intervenció favorable de Myosgard, que li agraeix la tasca de la seva dona Otohime.

#### Otohime
Otohime (オトヒメ?) Era la reina de L'Illa dels Tritons i esposa de Neptú. Otohime, una sirena tipus peix daurat, va demostrar una profunda saviesa i va sortir del seu camí per ajudar els habitants menys afortunats de l’illa. Tenia ideals molt nobles i predicava la integració entre homes-peixos i éssers humans. Quan el Noble Mundial Myosgard va arribar a l’illa després d’un naufragi, Otohime va intercedir per ell amb la població i va acceptar acompanyar-lo a la superfície, fins i tot aconseguint l’aprovació dels dracs celestes per al seu pla de trasllat dels homes peixos al terra. Va morir durant una petició a causa d'un tret al pit que aparentment va ser disparat per un humà, però realment obra de Hody Jones.

#### Shirahoshi
Shirahoshi (しらほし?) És la princesa sirena (人魚 姫 ningyo hime?) L'Illa dels Tritons, una sirena gegant tipus merlan, filla de Neptú i Otohime. Obligada a viure aïllada i sobreprotegida, va continuar sent infantil i capritxosa, però, per la seva inexperiència amb el món, resulta molt curiosa. Posseeix ambició de percepció com la seva mare. Tot i que les sirenes solen tenir el poder de comunicar-se amb els peixos i les criatures marines, Shirahoshi és el predestinat del qual parla una llegenda, segons el qual després de segles naixeria una princesa que posseïa la capacitat d’interactuar amb els Reis del mar i controlar-los. Neptú afirma que aquest és el poder capaç de destruir el món i, a partir d’aquesta informació, combinada amb la que es llegeix al Poignee Griffe de Shandora, Nico Robin dedueix que Shirahoshi és l’arma ancestral de Posidó. Es posa en contacte amb la tripulació de Barret de Palla i Jinbe, que l’ajuden a fugir del seu aïllament al palau. Després va a la plaça Gyoncorde per ajudar a alliberar el seu pare. Quan Ark Noah està a punt d’esfondrar-se a l’illa, Shirahoshi, sense saber-ho, li crida els Reis del Mar, que detenen la baixada del vaixell. Acompanya el seu pare al Reverie amb els seus germans, on sofreix un intent de segrest per part del noble noble mundial Charloss, però és salvada per Myosgard.

#### Fukaboshi
Fukaboshi (フカボシ Fukaboshi?) És un tauró de tritó, el primogènit i també el més noble i autoritari dels germans Tritons; ja que el seu pare porta amb ell un trident.

#### Ryuuboshi
Ryuuboshi (リ ュ ウ ボ シ Ryūboshi?), El segon fill, és un tritó de rem. Per intercalar, pronuncia les notes musicals. Per lluitar, empeny dues fines espases. Com el seu germà petit, amb el pas del temps resulta ser més madur i fiable del que sembla a primera vista.

#### Manboshi
Manboshi (マンボシ Manboshi?), El tercer fill, és un tritó, el peix-sol té el mateix caràcter despreocupat que el segon, però prefereix ballar que cantar. Utilitzeu una espasa en la batalla.

### Pirates del Sol
Els Pirates del Sol (タイヨウの海賊団 Taiyō no kaizoku-dan?) Eren una tripulació pirata fundada per Fisher Tiger i formada completament per homes-peixos. A la mort de Fisher Tiger, el comandament de la tripulació va passar a Jinbe, fins que Jinbe va acceptar unir-se a la 7 Grans Guerrers del Mar. Després d'aquest esdeveniment, molts dels membres, inclosos Arlong i Macro, van abandonar la tripulació. Quan Jinbe abandona l'organització durant la batalla de Marineford, ell i els seus companys són revocats de l'indult del govern mundial i, en conseqüència, abandonen l'illa, convertint-se en aliats de la tripulació de Charlotte Linlin. Tots tenen un tatuatge en forma de sol al cos: alguns els va fer el capità, però per als altres representa una modificació de la marca impresa pels nobles del món, dels quals eren esclaus abans de ser alliberats per Tiger; aquest el va dibuixar sobre tots els seus companys per assegurar-se que els ex-esclaus ja no es podien distingir dels que sempre havien estat lliures.
El vaixell de la tripulació és el Snapper Head (スナッパーヘッド号 Sunappā Heddo-gō?), Que sembla un gran peix blau; és destruït durant la fugida de la tripulació d'en Ruffy de Tottoland.

#### Fisher Tiger
Fisher Tiger (フィッシャー・タイガーFisshā Taigā?), També conegut com "L'aventurer" (冒 険 家 Bōkenka?), Era el capità dels pirates del Sol i un home-peix de tipus tai. Era molt estimat i respectat per la gent del L'Illa dels Tritons, que el considerava un heroi; al cap li penjava una recompensa de 230 milions de bellys. En el passat va ser esclau dels nobles del món, però més tard va aconseguir escapar. Després va pujar a la línia vermella amb les mans nues i va arribar a Marijoa, on va causar estralls i va alliberar tots els esclaus dels nobles del món. Com que creia fermament en la igualtat i la llibertat malgrat les diferències racials, no va fer cap distinció i també va alliberar els presos humans i fins i tot quan els va combatre els va salvar la vida. Juntament amb els Tritons que havia alliberat, va fundar els pirates del Sol. Els rumors afirmen que hauria mort a causa d'una manca de transfusió de sang que li van negar els humans, però més tard es descobreix que, víctima d'un parany a l’illa de Full Shout, va ser ell mateix qui va rebutjar la transfusió de sang dels humans perquè, per molt que ho intentés, mai no els podria estimar.

#### Aladine
L'Aladine (アラディン) és un tritó de l'espècie bròtula i inicialment és el metge dels Pirates del Sol. Després de la mort d'en Fisher Tiger es converteix en el segon de bord i lidera la tripulació mentre en Jinbe no hi és present. És un tritó alt i musculós, amb cabells, bigoti i barba negra. La part inferior del seu cos és una cua de peix de color marró. És una persona calmada i racional, i va armat amb un trident. Abans de ser un pirata va ser membre de l'exèrcit del Regne Ryugu fins que va ser capturat i convertit en esclau i després alliberat. Per segellar l'aliança amb la Big Mom, l'Aladine es casa amb la Charlotte Praline. Malgrat ser un matrimoni polític, ambdós senten afecte per l'altre. Després que en Jinbe s'uneixi als Pirates del Barret de Palla, es converteix en el capità de la tripulació. El seu nom prové del personatge Aladí de les Mil i una nits.

### Nous Pirates Tritons
Els nous pirates Tritons (新鱼人海贼団 Shin gyojin kaizoku-dan?) són un grup de pirates dirigits per Hody Jones i basats a l’illa Fishman. Persegueixen els ideals de superioritat racial sobre els humans, atacant els que els ajuden i capturant les tripulacions pirates que arriben a l’illa per arribar al Nou Món. Quan la tripulació del Barret de Palla arriba a l’illa, Hody Jones decideix passar a l’acció i, després d’aliar-se amb Vander Decken IX, els Pirates nous pirates Tritons assalten el palau, capturen Neptú i intenten executar-lo davant dels habitants del illa, però la intervenció de la tripulació del Barret de Palla i Jinbe pertorba els seus plans. Derrotats, Hody i els oficials són empresonats al palau de Neptú on, a causa de l'efecte secundari de les drogues esteroides energètiques, tots es converteixen en vells fràgils.

#### Hody Jones
Hody Jones (ホーディジョーンズ Hodi Jōnzu?) És un Tritons del gran tipus tauró blanc. Racista i sàdic envers els humans, odia el rei Neptú, a qui considera massa pacifista i vol expulsar-lo per iniciar una nova era de terror i intolerància a l'illa. Seguidor d'Arlong i Fisher Tiger, Hody decideix unir-se a l'exèrcit de Neptú per aprendre a combatre sota el seu lideratge. Després d’haver conegut la petició de la reina Otohime per fomentar la convivència entre humans i homes-peixos, Hody va cremar la caixa que contenia les signatures recollides i va disparar a la dona, acusant un home de l’assassinat i desmoralitzant els seus conciutadans sobre una possible integració entre homes-peixos i humans. Per assolir els seus objectius, funda els Nous Pirates Tritons i s'alia amb Vander Decken IX. Junts ataquen el palau reial, on és ferit per Zoro, però es recupera contractant esteroides energètics i empresona el rei Neptú, el mateix Zoro, Usopp i Brook; després d’això, torna a prendre una forta dosi d’esteroides que li provoquen una crisi i una conseqüent metamorfosi. Els seus músculs creixen desproporcionadament i els cabells es tornen blancs. Més tard intenta executar el rei a la plaça Gyoncorde, però és interromput per la tripulació d'en Ruffy, Shirahoshi, els germans Tritons i Jinbe. Aleshores s'enfronta a en Ruffy i als germans Tritons, sent derrotat pel noi de goma després d’una dura lluita. En la batalla, recorre al karate home-peix i també utilitza diverses armes, inclosos els tridents i la Falç de Tauró (キリサメ Kirisame?), una fulla corba que Hody col·loca a l'esquena prop de la seva aleta dorsal per tallar enemics mentre neda.

#### Daruma
Daruma (ダルマ?) És un home-peix sanguinari i voraç del tipus tauró tallador. Té mandíbules molt potents, gràcies a les quals excava túnels en entorns terrosos o rocosos sense esforç per atacar l’oponent per sorpresa o crear trampes subterrànies. Durant la invasió de l'illa, destrueix la fàbrica de dolços destinats a Big Mom. Quan la tripulació del Barret de Palla arriba a la plaça Gyoncorde, es troben lluitant contra Usopp, que el derrota. La veu de Hisayoshi Suganuma i Sergio Romanò.

#### Hyozo
Hyozo (ヒョウゾウ Hyōzō?), També conegut com "L'assassí alcohòlic" (人斬り上 戸 Hitokiri jōgo?), És un tritó tipus anella blava de pop. Té vuit tentacles en lloc de potes, gràcies als quals domina la tècnica de les vuit espases (八刀流 Hattōryū?), Que utilitza en combinació amb el seu poderós verí. En el passat, Arlong li va proposar unir-se a la seva tripulació, però es va negar perquè estava mal recompensat; a més, afirma ser merament mercenari al servei de Hody Jones. Quan la tripulació del Barret de Palla arriba a la plaça Gyoncorde, s'enfronten a Zoro, que el derrota fàcilment després de trencar-li les espases.

#### Ikaros Muhhi
Ikaros Muhhi (イカロスムッヒ?) És un home-peix gegant arrogant, belicista i calamar. Des que anys abans el seu amic Daidalos va morir assecat al calor del sol, Ikaros pateix pirofòbia. Quan la tripulació del Barret de Palla arriba a la plaça Gyoncorde, lluita contra Franky, sent derrotat fàcilment. Cadascun dels vuit braços d'Ikaros esgrimeix una llança de sípia seca (スルメイカ槍槍 Ika surume no yari?), Del qual els calamars secs que s'utilitzen com a punta, un cop colpejat l'enemic, el deshidraten per tornar al calamar normal.

#### Sbam
Sbam (ドスン Dosun?) És un home-peix del tipus tauró martell. En combat, utilitza un martell gran i corbat. Acabeu sempre les frases amb la paraula que descrigui el seu nivell d’energia. Durant la invasió de l'illa, va ser fàcilment derrotat per Fukaboshi, però es va recuperar després d'ingerir un esteroide energètic. Quan la tripulació del Barret de Palla arriba a la plaça Gyoncorde, es troben lluitant contra Chopper, pel qual és derrotat.

#### Zeo
Zeo (ゼオ?) És un Home-peix tipus tauró de catifa japonesa. És una persona extremadament orgullosa, de fet té el costum de trobar justificacions cada vegada que es fa el ridícul. Hody Jones li va encarregar estudiar la fórmula química dels esteroides energètics per produir-los en massa. Quan la tripulació del Barret de Palla arriba a la plaça Gyoncorde, lluita contra Brook, que el derrota. Zeo té la capacitat de barrejar-se amb el terra i utilitza un kusari-fundo en la batalla.

#### Hammond
Hammond (ハモンド Hamondo?) És un gran Peix moray del Japó. Demostra ser un individu xerraire i agressiu. Apareix quan la tripulació del Barret de Palla arriba a l’illa Fishman i no els impedeix continuar. Més tard torna a aparèixer per evitar que Sanji tingui la transfusió necessària, però en Ruffy l’ha atropellat. Durant la batalla a la Piazza Gyoncorde, comença una baralla amb Nico Robin, que el derrota fàcilment.

### Pirates voladors
Els pirates voladors (フライング海賊団 Furaingu kaizoku-dan?) Hi ha una tripulació dirigida per Vander Decken IX, present al voltant de L'Illa dels Tritons. Naveguen pel Flying Dutchman (フライングダッチマン号 Furaingu Datchiman-go?), una mena de vaixell fantasma capaç de viatjar profundament sense cap tipus de recobriment. L'única part del vaixell que està recoberta és una bombolla a la coberta perquè Vander Decken faci servir els poders del seu fruit del diable. Després d’intentar sense èxit capturar la tripulació del barret de palla, els pirates voladors entren a L'Illa dels Tritons i decideixen aliar-se amb els nous pirates Home-peix amb l’objectiu comú de fer-se amb el regne.

#### Van Der Decken IX
Van Der Decken IX (バンダーデッケン九世 Banda Dekken Kyusei?) És el novè descendent del llegendari Van Der Decken, que hereta el comandament del holandès volador. En el passat va ser testimoni de la capacitat de Shirahoshi per apaivagar els reis del mar i va desenvolupar una autèntica obsessió per a ella. Un cop atacat el palau, Decken surt a la recerca de la princesa, però és derrotat per en Ruffy; amargat i boig de dolor, Decken, per matar la princesa i venjar-se, llança l'arca Noah amb el seu poder sobre tota l'illa, però Hody Jones el clava per castigar-lo per traïció. Al final de la batalla, és detingut per l'exèrcit de Neptú juntament amb Hody i els seus homes. Van Der Decken va ingerir la fruita del Paramisha Center Center (マトマトの実 Mato Mato no Mi?), que li dona la possibilitat de memoritzar i colpejar amb un objecte llançat des de la distància fins a dos objectius, un a cada mà. Tot i que Decken és un home de peix, pateix les debilitats estàndard dels fruits del diable; per tant, vivint a les profunditats del mar, no pot utilitzar el seu poder sense estar protegit per algun tipus de recobriment.

#### Wadatsumi
Wadatsumi (ワダツミ), anomenat també Monjo Gegant (大入道Ōnyūdō), és un home-peix de l'espècie peix globus tigre i membre dels Pirates Voladors. És un home-peix enorme, de la mida del kraken Surume, amb un gran cap rodó i barba negra. És lleial i obedient, i tot i ser un pirata és amable i gentil. Té una força enorme i la capacitat d'inhalar grans quantitats d'aire per inflar el seu estómac i aixafar els seus adversaris. Durant la invasió de l'Illa dels Tritons lluita al costat dels Nous Pirates Home-Peix i derrota en Surume, però després perd contra en Sanji i en Jinbe. Després de la lluita, és expulsat de l'Illa dels Tritons. Viatjant sol pel mar, provoca un malentès que causa un enfrontament entre uns pescadors i unes bèsties marines que acaba solucionant en Jinbe. Després marxa amb en Jinbe i s'uneix als Pirates del Sol.

### Habitants de l’Illa dels Tritons

#### Kayme
Kayme (ケイミー Keimī?) És una sirena del tipus petons gourami. Bastant ingènua i descuidada, és una aspirant a dissenyadora de moda sota la tutela de l'estrella de mar Pappagu. Apareix per primera vegada a les mini-aventures de Octy, on Octy la salva de la boca d’un peix gros. Aviat es tornen amics i ella la rescata de nou després de ser segrestada pels pirates Macro; a la darrera part de les mini-aventures obren un restaurant takoyaki. Es troba amb la tripulació del Barret de Palla i els condueix a les illes Sabaody per rescatar Octy, que ha estat segrestat pels Tobiuo Riders. Durant la seva estada a l'arxipèlag, és capturada i subhastada, cosa que provoca que la ira d'en Ruffy pugni a un noble del món per alliberar-la. Reapareix dos anys després, quan la tripulació del Barret de Palla arriba a l’illa dels Tritons, fent de guia.

#### Madame Shirley
Madame Shirley (マダム・シャーリーMadamu Shārī?) és una sirena tipus tauró mako, la germana germana d'Arlong i la propietària del cafè Mermaid, el restaurant on treballa Kayme. Va ser una vident, però va deixar d’utilitzar aquesta habilitat, ja que només anticipava fets tràgics: el caos a l’illa dels Tritons després de la mort de Roger, la derrota de la tripulació de Barbablanca a Marineford i la mort del propi Edward Newgate. L’Illa dels Tritons serà destruïda per en Ruffy i insta els habitants a expulsar-lo. Quan acaba la guerra, trenca la seva bola de vidre, decidint deixar permanentment de fer prediccions terribles.

#### Macro
Macro (マクロ Makuro?) És un home peix del tipus anguila-pelicà que, juntament amb Gallo (ギヤヤ Gyaro?) I Tansui (タンスイ Tansui?) Formen els pirates de Macro (マ ク ロMakuro kaizoku-dan?). En el passat, ell i els seus companys formaven part dels Pirates Solars, però es van separar de la tripulació després que Jinbe es va unir al 7 Grans Guerrers del Mar. Apareix per primera vegada durant les mini aventures de Octy, on segresta a Kayme diverses vegades, però ella per Octy. Aconsegueix empresonar aquest darrer després d’haver-se aliat amb els Tobiuo Riders i, per tant, pensa que finalment pot segrestar la sirena, però això és ajudat per la tripulació del Barret de Palla; Octy s'allibera i derrota fàcilment a Macro i els seus companys.

#### Pappagu
Pappagu (パッパグ?) És una estrella de mar, professora de dissenyadora de moda i amiga de Kayme. És el primer estilista i el cap de la marca de moda Criminal. Parla llenguatge humà perquè de jove es creia que era un nen i quan es va adonar que s'equivocava ja havia absorbit gran part del llenguatge i la cultura humana. Uniu-vos a Kayme en les seves aventures, on coneix Octy i la tripulació del Barret de Palla. Dos anys més tard, quan la tripulació arriba a l’illa dels Tritons, van amb en Ruffy, la Nami, l’Usopp i el Brook al palau reial i, més tard, ajuden a Zoro, l’Usopp i el Brook a fugir de la gàbia on eren. pels nous pirates Tritons.

## Punk Hazard

### Organització de Caesar Clown
L'organització de Caesar Clown (シーザー・クラウン・ノ・ダンタイ, Shīzā Kuraun no dantai) és una associació criminal ubicada a Punk Hazard i que treballa amb Donquixot Doflamingo. Serveix de tapa per a la investigació del científic Caesar Clown i per a la preparació de la S.A.D., una substància que el membre de la Flota dels Set utilitza per crear fruites artificials del dimoni anomenades Somriures que ven als bigwigs del Nou Món. Quan la tripulació del Barret de Palla i els marins del G-5 arriben a l’illa, Doflamingo, tement que es descobreixin els seus experiments, ordena a Cèsar que els maten i també envia a Vergo a donar-li suport. No obstant això, al final dels combats, l'organització és desmantellada i Caesar és derrotat per en Ruffy i capturat per la seva tripulació.

#### Caesar Clown
Caesar Clown (シーザー・クラウン, Shīzā Kuraun) era un antic científic de l'Armada que treballava juntament amb el Dr. Vegapunk al centre d'investigació de Punk Hazard, però les seves investigacions mancades de moralitat buscant una arma de destrucció massiva va provocar el rebuig de tots els seus companys científics i va acabar provocant una explosió que va alterar tota l'illa, acabant amb tots els éssers vius que hi vivien. Després d'aquest succés, Caesar va passar a ser un criminal buscat pel Govern Mundial i durant 4 anys es va desconèixer el seu parador. Això no obstant, el científic havia tornat en secret a Punk Hazard treballant al servei de Joker en dos projectes: la producció de SMILE, i la demostració en directe de l'arma massiva que va crear fa 4 anys. Posseeix la fruita del diable Gasu Gasu no Mi de tipus logia que li dona la qualitat de ser un home de gas.

#### Mone
Mone (モネ?) És una arpia i ajudant de Caesar Clown a les seves instal·lacions de recerca a Punk Hazard. En realitat és membre del clan Donquixote que Doflamingo va introduir secretament a l’organització per protegir el científic. Quan la tripulació d'en Ruffy aterra a Punk Hazard, Mone primer els manté sota control i posteriorment adverteix a Caesar sobre la situació a l'illa i la traïció de Law. Durant el contraatac de la tripulació d'en Ruffy i dels marins, intervé durant la lluita entre en Ruffy i el Clown en defensa d'aquest últim. Després d’afanyar el noi a un abocador subterrani, ella intenta evitar que la resta de la tripulació porti els nens a la seguretat, lluitant primer contra Nami i Nico Robin i després contra Zoro i Tashigi, sent derrotats pels dos espadachins. Sobrevivint, arriba al laboratori on Cèsar va guardar l'arma que va destruir l'illa anys abans i Doflamingo li ordena activar-la, però fracassa en la seva tasca, ja que Caesar li apunyalava el cor, creient que era de Smoker i li causava la mort. Mone va ingerir la fruita Rogia Snow Snow (ユキユキの実, Yuki Yuki no Mi?), Que li permet convertir el seu cos en neu. A la batalla també utilitza dos grans punxons.

#### Chadros Higelyges
Chadros Higelyges (チャドロス・ヒゲリゲス Chadorosu Higerigesu?) Amb el sobrenom de Barbabruna (茶ひげ Chahige?) És un pirata el cap del qual penja una recompensa de 80.060.000 Bellys. Després de la mort de Barbablanca, pren el control de l'illa de Foodvalten, però és derrotat i mutilat per Basil Hawkins. En arribar en estat greu a Punk Hazard, en Barbabruna és trobat per Caesar i en Law fa servir els seus poders per implantar-li les cames dels animals com a pròtesis. Quan la tripulació del Barret de Palla arriba a l'illa, ell i els seus subalterns intenten capturar-los, però són derrotats. Més tard, és assassinat per traïció pels germans Yeti Cool, a les ordres de Caesar, que el considera ara inútil; no obstant això, es recupera i ajuda a la tripulació del Barret de Palla a entrar al laboratori. Aquí intenta convèncer els subordinats de Caesar que el científic només els fa servir, però que és eliminat per Caesar.

#### Yeti Cool Brothers
Els germans Yeti Cool (イエティ COOL BROTHERS Ieti Kūru Burazāzu?), També coneguts com "Els assassins de les muntanyes nevades" (雪山の殺し屋 Yukiyama no koroshiya?), Són dos els gegants, assassins de pell servei de Caesar Clown. Es diuen Rock (ロック Rokku?) I escocès (スコッチ Sukotchi?). Després d’haver matat en Barbablava i segrestar a Franky per interrogar-los, tots dos són derrotats: Rock és abatut per Chopper amb l’ús d’un iceberg i Scot derrota per Law. Tots dos utilitzen dues escopetes adequades a la seva mida, carregades de bales explosives o bales plenes de gasos soporífics i verinosos.

## Dressrosa i Green bit

### Família Riku
La família Riku (リク一族 Riku ichizoku?) És el llinatge reial que va governar l'illa de Dressrosa durant 800 anys fins que va ser derrocat per Donquixote Doflamingo. Va ser una de les dinou famílies escollides per substituir els governants que s'havien traslladat a Marijoa després de fundar el govern mundial. Deu anys abans dels esdeveniments tractats a la història, el rei Riku Dold III va rebre una mala llum per Doflamingo, que a través dels seus poders va empènyer a ell i als seus soldats a atacar els seus súbdits, per tal de tombar els sentiments d'aquests cap al rei. mateix. Havent aconseguit aquest resultat, Donquixote i la seva tripulació van enderrocar la família Riku fent-se passar per herois, prenent el control del país i obligant a l'ex-rei a amagar-se. Després de la caiguda de Doflamingo, la família Riku es reinstal·la per liderar el país.

#### Riku Dold III
Riku Dold III (リク・ドルド3世 Riku Dorudo Sansei?) És l'antic rei de Dressrosa. Sempre ha estat un sobirà molt atent a la sort del seu poble i molt agradat pels governants dels països veïns, als quals de vegades prestava ajuda. En el passat, va ser l'únic que va creure en el temut Kyros, que li va oferir el perdó si va poder guanyar un centenar de partits al Coliseu. Amb èxit a l'empresa, Riku el va fer convertir-se en capità de la guàrdia reial i, després del rescat de la seva filla Scarlett per part de Kyros, va permetre als dos anar a viure junts a una modesta casa al camp de la nació, fingint la mort del seu filla i anant a visitar-les i la seva neboda Rebecca vestida de paisà per no deixar-se notar per la població. S'inscriu al Coliseu sota la identitat de Ricky i es col·loca al bloc B, on és derrotat per Blue Gily. Empresonat juntament amb els altres combatents en un forat subterrani, revela la seva identitat. Reapareix al palau reial, presoner de Doflamingo, però és alliberat per Kyros. Després de la caiguda de Doflamingo, la gent de Dressrosa li prega que continuï governant-los, i després torna al seu tron.

#### Scarlett
Scarlett (スカーレット Sukāretto?) era la filla gran del rei Riku. Kyros la va salvar amb una tripulació de pirates que l’havien segrestada i que posteriorment es va enamorar de l’home; després va fingir la seva mort i va anar a viure amb ell. Tres anys després va donar a llum a Rebecca. Durant el cop d'estat de Doflamingo, Kyros va anar al palau reial per defensar el rei Riku, recomanant que la seva dona i la seva filla es mantinguessin a salvo; no obstant això, atesa la petició de menjar de la seva filla i haver oblidat el seu marit i, per tant, la seva recomanació de no anar a la ciutat, Scarlett hi va anar en secret i va ser descoberta i assassinada per Diamante als 25 anys.

#### Viola
Viola (ヴィオラ Viora?)és la segona filla del rei Riku. Va ingerir la fruita Paramisha Fix Fix(ギロギロの実 Giro Giro no Mi?), cosa que li permet llegir la ment dels altres i millorar la vista posant el dit polze i índex de les mans en un cercle davant dels ulls per formar una lent. La fruita també permet a l'usuari transferir els seus records a la ment d'una altra persona i veure tot el que l'envolta per un radi de quatre mil quilòmetres a vista d'ocell. Durant el cop d'Estat de Doflamingo, Viola va suplicar al pirata que perdonés la vida del seu pare a canvi d'unir-se a la tripulació amb el pseudònim de Violeta (ヴァイオレット Vaioretto?). Durant els esdeveniments de Dressrosa, aconsegueix enganyar a Sanji i fer-lo capturar pels seus sequaços; però després d’intentar extorsionar-li informació sobre l’aliança entre en Ruffy i en Law, ella queda realment impressionada per la seva bondat i galant i decideix alliberar-lo, fent-li saber les intencions reals de Doflamingo. A continuació, ajudeu a Ruffy, Zoro i Kin'emon a entrar al palau. Quan Doflamingo atrapa tota Dressrosa a la seva gàbia, Viola es queda a l'altiplà reial, on utilitza els seus poders per rastrejar a la princesa Manshelly i ajudar a Usopp a apuntar-se a colpejar Sugar. Més tard intenta frenar Doflamingo, però aquest la derrota fàcilment i pren el control de Rebecca per matar-la, però en Ruffy la salva.

#### Kyros
Kyros (キュロス Kyurosu?) és el marit de Scarlett i el pare de Rebecca. Als 15 anys va matar una banda per venjar-se però, tot i que la població anhelava matar-lo, el rei Riku li va oferir perdó si guanyava cent partits al Coliseu. Després de nou anys i tres mil partits guanyats, Kyors va ser alliberat i nomenat capità de la guàrdia reial. En record de les seves gestes a la sorra, també se li va dedicar una imponent estàtua de bronze dins del Coliseu. Scarlett es va enamorar d'ell després que Kyros la salvés d'un grup de pirates, i els dos es van mudar junts i van tenir una filla, Rebecca. Durant el cop d'estat del clan Donquixote, Kyros va deixar la seva dona i la seva filla per anar a defensar el rei Riku, però la seva cama va ser tallada i Sugar el va convertir en una joguina; a partir d'aquest moment es va conèixer com Lame Soldier (片足の兵隊 Kata-ashi no heitai?). En aquestes condicions, no va poder evitar que Scarlett fos assassinada, però es va convertir en el protector de la seva filla, tot i que havia oblidat qui era, i li va ensenyar a lluitar. Al llarg dels anys, Kyros va reunir un grup de dissidents, inclosos els nans del Regne de Tontatta, amb l’objectiu d’enderrocar el clan Donquijote i destruir la fàbrica Smiles. Quan la tripulació del Barret de Palla arriba a Dressrosa comença el seu pla, però com a soldat de joguina és derrotat per Lao G i Gladius, sent salvat per la intervenció d'en Ruffy. Després de la derrota de Sugar, Kyros recupera el seu aspecte original i es retroba amb en Ruffy en l'assalt al palau reial, arribant just a temps per salvar la seva filla de Diamant. Inicialment en desavantatge perquè es distreu protegint la seva filla, gràcies a l’arribada de Nico Robin es pot concentrar en l’adversari, aconseguint finalment derrotar-lo. Després de la caiguda de Doflamingo, Kyros torna a viure amb Rebecca.

#### Rebecca
Rebecca (レベッカ Rebekka?) és filla de Kyros i Scarlett i neta del rei Riku. La seva vida es va veure afectada pel cop d’estat de Doflamingo, ja que la seva mare va morir quan només tenia sis anys. Els anys següents va aconseguir amagar-se dels homes del nou líder gràcies a l'ajuda del soldat coix, que en realitat era el seu pare, transformat en joguina per Sugar. Quan va fer 16 anys, Rebecca va ser finalment capturada i obligada a lluitar al Coliseu com a gladiadora. Malgrat els insults constants del públic com a neta de l'anterior governant, Rebecca demostra ser una espadachina hàbil i aconsegueix guanyar totes les batalles, passant a ser coneguda com "La dona invencida" (無敗の Muhai no onna?). Durant el Coliseu amb la fruita del Foco Foco que es juga, ràpidament es fa amiga d’en Ruffy i competeix al bloc D. És l’única que aconsegueix escapar de l’atac de Cavendish i, per tant, entra a la final, en què s'enfronta a Diamond. Més tard, juntament amb Robin i Bartolomeo, arriba al palau reial, on es retroba amb Diamante; la nena té el pitjor, però el pare el salva. Després de la derrota de Doflamingo, decideix tornar a viure amb Kyros a la casa on va néixer.

### Lluitadors del Coliseu
Un gran nombre de lluitadors de tot el món de One Piece participen al Coliseu amb la fruita Foco Foco per agafar. Tots els combatents derrotats abans de la final són enganyats per Doflamingo i, abans d'arribar a la infermeria per ser tractats, són llançats a un forat subterrani on Sugar els transforma en joguines i els posa a treballar al port subterrani. Quan Usopp fa que Sugar es desmai, tornen a la seva forma original i decideixen ajudar a en Ruffy a lluitar contra el clan Doflamingo. Al final dels combats, molts d'ells decideixen donar suport al seu salvador Ruffy i formar la Gran Flota del Barret de Palla.

#### Bartolomeo
Bartolomeo (バルトロメオ), anomenat Bartolomeo el Caníbal (人食いのバルトロメオ Hitokui no Barutoromeo), és el capità del Barto Club. És alt i musculós, amb cabells verds i pentinat de roquer, i amb ullals esmolats i una anella al nas. En Bartolomeo va menjar la Fruita Bari Bari, que li permet crear barreres per protegir-se. Participa en el bloc B del torneig del Coliseu Corrida i n'és el guanyador. Després lluita contra la Família Donquixote al costat dels Barret de Palla, amb un paper destacat. La seva recompensa actual és de 200 milions de bellys.

#### Cavendish
Cavendish (キャベンディッシュ), també anomenat el Príncep Pirata (海賊貴公子Kaizoku Kikōshi) o Cavendish del Cavall Blanc (白馬のキャベンディッシュ Hakuba no Kyabendisshu), és el capità dels Pirates Bells. És un noi ros i guapo que vesteix de manera elegant. És un gran espadatxí i porta un sabre anomenat Durandal (デュランダル). Sovint apareix cavalcant el seu cavall Farul (ファルル). En Cavendish pateix narcolèpsia i doble personalitat, i quan s'adorm es converteix en un assassí anomenat Hakuba. Participa en el torneig del Coliseu Corrida, on derrota pràcticament tots els participants del seu grup com a Hakuba però és desqualificat en quedar-se adormit. El seu nom ve de l'explorador i corsari Thomas Cavendish.

#### Chinjao
Chinjao (チンジャオ), anteriorment conegut com a Don Chinjao (首領 (ドン)・チンジャオ Don Chinjao) i Chinjao el Trepant (錐のチンジャオ Kiri no Chinjao), és un expirata i el 12è líder de l'Armada Happo. És l'avi d'en Sai i en Boo. És un home vell amb barba blanca i calb, capaç d'utilitzar el Haki amb gran control. De jove el seu cap era allargat i prim fins que en Garp li va aplanar amb un cop de puny. Participa en el torneig del Coliseu Corrida i s'enfronta a en Ruffy per decidir el guanyador del grup C. Durant el combat el seu crani recupera la forma característica gràcies a un cop d'en Ruffy. Quan era un pirata en actiu havia tingut una recompensa de més de 500 milions de bellys.

#### Sai
Sai (サイ), també conegut com a Don Sai (首領（ドン）・サイDon Sai), és el 13è líder de l'Armada Happo. És un home d'aspecte simiesc, armat amb una llança i capaç d'utilitzar el Haki. Participant del torneig de Coliseu Corrida, sobreviu fins gairebé el final del combat del seu grup. Després de la batalla de Dressrosa hereta del seu avi el lideratge de l'Armada Happo i la posa sota protecció d'en Ruffy. Posteriorment es casa amb la Baby 5.

#### Ideo
L'Ideo (イデオ), conegut com el Canó de la Destrucció (破壊砲 Hakai Hō), és un boxejador i membre de la Tribu Braçosllargs. De cabells llargs i porpres, és capaç de crear explosions amb els seus cops de puny. Participant del torneig de Coliseu Corrida, sobreviu fins gairebé el final del combat del seu grup. Després dels fets de Dressrosa es converteix en pirata.

#### Blue Gilly
En Blue Gilly (ブルー・ギリー) és un artista marcial de la Tribú Camesllargues. És un home extremadament alt amb cabells blaus, i utilitza les seves llargues cames en combat amb l'estil anomenat Jao Kun Do. Participa en el Grup B del torneig però acaba derrotat. Després de la derrota d'en Doflamingo es fa pirata.

#### Abdullah i Jeet
L'Abdullah (アブドーラ) i en Jeet (ジェット) són dos caça-recompenses. L'Abdullah destaca per les seves cicatrius al front i en Jeet porta un turbant al cap. Lluitant en tàndem, participen en el torneig de Dressrosa, on són derrotats per en Bellamy. Es fan pirates després de la derrota d'en Doflamingo. Els seus noms i aparences es basen en els lluitadors professionals Abdullah el Carnisser i Tiger Jeet Singh.

#### Hajrudin
Hajrudin (ハイルディン), també conegut com a Mercenari Pirata (海賊傭兵 Kaizoku Yōhei), és un gegant musculós amb barba i cabells llargs marrons que porta un gran casc i proteccions metàl·liques als avantbraços. En combat utilitza la seva força prodigiosa. Participa en el Grup C del torneig del Coliseu Corrida però cau derrotat per en  Ruffy. El seu nom és s'inspira en el nom de pila de l'almirall otomà Khair ed-Din Barba-rossa.

#### Suleiman
Suleiman (スレイマン), conegut com a Suleiman el Decapitador (Kubi-hane Sureiman), és un criminal de guerra que participa en el torneig del Coliseu Corrida. És un espadatxí ràpid i letal. Després dels fets de Dressrosa s'uneix als Pirates Bells. El seu nom ve del pirata otomà Suleyman Reis.

#### Orlumbus
L'Orlumbus (オオロンブス), també conegut com al Governant de la Massacre (殺戮支配者Satsuriku Shihaisha), és l'almirall de la Gran Flota Yonta Maria. És un home amb un tors gran i musculós i amb trenes rosses. Utilitza un fuet i la seva enorme força, que li permet llançar un home a gran distància i velocitat. Participa en el torneig del Coliseu Corrida i posteriorment s'enfronta a la Família Donquixot. El seu nom deriva de Christopher Columbus, el nom anglès per a Cristòfor Colom.

#### Eizenbello II
Elizabello II (エリザベロー2世 Erisabero nisei?) És el rei del Regne de Prodence i és conegut com "El rei de la lluita lliure" (戦う王 Tatakau ō?). Té la capacitat de concentrar la seva força durant una hora i després lliurar un cop de puny devastador. És un vell amic del rei Riku, que ha ajudat el seu país diverses vegades. Uniu-vos al bloc B, mantenint-vos fora de perill darrere d’un escut d’homes, contractat pel seu estrateg militar Dagama (ダガマ?); Llavors utilitza el seu atac més poderós derrotant a tots els oponents restants, excepte Bartolomé, que al seu torn el fa fora. Més tard, recolza a Zoro en la lluita amb Pica. Un cop finalitzada la batalla, empeny el rei Riku a recuperar el seu lloc com a governant de Dressrosa.

### Tontatta
La tribu Tontatta (小人 族 Tontatta-zoku?) És un clan de nans que viuen sota terra i s'amaguen al dens bosc de l’illa de Green Bit, al que anomenen Regne de Tontatta (トンタッタ 王国 Tontatta Ōkoku?). Són criatures molt sospitoses i ingènues. Tot i la seva petita mida, estan dotats d’una gran força i velocitat, tant que són molt difícils de veure pels humans. Utilitzen escarabats Yellow Kab (山吹オオカブトムシ Yamabuki Ō-Kabutomushi?) I vespes Pink Bee (桃色スズメバチ Momoiro Suzumebachi?) Per volar. Uns nou-cents anys abans dels fets actuals, van ser esclaus de la família Donquixote i forçats a treballar a fàbriques subterrànies, però després que la família Riku va prendre el tron, van ser alliberats pel nou governant, que també els va donar l'oportunitat de prendre el que volien del regne justificant-ho tot com una "obra dels elfs". En el passat han tingut a veure amb Montblanc Noland, que ara consideren el seu heroi; en virtut d'això, solen afegir el sufix "-land" al nom dels membres de la tripulació del Barret de Palla. Juntament amb Kyros planegen enderrocar Doflamingo, per alliberar-ne cinc-cents, inclosa la princesa Manshelly, obligada a treballar com a esclaus a la fàbrica Smile. Després de la derrota de Do Flamingo, dos-cents nans de la tribu Tontatta, amb Leo com a capità, formen la tripulació pirata dels Pirates Tontatta (トンタッタ海賊団小 Tontatta-kaizokudan?) Que formaran la cinquena divisió de la flota del Barret de Palla. A més, es fa pública l'existència dels nans, que comencen a viure obertament al costat de la gent de Dressrosa.

#### Leo
Leo (レオ) és el líder de l'esquadró Tonta. Com els altres nans, és menut i té una gran cua peluda i un nas punxegut. Té els cabells marrons i duu un barret verd en forma de corona. En Leo té caràcter de guerrer i és un líder respectat. Com la resta de nans, és molt ingenu i es creu tot el que li diuen. En Leo és molt fort i àgil i ha menjat la Fruita Nui Nui, que li permet cosir objectes sòlids entre sí. Durant la batalla de Dressrosa s'encarrega d'alliberar la princesa Mansherry de les mans de la Família Donquixot.

#### Manshelly
Manshelly (マンシェリー Mansherī?) És la princesa del Regne de Tontatta. Molt emotiu i sensible, Manshelly està enamorada de Leo, que sembla que no correspon als seus sentiments i interpreta les seves peticions d’amor com a peticions d’una noia mimada i malhumorada. Va ser empresonada per Doflamingo per obligar els nans a treballar a la fàbrica Smile i per aprofitar el poder de la fruita Paramisha Cura Cura(チユチユの実 Chiyu Chiyu no Mi?), que li permet curar qualsevol ferit gràcies a les seves llàgrimes. Durant la batalla de Dressrosa, Jora intenta obligar-la a reanimar els oficials ferits, però Leo la salva. Més tard utilitza els seus poders per curar els ferits en la batalla.

#### Wicca
Wicca (ウィッ カ Wikka?) Pertany a l'equip de reconeixement. Roba l'espasa Shusui de Zoro, però és descoberta i obligada a tornar-la. En adonar-se que Zoro no pot orientar-se per la ciutat, ella es queda amb ell, ajudant-lo a arribar al prat florit per enfrontar-se amb el clan Donquixote. Després dels esdeveniments de Dressrosa, s'uneix a Leo a la flota d'en Ruffy.

#### Gancho
Gancho (ガンチョ Gancho?) És el "tontacapo" més gran del Regne de Tontatta i el pare de la princesa Manshelly. És ell qui revela a Usopp, Robin i Franky les relacions que uneixen els nans a la família Donquixote.

### Habitants de Dressrosa

#### Gats
Gats (ギャッツ Gyattsu?) És el comentarista del Coliseu de Dressrosa. Tot i que el seu paper requereix imparcialitat, no li fa vergonya demostrar obertament el seu favoritisme cap a alguns lluitadors. Quan en Ruffy es queda sense forces després d’utilitzar el Gear Fourth, dirigeix alguns combatents del Coliseu a obstruir Doflamingo i així permetre al noi recuperar les seves forces. És veu de Taketora.

#### Tank Lepanto
Tank Lepanto (タンク・レパント Tanku Repanto?) És el capità de l'exèrcit de Dressrosa. Antigament estava al servei de la família Riku, a la qual era molt fidel, però després del cop d'Estat de Doflamingo, ell i alguns dels seus homes es van veure obligats a canviar al seu servei per vigilar Viola. Durant el torneig és contractat per Dagama per lluitar al costat d'Elisabello II i és derrotat per Abdullah i Jeet. Un cop capturat juntament amb els altres combatents, reconeix a Ricky com a ex rei Riku Dold III.

## Zou

### Tribu Mink
La Tribu Mink ミンク族 Minku-zoku? (ミンク族, Minku-zoku) és una civilització formada per animals humanoides que viuen a la errant illa de Zou, en un lloc que anomenen el Ducat de Mokomo (モコモ公国, Mokomo Kōkoku). Segles abans de la història actual, els visons van signar un pacte d’aliança amb la família Kozuki del país de Wano, un pacte que preveia lleialtat i ajuda mútua en cas que una de les dues parts es trobés en dificultats. Els Mink sempre han mantingut la fe en aquest pacte, ja que demostren lluitant contra Jack fins a la mort per salvar i amagar a Raizo, vassall dels Kozuki.

#### Inuarashi i Nekomamushi
La tribu està governada pel duc Inuarashi (イヌアラシ公爵, Inuarashi kōshaku), Un gos gran amb un caràcter tranquil i equilibrat i el poderós Nekomamushi (ネコマムシの旦那, Nekomamushi no dan'na), un gat enorme amb un caràcter irascible i barulló. Es tornen per conduir la seva gent entre el dia i la nit. De nens, fascinats per la història de l'aliança entre els Mink i Kozuki i amb ganes de veure món, van decidir anar al mar i van naufragar just a Wano, on van ser assenyalats com a monstres juntament amb l'home peix Kawamatsu i condemnats. fins a la mort: es van salvar directament del descendent de la família Kozuki, Oden, que es va emportar els tres amb ell i els va fer unir als Foderi Rossi, els seus vassalls. Temps després, Inuarashi i Nekomamushi es van unir a Oden i Izo, entrant a la tripulació d'en Barbablanca; més tard, van seguir el seu senyor fins i tot quan va entrar als pirates de Roger. Després de la mort d'Oden, la seva relació va canviar bruscament, ja que es van culpar mútuament del que havia passat i es van tornar hostils. Considerats els millors lluitadors del regne, lideren la lluita contra Jack, però són derrotats i mutilats pel pirata. Després de recuperar-se, s'ofereixen a donar suport en Ruffy i companyia per pagar la seva ajuda. Al país de Wano participen en l'assalt d'Onigashima, tractant d'enfrontar-se a Kaido juntament amb els altres vaines però sent derrotats; més tard, Inuarashi s'enfronta a Jack mentre Nekomamushi lluita contra Charlotte Perospero, sortint victoriós d'ambdues baralles. Després de la victòria de l'aliança contra Kaido, decideixen quedar-se a Wano per donar suport a Momonosuke en el seu nou paper de shogun, deixant el lideratge dels Mink a Carrot.

#### Carrot
Carrot (キャロット, Kyarotto) és un mink de conill membre dels mosqueters del duc Inuarashi. També és un "ocell sobirà", és a dir, un ajudant dels dos governants, de manera que està actiu tant de dia com de nit i es pot moure lliurement per mantenir la comunicació entre ells i complir les seves peticions. Desitjada de viatjar per mar, s'infiltra al Thousand Sunny mentre el grup d’en Ruffy se’n va per salvar Sanji i s'uneix a ells. És atacada per Charlotte Brulee i atrapada amb Chopper dins d’un mirall. Més tard, ajuda a Chopper a derrotar l'oponent i a ajudar els seus companys. Mentre fuig, és testimoni del sacrifici de Pedro en estat de shock i, posteriorment, s'enfronta a la flota de Charlotte Daifuku transformada en sulong. Al país de Wano s'enfronta a Perospero juntament amb Wanda per venjar en Pedro, posant-lo en dificultats gràcies al sulong però sortint derrotat. Després de la victòria de l'aliança contra Kaido, rep de Inuarashi i Nekomamushi la tasca de governar els Mink en la seva absència. Demostra una agilitat i velocitat extraordinàries i és capaç de fer salts molt alts. En combat, utilitza guants amb arpes que semblen ser capaços de produir descàrregues elèctriques.

#### Pedro
Pedro (ペドゥロ, Peduro) sobrenomenat "L'arbòria" (木の上, Ki no Ue) és un mink jaguar al capdavant dels guardians del bosc de balenes. Sovint fuma una cigarreta i troba a faltar l’ull esquerre, que va perdre en una baralla celebrada cinc anys abans de l’actualitat amb Tamago. En el passat, ell, Pekoms i Zepo van abandonar Zou a la recerca de la Poignee Griffe, fundant els pirates Nox (ノックス海賊団, Nokkusu kaizoku-dan), I van arribar a Tottoland. Aquí van robar alguna cosa a Big Mom, que com a càstig va escurçar la vida de Pedro en cinquanta anys. Més tard, Pedro s'uneix al grup d'en Ruffy per rescatar Sanji i, a Tottoland, crea una diversió per permetre a Brook entrar a la biblioteca. Xocant de nou amb Tamago, Pedro derrota el seu oponent. Mentre s'escapa de Tottoland, Pedro es sacrifica per permetre que la tripulació del Barret de Palla marxi, provocant que exploti en un intent d’eliminar Perospero. És molt furtiu i està dotat d’una gran força i agilitat. És un espadachí hàbil i, en combat, fa servir un gran matxet. Al cap li penja una recompensa de 382 milions de bellys.

#### Wanda
Wanda (ワンダ) és un mink cànid i membre dels mosqueters de Duke Inuarashi. És un "ocell del governant", és a dir, ajudant dels dos governants, per la qual cosa és activa tant de dia com de nit i pot moure's lliurement per mantenir la comunicació entre ells i complir les seves peticions. Inicialment creient que els barrets de palla eren enemics, els ataca només per convertir-se en el seu guia al regne. A Wano s'enfronta a Perospero juntament amb Carrot, però són derrotats.

## Tottoland

### Família Vinsmoke
La família Vinsmoke (ヴィンスモーク家 Vinsumōku-ke?) És una infame línia d’assassins al capdavant de l'exèrcit Germa 66 (ジェルマ66ダブルシックス Jeruma Daburu Shikkusu?): Aquest exèrcit és el principal antagonista de la historieta Sora?) El guerrer dels mars (海の戦士ソラ Umi no Senshi Sora?) I per aquest motiu molts consideren la seva existència com una llegenda. En realitat, Germa 66 desenvolupa el seu negoci a l’inframón, on opera com a proveïdor de mercenaris. En el passat, la família va governar el mar del Nord, però va perdre el seu poder i possessions; malgrat això, els seus membres encara tenen el dret de participar en la Revetlla de Marijoa i exercir una forta influència sobre el govern mundial: aquests privilegis es van perdre després dels esdeveniments de Tottoland. La base de l’organització és el Regne de Germa (ジェルマ王国 Jeruma Ōkoku?), Que consisteix en un gegantí vaixell de l’illa format per vaixells més petits que poden separar-se del principal si és necessari. Els Vinsmoke posseeixen una tecnologia de guerra avançada, que va permetre a la jutgessa crear l'exèrcit de Germa 66 i augmentar genèticament el rendiment dels seus fills, motiu pel qual Big Mom està interessada a casar-se amb ell a través del matrimoni de Sanji i Pudding. Sanji, però, no va manifestar les habilitats dels seus germans i, juntament amb la seva actitud amable i la seva passió per la cuina, va ser sempre considerat l’ovella negra de la família i assetjat pels seus germans.

#### Vinsmoke Judge
Vinsmoke Judge (ヴィンスモーク・ジャッジ Vinsumōku Jajji?), Sobrenomenat "Garuda" (怪鳥ガルーダ Garūda?) El cap de família i el governant del Regne d'Alemanya també són com a comandant de la Germaologia dels nobles 66. Els nobles no haurien d'inclinar-se per treballar ni ajudar els plebeus comuns. Posseeix força física i resistència i fa ús de la tecnologia avançada de Germa a la batalla. En el passat, Judge era un científic que treballava amb Vegapunk en la investigació d’armes tecnològiques, descobrint com mutar genèticament els humans. El govern mundial, en saber-ho, va fer detenir a Vegapunk mentre el jutge aconseguia fugir; aplicant la seva investigació a la clonació, va ser capaç de crear l'exèrcit de Germa 66 i modificar els seus fills per desenvolupar habilitats sobrehumanes. Sanji, però, no va demostrar les habilitats dels seus germans i, juntament amb la seva actitud amable i la seva passió per la cuina, sempre va ser considerat pel seu pare l'ovella negra de la família.
En veure que Sanji no milloraria mai, el jutge va fingir la seva mort i el va tancar als calabossos del regne de Germa amb una màscara de ferro. Uns sis mesos després, el jutge va arribar al mar oriental amb la resta de Germa per lluitar contra una guerra, i aquí Sanji va escapar de la cel·la. Tretze anys després, decideix forjar una aliança amb Big Mom per complir el seu somni de recuperar el mar del Nord i, per fer-lo oficial, organitza les noces entre Sanji i Pudding. Després d’arribar a Tottoland, desafia el seu fill, pegant-lo amb engany i obligant-lo a acceptar el matrimoni. Durant la cerimònia, ell i els seus fills estan envoltats de pirates de Big Mom, amb la intenció de matar-los per fer-se càrrec de la tecnologia del Germa, però són salvats per la tripulació del Barret de Palla. Per guanyar temps, ataca a Big Mom, però l'emperadriu el derrota en qüestió de segons. Després de recuperar-se, dirigeix la flota de Germa per defensar el Thousand Sunny dels atacs dels pirates de Big Mom.

#### Vinsmoke Sora
Vinsmoke Sora (ヴィンスモーク・ソラ Vinsumōku Sora) Es va casar amb el judge Vinsmoke i es va convertir en la reina de Germa. Vint-i-dos anys abans que comencés la narració, la parella tenia una filla, Reiju, que el seu pare va privar d’emocions, però la dona va decidir ensenyar-li els sentiments i l'empatia. Aproximadament tres anys després, durant el seu segon embaràs, la jutgessa va decidir fer canvis genètics als quatre fills que Sora tenia a l'úter, privant-los d'emocions. ella va oposar-se, però, a la jutgessa estava interessada a fer que els fills per néixer li fessin guanyar guerres. Finalment, es va veure obligada a sotmetre's a la teràpia, però no obstant això va ser capaç d'assimilar un medicament capaç de cancel·lar la teràpia gènica. Tanmateix, això només va afectar un dels fills, Sanji. Uns anys més tard, Sora va començar a patir els efectes secundaris de la droga, de manera que va passar molt de temps en convalescència, incapaç de seguir als seus fills. De tant en tant rebia visites de Reiju i Sanji, cosa que la feia molt feliç. Un dia el nen li va preparar una mica de menjar, però es va espatllar perquè va caure abans d’arribar-hi i també es va mullar amb aigua. Sora, malgrat l’intent d’Époni de donar-li més, li va ordenar que li portés la cuinada per Sanji i, a partir d’aquest moment, va declarar que només menjaria el que el seu fill li hauria preparat. Sora va morir abans de la invasió del mar oriental per part dels Germa, que va tenir lloc onze anys abans del començament de la narració.

#### Vinsmoke Reiju
Vinsmoke Reiju (ヴィンスモーク・レイジュ Vinsumōku Reiju?), sobrenomenat "Poison Pink" (ポイズンピンク Poizun Pinku?), és la filla gran del judge. Reiju mai va participar activament en l'assetjament de Sanji quan eren petits, però ho va tolerar per no ser víctima dels tres germans al seu torn; De petita, és l’única que té cura de Sanji i, quan la família arriba al mar de l’Est, ajuda el seu germà a escapar. Té en comú amb Sanji la capacitat de tenir sentiments, però com els altres germans es veu obligada a obeir les ordres del seu pare. Mostra diplomàcia i tranquil·litat quan ajuda al Ruffy enverinat, alimentant-se del verí que va ingerir accidentalment practicant la reanimació boca a boca. En combat, utilitza atacs basats en verí. Un Tottoland és ferit i capturat per Pudding, que revela la intenció de Big Mom de matar tots els Vinsmokes durant el casament i, posteriorment, modifica els seus records perquè no reveli el pla de Linlin. Sanji arriba a Reiju i quan es desperta explica què li va passar realment. La noia revela al seu germà el que li va passar a la seva mare i li confia que hauria de deixar destruir el Germa animant-lo a fugir. Durant la cerimònia està envoltada de pirates de Big Mom juntament amb la seva família, sent salvada per la intervenció de la tripulació d'en Ruffy. A l'enquesta de popularitat dels personatges de "One Piece" el 2017, es va col·locar en el lloc 14è.

#### Vinsmoke Ichiji
Vinsmoke Ichiji (ヴィンスモーク・イチジ Vinsumōku Ichiji?),sobrenomenat "Sparking Red" (スパーキングレッド Supākingu Reddo?), és el primer dels quatre germans Vinsmoke. Freda i brutal, com la majoria dels membres de la seva família, està orgullós de la seva condició de reial i desconsidera els plebeus i els criats. Els seus atacs es basen en l’ús del foc. Apareix per primera vegada juntament amb el seu germà Niji al comandament d'un escamot de soldats Germa 66 a l'illa de Bròquil on, en menys de quatre hores, posen fi a una guerra de dos anys. Durant la cerimònia s'enfronta a Charlotte Katakuri, sent derrotat fàcilment.

#### Vinsmoke Niji
Vinsmoke Niji (ヴィンスモーク・ニジ Vinsumōku Niji?), sobrenomenat "Electric Blue" (デンゲキブルー Dengeki Burū?), és el segon dels quatre germans. Igual que els seus germans, està orgullós de la seva condició de reial i menysprea els altres, expressant també fàstic per les mostres de bondat de Sanji. Els seus atacs es basen en l'ús d'electricitat. Apareix per primera vegada juntament amb el seu germà Ichiji al comandament d'un escamot de soldats Germa 66 a l'illa de Bròquil on, en menys de quatre hores, posen fi a una guerra que va durar dos anys. Durant la cerimònia, va en ajuda del seu pare contra Big Mom juntament amb Yonji, sent apallissat fàcilment. Després que ell i els seus germans derroten els pirates de Big Mom que persegueixen, ell pretén ser un dels pirates de Big Mom per esbrinar on es troba la tripulació d'en Ruffy i la seva família es prepara per tornar a navegar per ajudar-los.

#### Vinsmoke Yonji
Vinsmoke Yonji (ヴィンスモーク・ヨンジ Vinsumōku Yonji?), sobrenomenat "Winch Green" (ウインチグリーン Uinchi Gurīn?) és el fill petit del judge. Igual que Sanji, el fascinen les belles noies, però també demostra un caràcter agressiu i sensible. El seu mètode de lluita es basa en la força bruta, que li permet plantar cara a oponents molt més grans que ell. Quan Sanji és portat a Tottoland, Yonji el desafia a combatre, convençut que el pot derrotar fàcilment, però és colpejat per sorpresa de tots. Durant la cerimònia, va en ajuda del seu pare contra Big Mom juntament amb Niji, sent apallissat fàcilment.

### Enviat

#### Morgans
Morgans (モルガンズ Moruganzu?) És l'editor del World Economic Daily, sempre a la recerca d’escollir per publicar a la seva revista. Té l’aspecte d’un ocell antropomòrfic, donat pel fet que s'ha menjat la fruita Avis Avis del zoo zoo, model Albatro (トリトリの実モデルアルバトロス Tori Tori no Mi Menviatoderu Arubatorosu?), de la qual manté permanentment la forma híbrida. És un dels senyors de l’inframme convidat a la festa del te de Big Mom i té bones relacions amb la família Vinsmoke. Durant el casament pren nota de tots els esdeveniments, inclòs l’assalt i la fugida dels grups de Ruffy i Bege: això portarà els membres de la família Charlotte a intentar capturar-lo per evitar filtracions, però aconsegueix escapar gràcies a l'ajuda de Stussy. Posteriorment publica un article en què parla dels esdeveniments de Tottoland, atorgant informalment a Ruffy el títol de cinquè emperador.

## País de Wano

### Família Kozuki
Família Kozuki (光月家, Kōzuki-ke) Va ser la família que va governar el país de Wano fins que Oden va deixar el país i Kurozumi Orochi va usurpar el paper de shōgun. Els avantpassats de la família van crear el Poignee Griffe i els van gravar. Segles abans de la narració, els Kozuki van signar un pacte d’aliança amb la tribu de visons de Zou, un pacte que preveia ajuda mútua en cas que una de les dues parts tingués problemes. Actualment, el clan Kozuki és un tema tabú al país de Wano, i només parlar-ne pot conduir a la sentència de mort.

#### Kozuki Oden
Kozuki Oden (光月おでん, Kōzuki Oden) era fill de l'anterior shōgun de Wano, Marit d'Amatsuki Toki i pare de Momonosuke i Hiyori. Va ser un gran lluitador, en particular un mestre de l'estil de dues espases, i va manar els dos Owazamono Ame no Habakiri (天羽々斬) I Enma (閻魔) (Aquesta última fins ara ha demostrat ser l'única arma capaç de ferir Kaido); també posseïa l'Ambició del rei conqueridor. Tenia una gran estima pel cap de la yakuza Hyogoro de les flors. Des de ben petit va demostrar ser una persona fora del normal i, creixent, va causar innombrables problemes a causa del seu caràcter rebel, inconformista i renyit, fins al punt que el seu pare es va veure obligat a prohibir-lo de la florida capital. Oden es va traslladar a la regió de Hakumai, al daimyō Shimotsuki Yasuie, que va intentar en va convertir-lo en una persona més responsable. Més tard, va anar a la regió de Kuri, on dominaven els pitjors delinqüents de la societat. Va aconseguir derrotar-los i fer de Kuri una regió pacífica i pròspera; per aquest motiu, Sukiyaki el va anomenar daimyō de Kuri a l'edat de vint anys. En els anys següents, es va fer amic i va salvar de la vida de la desesperació aquells que després serien els seus principals vassalls, els Nou Beines Roges. Sempre desitjós d'abandonar Wano, un país extremadament tancat al món exterior, va trobar la seva oportunitat topar-se amb un nàufrag de Barbablanca, que el va acceptar a la seva tripulació, després d'una reticència inicial, prenent nota de la seva ànima noble després del rescat de Toki; Oden es va unir a Newgate (juntament amb Toki, Izo, Inuarashi i Nekomamushi, que l'havien seguit des de Wano), convertint-se també en comandant de la segona flota de la seva tripulació. Més tard, es va unir a Gol D. Roger (de nou amb Toki, Inuarashi i Nekomamushi) en el seu darrer viatge, aconseguint posar-se al dia amb Raftel. En tornar a Wano, va descobrir que Kurozumi Orochi, mentrestant, havia pres el poder amb l'ajut de Kaido, intentant matar la seva família i intentant assassinar-lo: Orochi, però, amb la possibilitat de matar a tota la població del país, va obligar per humiliar-se públicament durant cinc anys, amb la falsa promesa de deixar l'illa després d'aquest temps. Sense respectar aquesta promesa, Oden va donar batalla a Kaido juntament amb les Nou Beines Roges, sent derrotat: condemnat a morir bullit viu amb ells, va aconseguir salvar-los la vida amb enormes esforços, però va acabar sent executat per Kaido.

#### Amatsuki Toki
Amatsuki Toki (天月トキ?) Era l'esposa d'Oden i la mare de Momonosuke i Hiyori. Posseïa els poders de la fruita Paramisha Tempo Tempo (トキトキの実 Toki Toki no Mi?), Cosa que li va permetre viatjar a si mateixa i als altres cap al futur: ella mateixa va afirmar haver nascut més de 800 anys abans de l’actual història. Desitjada de visitar el país de Wano, va conèixer Oden i Barbablanca quan la van rescatar d’alguns traficants de persones i es van unir a ells. Temps després, es va casar amb Oden i d’ell va tenir Momonosuke i Hiyori. Va seguir el seu marit quan aquest va deixar la tripulació de Newgate per ajudar a Gol D. Roger a arribar a Raftel, però no els va poder seguir fins al final del viatge perquè es va posar greument malalt, motiu pel qual va ser portada a Wano i confiada a la cura de les beines vermelles amb els fills. Després de l'execució d'Oden, ara condemnat a la mort segura amb els seus fills, va assegurar Hiyori confiant-la a Kawamatsu i va utilitzar el seu poder per transportar Momonosuke al futur protegit per quatre de les altres beines. Com a última acció, finalment va profetitzar a la població el retorn dels servents d'Oden d'aquí a vint anys, sent assassinat immediatament després.

#### Kozuki Momonosuke
Kozuki Momonosuke (光月モモの助, Kōzuki Momonosuke?) És el fill gran d'Oden i Toki, però com que ha viatjat vint anys endavant, ara és més petit que la seva germana Hiyori. Té una personalitat ruda i orgullosa. Tot i la seva edat, està molt interessat en les noies grans i, sovint, fa servir la tàctica de fingir innocència i afalagar-les per explotar els seus instints materns. Ell, Kin'emon, Kanjuro i Raizo anaven de camí a l'illa de Zou quan el seu vaixell va naufragar a Dressrosa. En arribar il·legalment a Punk Hazard, va menjar sense saber-ho una fruita artificial del Zoo Zoo, adquirint la capacitat de transformar-se en un drac xinès. Després de conèixer a en Ruffy i els seus companys, es retroba amb Kin'emon que davant de tothom fa de pare del seu pare. Segueix la tripulació del Barret de Palla fins a Dressrosa i més tard arriba a Zou juntament amb Sanji, Nami, Chopper, Brook i Caesar. Aquí Momonosuke revela la seva identitat a la tripulació i demana ajuda a en Ruffy i en Law per derrotar Kaido; la família Kozuki i els seus subordinats formen així una aliança amb la tripulació d'en Ruffy, els pirates Heart i els visons per fer caure l'Emperador.

#### Kozuki Hiyori
Kozuki Hiyori (光月日和, Kōzuki Hiyori?) És el segon fill d'Oden i Toki, però com que el seu germà Momonosuke va ser enviat durant més de vint anys per la seva mare, va continuar sent un nen, mentre que Hiyori va continuar creixent regularment: per aquest motiu, tot i ser la germana menor, actualment és més gran que ell. Va ser salvada del foc del palau d'Oden per Kawamatsu, que la va cuidar fins als tretze anys; separada d'ell, es va trobar amb un altre ex-subordinat del seu pare, Denjiro, mentrestant transfigurat i es va convertir en el nou cap de la yakuza sota el nom de Kyoshiro, que la va portar sota la seva ala, dient-li que no revelés mai la seva identitat fins al retorn dels seus companys i la criança en els anys següents per convertir-la en la cortesana més destacada del país, sota la identitat de Komurasaki (小 紫?), per protegir-la. Anys després, durant una actuació per a Orochi, el mateix Kyoshiro pretén executar-la després de la seva falta de respecte per Orochi, permetent-li escapar amb el petit O-Toko, objectiu del shōgun: per tant, acaben sent perseguits per Kamazo, i tots dos són perseguits. salvat per Roronoa Zoro, que queda ferit en la lluita. Després de rescatar-lo, ella revela la seva identitat demanant-li que l'ajudi a reunir-se amb Momonosuke, donant-li l'espasa Enma que pertanyia al seu pare a canvi del retorn dels Shusui al país de Wano.

### Cobertes vermelles
les nou beines vermelles (赤鞘九人男 Akazaya Ku-nin Otoko?) Hi ha nou hàbils samurais sota el comandament de Kozuki Oden: la seva capacitat és tal de ser reconeguda fins i tot pel mateix shogun Orochi, que els té una por profunda. El grup també inclou Kurozumi Kanjuro (fins que es desenmascara a si mateix com a espia d'Orochi), Inuarashi i Nekomamushi; al principi, Izo també en formava part.

#### Kin'emon
Kin'emon (錦えもん?) És un samurai del país de Wano i un criat de la família Kozuki sobrenomenat "The Will-o'-the-wisp" (狐火 Kitsune-bi?); està casat amb O-Tsuru. En el passat va ser el capità dels les nou beines vermelles. Té un caràcter bastant auster, cínic i fanàtic i té una manera de parlar extremadament refinada i antiquada. Divuit anys abans de la història, Kin'emon era un dels homes de la guàrdia de Kozuki Oden: després de l'execució va demanar a Kozuki Toki que utilitzés els seus poders per portar-los vint anys al futur, per tal d'aturar Kaido i venjar el seu senyor. També naufragat a Punk Hazard, va ser derrotat per Law que, gràcies als seus poders, el va trencar en tres trossos i els va escampar per l’illa. Reunit per la tripulació del barret de palla, Kin'emon es reuneix amb Momonosuke i salpa amb en Ruffy i els seus companys a Dressrosa. Aquí ajuda a la tripulació en la lluita amb Doflamingo i es retroba amb Kanjuro. Reunit amb Raizo a Zou, revela la veritable identitat de Momonosuke a la tripulació i els demana ajuda contra Kaido. Kin'emon és un expert en la tècnica de dues espases: la seva tècnica especial, anomenada Will-o'-the-wisp (狐 火 流 Kitsunebi-ryū?), Li permet també tallar flames i explosions. També va ingerir la fruita Paramisha Veste Veste (フクフクの術 Fuku Fuku no Mi?) que li permet transformar els objectes col·locats al cap de les persones en peces de vestir i objectes amb els quals cobrir-se. El personatge està inspirat en l'actor Nakamura Kinnosuke.

#### Raizo
Raizo (雷ぞう Raizō?), Conegut com Raizo de la boira (霧の雷ぞう Kiri no Raizō?), És un ninja de la terra de Wa, amic de Kin'emon i Kanjuro i un criat dels Kozuki família. És l'únic dels seus companys que va arribar a Zou, on és perseguit per Jack, que té la intenció d'extorsionar-li el secret per arribar a Raftel. Durant l'atac del pirata li hauria agradat intervenir i lliurar-se, però els visons, per extrema lleialtat al clan Kozuki, ho van impedir, encadenant-lo a un Poignee Griffe amagat a l'arbre de les balenes. Disset dies després de l'arribada de Jack, se li uneixen Inuarashi, Nekomamushi, els seus amics samurais de Wano, els pirates del Barret de Palla i Law, i alliberat. A Wano ajuda en Ruffy i en Kawamatsu a escapar de la presó, abans d'atacar Onigashima amb els seus companys.

#### Kikunojo
Kikunojo (菊の丞 Kikunojō?), és el germà petit d és Izo (comandant de la 16a flota de Barbablanca), és un personatge transgènere conegut com a Kikunojo de la darrera neu (残雪の菊の丞 Zansetsu no Kikunojō?, Encès. "Kikunojo storm storm "): de fet, tot i que va néixer biològicament masculí, sembla una bella jove i afirma ser una dona de fons. Sota l’aparença de la noia d’imatge de la casa de te d’O-Tsuru, es presenta com a O-Kiku (お 菊?) Després d’ajudar en Ruffy i en Zoro a salvar O-Tama, es troba amb (juntament amb aquest últim, Momonosuke i Chopper) una Big Mom sense memòria, amb la qual arriba a Udon i es reuneix amb Raizo i Kawamatsu.

#### Denjiro
Denjiro (傳ジローDenjirō?) Va ser el primer a unir-se a Oden com el seu seguidor, juntament amb Kin'emon: un orfe, va créixer amb trucs com estafes i enganys fins que va conèixer a Oden, seguit de qui, en els anys següents, es va convertir en un samurai de naturalesa noble i responsable. Després de la mort d'Oden i la seva esposa Toki, així com de la desaparició dels seus fills, Momonosuke i Hiyori, es va amagar i tal va ser l'enuig i la set de venjança pel final dels seus senyors per transfigurar la seva aparença. Per tant, es va presentar a la cort d'Orochi, convertint-se en el seu braç dret i nou líder de la yakuza després de Hyogoro de les flors, sota l'àlies de Kyoshiro, el son (居 眠り狂死郎, Inemuri Kyōshirō?). Fidel servidor de la cort durant el dia, a la nit robava els rics per donar les seves pertinences als segments més baixos de la població: atès que aquests robatoris es produïen a la nit, se li va donar el sobrenom de Little Boy of the Hour of the Ox (丑三つ小僧 Ushimitsu Kozō?). Al cap d’un temps, es va trobar amb la petita Hiyori a qui va agafar sota la seva protecció, induint-la, en els propers anys, a no revelar la seva identitat a ningú, fins al dia que tornarien els seus companys: a aquest fi, ho va fer. és hora de convertir-se en la cortesana més il·lustre del país, amb el nom de Komurasaki. Es torna a unir a les escombraries durant l'assalt a Onigashima, proporcionant també suport dels membres de la seva banda de yakuza.

#### Ashura Doji
Ashura Doji (アシュラ童子 Ashura Dōji?) És un samurai molt gros, tant que només viatja muntant un toro gros; malgrat això, és extremadament àgil i ràpida, suficient per colpejar a Jack sense que se n’adoni i prou forta com per plantar-li cara al combat. En el passat era un bandit que va ser derrotat per Kozuki Oden. Després de ser derrotat, es va convertir en el seu aliat i un dels Red Sheaths, tot i que mai no havia jurat fidelitat a la família Kozuki. Després de l'assassinat d'Oden, es va amagar i va ser conegut com Shutenmaru (酒天丸?), El líder dels bandits cap muntanyosos (頭山盗賊盗賊 Atama-yama Tōzoku-dan?), Tornant a la seva vida com a criminal, tenint ara va perdre tota esperança a causa de la mort d'Oden. Es retroba amb els seus antics companys després de la mort de Yasuie.

#### Kawamatsu
Kawamatsu (河 松?) És un home-peix de l'espècie peix globus, amb l’aspecte d’un kappa gran i portat, que porta un quimono i un kasa gran; a causa de la seva aparença se'l coneix com "El Kappa" (河 童?) i es defineix com el millor lluitador de sumo de Wano, tant que pot presumir del títol de yokozuna. De petit va naufragar a Wano amb la seva mare, que abans de morir li va recomanar que amagés la seva veritable identitat a causa de la discriminació contra els homes peixos. Va ajudar a Hiyori a escapar del castell d'Oden durant l'atac de Kaido, i la va cuidar durant uns set anys; no obstant això, va ser arrestat i tancat a la presó d'Udon. Aquí coneix a Raizo, a qui li demana que l’ajudi a escapar, i és testimoni de la baralla entre en Ruffy i l’Hyogoro contra els homes de Queen. Alliberat durant la incursió de Big Mom, es retroba amb els seus companys i Hiyori.

### Casa Kurozumi
Casa Kurozumi (黒炭家 Kurozumi-ke?) Va ser una de les cinc grans famílies daimyō del país de Wano durant segles, fins que va caure en desgràcia a causa de les trames operades per l'avi de Kurozumi Orochi contra altres daimyō: a causa d'això, la família va ser perseguida i quasi exterminada per la població. Anys més tard, gràcies a les maquinacions dels ancians supervivents Kurozumi Higurashi (黒炭ひぐらし?) I Kurozumi Semimaru (黒炭せみ丸?), Orochi va poder venjar-se dels Kozuki, la família del país shōguns, usurpant el seu paper i aliant-se amb Kaido.

#### Kurozumi Orochi
Kurozumi Orochi(黒炭オロチ?) És l’actual shōgun del país de Wano, amb un tarannà sever i intransigent, però també covard i paranoic. De petit, a causa de les trames del seu avi, va esdevenir objecte, juntament amb la resta de la seva família, de persecucions i discriminacions despietades, que el van deixar orfe. Temps després, instigat per Higurashi i Semimaru, va decidir venjar l'honor de la seva família i convertir-se en un shōgun. El va prendre com a criat primer pel daimyō de Hakumai Shimotsuki Yasuie i després pel shōgun Kozuki Sukiyaki: això va passar gràcies a Higurashi, que posseint els poders de la fruita Paramisha Mimo Mimo va prendre la forma d'Oden, fill de Sukiyaki, i va recomanar ell. Més tard, va obtenir el títol de regent de shōgun sempre gràcies a la mateixa estratègia: Higurashi, va adoptar la forma d'un Sukiyaki moribund i el va nomenar successor; Orochi va consolidar el seu poder amb l'ajut de Kaido, i va fer executar a Oden quan va tornar dels seus viatges i va intentar destronar-lo, observant la degradació en què Orochi havia fet caure Wano. En els anys següents, aterrit pel profetitzat retorn de les fundes vermelles, fa el tema del tabú de la família Kozuki, executant aquells que fins i tot simplement els esmenten. Tot i que predica l’aïllament total de Wano de la resta del món, manté secretament relacions polítiques i comercials amb el govern mundial a través del CP0. El mateix Kaido el decapita quan aquest anuncia el "Nou Projecte Onigashima", destinat a fer de Wano un paradís per als pirates, i Orochi intenta oposar-s'hi. Va menjar la fruita Zoo Zoo Mythological Snake Serpent, model Yamata no Orochi (ヘビヘビの 実モデル八岐大蛇 Hebi Hebi no Mi, Moderu Yamata no Orochi?), que li permet transformar-se en el mitològic monstre Yamata no Orochi.

#### Kurozumi Kanjuro
Kurozumi Kanjuro (黒炭カン十郎 Kurozumi Kanjūrō?), Conegut com a "Tempesta del vespre" (夕 立 Yūdachi?), És el fill d'una família d'actors pertanyent al llinatge Kurozumi. A causa de la persecució de la població cap al clan, va quedar orfe, caient en una apatia total, cosa que el va portar a desitjar només una mort teatral. Deambulant per Kibi, que li va donar el sobrenom de "Yōkai de Kibi" (希 美 の 妖怪 Kibi no Yōkai?), Es va trobar amb Kozuki Oden que el va acollir entre els seus seguidors. Temps després, va entrar en contacte amb el shōgun Kurozumi Orochi, que el va acusar de continuar vivint com a samurai d'Oden per transmetre-li informació: Kanjuro es va implicar tant en el "recitat" que estava disposat a morir bullit amb Oden i les altres beines vermelles. Més tard, va viatjar al futur juntament amb Kin'emon, Raizo i Momonosuke gràcies als poders d'Amatsuki Toki: arribat al futur, Kanjuro va naufragar a Dressrosa, sent capturat pels homes de Donquixote Doflamingo, sent després posteriorment alliberat i es dirigeix a Zou juntament amb Kin'emon i Momonosuke, on es retroba amb Raizo. Un cop tornat al país de Wano, després d'una sèrie d'esdeveniments, decideix desenmascarar-se, revelant-se com l'espia d'Orochi. Té un aspecte similar als actors del teatre kabuki i porta amb ell un gran pinzell amb el qual crea els dibuixos que després cobren vida gràcies als poders del seu fruit del diable. Al principi, els seus dibuixos tenen una qualitat molt dolenta, però quan revela la seva veritable naturalesa, demostra que pot crear perfectament un autoretrat d’ell per utilitzar-lo com a còpia.

#### Kurozumi Higurashi
Kurozumi Higurashi (黒炭ひぐらKurozumi Higurashi) Després que la seva família va caure en ruïna, Higurashi va deixar al país de Wano durant molts anys i després va tornar. La dona va revelar el passat de la seva família a Orochi i li va oferir el model de fruita Serpe Serpe Yamata no Orochi. També va explicar els detalls del pla que el portaria a convertir-se en un shogun alhora que explotaria els recursos de la nació per obtenir aliats poderosos. Orochi, Higurashi i Semimaru també van anar al Kanjuro teatral orfe, que va acceptar participar en el seu pla menjant fruita del diable i fent-se passar per un seguidor de Kozuki Oden. Higurashi va aconseguir tocar la cara d'aquest últim i després es va dirigir a la Capital de les Flors, on va utilitzar els seus poders per fer creure a Sukiyaki que Orochi tenia l'aprovació del seu fill i, per tant, el contractaven com a servidor. Després de tocar la cara de Sukiyaki, va assumir la seva semblança per fer creure als daimyos que Orochi seria el shogun regent durant l'absència d'Oden, l'hereu designat. Vint-i-tres anys abans que comencés la narració, va veure a Semimaru defensar Orochi dels atacs d'Oden i va escoltar al shogun revelar al daimyo com va arribar al poder, assumint l'aparença de Sukiyaki per demostrar l'engany. Després va riure quan Oden va començar a ballar gairebé nu davant del palau d'Orochi creient les promeses d'Orochi. Cinc anys després, va arribar a Kuri amb el carruatge del shogun i va escoltar al shogun dir que volia construir diverses fàbriques d'armes a tota la regió. Després va aconseguir tocar també la cara de Momonosuke. Quan la tripulació de Kaido va xocar amb Oden i els seus sequaços, Higurashi va assumir l'aparença del nen per distreure al daimyo i permetre que Kaido el derrotés. Aquest, però, la va matar per la seva interferència en la lluita.

### Casa Shimotsuki
La família Shimotsuki (霜月家 Shimotsuki-ke?) Era una família feudal important al país de Wa, tan influent que controlava dues regions del país, Hakumai i Ringo. En el passat, dos membres molt importants d’aquesta família eren Shimotsuki Ushimaru (霜月牛マル?), Daimyō de la regió de Ringo i guerrer hàbil, que es va fer particularment conegut per estar sempre acompanyat del kitsune Onimaru (オ二丸?) I Shimotsuki Kozaburo (霜 月 コ ウ 三郎 Shimotsuki Kōzaburō?), Un mestre espadatxí que va escapar de Wa uns cinquanta anys abans de la història actual, creador de les fulles Enma i Wado Ichimonji, a més de fundador de la Vila de Shimotsuki i avi de Kuina. Aquesta família estava en excel·lents termes amb la família Kozuki.

#### Shimotsuki Yasuie
Shimotsuki Yasuie (霜月康イエ?), Conegut com Yasu el porc espí (ハリネ ズミの康 Harinezumi no Yasu?), És el pare adoptiu d'O-Toko i antic daimyō de la regió de Hakumai. Va ser un dels homes més respectats del Pesae, fins al punt que fins i tot un inquiet i rebel Kozuki Oden el va estimar fins al punt de considerar-lo el millor samurai de Wano i un més digne successor del títol de shōgun al seu lloc. Fidel a la família Kozuki, després de la mort d'Oden es va amagar, amagat darrere de l'àlies de Tonoyasu (トの康?) O, més simplement, Yasu (康?). Un cop home amb una naturalesa bastant rígida, a causa de l'alimentació de mals somriures va perdre la capacitat de sentir emocions, mostrant-se així sempre amb un ampli somriure imprès a la cara. De la seva filla, rep quantitats de diners que després divideix en la indigent població d’Ebisu, convertint-lo en l’home més popular de la ciutat. Autoacusat de robatori per no amagar-se davant la revolta, és capturat pels homes d'Orochi, que descobreixen la seva veritable identitat. Condemnat a mort, durant l'execució provoca el shōgun insultant-lo i revelant a la població la seva paranoia sobre la maledicció de Kozuki Toki, sent afusellat a l'instant.

#### O-Toko
O-Toko (お ト コ?) És la filla adoptiva de Yasuie i ella és una kamuro (禿?), Una nena que està formada per convertir-se en cortesana; com a tal, apareix al seguici de Komurasaki, a qui admira com a germana gran: és una de les poques que coneix la seva veritable identitat com Kozuki Hiyori. Sempre apareix amb un somriure a la cara, independentment de si és feliç o trist, per la influència del SMILE. Durant un banquet, desencadena la ira del shogun, rient-se d'ell a causa de la seva paranoia cap a la família Kozuki. Orochi intenta matar-la, però és detingut per Komurasaki i la intervenció de Nami, Brook i Shinobu, que permeten a O-Toko salvar-se: escapa amb Hiyori perseguit per Kamazo, però els dos són salvats per Roronoa Zoro. Després, mira impotent com el shōgun executa el seu pare.

### Altres habitants del país de Wano

#### Shinobu
Shinobu (しのぶ?) És un kunoichi d’aspecte una mica grotesc (en contrast amb el que tenia a la joventut, encantador i seductor). Una vegada va formar part d'un grup de ninja que va donar l'esquena al Kozuki quan Orochi va prendre el poder, però va continuar mantenint-se al costat d'Oden i els Red Sheaths, lluitant al seu costat contra les tropes de Kaido fins i tot després de l'execució pel mateix Oden. Després de vint anys, en reaparèixer Momonosuke i alguns Foderi (que havien viatjat en el temps gràcies als poders d’Amatsuki Toki), els continua ajudant en el pla de revolta contra Orochi i Kaido, contribuint especialment a la fase d’espionatge de la missió. Va menjar la fruita Paramisha Juku Juku (熟熟ジュクジュクの実 Juku Juku no Mi?), Amb els poders de la qual pot madurar qualsevol cosa fins que es podreixi.

#### O-Tama
O-Tama (お 玉?) És un nen aprenent de kunoichi que, gràcies als poders de la fruita Paramisha Kibi Kibi (キ ビキビの実 Kibi Kibi no Mi?) És capaç de produir dango a partir de les galtes. Aquests dangos són capaços de domesticar qualsevol animal que se’l mengi (inclosos els propietaris de Smile). En el passat, el portgas D. Ace li va prometre que la portaria a la mar amb ell si es feia prou forta, i va esperar-lo quatre anys sense sortir mai del seu poble, fins i tot quan X Drake el va devastar. Després de veure en Ruffy lluitar, ell es rendeix immediatament a ell i, allotjant-lo a casa seva, li ofereix el petit arròs que té a la seva disposició, mentre ella beu en secret l'aigua del riu per apaivagar la fam: el riu, però, va ser enverinat pels desguassos de la fàbrica. això, combinat amb la fam i la notícia de la mort d'Ace, la fa inconscient. En Ruffy s'afanya immediatament a buscar un metge i el troba al poble proper. En segrestada pels homes de Kaido a causa dels seus poders, la Ruffy la salva i també aconsegueix domar Speed. Confiats a aquest últim, són interceptats per Kaido, que derrota Speed i lesiona O-Tama. Després de recuperar-se, acompanya el grup de Chopper i Momonosuke a Udon per rescatar a en Ruffy, i més tard participa a la batalla d'Onigashima, utilitzant el seu dango per portar els Gifters de Kaido al costat de l'aliança.

#### Hyogoro
Hyogoro (ヒョウ五郎 Hyōgorō?), Conegut com Hyogoro de les flors (花 のひょうごろう Hana no Hyōgorō?), Va ser el líder de la yakuza abans que la família Kozuki fos expulsada per Orochi i Kaido. Tot i que era el líder de l’inframón de Wano, el seu carisma i el seu profund sentit de l’honor el van fer agradar pels ciutadans de tota la nació, i fins i tot va ser estimat per Oden. Quan va caure el Kozuki, es va negar a sotmetre's a Orochi i va ser empresonat a les mines. Ara ha perdut completament el vigor dels temps anteriors, convertint-se en un ancià físic força fràgil, ara conegut com Old Hyo (ヒョウじい Hyō-jii?): Malgrat això, encara és força àgil i capaç d’utilitzar l’ambició de l’armadura fins a nivells alts.

## Quatre Emperadors
Els Quatre Emperadors (四皇, Yonkō) són considerats els pirates més poderosos del món d'One Piece. Al capdavant de les seves tripulacions, dominen el Nou Món com autèntics sobirans i són els més propers al títol de Rei dels Pirates. Juntament amb la Marina i els set guerrers del mar formen una de les tres grans potències que equilibren el món de One Piece. Malgrat la seva importància, el grup no es basa en aliances: cadascun dels Emperadors persegueix els seus propis objectius i sovint entren en conflicte entre ells.
Al principi de la història, el grup està format per en Shanks, l'Edward Newgate, la Charlotte Linlin i en Kaido. Després de la mort d'en Barbablanca en Marshall D. Teach ocupa el seu lloc. Després de ser derrotats a Wano, Big Mom i Kaido també perden el seu títol i són substituïts per en Ruffy i Buggy.

### Shanks
Veu: Shūichi Ikeda  (japonès), Óscar Muñoz (català)
Shanks (シャンクス, Shankusu), és el primer dels emperadors que apareix a la història, conegut com "el Pèl-roig" (赤髪, Akagami) per culpa dels seus cabells. Amant de l'aventures i profundament convençut de la importància dels somnis i de l'amistat, és ell qui va empènyer en Ruffy a sortir al mar com a pirata, fent-li prometre que es tornarien a trobar quan el nen esdevingués el nou rei pirata i també donant li el seu barret de palla com a penyora de la promesa. En el passat, aquest barret va pertànyer a Gol D. Roger, en el vaixell del qual va viatjar en Shanks com a grumet juntament amb Buggy. Un excel·lent espadachín, és capaç de dominar perfectament els tres tipus d'ambició.
Shanks és un nen, nadiu del mar de l'Oest, que va ocupar el paper de grumet al vaixell de Gol D. Roger juntament amb el seu rival Buggy. Trobat pels pirates de Roger en un cofre a l'illa de God Valley després d'un enfrontament amb Rocks D. Xebec, Shanks va créixer al seu vaixell i el mateix capità li va regalar el seu barret de palla preferit, que seguiria fent servir els anys següents; durant els seus viatges, Shanks va conèixer, entre d'altres, el rival de Roger en Barbablanca i, entre els seus subordinats, Marshall D. Teach. Quan la tripulació va descobrir que les coordenades de Raftel Buggy es va apoderar d'una febre sobtada i es va veure obligat a quedar-se a terra: Shanks va decidir quedar-se amb ell per ajudar-lo, al·legant que tots dos podrien arribar a l'illa final amb els seus vaixells endins el futur i les seves respectives tripulacions. Després de l'execució del capità Shanks, va decidir tornar a navegar amb la seva pròpia tripulació, afirmant, però, que encara no volia seguir els passos del seu capità i convertir-se així en el nou rei dels pirates: per aquesta decisió, Buggy, va decebre el seu company, es va negar a unir-se a la seva tripulació. Reunida la seva nova tripulació, va romandre fora de la línia durant uns anys: en aquest període va tornar a contactar amb Teach, que va aconseguir agafar-lo per sorpresa i fer-lo, causant-li les tres cicatrius a l'ull esquerre, i va atacar un vaixell governamental de la Copa del Món robant el Devil Fruit Gom Gom, confiat a l'agent CP9 Who's Who.
Mentre estava al mar de l'Est, va conèixer el jove Monkey D. Ruffy: aquests, profundament impressionats per Shanks i la seva tripulació, van decidir convertir-se en pirata insistint a demanar-li que s'unís a ells, però sempre sent rebutjats pel capità com també jove; mentrestant, en Ruffy s'alimenta sense voler de la fruita Gom Gom. Un temps després, Shanks salva en Ruffy d'una banda de criminals i de l'atac d'un monstre marí, però a costa del seu braç esquerre: després d'això i una altra negativa a la sol·licitud d'unir-se a la tripulació, en Ruffy li promet a Shanks que serà. va aconseguir superar-ho esdevenint el nou rei dels pirates i Shanks, divertit i impressionat per les paraules del jove, li dona el seu barret de palla com a penyora de la promesa. Després d'aquest esdeveniment, Shanks torna a entrar a la Línia, trobant el seu antic vicecapità Silvers Rayleigh, a qui li explica sobre en Ruffy i la seva semblança amb Roger i després d'algun temps guanyant el títol d'emperador; en aquests anys s'hi suma el Portgas D. Ace, fill de Roger i germà adoptiu d'en Ruffy, que li agraeix haver salvat aquest últim quan era petit. Anys més tard rep la notícia de la marxa d'en Ruffy com a pirata d'en Dracule Mihawk, el seu vell amic i rival; mentrestant descobreix que Teach ha matat un membre de la seva tripulació per robar la fruita Dark Dark i que l'Ace, havent-se unit als pirates de Barbablanca, s'ha llançat a la seva persecució per venjar-se: conscient del perill de Teach, ho intenta. per avisar en Barbablanca demanant-li que truqui a l'Ace, però ell no li fa cas. Després que l'Ace sigui derrotat per Teach i lliurat a la Marina per ser executat, en Barbablanca es dirigeix a Marineford per salvar-lo: mentrestant, Shanks intervé contra Kaido, intentant evitar que Newgate salvi l'Ace, i més tard també es dirigeix a Marineford per recuperar els cossos. d'As i Barbablanca, que van caure en batalla. Dos anys més tard es va assabentar dels esdeveniments de Tottoland, després dels quals en Ruffy va ser nomenat emperador i després es va presentar a les Gorosei a Marijoa durant la Reverie per parlar d'un determinat pirata. Després de la derrota de Kaido i Big Mom a mans d'en Ruffy, Trafalgar Law i Eustass Kid, arriba a les aigües prop de la ciutat de Wano amb la intenció d'aturar un possible atac de Teach, decidint més tard que ell també ha vingut. hora d'apuntar a One Piece. Dirigint-se a Elbaf, se li uneix Kid, que intenta atacar la seva flota però és fortament derrotat per l'emperador.

### Banda Pirata del Pèl-Roig
La Banda Pirata del Pèl-Roig (赤髪海賊団, Akagami kaizoku-dan), també coneguda com la banda d'en Shanks (シャンクスの味, Shankusu no ichimi), són el grup de pirates dirigit per Shanks. Com el seu capità, son homes alegres i despreocupats, però saben com ser formidables lluitadors. Apareixen per primera vegada al poble de Foosha, quan en Ruffy encara és petit, i posteriorment intervenen en diversos moments crucials de la història. La Marina els considera la tripulació dels Quatre Emperadors més unida i més equilibrada en termes de força.

#### Benn Beckman
En Benn Beckman (ベックマン ベン, Bekkuman Ben) és el segon de bord. Aniquila en solitari amb el seu rifle la banda de lladres que havien segrestat en Ruffy i ofès persistentment la tripulació de Shanks. A Marineford manté a punta de pistola l'almirall Kizaru, que en comptes de contraatacar obeeix l'ordre de no moure's.

#### Lucky Roo
Lucky Roo (ラッキー・ルウ, Rakkī Rou) és el cuiner de bord. És molt hàbil i ràpid a manejar l’arma: demostra aquesta habilitat quan refreda un mató, que havia amenaçat a Shanks, disparant un tret al cap sense que ell notés la seva presència. Sempre té una pota de pollastre a la mà i té una composició molt grassa.

#### Yasopp
Yasopp (ヤソップ, Yasoppu), és el tirador de la banda i el pare de l'Usopp. La seva aparença és molt semblant a la del seu fill, però no té el mateix nas i té els cabells rossos. Comparteix molts trets de personalitat amb l'Usopp, del qual està molt orgullós. En Yasopp és un tirador inigualable i porta a sobre diferents armes de foc.

### Edward Newgate
Edward Newgate (エドワード 二ューゲート, Edowādo Nyūgēto), També conegut com Barbablanca (白ひげ, Shirohige), és el capità de la Banda Pirata de Barbablanca. Molt alt i musculós amb un gran bigoti blanc en forma de mitja lluna, malgrat la seva avançada edat (setanta-dos anys) i les precàries condicions de salut fins a la seva mort, és considerat l'home més poderós del món així com més proper a One Piece, també perquè va demostrar ser l'únic rival digne de Gol D. Roger, amb qui també era amic. Va menjar la fruita Paramisha Gura Gura (グラ, Gura Gura no mi), que li permet crear vibracions violentes que s'estenen per tots els mitjans; també té els tres tipus d'ambició i com a arma utilitza un gran bisento que pertany al suprem Wazamono. Es preocupa molt per tota la seva tripulació, fins al punt de considerar cada membre o aliat com un fill adoptiu, i creu fermament que cada home ha de viure amb dignitat i humanitat considerant la traïció com el més greu dels crims; al contrari de molts pirates, als quals només els interessa la riquesa, el seu desig més gran sempre ha estat tenir una família. En el moment de la seva mort, la seva recompensa ascendia a 5.046.000.000 de bellys.
Nascut al Nou Món, Newgate va quedar orfe de nen arran de les incursions que pirates i delinqüents van cometre amb impunitat, ja que el seu poble era massa pobre per permetre's la protecció del Govern: per això mateix, un cop es va embarcar en un vaixell pirata al seu torn, va començar a enviar tots els seus guanys al seu país guanyant-se la fama de pirata desinteressat pels diners. Posteriorment va formar part de les Pirates Rocks durant un cert període i després de la seva derrota a mans de Roger i Garp va crear la seva pròpia tripulació, amb la qual es va convertir en un dels pirates més poderosos del món. Anys més tard va naufragar al país de Wano on va conèixer Kozuki Oden que, després d'una reticència inicial, es va unir a la tripulació juntament amb Izo, Nekomamushi, Inuarashi i la seva futura esposa Toki; quatre anys més tard, Newgate va permetre que Oden i els seus companys, encara que de mala gana, abandonessin la tripulació per unir-se a la de Roger en el seu darrer viatge: Izo va ser l'únic que es va quedar. Poc després que Roger hagués conquerit la Long Line, els dos es van trobar per última vegada: el rei dels pirates es va oferir a revelar la posició de Raftel però en Barbablanca es va negar, preferint descobrir el significat de la D.. Per tant, Newgate va posar sota la seva protecció L'Illa dels Tritons en nom de l'amistat amb el rei Neptú per tal d'aturar els robatoris dels pirates i uns vint anys més tard va conèixer a Portgas D. Ace, amb la intenció de matar-lo per fer-se un nom: després de derrotar-lo el va proposar unir-se a la seva tripulació, descobrint més tard que era fill de Roger. Anys més tard, quan Marshall D. Teach decideix matar el quart capità de la flota Satch per prendre possessió de la fruita Dark Dark, l'Ace es posa a la seva persecució però és derrotat i lliurat a la Marina: Barbablanca es mobilitza llavors per salvar-lo desencadenant una guerra. que també uneix en Ruffy, que es va reunir amb alguns companys per salvar el seu germà. Tanmateix, la guerra acaba amb la mort tant d'Ace, assassinat per l'almirall Akainu, com d'en Barbablanca, assassinat per Teach, que també s'apropia del poder de la fruita Gura Gura. Els seus cossos són recuperats per Shanks, que ha vingut per aturar la guerra, i enterrats a l'illa natal d'en Barbablanca.

### Banda Pirata d'en Barbablanca
La Banda Pirata d'en Barbablanca (白ひげ海賊団, Shirohige kaizoku-dan) és la tripulació de pirates dirigida per Edward Newgate. Té 1.600 homes dividits en setze divisions; cadascun d'ells, per tant, té cent homes i està comandat per un subordinat d'alt rang. A més, la Banda Pirata d'en Barbablanca compta amb el suport de nombroses tripulacions subordinades que formaven la flota d'en Barbablanca. La Banda Pirata d'en Barbablanca és coneguda per tenir en alta estima als seus companys i pel seu alt nivell de companyonia; el mateix Barbablanca considera a tots els seus subordinats i aliats com a fills i està disposat a venjar-los. Participen a la batalla de Marineford per poder rescatar l'Ace. Un any després de la batalla, els pirates d'en Barbablanca, liderats per en Marco, ataquen la Banda Pirata d'en Barbanegra però són severament derrotats. Aquesta tripulació també incloïa Marshall D. Teach, Kozuki Oden, Amatsuki Toki, Inuarashi i Nekomamushi.

#### Marco
Marco (マルコ, Maruko) és el comandant de la primera flota d'en Barbablanca, així com el metge de la tripulació. Al seu cap penja una recompensa de 1.374.000.000 de bellys. És pacient, tranquil, segur de si mateix i una mica arrogant, normalment no deixa veure cap emoció. Es va menjar la fruita mitològica del Zoo Zoo Tori Tori, model de fènix (トリトリの実 モデル 不死鳥, Tori Tori no Mi, Moderu Fenikusu), que el transforma en un fènix; d'aquí el seu sobrenom, "Marco el fènix". En Marco no es pot ferir per atacs directes que destrueixen el seu cos, ja que pot regenerar les parts atacades amb foc, com el fènix es regenera de les seves cendres; a més, pot atacar cobrint-se el cos de flames blaves fins que adquireix l'aspecte d'un fènix i, un cop transformat, també és capaç de volar. Les flames també tenen poders curatius i es poden utilitzar per curar ferides i dolors d'altres persones. A Marineford, Marco s'enfronta a un breu enfrontament amb Kizaru i salva en Ruffy d'un atac d'Aokiji. En el fragor de la batalla, distret després d'adonar-se que les ferides d'en Barbablanca estaven empitjorant, el vicealmirall Onigumo el va emmanillar amb agalmatolita i després va ser ferit per Kizaru. Més tard, gràcies a l'ajuda de Mr. 3, aconsegueix alliberar-se de les manilles i regenerar les seves ferides. Al final de la batalla, ell i en Shanks són els responsables d'enterrar els cossos d'en Barbablanca i l'Ace en una illa del Nou Món. Un any després de la guerra de Marineford, Marco lidera la flota restant d'en Barbanegra contra la Banda Pirata d'en Barbanegra per venjar-se, però és derrotat. Més tard s'instal·la a l'antic poble de Barbablanca, on utilitza els seus poders per curar els habitants. Durant l'atac a Onigashima, impedeix que els Pirates de la Big Mom entrin a Wano per evitar que interfereixin en la batalla decisiva dels Pirates del Barret de Palla contra els Pirates de les Cent Bèsties, i més tard s'enfronta King i Queen.

#### Portgas D. Ace
Portgas D. Ace (ポートガス・D・エース, Pōtogasu D. Ēsu) és el comandant de la 2a Flota d'en Barbablanca. Fill natural del rei pirata Gol D. Roger i germà adoptiu gran de Monkey D. Ruffy, va morir als braços d'aquest últim durant la batalla de Marineford a mans de l'almirall Akainu. Posseeix la fruita Rogia Foco Foco, amb la qual és capaç de transformar-se en foc.

#### Jozu
Jozu (ジョズ, Jozu) és el comandant de la Tercera Flota. És silenciós i taciturn. Va ingerir la fruita Paramisha Kira Kira (キラキラの実, Kira Kira no Mi) que li permet convertir el seu cos en diamant, i això li va valer el seu sobrenom, "Diamond Jaws". També demostra una força física mortal mentre aconsegueix bloquejar un cop de Mihawk i aixecar un iceberg colossal amb les seves mans nues i llançar-lo als marines; això, però, és fàcilment dissolt per l'almirall Akainu gràcies al seu poder per alliberar magma del cos. Durant la batalla, ataca en Crocodile però és bloquejat per Doflamingo. Posteriorment paga molt car la negligència provocada per la ferida de Barbablanca i Marco: Aokiji, contra qui lluitava, aprofita per congelar-lo noquejant-lo i fent-li perdre el braç dret.

#### Vista
Vista (ビスタ, Bisuta) és el comandant de la cinquena flota de Barbablanca. És un espadachín molt hàbil, sobrenomenat "espasa de flors" (花剣, Kaken). Participa a la batalla de Marineford, lluitant primer contra el vicealmirall Ronse i després, incitat per Marco a protegir en Ruffy, contra en Mihawk, aconseguint plantar cara a ell amb les seves dues espases. Interrupta la lluita, Vista protegeix en Ruffy dels atacs de l'Armada per permetre-li arribar a la forca i alliberar l'Ace. Després de l'assassinat d'Ace a mans d'Akainu, ataca l'almirall juntament amb Marco, sense poder fer-li mal.

#### Izo
Izo (イゾウ, Izou) és el comandant de la setzena flota de Barbablanca; té una recompensa de 510 milions de bellys. Originari del País de Wano, és el germà gran de Kikunojo i hereu de l'escola de dansa Hanayanagi; Deixat orfe, es va unir als seguidors de Kozuki Oden juntament amb el seu germà, en el període en què aquest s'estava establint a Wano, fins que es va convertir en el seu vassall juntament amb els Foders Rojos. Va seguir a Oden fins al vaixell d'en Barbablanca, inicialment per persuadir-lo de tornar a Wano; tot i que al principi no li agradava Newgate, després que ell, Oden, Toki, Inuarashi i Nekomamushi fossin acceptats a la tripulació, va canviar radicalment d'opinió i va decidir quedar-s'hi fins i tot després que el seu senyor i els seus companys es van unir a Gol D. Roger. Porta un quimono i un maquillatge gruixut que el fa semblar una geisha. A Marineford, se'l veu lluitant amb dues pistoles i una espasa. Després d'uns trenta anys, torna a Wano, reunint-se amb el seu germà i vells companys en la lluita contra Kaido, sent derrotat juntament amb ells després d'una lluita esgotadora. Després de recuperar-se s'enfronta als agents del CP0 per evitar que ataquen en Ruffy, però tot i poder neutralitzar un d'ells mor a la lluita.

#### Thatch
Thatch (サッチ, Satchi) era el comandant de la quarta flota de Barbablanca. Quan va trobar la fruita Dark Dark va ser assassinat a traïció per Teach, que també la volia.

#### Blamenko
Blamenko (ブラメンコ, Buramenko) és el comandant de la sisena flota de Barbablanca. Té unes butxaques sota la barbeta que deriven de la fruita del diable Poke Poke que va ingerir i en la qual emmagatzema un gran martell que utilitza en combat.

#### Rakuyo
Rakuyo (ラクヨウ) És el comandant de la setena flota de Barbablanca. Lluita utilitzant una cadena a la qual s'adjunta una bola de ferro punxeguda, que sembla poder mossegar l'adversari. Durant la batalla de Marineford s'enfronta a Kizaru.

#### Namur
Namur (ナミュール, Namyūru) és el comandant de la vuitena flota de Barbablanca. És un home peix tipus tauró i expert en arts marcials.

#### Blenheim
Blenheim (ブレンハイム, Burenhaimu) és el comandant de la 9a flota de Barbablanca. Quan Newgate dona l'ordre de retirar-se, Blenheim s'encarrega de portar Jaws a la seguretat, encara congelat i inconscient després de la seva baralla amb Aokiji.

#### Curiel
Curiel (クリエル, Kurieru) és el comandant de la 10a flota de Barbablanca. Lluita amb dues pistoles i, de vegades, amb dos canons, que porta sobre l'espatlla a l'esquena. Participa a la batalla de Marineford on té una discussió, i després lluita, amb Gekko Moria. Al final de la baralla, es veu impotent als peus d'Akainu, que el va cremar amb un dels seus cops.

#### Kingdew
Kingdew (キングデュー, Kingudeyū) és el comandant de l'11a divisió de Barbablanca. És un home gran i musculós amb una gran força física.

#### Haruta
Haruta (ハルタ, Haruta) És el comandant de la dotzena flota de Barbablanca. Lluita amb un sabre. És veu de Junko Noda i Renata Bertolas. Durant molt de temps va ser considerada l'única dona al comandament d'una flota de Barbablanca, fins que Oda va refutar el malentès confirmant que tots els comandants eren homes.

#### Atmos
Atmos (アトモス, Atomosu), Sobrenomenat "Búfal d'Aigua" (水牛, Suigyū), és el comandant de la 13a flota de Barbablanca. Lluita amb dues grans espases. Participa a la batalla de Marineford, però Donquixote Doflamingo pren el control del seu cos, utilitzant-lo contra la seva pròpia flota.

#### Speed Jiru
Speed Jiru (スピード・ジル, Supīdo Jiru) és el comandant de la 14a flota de Barbablanca. Lluita amb una llança i un escut i es pot moure a una velocitat impressionant.

#### Fossa
Fossa (フォッサ) És el comandant de la quinzena flota de Barbablanca. Porta una katana i pot cobrir la fulla amb flames. S'uneix a Jinbe i als altres comandants per protegir en Barbablanca, i és ell qui revela que tant el seu capità com Shanks posseeixen l'ambició del rei.

### Charlotte Linlin
Charlotte Linlin (シャーロット Shārotto Rinrin?), més coneguda com Big Mom (ビッグ・マム Biggu Mamu?), És l'única dona dels Quatre Emperadors, capità dels pirates de Big Mom, així com matriarca de la família Charlotte i reina de Tottoland. És una dona gegant de 68 anys caracteritzada per una gana gargantua i un amor sense límits pels dolços. Quan Big Mom exigeix un cert dolç i no ho aconsegueix, perd la raó i comença a destruir i devorar tot el que l'envolta, fins i tot matant els seus propis fills; si aquest estat d’ira descontrolada dura molt de temps, comença a perdre pes de forma espectacular i es torna més vulnerable. Tot i la crueltat, conrea el somni de fer de Tottoland un lloc on totes les races del món puguin viure lliuren de segregacions i discriminacions; l'única cursa amb la qual no entreté són els gegants. Big Mom ha obtingut el poder de la fruita Paramisha Soul Soul (ソルソルの実 Soru Soru no Mi?), Cosa que li permet manipular les ànimes: gràcies a aquesta capacitat, és capaç d’eliminar l’ànima de les persones només tocant-les.. Per poder robar completament l’ànima d’una persona, utilitza una tècnica, anomenada Soul Pocus (魂 へ の 言葉 Souru Pōkasu?, Literalment paraules dirigides a l’ànima), amb la qual permet a l’objectiu escollir si compleix la seva petició o morir; no obstant això, perquè aquesta tècnica sigui efectiva, l’objectiu ha de tenir por d’ella. A més, també pot eliminar només una part de l’ànima d’una persona, sense matar-la, però escurçant-ne la vida. És capaç d’inserir fragments d’ànimes en altres llocs, ja siguin objectes inanimats o altres éssers vius, fent-los així capaços de parlar i moure’s com els humans; aquestes creacions s'anomenen Homeys (ホーミーズ Hōmīzu?). Big Mom va crear tres Homeys especials utilitzant la seva ànima: el seu propi barret de Napoleó (ナポレオン Naporeon?), El núvol Zeus (ゼウス Zeusu?) I un sol anomenat Prometeu (プロメテウス Purometeusu?). Quan Big Mom s'enfada llança a aquesta última provocant una enorme tempesta contra els enemics; aquest poder ha estès el rumor que seria capaç de controlar els fenòmens atmosfèrics. Cloud Zeus, però, la delata temporalment per Nami, que utilitza els núvols de tempesta produïts pel seu Climate Tact per convèncer Zeus de passar al seu costat, només per tornar a la Big Mom. La seva recompensa ascendeix a 4.388.000.000 Bellys.

### Família Charlotte
La família Charlotte (シャーロット家, Shārotto-ke) és un clan matriarcal dirigit per Big Mom i format per 129 persones: 43 marits, 46 fills i 39 filles. Aquesta família és el nucli de la tripulació de Big Mom i l'emperadriu continua casant-se amb els seus fills i filles amb famílies molt poderoses per tal d’augmentar la seva esfera d’influència. La mare mare sol segrestar els seus marits i els fa marxar després de tenir fills, per tant no els importa cap d’ells i els considera desconeguts de la família; alguns dels seus fills semblen compartir aquest punt de vista.

#### Charlotte Perospero
Charlotte Perospero (シャーロット·ペロスペロー, Shārotto Perosuperō) és el primer fill de Big Mom i el ministre dels Caramels (キャンディ 大臣, Kyandi daijin). La seva recompensa és de 700 milions de bellys. Individu sàdic, va menjar la fruita Paramisha Slurp Slurp (ペロペロの実, Pero Pero no Mi) Que li permet donar forma als caramels en qualsevol forma que vulgui i també controlar-los a distància; si una persona queda atrapada en un caramel, mor al cap de tres minuts i es torna comestible. El punt feble del seu poder és la calor, ja que és capaç de fondre les seves creacions. Per ordre de Big Mom, utilitza els seus poders per construir un enorme laboratori idèntic al de Caesar Clown sobre Punk Hazard. Llavors amenaça Cèsar perquè el converteixi en un caramel si no compleix el termini de dues setmanes per convertir el sèrum que pot convertir la gent en gegants. Intenta matar els Vinsmokes durant la recepció del te i, a continuació, intenta evitar que els oponents s'escapen. Després de l'ensorrament del castell, li diu a la seva mare, en plena crisi, que la tripulació del Barret de Palla li ha robat el pastís de casament de recanvi i es llença amb ella a la recerca. En arribar al Sunny és interceptat per Pedro, que es sacrifica fent volar-se per intentar eliminar-lo, provocant-li només la pèrdua d'un braç. Un cop a Wano, és l'únic dels fills de l'emperadriu que pot arribar a Onigashima, escapant d'un atac de Marco: després de derrotar Carrot i Wanda amb relativa facilitat, és desafiat per Nekomamushi, que aconsegueix vencer-lo venjant-lo la mort de Pedro.

#### Charlotte Katakuri
Charlotte Katakuri (シャロット・カタクリ, Shārotto Katakuri) és el segon fill de Big Mom i Ministre de la Farina (粉大臣, Kona daijin), és un dels tres generals dolços i el fill més fort de Big Mom; al cap li penja una recompensa de 1.057.000.000 de bellys. Segons Brulee, no només no va ser derrotat, sinó que ni tan sols va ser aterrat. Té la boca molt àmplia plena de ullals que sempre guarda amagats per un mocador i que només descobreix quan ha de menjar: en aquests moments s'aïlla completament, matant qualsevol que el vegi encara que sigui per error. Freda i solitària, en públic mostra una actitud molt tranquil·la i refinada, mentre que en privat es revela cobdiciós sense cap tipus de contenció com Big Mom; malgrat això, té un gran sentit de la lleialtat i l'honor cap als oponents que considera dignes de mèrit. Posseeix els poders de la fruita Paramisha Mochi Mochi (餅餅の実, Mochi Mochi no Mi), de la qual també pot utilitzar el despertar, que li permet produir mochi a partir del seu cos que utilitza atrapar i copejar els seus adversaris; si està mullat, però, el mochi esdevé ineficaç. Utilitza una llança trident anomenada Mole com a armes (土竜 Mogura?) i sovint també caramels, que pot llançar amb tanta força com per causar danys o ferides greus; també ha desenvolupat la seva ambició de percepció fins al punt de permetre-li veure breument el futur: gràcies a això és capaç de predir amb una precisió extrema els atacs de l'oponent i de modificar el seu propi cos gràcies al seu fruit del dimoni que es fa pràcticament a si mateix intangible fins i tot si l'oponent utilitza l'Ambició de l'armadura, sempre que estigui tranquil; també és capaç d'utilitzar els altres dos tipus d'Ambició. Durant el matrimoni entre Sanji i Pudding intenta aturar el pla de Capone Bege però fracassa; Més tard, intenta capturar els fugitius i després es dirigeix al Thousand Sunny: allà es troba enfrontat amb en Ruffy, que el porta amb ell al món dels miralls de Brulee. Malgrat la intervenció de la seva germana menor, Katakuri és derrotat després d'una llarga i esgotadora lluita també a causa de la millora de la percepció de l'Ambició de Ruffy.

#### Charlotte Brulee
Charlotte Brulee (ャーロット・ブリュレ Shārotto Buryure?) És la vuitena filla de Big Mom. És una dona gran, alta i prima, amb un aspecte de por molt semblant a una bruixa. És molt sàdica amb les noies més boniques i atractives, però també és bastant maldestra i, de fet, en moltes ocasions ha estat capturada i explotada pels seus poders, derivada de la fruita Mirall del Mirall Paramisha (ミラミラの実 Mira Mira no Mi?) Que ha ingerit: la fruita del diable l'ha convertida en una "dona mirall", amb la capacitat de crear un mirall artificial amb el qual pugui reflectir qualsevol cosa. Pot crear el reflex exacte d’una persona i pot reflectir l’atac del mateix enemic i després llançar-lo cap a ella. També pot atrapar enemics dins d’una dimensió anomenada el món dels miralls. Ataca a en Ruffy al bosc bruixot, imitant-lo i posant-lo en seriosos problemes. Després d’haver empresonat Chopper i Carrot dins del món dels miralls, intenta capturar Nami, però gràcies a Pound s'allibera i obliga a Brûlée a retirar-se. Dins del món dels miralls, continua lluitant contra Chopper i Carrot i finalment és derrotada. Després de fer-la presonera, utilitzant els seus poders, Chopper i Carrot són capaços de moure's a voluntat en el món dels miralls i aflorar-se a qualsevol mirall de l'illa, recuperant així els diversos membres de la tripulació. Més tard participa en el pla orquestrat de Capone per eliminar Big Mom, però, després del seu fracàs, és recuperada pel seu germà Katakuri. És testimoni de la lluita entre en Ruffy i el Katakuri, ajudant aquest darrer després de la seva derrota.

#### Charlotte Cracker
Charlotte Cracker (シャーロット・クラッカー Shārotto Kurakkā?), Sobrenomenada "Cracker of Thousand Arms" (千手のクラッカー Senju no Kurakkā?) El desè fill de Big Mom és així com el ministre de galetes (ビ ス Bisjetto? tres generals de dolços). Home força violent, impulsiu i despietat, té un físic petit i guapo, encara que es presenta amb més freqüència amb el seu aspecte enorme i quadrat, que li confereix el poder del seu fruit del diable. De fet, Cracker ha ingerit la fruita Paramisha Bisco Bisco (ビスビスの実 Bisu Bisu no Mi?), Que li permet generar galetes en quantitats il·limitades i utilitzar-les a voluntat; donada la seva duresa extrema, els utilitza principalment amb finalitats defensives, creant escuts, armadures o soldats vius reals, però quan estan mullats es tornen fràgils i comestibles. En combat, també utilitza una gran espasa anomenada Pretzel (プレッツェル Purettseru?) I un enorme escut en forma de galeta. Al cap li penja una recompensa de 860 milions de bellys. Després de la derrota de Snack, va vèncer a l'home responsable de la derrota de Snack, la supernova Urouge. Quan la tripulació del barret de palla arriba a la base de Big Mom, viatja al bosc de seducció de Whole Cake Island per ajudar la seva germana Brulee contra en Ruffy i la Nami; després que el noi de goma li impedeixi matar Pound, comença una dura lluita amb ell; després d’onze hores de lluita, durant les quals en Ruffy aconsegueix devorar, gràcies a l’ajuda de la Nami, tots els soldats creats per Cracker, aquest últim és derrotat pel Barret de Palla i llençat.

#### Charlotte Chiffon
Charlotte Chiffon (シャーロット・シフォン Shārotto Shifon?) És la 22a filla de Big Mom i l'esposa de la supernova Capone Berge, amb qui va tenir un fill, Pez. És la germana bessona de Laura i ocupa el paper de ministra de crema de poma (ふんわり大臣 Funwari daijin?). Es fa amic de Nami, a qui explica que quan Laura va abandonar el seu matrimoni amb el príncep gegant Loki van intentar posar-la al seu lloc, però el truc va fracassar. A partir d’aleshores, a causa de la seva semblança amb Laura, Big Mom la tracta amb menyspreu, acabant colpejant-la amb força, fent que perdi l’oportunitat d’aconseguir l'exèrcit de gegants. Finalment, es revela que participa en la trama de l'assassinat de Big Mom orquestrat per Capone, ja no considera Big Mom com la seva mare i que la seva única família és el seu marit i el seu fill, tallant totes les relacions amb ella. Després del fracassat intent d'assassinat, ajuda a Sanji i Pudding a cuinar el pastís per calmar l'emperadriu, abans d'escapar de l'arxipèlag amb la tripulació del seu marit. Torna a aparèixer en les mini aventures, on aconsegueix reunir-se amb la seva germana Laura i amb el seu pare Pound.

#### Charlotte Pudding
Charlotte Pudding (シャーロット・プリン Shārotto Purin?) És la 35a filla de Big Mom i la propietària de la cafeteria Caramel (カラメル Karameru?) A l'illa de Cacao. És la promesa de Sanji, segons un acord entre la seva mare i la família Vinsmoke. A la superfície sembla una noia dolça, innocent i amable, però en realitat és una farsa que serveix per amagar la mateixa cruel personalitat de la seva mare. Serà ella qui reveli que el seu pla real, d'acord amb aquest últim, és assassinar Sanji juntament amb tota la família Vinsmoke, fent servir el seu matrimoni amb la cuinera com a oportunitat. És un híbrid de mig sang pertanyent a la tribu dels tres ulls (三つ目 mitsume?), Per al qual té un tercer ull al mig del front, la funció del qual encara és desconeguda i que manté amagat amb la bretxa: a causa d'aquest ull, de petita va ser maltractada pels altres nens i per la mateixa gran mare, tant que va esclatar a plorar quan Sanji, per primera vegada, la va felicitar. Després d'aquest esdeveniment, Pudding comença a patir una mena de trastorn bipolar, oscil·lant entre voler ajudar a Sanji, de qui es va enamorar, i companys i desitjar-los la mort. També comença a mostrar les actituds típiques de tsundere. Pudding va menjar la fruita Paramisha Memo Memo (メモメモの実 Memo Memo no Mi?), Cosa que li permet manipular la memòria dels altres.
Quan en Ruffy i els altres arriben a Tottoland, Pudding els dona la benvinguda amb cortesia: després d’explicar-los la seva trobada amb Sanji, els dona un mapa per arribar a Whole Cake Island sense ser capturat. Quan en Ruffy i la Nami són capturats pels soldats de Big Mom, Pudding els visita i revela el pla de l'emperadriu per eliminar a Sanji i la seva família; Més tard va ferir Reiju per provar un tipus de pistola que també feria la pell blindada del Vinsmoke. En explicar-li el pla, però, és escoltat pel mateix Sanji, amagat fora de la finestra de l'habitació de Pudding. Durant el casament, quan està a punt de disparar a Sanji, ell la felicita pel seu tercer ull, fent que es posi a plorar: haver rebut un elogi per primera vegada fa que Pudding s'enamori sincerament de Sanji, cosa que fa impossible va dur a terme la tasca de matar-lo. Després del col·lapse del castell, s'ofereix a eliminar Sanji i els seus companys, però en realitat fa un tracte amb la seva germana Chiffon per salvar-los de Big Mom. Més tard, col·labora amb Sanji i Chiffon en la preparació del pastís de noces per apaivagar l'emperadriu. Acabada la feina, gràcies a la qual Big Mom aconsegueix recuperar els seus sentits, Pudding, com a regal de separació, besa a Sanji, però després fa servir els seus poders per fer-li oblidar això i després se'n va, perquè pugui escapar amb la seva pròpia tripulació.

#### Charlotte Daifuku
Charlotte Daifuku (シャーロット・ダイフク Shārotto Daifuku?) És el tercer fill de Big Mom i el ministre de la mongeta verda (豆 大臣 Mame daijin?). Té una recompensa de 300 milions de bellys. És molt violent i despietat amb els seus enemics i no dubta en atacar tant verbalment com físicament fins i tot membres de la família que creu que són poc fiables o incapaços. Es troba entre les principals figures de la família. Va menjar la fruita Paramisha Puff Puff (ホヤホヤの実 Hoya Hoya no Mi?), Gràcies a la qual és capaç de treure del seu cos un geni amb una alabarda que pugui lluitar per ell. Durant la cerimònia s'enfronta breument a Sanji i després participa amb la seva flota a la recerca de la tripulació. És veu de Shunsuke Sakuya.

#### Charlotte Oven
Charlotte Oven (シャーロット・オーブン Shārotto Ōbun?) És el quart fill de Big Mom i el ministre de rostir (こんがり大臣? Kongari daijin). És un home alt i imponent, amb un coll semblant a un bou, i és considerat una de les figures més importants de la família. Té una recompensa de 300 milions de bellys. Com el seu germà Daifuku, és molt violent i no té pietat dels seus enemics, ni tan sols dels seus parents. Va menjar la fruita Paramisha Scotta Scotta (熱熱の実 Netsu Netsu no Mi?), Que li permet arribar a temperatures molt elevades, que utilitza per fer que els objectes es toquin incandescents. Durant la cerimònia s'enfronta a Pedro i, posteriorment, viatja a l'illa de Cacao amb un escamot de soldats. Intenta matar Chiffon, però és detingut per Sanji i Bege. Més tard, intenta evitar que en Ruffy i en Sanji escapin de l'illa juntament amb els seus germans, però és frustrat pels Vinsmoke i els Pirates del Sol.

#### Charlotte Opera
Charlotte Opera (シャーロット・オペラShārotto Opera?) És el cinquè fill de Big Mom i el ministre de la crema batuda (生クリーム大臣 Nama kurīmu daijin?). És alt i imponent i el seu cos està completament cobert de crema, a causa de la fruita del diable. Tot i el seu aspecte una mica ridícul, és una persona bastant cruel: no dubta a recórrer a la tortura per extorsionar informació a algú (per exemple, intenta colpejar Nami amb fletxes perquè es reveli la posició de Charlotte Laura). Ataca en Ruffy juntament amb els seus companys de tripulació per venjar a Cracker. Una vegada que en Ruffy i la Nami són capturats, es posa de guàrdia a la presó però és colpejat amb un sol atac de Jinbe. Intenta amagar la fugida dels presoners, però és eliminat per Big Mom després del fracàs de la recepció del te. Va menjar la crema de fruites Paramisha Cream (クリクリの実 Kuri Kuri no Mi?) que li permet elaborar i manipular la crema fresca del seu cos. Mitjançant una tècnica anomenada "dolçor", la crema és capaç de generar calor, cremant així qualsevol persona que hi estigui en contacte.

#### Charlotte Smoothie
Charlotte Smoothie (シャーロット・スムー ジー Shārotto Sumūjī?) És la catorzena filla de Big Mom, la ministra del Suc (ジュース大臣 Jūsu daijin?) I un dels tres generals de dolços. Al cap li penja una recompensa de 932 milions Bellys. És una dona molt alta amb els cabells blancs i ondulats i les cames molt llargues. Perezosa i despreocupada, es comporta indiferentment i accepta ajudar els seus companys si no requereix un esforç excessiu. Però si la situació ho requereix, pot mostrar un sentit estratègic notable. Assistiu a la recepció del te i, més tard, a la recerca del Sunny. Va menjar la fruita Paramisha Squeeze Squeeze (シボシボの実 Shibo Shibo no Mi?) que la va convertir en una "deshidratació de la dona": és capaç de deshidratar persones i objectes inanimats prement-los com si fossin dels draps que a través de la seva espasa i puguin utilitzar els seus líquids de diverses maneres. També pot utilitzar aquesta habilitat per eliminar substàncies nocives com el verí de si mateixa o d'altres persones i pot emmagatzemar l'aigua que roba al seu cos, augmentant-ne la mida, per a un ús posterior en combat.

#### Charlotte Mont d'Or
Charlotte Mont d'Or (シャーロット・モンドール Shārotto Mondōru?), Anomenada "la bibliotecària" (書 司 Shoshi?), És el dinouè fill de Big Mom i el ministre del formatge (チーズ 大臣 Chīzu daijin?). Té una recompensa de 120 milions de bellys. Li preocupa molt els membres de la seva família i la tripulació de Big Mom, fins al punt que es torna despietat i venjatiu quan són ferits. Ataca en Ruffy juntament amb els seus companys de tripulació per venjar a Cracker. Una vegada que en Ruffy i la Nami són capturats, utilitza els seus poders per atrapar-los dins del seu món de llibres. Assistiu a la festa del te, on intenta matar els Vinsmokes. Més tard intenta evitar que els seus oponents escapin amb els seus germans. Va menjar la fruita del llibre del llibre Paramisha (ブクブクの実 Buku Buku no Mi?) que li permet tenir control sobre els llibres. De fet, té la capacitat d’utilitzar-los com a punt de suport per volar i crear la il·lusió en els oponents d’estar dins d’un llibre. També pot crear llibres especials, capaços de mantenir dins seu els éssers vius.

#### Charlotte Amande
Charlotte Amande (シャーロット・アマンド Shārotto Amando) Amande és una dona alta i prima amb els llavis plens, la pell gris, el nas pla, els ulls verds i els cabells blaus fins a la cintura que es mouen a les puntes. De mig coll de serp, té un coll notablement llarg. Quasi sempre té una expressió freda i malenconiosa. Té dos cors fúcsies i una ratlla negra horitzontal al coll tatuada. Porta un parell d'arracades circulars de color taronja grans, un barret blanc adornat amb unes flors roses de vora molt ampla, una faixa vermella al voltant dels malucs i un llarg vestit blau clar. Més tard, assisteix a la reunió on s'indica que tots els intrusos a Whole Cake Island estan morts o capturats. L'endemà al matí, Amande assisteix al casament i observa impotent com en Ruffy i els seus aliats irrompen al pastís de noces. Després del fracàs del pla de Bege, Amande es protegeix del crit de Big Mom gràcies a les tapes creades per Katakuri. Els pirates de la Big Mom posteriorment envolten en Ruffy, Bege i els seus aliats, abans que el mateix Bege es transformi en un castell gegant. Després de l'intent dels pirates del barret de palla d'escapar de Whole Cake Island, Amande puja a un dels vaixells navegats per Nuts per bloquejar-los, unint-se així a la costa sud-oest de l'illa. Quan Sunny s'enlaira al Coup de Burst, Amande informa els altres pirates de Big Mom del fet. Després torna a Peanut Town, on prega a la seva mare que no la destrueixi. Aleshores queda sorprès quan veu en Ruffy i la Brulee darrere d’ella, que li demana que l’ajudi. Després arriba ràpidament a la paret de caramel creada per Perospero per bloquejar l'escapament del pirata, que talla a la meitat, però no aconsegueix colpejar el Barret de Palla. Més tard, veu com els habitants de Peanut Town es desesperen, ja que donaven part de la seva vida per viure protegits al territori d'un emperador, però va ser la mateixa Big Mom qui la va destruir.

#### Pound
Pound (パウンド Paundo?) És el 25è exmarit de Big Mom i el pare de Laura i Chiffon. Va ser caçat per Big Mom després del naixement de les seves filles, i finalment es va enterrar al bosc de seducció a Whole Cake Island. Revela els detalls del poder de Big Mom a Ruffy i Nami i és gairebé assassinat per Cracker, però en Ruffy el salva. Més tard, és ferit greument per Charlotte Oven després de deixar escapar Bege i la seva filla Chiffon, a qui pot veure després de tants anys. Torna a aparèixer en les mini-aventures, on a bord d’un vaixell arriba a Dressrosa on és tractat pels nans i es pot retrobar amb les seves filles.

### Tripulació de Big Mom
Els pirates de la Big Mom (ビッグマム 賊団 Biggu Mamu kaizoku-dan?) La tripulació està dirigida per Charlotte Linlin. Reuneix una gran part dels fills i filles de l'Emperadriu i té diversos aliats, ja que la Big Mom està acostumada a casar-se amb els seus fills i filles amb persones molt fortes i influents, perquè tota la seva família o tripulació es converteixi en ella. A l'escala jeràrquica, immediatament a sota d’ella hi ha els Sweets Generals (スイート将星 Suīto Shōsei?), Els primers oficials de la tripulació. Tots els ministres de Tottoland formen part de la tripulació i alguns d'ells comanden una flota de vaixells personals. Les files dels combatents de la tripulació recorden les peces d'escacs. A través del matrimoni entre Aladin i Charlotte Praline, els pirates del Sol passen a formar part de la tripulació. Durant els dos anys entre la primera i la segona meitat de la història, el territori de Big Mom està dirigit per la supernova Eustass Kid, Scratchmen Apoo, Capone Bege i Urouge. Aquest últim aconsegueix derrotar Snack (スナック Sunakku?), Un dels quatre generals dels dolços, només per ser batut per un altre d’ells, Cracker; Kid i Apoo són expulsats, mentre que Capone decideix aliar-se amb l'emperadriu, casant-se amb la seva filla Chiffon i subordinant així els pirates Firetank a la tripulació de Big Mom.
El vaixell insígnia de la tripulació és el Queen Mama Chanter (クイーン・ママ・シャンテ号 Kuīn Mama Shante-gō?), Un vaixell de mida colossal amb la forma i l’aspecte d’un enorme pastís; aquest vaixell és un dels innombrables Homeys creats per Big Mom, que és capaç de parlar i cantar.

#### Pekoms
Pekoms (ペコムズ Pekomuzu?) És un mink tipus lleó. Nascut a Zou, Pekoms va créixer com a delinqüent. Un dia va sortir de l’illa amb Pedro a la recerca del Poignee Griffe, els dos es van convertir en pirates i van arribar a Tottoland, on van ser derrotats. Més tard, Pekoms es va unir als pirates de Big Mom, amb una recompensa de 330 milions de Bellys. Ha menjat la fruita del Zoo Zoo Tarta Tarta (カメカメの実 Kame Kame no Mi?), Que li permet transformar-se en una tortuga de closca dura com el diamant, i posseeix l’Ambició d’armadura. Com molts membres de la tripulació de Big Mom, Pekoms és l'encarregada de cobrar pagaments de dolços de les diferents illes sota la protecció del seu capità. Després d’haver recollit el tresor de l’illa dels Tritons juntament amb el seu company Tamago, Caribou, que havia intentat atacar-los, aterra fàcilment. Va a Zou amb Capone Bege per capturar Sanji i Caesar Clown, però, agraït als pirates d'en Ruffy per haver salvat els seus companys després de l'atac de Jack, decideix anar contra les ordres de Big Mom i tornar a ella amb l'únic científic i per aquest motiu és colpejat per traïció per Capone. Resta convalescent a l'illa, rep la visita d'en Ruffy, que li demana que el porti a la recepció del te per recuperar Sanji. De tornada a l'illa, deixa un missatge a la tripulació, aconsellant-los que marxin, per ser aparentment executat per Bege. Salvats pels Pirates del Sol, quan Pekoms els explica el pla de Bege de matar Big Mom, el lliguen per evitar que aixequi l’alarma com a còmplices. Després d’alliberar-se, va al món dels miralls per ajudar a en Ruffy a escapar, per retre homenatge al sacrifici de Pedro.

#### Tamago
Tamago (タマゴ) També conegut com Barone Tamago (タマゴ男爵, Tamago Danshaku, llet. "Baró dels ous"), és un pirata de la tripulació de Big Mom pertanyent a la tribu de les cames llargues, amb el rang de cavaller. Al cap li penja una recompensa de 429 milions de bellys. Sol intercalar les seves frases amb paraules franceses, incloses bon, soir i s'il vous plait, i sembla una persona bastant flegmàtica. La forma del seu cos s'assembla a la d’un ou, traducció del seu nom en japonès. Tamago posseeix els poders de la fruita Paramisha Ovo Ovo (タマタマの実 Tama Tama no Mi?), Que transforma la seva composició corporal en la d’un ou. Quan Tamago és abatut a trets, el seu cos es trenca com la closca d’un ou, fent que la clara i el rovell en surtin i, després d’un curt període, evolucionin cap a una forma encara més forta. Durant la baralla amb Pedro, es va demostrar que Tamago evolucionà cap al vescomte Pulcino (ヒヨコ子爵 Hiyoko Shishaku?) I el comte Pollo (ニワトリ 伯爵 Niwatori Hakushaku?). Com molts dels pirates de Big Mom, ella és la responsable de cobrar pagaments de dolços de les diferents illes sota la protecció del seu capità. Va aparèixer per primera vegada a l’illa Fishman al costat de Pekoms per recollir el tresor de Neptú. Un cop en Ruffy i el seu grup arriben a Whole Cake Island, té l'oportunitat de xocar de nou amb Pedro, que l'havia ferit cinc anys abans, sent derrotat de nou.

#### Streusen
Streusen (シュトロイゼン, Shutoroizen) anomenat "El cavaller gourmet" (美食騎士 Bishoku kishi?), és el cap de cuina de la tripulació de Big Mom. Va menjar la fruita Paramisha Cook Cook (ククククの実 Kuku Kuku no Mi?) que li permet transformar objectes en menjar. Seixanta-tres anys abans de la narració, va conèixer Linlin i, en adonar-se de la increïble força del nen, va decidir ajudar-la a convertir-se en pirata. Organitzeu la preparació del pastís de noces de Sanji i Pudding. Durant l'enfonsament del castell, va transformar aquest últim en un pastís per limitar els danys, però va resultar greument ferit a la tardor.

### Kaido
Kaido (カイドウ, Kaidō) és l'últim emperador que apareix en ordre cronològic. És sobrenomenat "El senyor dels animals" (百獣, Hyakujū) Ja que és el Director Genera (o Governador Genera dels pirates Cent Bèsties, un enorme exèrcit de Somriure) propietaris dels quals és subministrat per Donquixot Doflamingo fins que és detingut. Es coneix com "La criatura més forta del món" Com malgrat ser derrotat set vegades, capturat per la Marina i els seus enemics divuit vegades, ha patit milers de tortures i ha estat condemnat a mort quaranta vegades, sempre ha sobreviscut; per aquest motiu és considerat immortal i ell mateix intenta suïcidar-se contínuament i sense èxit És un home d’una mida enorme, amb un físic estàtuós, cabells gruixuts, bigoti llarg i un parell de grans banyes de toro. Acostumat a l’alcohol, temperament despietat, segur i intolerant al nou generacions. exempt de les Onze Supernoves. Va menjar la fruita mitològica Zoo Zoo Peix-Peix (Model Seiryu) (ウオウオの実 モデル 青龍, Uo Uo no Mi, Moderu: Seiryū), Cosa que li dona la capacitat de transformar-se en el llegendari drac blau xinès ; a la batalla lluita amb un gran pal punxegut i és capaç d'utilitzar l'Ambició d'armadura. La seva recompensa ascendeix a 4.611.100.000 bellys.
Quan era un principiant, formava part de la famosa Pirates Rocks. Després d'una de les nombroses ocasions en què va ser capturat per la Marina, va ser utilitzat com a conillet d'índies per als experiments del doctor Vegapunk, que va prendre el seu factor de llinatge per recrear la fruita mitològica que posseïa. Més de vint anys abans del començament de la història actual, va formar la seva pròpia tripulació, va arribar al país de Wano, on es va aliar amb el shōgun Kurozumi Orochi ajudant-lo a consolidar el seu poder i va derrotar Gekko Moria aniquilant completament la seva tripulació. Quan el daimyō Kozuki Oden va tornar dels seus viatges amb Barbablanca i 
Gol D. Roger es va enfrontar als dos tirans i finalment va arribar a un xoc amb l'Emperador, com a conseqüència del qual va ser derrotat, capturat i executat. Durant els esdeveniments Impel Down intenta bloquejar Barbablanca a l'entrada del Nou Món per fer-lo desistir de la intenció de rescatar el Portgas D. Ace; el seu intent, però, fracassa a causa de Shanks, que l'enfronta per permetre que Newgate arribi a Marineford. Apareix per primera vegada immediatament després de la derrota de Doflamingo a mans de Trafalgar Law i Ruffy: després de llançar-se d'una illa al cel, acaba als peus d'Eustass Kid, Basil Hawkins, Scratchmen Apoo i Killer. Amb Apoo ja sota la seva protecció, proposa als altres tres que també es converteixin en els seus aliats: mentre Hawkins accepta, Kidd i Killer desafien l'emperador i són brutalment derrotats i empresonats. De nou a Wano, derrota a Ruffy amb un sol cop i l'empresona llançant-lo a la mateixa cel·la que Kid; més tard, la mateixa Big Mom se li porta com a presoner (arriba a Wano i és capturat per un cas fortuït de Queen) amb qui comença un enfrontament violent per després aliar-se temporalment amb ella. Després d'anunciar el "Nou Projecte Onigashima", destinat a transformar Wano en un paradís per a pirates, decapita Orochi, ara inútil i hostil, i és immediatament atacat per una emboscada de les Nou Beines Roges, que aconsegueix derrotar després d'una llarga lluita. Llavors atacats per en Ruffy, Roronoa Zoro, Killer, Kidd i Law s'enfronten a ells juntament amb la Big Mom; després que els cinc aconsegueixin separar-los, Kaido es troba davant d'en Ruffy sol: tot i una victòria inicial, s'enfronta a la seva filla Yamato i, més tard, en Ruffy va tornar, és derrotat després que desperta la seva fruita del diable.

### La filla de Kaido

#### Yamato
Yamato (ヤマト) és la filla de Kaido, a qui però s'oposa completament. Va menjar la fruita Gos Gos: model Okuchi no Makami (イヌイヌの実 モデル, Inu Inu no Mi Moderu Ōkuchi no Makami). Quan era petita, va estar fortament influenciada per la història i les gestes de Kozuki Oden i la seva valenta mort, així com el descobriment dels seus records, la van convèncer d'assumir el llegat espiritual del llegendari daimyō, començant a suplantar-lo fins al punt de cridar-lo. ella mateixa un home per identificar-se plenament amb ell. A causa de la seva idolatria envers l'Oden i l'odi cap al seu pare, la van posar manilles explosives que la van mantenir presonera a Onigashima fins que va conèixer en Monkey D. Ruffy vint anys més tard. Aliada amb ell (també en virtut d'haver conegut el seu germà Portgas D. Ace en el passat) per salvar Kozuki Momonosuke, es rebel·la definitivament contra Kaido i la seva tripulació, enfrontant-se també a ell en combat per cobrir l'esquena d'en Ruffy, neutralitzat temporalment pel Emperador. Més tard dona suport a Momonosuke en el seu intent d'aturar que Onigashima s'estavella contra la capital de les flors; després de la derrota de Kaido i Big Mom, presenta als companys d'en Ruffy la seva proposta d'unir-se a la seva tripulació però després la retira després de l'atac de l'almirall Ryokugyu, i decideix quedar-se a Wano per ajudar a Momonosuke a protegir-lo dels invasors.

### Pirates de les Cent Bèsties
Els pirates de les cent bèsties (百獣海賊団 Hyakujū kaizoku-dan?) La tripulació està dirigida per Kaido. S'organitza segons una estructura piramidal, però les relacions entre els seus membres no són amigables, ja que, en funció de les habilitats i habilitats demostrades, se'ls dona sovint l'oportunitat de pujar a l'organigrama. Immediatament a sota del capità, hi ha els tres membres més poderosos, les estrelles de primera classe (大看板 Ōkanban?), Anomenades Plagues (災害 Saigai?); a sota d'aquests hi ha els sis companys voladors, que són els més forts de les anomenades estrelles (真打 Shin'uchi?), entre les quals hi ha Basil Hawkins. Les estrelles manen les divisions dels Gifters (ギフターズ Gifutāzu?), És a dir, els propietaris de fruites artificials del Zoo Devil Zoo (almenys cinc-cents homes), dels Cambrers (ウェイターズ Weitāzu?), És a dir, aquells que esperen menjar una fruita i alguns plaers (プレジャーズ Purejāzu?), És a dir, aquells que han menjat un Somriure defectuós i que, per tant, somriuen contínuament; després hi ha els Nombres (ナンバーズ Nanbāzu?), deu criatures colossals d’aspecte demoníac, que són el resultat d’experiments per recrear els antics gegants realitzats a Punk Hazard. La tripulació també pot comptar amb el suport de nombroses tripulacions subordinades que formen la flota de les Cent Bèsties: entre aquestes hi ha els pirates Drake, els Pirates en directe, els pirates Hawkins i la tripulació escocesa.

#### King
King (キング, Kingu) el nom real del qual és Alber (アルベル, Aruberu) és un pirata de l'Estrella de les cent bèsties de primera classe i, com a tal, és un dels tres flagells, coneguts com "El foc" (火災, Kasai); té una recompensa de 1.390.000.000 de bellys. Duu una espasa penjada del seu costat dret i es va menjar la fruita Zoo Ancestral Zoo del drac drac, model Pteranòdon (リュウリュウの実 モデル プテラノドン, Ryū Ryū no Mi, Moderu Puteranodon) capacitat de transformar-se en a pterosaure. Pertany a la raça quasi extinta de la lunària i, donat l'interès del govern mundial en aquesta espècie, amaga algunes de les seves característiques físiques (pell fosc i cabell platejat) amb vestits i màscares de cuir negre: antigament, de fet, a causa d'algunes habilitats pròpies de la lunaria, com la creació i manipulació del foc, així com una extraordinària capacitat d'adaptació al medi, Alber va ser objecte d'experiments per part del Govern i en aquella ocasió va conèixer en Kaido, també el seu conillet d'índies, amb qui va escapar, convertint-se en el seu braç a estribor i primer element de la seva tripulació. Ataca el vaixell de la Big Mom arribat a Wano impedint que la tripulació enemiga entri al país i alhora fa que l'Emperadriu caigui a l'aigua. Quan els samurais i les tripulacions d'en Ruffy, Kid i Law lluiten contra els pirates de les Cent bèsties, el rei i la reina s'enfronten a Marco, que aconsegueix resistir-se a tots dos. Aleshores, en Zoro s'enfronta individualment a King, que surt derrotat.

#### Queen
Queen (クイーン Kuīn?) És una estrella de primera classe dels pirates de les Cent Bèsties i és, com a tal, un dels tres flagells. Es coneix com "L'epidèmia" (疫 災 Ekisai?), I té una recompensa de 1.320.000.000 de bellys. És un home alt i obès, amb una llarga trena de cabells, un llarg bigoti i un alegre roger de la tripulació tatuat al braç dret; té una mà mecànica en lloc de l'esquerra i el seu nom ve donat per ser un expert inventor d'armes i dispositius bacteriològics i virals. Li encanta fer un espectacle i mostrar-se amb els seus subordinats i menjar la fruita Zoo Ancestral Zoo Dino Dino, model de braquiosaure (リュウリュウの実 モデル ブラキオサウルスRyū Ryū no Mi Moderu Burakiosaurusu?), cosa que li permet convertir-se en un braquiosaure. Se li confia la tasca de sotmetre els presos de la presó d’Udon perquè siguin seguidors de Kaido també gràcies a llargues i esgotadores tortures: intenta fer-ho en va fins i tot amb en Ruffy, però és interromput per la irrupció de Big Mom, que va arribar sense memòria a Udon a la recerca de menjar, aterra en molt poc temps.

#### Jack
Jack (ジャック, Jakku) és una estrella de primera classe dels pirates de les cent bèsties i és, com a tal, un dels tres flagells. Es coneix com "La sequera" (旱害, Kangai); li penja una recompensa de 1.000.000.000 de bellys. És un home-peix del tipus mero gegant. El sobrenom de "sequera" es deu al llarg rastre de mort i destrucció que deixa enrere allà on va, per la seva increïble ferocitat. Va menjar la fruita Zoo Ancestral Zoo Elefant Elefant (Model: Mamut) (ゾウゾウの実 モデルマンモス, Zou Zou no Mi, Moderu Manmosu), Que li permet transformar-se en un mamut; en virtut d'això és el capità d'un vaixell anomenat Mamut (マンモス号 Manmosu-gō?). Com a armes, maneja dos shotels que fa servir en forma humana i que, altrament, porta al coll com si fossin ullals. En arribar a Zou amb la seva tripulació a la recerca de Raizo, destrossa el país amb una arma de gas de destrucció massiva dissenyada per Caesar Clown després de cinc dies ininterromputs de lluita; més tard, tortura els habitants perquè es reveli la posició del samurai, sense aconseguir el seu propòsit. Es va assabentar de la derrota de Doflamingo i va a salvar Doflamingo atacant els vaixells de la Marina que l'escortaven a Impel Down; malgrat la presència de l’antic gran almirall Sengoku, l’almirall Fujitora i tres vicealmirals, encara aconsegueix enfonsar dos vaixells, però finalment és derrotat i denunciat com desaparegut al mar. Sobrevivent, decideix tornar a Zou amb l’objectiu d’abatre a Zunisha, l'enorme elefant a l'esquena de l’illa, per tal d’exterminar la tribu dels Mink; la bèstia gegant, però, esborra ell i els seus vaixells després de demanar i obtenir permís a Kozuki Momonosuke. Jack encara sobreviu i després arriba a Wano per tenir cura de Ruffy, on no obstant això és recriminat King i Queen. Més tard, durant la batalla d'Onigashima, es va posar al costat dels seus homes al costat del seu capità per ajudar-lo a lluitar contra les Nou Beines Roges i mink en les seves formes millorades, aconseguint delmar-los però sent derrotat per Inuarashi i Nekomamushi. Després d'haver aconseguit recuperar-se, intenta un últim assalt contra els Nou Beines Roges, però és definitivament neutralitzat després d'un breu duel per Inuarashi.

### Tobiroppo
Tobiroppo (飛び六胞, Tobi Roppō) són les estrelles més fortes dins de l'organigrama de la tripulació; d’ells, durant els dos anys entre la primera i la segona part de la història, s'incorpora X Drake. Atesa la seva força considerable, de tant en tant se’ls dona l’oportunitat de desafiar els tres flagells per usurpar la seva posició, motiu pel qual no estan en bons termes amb els tres.

#### Page One
Page One (ページワン, Pējiwan) és el germà petit d'Ulti, així com el més jove dels Tobiroppo, amb una recompensa de 290 milions de bellys. Va menjar la fruita Drac-Drac, Model Espinosaure (リュウリュウの実 モデル スピノサウルス, Ryū Ryū no Mi, Moderu Supinosaurusu), Cosa que li dona la capacitat de transformar-se en un spinosaure. És un noi amb un caràcter violent, però, cap al seu parigrà té una actitud més suau. Juntament amb Drake, és enviat a castigar a Sanji per haver atacat alguns membres de la yakuza. Més tard torna a aparèixer a Onigashima amb els seus companys, i en la batalla de l'illa fa equip amb Ulti atacant primer Monkey D. Ruffy i després Usopp i Nami, sent llavors sorprès i neutralitzat per Big Mom.

#### Utli
Ulti (うるティ, Uruti) és una dona jove que forma part dels Tobiroppo i és la germana gran de Page One; al seu cap penja una recompensa de 400 milions de bellys. Va menjar la fruita Zoo Ancestral Drac-Drac, Model Paquicefalosaure (リュウリュウの実 モデル パキケファロサウルス, Ryū Ryū no Mi Moderu Pakikefarosaurusu), Cosa que li dona la capacitat de transformar-se ella mateixa, de fet, es converteix en un paquixaure. Té un caràcter molt inestable, ja que alterna actituds infantils amb altives i descarades. Sovint fa parella amb Page One, cap a qui es mostra sobreprotectora, i amb qui, durant la batalla a Onigashima, ataca primer Monkey D. Luffy, sent detinguda per Yamato, i després Usopp i Nami, per ser finalment ferida per Big Mom i neutralitzat per la mateixa Nami.

#### Who's Who
Who's Who (フーズ・フー, Fūzu Fū) és un dels Tobiroppo, amb una recompensa de 546 milions de bellys. Va menjar la fruita Zoo Gat-Gat, Model Tigre de dents de sabre (ネコネコの実 モデル サーベルタイガー, Neko Neko no Mi Moderu Sāberutaigā), cosa que li dona la capacitat de transformar-se ell mateix en un tigre de dents de sabre. Antigament era membre de CP9 (amb un talent que es considera que coincideix amb el de Rob Lucci a Rokushiki) i, com a tal, deu anys abans que comencés la narració, se li va encarregar la tasca d’escortar la fruita de Gom Gom al govern; va ser, però, robat per Shanks i va ser castigat amb presó. No obstant això, va aconseguir escapar, primer es va convertir en capità pirata i més tard es va unir a la tripulació de Kaido. Tot i que vol convertir-se en una estrella de primera classe, és més reflexiu i cooperador cap als tres flagells que els altres companys voladors. Durant la batalla a Onigashima lluita amb Jinbe, sortint derrotat.

#### Black Maria
Black Maria (ブラックマリア, Burakku Maria) és una bella dona d’una enorme mida que forma part dels Tobiroppo, té una recompensa de 480 milions de bellys al cap. Va menjar la fruita Zoo Zoo Ancestral Ragno Ragno, modello rosamygale grauvogeli (クモクモの実 モデル ロサミガレ・グラウボゲリィ, Kumo Kumo no Mi Moderu Rosamigare Guraubogeryi) Té una manera de ser de vegades coquet i de vegades sàdic, sovint fuma una pipa adequada a la seva mida i dirigeix un prostíbul a Onigashima. Durant la batalla a l'illa, atrau a Sanji a una trampa, aconseguint capturar-lo explotant la seva debilitat cap a les dones, per ser confrontada per Nico Robin i Brook, que es van afanyar a ajudar la seva parella.

#### Sakaki
Sasaki (ササキ?) És un dels companys voladors. Va menjar la fruita Zoo Zoo ancestral Dino Dino, model triceratops (リュウリュウの実 モデル トリケラトプス Ryū Ryū no Mi Moderu Torikeratopusu?), Cosa que li dona la capacitat de transformar-se en un triceratops amb una espasa, i. Anteriorment era un capità pirata i vol convertir-se en una estrella de primera classe, demostrant ser disputós tant amb els tres flagells com amb els altres companys voladors (especialment amb la primera pàgina). Enganyat i empresonat per Denjiro abans de la batalla d'Onigashima, un cop alliberat surt a la recerca de Momonosuke, sent frustrat primer per Yamato i després per Franky.

### Altres membres dels pirates de les Cent Bèsties

#### Holdem
Holdem (ホールデム Hōrudemu?) És una de les estrelles pirates de les cent bèsties, forma part dels Gifters que van menjar un somriure que li permet tenir el cap, les cames i la cua d’un lleó a l'estómac anomenat Kamijiro, que té voluntat per si mateix i és capaç de respirar foc. Envia els seus subordinats a segrestar O-Tama, creient que la seva capacitat li és útil, però és fàcilment derrotat per en Ruffy.

#### Speed
Speed (スピード Supīdo?) És una noia membre dels Gifters que va menjar la fruita Somriure del cavall: la naturalesa inestable de la fruita artificial li dona una forma intermèdia, amb cap humà, tors i braços i potes equines, similar a un centaure. Recol·lector d’aliments del districte de Kuri, és domada per O-Tama. Carregada per en Ruffy per protegir el nen, és interceptada per Kaido: tot i intentar lluitar contra ell, és fortament derrotada.

### Marshall D. Teach
Marshall D. Teach (マーシャル・D・ティーチ, Māsharu Dī Tīchi), també conegut com a Barbanegra (黒ひげ, Kurohige), és conegut com l'home que va atrapar a Portgas D. Ace, raó per la qual va desencadenar la famosa Guerra de Marineford, en la que va matar a, per aquell moment, l'home més fort del món i Yonkō. Per això (i perquè havia aconseguit una tripulació molt forta agafant a gent de Impel Down), es va fer amb el títol de Yonkō. Actualment té una recompensa de 3.996.000.000 de bellys, sent l'únic dels quatre de la que se'n sap, i sent el personatge amb la recompensa més alta de tot el manga.
Teach és un orfe d'una illa no especificada de Ruta Major. Sempre amb la intenció de convertir-se en Rei Pirata, llegint una enciclopèdia de Fruites del Diable va descobrir l'existència de la fruita Yami Yami, considerada la més poderosa de sempre, i va decidir trobar-la a qualsevol preu: per això es va incorporar a la segona divisió de la tripulació de Barbablanca. als dotze anys i hi va romandre més de vint anys; durant aquests anys, durant una baralla, va aconseguir ferir en Shanks a l'ull esquerre. Quan Satch, comandant de la quarta divisió, va trobar el fruit per casualitat, Teach el va matar per robar-lo i va fugir; després de crear la seva pròpia tripulació, va envair el Regne de Tambor, posant en fuga el rei Wapol. Un cop a Jaya, coneix en Monkey D. Ruffy i, havent descobert la seva mida, intenta capturar-lo per aconseguir un lloc als Set Guerrers del Mar però la persecució és interrompuda pel Knock Up Stream, que porta la tripulació del Barret de Palla a Skypea. Acompanyat per l'Ace, capità de la segona divisió de Barbablanca amb la intenció de venjar Satch i el germà adoptiu d'en Ruffy, s'enfronta a ell aconseguint derrotar-lo i capturar-lo per després lliurar-lo al Govern Mundial aconseguint així el lloc dels Guerrers deixats vacant per la derrota de Crocodile a mans del mateix Ruffy. Convocat per l'Armada a Marineford per contrarestar en Barbablanca, que va venir a salvar l'Ace, Teach es dirigeix en canvi a Impel Down, la presó del Govern, aconseguint entrar-hi gràcies a la seva posició en els Set Guerrers del Mar; aquí, després de retrobar-se amb en Ruffy, arriba al nivell més profund de la presó, alliberant alguns dels pitjors criminals tancats allà, que s'uneixen a la seva tripulació: de tornada a Marineford, els pirates de Teach maten en Barbablanca, ja afeblit pels enfrontaments, i el mateix Barbanegra ho aconsegueix. per desviar el poder de la fruita Gura Gura del cos de l'emperador. Quan arriba en Shanks, abandona l'illa i es dirigeix cap al Nou Món: aquí captura Jewelry Bonney per canviar-la per un vaixell de guerra de la Marina i després fuig un cop s'adona que l'intercanvi va ser en realitat una trampa tendida per l'almirall Akainu. Després de ser desafiat pels membres restants de la tripulació d'en Barbablanca i derrotar-los un any després de la Guerra de Marineford, Teach pren el control de bona part de les illes una vegada protegides per Newgate convertint-se així en un dels Emperadors.

### Banda Pirata d'en Barbanegra
La Banda Pirata d'en Barbanegra (黒ひげ海賊団, Kurohige kaizoku-dan) és la tripulació de Teach. Apareix per primera vegada a Jaya, on Barbanegra descobreix la recompensa d'en Ruffy i decideix capturar-lo per garantir l'entrada a 7 grans guerriers del mar: els pirates després persegueixen la Pirates del Barret de Palla, però són detinguts primer pel Knock Up Stream i després per l'Ace. Capturant-lo i tenint el seu propòsit d'una altra manera, deixen en Ruffy en pau. Limitada inicialment a uns pocs elements, la tripulació s'expandeix amb la incursió de Barbanegra a Impel Down, on allibera una sèrie de perillosos criminals que amplien les seves files, inclòs l'ex-carceler Shiryu, que més tard es converteix en comandant de 7 gurriers del mar. Després de la intervenció de la tripulació a Marineford i l'assassinat de Barbablanca per Barbanegra, Teach va a substituir Newgate com un dels quatre emperadors i la seva tripulació s'expandeix, formant una flota composta per deu divisions comandades per tants subordinats. De Teach coneguda com "Ten Tantic Commanders" I esdevenir un dels més importants i poderosos del Nou Món. Ara el principal vaixell de la tripulació, sobre el qual es queda i es mou el capità, és el Sabre de Xebec. Després dels fets de Dressrosa es descobreix que l'exalmirall Aokiji s'ha aliat amb la tripulació i que el mateix va atacar els revolucionaris, sense especificar el resultat del xoc.

#### Jesus Burgess
Jesus Burgess (バージェス ジーザス, Jīzasu Bājesu) és el timoner de la tripulació i el comandant de la primera flota de la Banda Pirata d'en Barbanegra. El sobrenomenen "El Campió" (チャンピオン, Chanpion): Té una gran força física, té un tarannà impulsiu i ardent, li encanta lluitar i sempre busca nous oponents per desafiar. Amagat darrere del pseudònim de Mr. Store Participa al Coliseu de Dressrosa per guanyar la fruita Foco Foco: després d'haver derrotat fàcilment a tots els combatents del bloc A, entra a la final de la competició on xoca amb Sabo, disfressat de Lucy, que aconsegueix defensar-se amb destresa. Després que aquest mengi la fruita Foco Foco i destrueix tota la sorra, Burgess acaba al port comercial subterrani; més tard, durant el xoc entre Doflamingo i Ruffy, intenta matar aquest últim per robar-li la fruita del diable, però és detingut per Sabo, que el derrota després d'una curta baralla. Ferit greument, aconsegueix amagar-se a la sentina del vaixell dels revolucionaris i arribar a Baltigo, on es posa en contacte amb Lafitte i Shiryu demanant-los que el vinguin a buscar amb la targeta Vivre. En el moment de la guerra de Marineford, la seva recompensa era de 20 milions de bellys.

#### Lafitte
Lafitte (ラフィット, Rafitto) és el navegant de la tripulació i el comandant de la cinquena flota de la Banda Pirata d'en Barbanegra. Està acostumat a tocar el ball en qualsevol situació i sembla ser molt ràpid; també demostra que pot transformar els seus braços en ales i que posseeix habilitats hipnòtiques. Apareix per primera vegada a Mary Geoise, en la reunió del 7 gurriers del mar el Govern Mundial convocada per discutir la substitució de Crocodile, per presentar la candidatura del seu capità. Tsuru afirma que Lafitte va ser una vegada un respectable oficial de policia del mar de l'Oest i que es va convertir en un pirata perquè va ser perseguit per les forces de l'ordre pels seus mètodes poc ortodoxos i la violència que va utilitzar: per aquest motiu també se'l coneix com "Xèrif Demoníac" (鬼保安官, Oni hoankan). En el moment de la guerra de Marineford, la seva recompensa era de 42.200.000 Bellys.

#### Van Auger
Van Auger (ヴァン･オーガー, Ban Ōgā): sobrenomenat "Supersònic" (音越, Otogoe) És el franctirador de la tripulació i el comandant de la tercera divisió de la flota. Està equipat amb un objectiu infal·lible; com a arma utilitza un rifle similar a una escopeta amb una mira anomenada Senriku. Apareix tranquil i racional fins i tot durant la lluita i, segons els seus acudits, sembla ser una mena de filòsof de la colla, dedicat a les reflexions sobre el destí. La seva recompensa en el moment de la guerra de Marineford ascendia a 64 milions de bellys.

#### Doc Q
Doc Q (ドクQ, Doku Kyū), Sobrenomenat "Déu de la Mort" (死神), és el metge de la tripulació i el comandant de la 9a Divisió de la Flota. Va menjar la fruita Paramisha Malaltia Malaltia (シクシクの実, Shiku Shiku no Mi), que li permet infectar persones amb diverses malalties. Ell i el seu cavall Stronger Són força malaltits i febles, tant que escupen sang per la boca i cauen a terra sense cap motiu en cap moment. El seu passatemps favorit és donar pomes explosives a la gent per esbrinar qui s'ha de salvar i qui morir i a Mock Town també n’ofereix una a en Ruffy després que aquest, juntament amb Zoro i Nami, l’hagin ajudat a aixecar-se amb el seu cavall: la poma va ser de les poques no explosives i el metge es complau dient a en Ruffy que té molta sort. Com a arma utilitza una gran falç de doble fulla, que duu a l'esquena embolicada en un gruixut teixit. La seva recompensa en el moment de la guerra de Marineford ascendia a 72 milions de bellys.

#### Catarina Devon
Catarina Devon (カタリーナ・デボン, Katarīna Debon) és la comandant de la sisena flota pirata d'en Barbanegra. És l’única dona del grup. És una de les tres preses llegendàries mencionades per Ivankov a Impel Down i alliberades posteriorment per Barbanegra. Segons Iva, era la pirata femenina més perillosa mai tancada a la presó i era coneguda per caçar i decapitar dones que considerava boniques per afegir a la seva col·lecció; d'aquí el seu sobrenom "La Caçadora de la Lluna Nova". Posseeix els poders del gos mitològic del Fruita Gos-Gos, model guineu de nou cues (イヌイヌの実 モデル 九尾の狐, Inu Inu no Mi, Moderu Kyūbi no Kitsune), Amb el qual és capaç de assumir l'aparença d'altres persones.

#### Sanjuan Wolf
Sanjuan Wolf (サンファン・ウルフ, Sanfan Urufu) és un gegant enorme, conegut amb el sobrenom de “Cuirassat Colossal” a causa de la seva mida. Originalment era un dels presoners del nivell 6 d'Impel Down, però va ser alliberat per en Marshall D. Teach i es va unir a la Banda Pirata d'en Barbanegra. Durant els dos anys de separació dels Pirates del Barret de Palla ajuda en Barbanegra a convertir-se en un dels Quatre Emperadors.
En Wolf té un cap enorme en forma de castanya, amb uns ulls petits i rodons i una boca bastant gran. Té els cabells llargs de color marró molt clar, una barba negra als costats de la cara i vesteix l'uniforme de presoner d'Impel Down. El seu cos encara no s'ha vist mai sencer, però té la mateixa mida que l'edifici principal del Quarter General de l'Armada i supera de llarg la mida d'altres éssers enormes com l'Oars. Malgrat la seva mida i la seva reputació, té un caràcter tímid i juganer. Se suposa que és molt fort, ja que és un dels pirates que va sobreviure a la lluita intestina del nivell 6 d'Impel Down per poder unir-se a la tripulació d'en Barbanegra.

#### Alvaro Pizarro
Avalo Pizarro (アバロ・ピサロ, Abaro Pisaro) és el comandant de la quarta flota de la Banda Pirata d'en Barbanegra, que va alliberar del sisè nivell de la presó d'Impel Down. És reconegut pels marines com un dels pitjors delinqüents de la història i el sobrenomenen "El rei corrupte" (悪 政 王 Akusei-ō?) Perquè una vegada va ser el governant d'un regne del Mar del Nord des del qual va ser derrocat i empresonat els seus mètodes excessius, corruptes i brutals.

#### Vasco Shot
Vasco Shot (バスコ・ショット, Basuko Shotto) és el comandant de la vuitena flota de la Banda Pirata d'en Barbanegra. És un dels tres presoners llegendaris esmentats per Ivankov a Impel Down i alliberats posteriorment per Barbanegra. Sovint se’l veu bevent molt, per això té una expressió de beguda perpètua i se l’anomena “Gran bevedor” (大酒, Ōzake).

## Marina

### Almirall d'armada

#### Sengoku
En Sengoku el Buda (仏のセンゴク, Hotoke no Sengoku) inicialment va ser l'almirall d'armada del quarter general de l'Armada, però després de la batalla de Marineford renuncia al seu càrrec, romanent a l'organització com a inspector general per formar nous reclutes. A la segona part de la història, té 79 anys. En Sengoku gairebé sempre apareix seriós i tranquil, a més de ser extremadament fidel al Govern Mundial. No dona massa mèrit als pirates i als membres dels Set Guerrers del Mar i sembla desconfiar d'ells, tot i que no dubta a recordar els membres per les seves obligacions amb el Govern. Segueix el concepte de justícia neutral. Gràcies a la seva posició en l'Armada, va assabentar-se de molts secrets governamentals, com ara la veritat darrere de l’aniquilació d’Ohara i el secret de D.. Sengoku va ingerir la fruita del Zoo Zoo mitològic Homo Homo, model de Buda (ヒトヒトの実モデル大仏 Hito Hito no Mi, Moderu Daibutsu?): això li permet transformar-se en un gegantesc buda daurat amb una por aterradora. força i capaç de crear ones de xoc devastadores des del palmell de la mà. A causa dels seus poders, se'l coneix com "el Buda" (仏 Hotoke?), "El misericordiós" a l'edició italiana de l'anime; a més, donada la seva gran intel·ligència tàctica en les batalles, molts els diuen "Estratègic" (智将 Tomoyuki?), i posseeix els tres tipus d'Ambició.
Juntament amb Monkey D. Garp, va ser un dels protagonistes de la lluita contra els pirates a l'època de Gol D. Roger i  Barbablanca. Vint-i-nou anys abans de l'inici de la narració, va conèixer el jove Donquixote Rosinante i el va agafar sota la seva ala, vinculant-s'hi cada cop més amb els anys, fins al punt de considerar-lo un fill: com a prova d'això, anys més tard, en Sengoku romandrà devastat per la notícia de la seva mort, a mans del propi germà de Rosinante, Donquixote Doflamingo. Després de la derrota de Crocodile, presideix la reunió per decidir el seu successor. A Marineford coordina les forces navals contra la flota d'en Barbablanca, revelant també l'ascendència de Monkey D. Ruffy i Portgas D. Ace: després de ser assassinat per Akainu, evita que Garp, enfurismat per la mort del seu nebot adoptiu, ataci el almirall. Després de l'arribada de Marshall D. Teach, que mata en Barbablanca robant-li el poder de la fruita, intenta contrarestar-lo i després posar fi a la guerra a petició de Shanks, que va arribar mentrestant. Després d'haver assabentat de la fugida d'Impel Down causada per Teach i de la intenció del govern d'encobrir l'assumpte, va dimitir del seu càrrec suggerint a Aokiji com el seu successor, que tanmateix va ser rebutjat a favor d'Akainu, per assumir el paper d'inspector general de la marina: amb aquestes disfresses es dirigeix, dos anys després, a Dressrosa, per investigar els fets posteriors a la derrota de Doflamingo; aquí té una entrevista a Trafalgar Law, on explica els motius que van portar a Rosinante a cuidar-lo.

#### Akainu
Akainu (赤犬, "Gos vermell") el nom real del qual és Sakazuki (サカズキ), inicialment és un dels tres almiralls de la Marina i després gran almirall en lloc de Sengoku. Fred, impassible, autoritari i despietat, té un odi visceral cap als pirates i altres delinqüents i és qui més encarna els principis de la justícia absoluta. La seva lleialtat no sembla dirigida al propi govern, sinó a la Marina i al seu ideal de justícia, enfurismat quan s'assabenta que fins i tot les Cinc Estrelles de la Saviesa han estat manipulades per Donquixote Doflamingo a través de les ordres dels Dragons Celestials, cap a qui no sembla tenir un respecte particular. Va menjar la fruita Rogia Magma Magma (マグマグの実, Magu Magu no Mi), que li permet transformar el seu cos en magma incandescent. La seva cara es basa en la de l’actor japonès Bunta Sugawara.
En el passat, va ser un dels cinc tinents almirals encarregats de la trucada Buster a Ohara: aquí dona ordres de disparar al vaixell que transporta els civils per evitar la fugida de possibles arqueòlegs que havien embarcat il·legalment. Anys més tard, convertit en almirall, participa a la batalla de Marineford on s'enfronta personalment amb en Barbablanca, ferint-lo greument, i on és responsable de la mort d'Ace, que es va sacrificar per salvar el seu germà Ruffy. Després intenta eliminar també aquest últim, però és bloquejat pels capitans de Barba Blanca i diversos aliats de Ruffy, inclosos Jinbe, Crocodile i Emporio Ivankov. Quan Kobi comença a demanar la fi del conflicte intervenint entre els pirates que fugen i Akainu intenta matar-lo, però és detingut per Shanks. Després de la renúncia de Sengoku, el govern nomena Akainu com a nou gran almirall però Aokiji, la primera opció de Sengoku, s'oposa: el conflicte entre els dos es resol en una lluita per Punk Hazard de la qual Akainu és el guanyador, mentre que Aokiji deixa la marina. Dos anys més tard, Akainu envia Fujitora a Dressrosa per investigar la suposada renúncia de Doflamingo dels set guerrers del mar: després que sigui derrotat per en Ruffy i en Law s'enfadi amb les dues estrelles de la saviesa, culpable de ser manipulat per Doflamingo a través de els nobles del món van difondre la notícia del seu fals abandonament, que amb Fujitora, que va revelar les falles del govern a tot el món en negar-se a tapar tot l’afer.

### Almirall

#### Aokiji
Aokiji (青キジ, llet. "faisà blau"), el nom real del qual és Kuzan (クザン), inicialment és almirall, però després del nomenament d’Akainu com a gran almirall deixa la Marina. És un home molt mandrós i sempre té una actitud relaxada independentment de la situació en què es trobi. És seguidor de la justícia moral: en particular, conscient de la destrucció d’Ohara, argumenta que la justícia es pot seguir i aplicar sense crear víctimes innocents. Aokiji va menjar la fruita Rogia Frost Frost (ヒエヒエの実, Hie Hie no Mi), cosa que el converteix en un home de gel. És capaç de transformar instantàniament l’adversari en gel, a més de poder congelar vasts trams de mar. El seu rostre s'inspira en el de l’actor japonès Yūsaku Matsuda.
Com a vicealmirall va participar en la trucada Buster d'Ohara, on va matar al desertor Hagwor D. Sauro: des que va morir per protegir al petit Nico Robin Kuzan, va permetre que s'escapés tot i que també va poder llegir el Poignee Griffe, continuant però vigilant-lo al llarg del temps. Vint anys després, intercepta la tripulació del Barret de Palla que es dirigia a Water Seven, avisant-los del passat de Robin, que mentrestant se'ls ha unit. Tot i que neutralitza fàcilment quatre dels set membres de la tripulació, els deixa escapar, com a gràcies per haver derrotat Crocodile a Alabasta. Participa a la guerra de Marineford, durant la qual s'enfronta directament a Barbablanca sense tenir cap resultat, només per neutralitzar Jozu. Després de la dimissió de Sengoku com a gran almirall, esmenta Aokiji com el seu substitut, però el govern prefereix Akainu: no voler sotmetre's al seu rival Aokiji el desafia a un duel, deixant-lo derrotat. Després d'això, deixa la marina, aliant-se amb la tripulació d'en Barbanegra.

#### Kizaru
Kizaru (黄猿, lett. "mico groc"), el nom real del qual és Borsalino (ボルサリーノ, Borusarīno), és almirall a la Marina. Apareix com un home descuidat, absent i oblidat. Acostuma a parlar d'una manera molt tranquil·la i composta i mai es trenca, ni tan sols davant de situacions problemàtiques, en les quals sovint finge por o asombro de manera sarcàstica. Kizaru basa la seva conducta en l'anomenada justícia vaga: sembla que no senti pietat pels delinqüents, però no arriba a implicar persones innocents i colpejar els seus homes per cap dubte. Kizaru va menjar la fruita Rogia Pika Pika (ピカピカの実, Pika Pika no Mi), que li permet convertir-se en un home de llum. Com tots els propietaris d'una fruita Rogia, pot arribar a ser intangible a voluntat, ja que el seu cos està format íntegrament per fotons que es poden tornar a unir si el cos està danyat; També és capaç de disparar raigs de llum semblants a làser, així com colpejar el seu oponent i moure's a la velocitat de la llum. Els seus poders van ser estudiats pel Doctor Vegapunk i de fet, als pacifistes, es va recrear el làser que també utilitza. El seu rostre està inspirat en el de l'actor japonès Kunie Tanaka.
Després d'en Ruffy atacar el World Noble Charloss, Kizaru és enviat a l'arxipèlag de Sabaody per capturar-lo: aquí, després de derrotar fàcilment la supernova Urouge, Basil Hawkins, Scratchman Apoo i X Drake, ataca la tripulació del Barret de Palla però és aturat per Silver Rayleigh i Kuma Bartholomew, que envia els pirates a diverses parts del món. Durant la batalla de Marineford s'enfronta a Marco, aconseguint fer-lo després d'emmanillar-lo amb agalmatolita; llavors intenta evitar la fugida d'en Ruffy i en Law però és interromput per Benn Beckman, que va arribar a Marineford juntament amb en Shanks, i per Sengoku, que posa fi al conflicte.

#### Fujitora
Fujitora (藤虎, lett. "Tigre d'Anglesina"), el nom real del qual és Issho (イッショウ, Isshō), és un almirall de la Marina, reclutat a través d'una selecció mundial juntament amb Parigrade Ryokugyu després del nomenament d'Akainu com a Gran Almirall i Aokiji renúncia. Al front té una cicatriu en forma de creu que s'estén sobre els ulls: de fet, s'ha encegat per no veure els horrors i la lletjor del món i, a causa d’aquest handicap, camina amb el ajuda d'un shirasaya, un pal que amaga una katana a l'interior que utilitza en combat. Fujitora rebutja i critica el dogma de la justícia absoluta defensat per la Marina; al contrari, sembla perseguir, com Aokiji abans, els ideals de justícia moral. Odia profundament els set guerrers del mar, fins a establir la seva abolició com a objectiu principal. Va menjar la fruita Paramisha Zushi Zushi (ズシズシの実, Zushi Zushi no Mi) que li permet controlar la força de la gravetat, aconseguint levitar persones i objectes o aixafar-los a terra. crear enormes avencs, a més de provocar la caiguda de meteorits; Fujitora és capaç d’utilitzar els seus poders mitjançant l’ús de la katana i també s'ha demostrat que és capaç d’invertir la gravetat per crear una barrera circular al seu voltant que pugui repel·lir els atacs. Per la seva aparició, Oda es va inspirar en l'actor Shintaro Katsu.
Akainu l'envia a Dressrosa per resoldre el problema de l’aliança entre Ruffy i Trafalgar Law. A Green Bit xoca amb Law juntament amb Doflamingo, però, quan el cirurgià de la mort aconsegueix escapar amb Caesar Clown, torna a Dressrosa i inicia un breu enfrontament amb Zoro. Després que Doflamingo empresoni tota l’illa a la gàbia dels ocells, inicialment s'enfronta a Sabo però després interromp la lluita, decidint, disgustat per la conducta del dimoni, no obstaculitzar ni la tripulació d’en Ruffy ni la insurrecció de la gent i després intentar aturar la gàbia. Després que en Ruffy derroti Doflamingo, Fujitora fa que ell i la seva tripulació siguin arrestats i, agenollat, demana perdó al rei Riku Dold III en nom del govern mundial per haver permès que Doflamingo esdevingui rei. L’arc s'emet a tot el món i provoca la ira d’Akainu que, incapaç de tapar la negligència de la Marina cap a les accions de Doflamingo, ordena a Fujitora capturar en Ruffy i en Law. Llavors Issho comença a lluitar contra el noi de goma però, impressionat per la seva honestedat, permet al noi escapar. Tot i que se li prohibeix, es presenta a Marijoa amb motiu del Reverie, discutint l’últim invent del doctor Vegapunk juntament amb Ryokugyu, amb qui, més tard, s'enfronta als comandants de l'exèrcit revolucionari

#### Ryokugyu
Ryokugyu (緑牛, Ryokugyū, "toro verd") de qui és el nom real Aramaki (アラマキ), és un dels tres almiralls en el càrrec a la segona part de la història i, com el parisenc Fujitora, va ser reclutat a través d'una reclutació militar mundial. Admira molt el comportament d'Akainu, del qual sembla buscar constantment l'aprovació, però al mateix temps demostra ser un extremadament independent, hilarant i menyspreu de les regles. Va menjar la fruita Rogia Bosc Bosc (モリモリの実, Mori Mori no Mi), que li permet transformar-se en vegetació: gràcies a ella pot fer brotar arrels i plantes del seu cos i de la terra amb les quals pot atrapa persones i objectes i absorbeixen els seus líquids.
Amb motiu de la Reverie és enviat a Marijoa, on discuteix l'últim invent del doctor Vegapunk amb Fujitora, enfrontant-se després, juntament amb aquest, als comandants de l'exèrcit revolucionari, que hi van anar per alliberar Kuma Bartholomew dels Nobles Mundials. Després de la dissolució dels set guerrers del mar, va capturar l'ex-membre Edward Weeble i després va anar al país de Wano amb la intenció de capturar Monkey D. Ruffy i els altres responsables de la caiguda dels emperadors Kaido i Big Mom.

### Vicealmirall

#### Monkey D. Garp
Monkey D. Garp (モンキー・D・ガープ Monkī Dī Gāpu?) És un vicealmirall de la Marina; tot i que dimiteix al final de la batalla de Marineford, continua dins de l’organització per educar nous reclutes i fer tasques menys pesades. És l'avi del pirata Monkey D. Ruffy i el pare del revolucionari Monkey D. Dragon. Malgrat la seva indubtable lleialtat a l'organització, no persegueix cap ideal específic de justícia. Sobrenomenat "El puny" (ゲンコツGenkotsu?) A causa del poder llegendari dels seus cops, Garp va ser un dels pocs que va poder competir amb el rei pirata Gol D. Roger i, per tant, és considerat un dels més reconeguts i temuts. membres de la Marina. Les seves gestes heroiques i la seva fama l’haurien permès convertir-se en almirall, però sempre ha rebutjat aquesta promoció perquè mantenir aquest rang hauria limitat molt la seva llibertat d’acció i l’hauria situat sota el control directe dels nobles del món: de fet, tot i ser fidel sens dubte al govern mundial, Garp té molt mala opinió sobre els Dragons Celestials i, gràcies també al seu caràcter impulsiu, impetuós i despreocupat, no té por d'insultar-los ni cap altre governant que consideri inadequat. Tot i que ara és un home vell, encara està dotat d’una força física extraordinària, tant que pot utilitzar els seus braços com autèntics canons, llançant boles de canó a una velocitat i una potència desorbitades. Garp també té una enorme esfera de ferro unida a una cadena, que fa servir per enfonsar els vaixells enemics.

#### Smoker
L'Smoker el Caçador Blanc (白猟のスモーカー, Hakuryō no Sumōkā) va ser inicialment el capità del vaixell situat a Loguetown. Més tard, el govern mundial el promou a comodor, donant-li crèdit per la derrota de Cocodrile. Quan reapareix al Nou Món dos anys després de la batalla de Marineford, va ser ascendit a vicealmirall i estacionat al G-5. Sobrenomenat "El caçador blanc" (猟 Hakuryō?), Smoker és una marina dura i segura amb un caràcter tancat i rude. Té la seva pròpia moral: en virtut d’això, no li agrada fer crèdits que no li són deguts i intenta de totes maneres no implicar persones innocents en la seva lluita contra els pirates. El seu caràcter, juntament amb els seus principis morals personals, el fan desagradable per molts, fins i tot entre els seus superiors. Un fumador es va menjar la fruita Rogia Fum Fum (モクモクの 実 Moku Moku no Mi?), Cosa que li permet convertir el seu cos en fum i manipular-lo com cregui convenient. Sempre porta amb ell un jitte fet d’agalmatolita a la punta, de manera que debilita els pirates que posseeixen poders derivats d’un fruit del diable.
Smoker està allotjat a Rogue Town, l’última illa del mar de l’Est abans d’entrar a la Grand Line i un lloc preferit pels pirates per repostar i descansar abans d’emprendre el llarg viatge. Des que es va convertir en capità de la base, cap pirata havia aconseguit tornar a sortir de l'illa. Quan en Ruffy i la seva tripulació arriben a Rogue Town, Smoker intenta capturar-lo; el pirata no té cap oportunitat contra el propietari de Rogia, però la intervenció externa de Monkey D. Dragon atura el capità. La tripulació del Barret de Palla pot salpar i Smoker, incomplint les seves funcions de capità base, els persegueix amb Tashigi fins a Alabasta. Al port de Nanohana torna a trobar-se amb en Ruffy i la seva tripulació, però Portgas D. Ace evita la seva captura. Un Rainbase és capturat per Crocodile i tancat amb els pirates d'en Ruffy en una cel·la construïda amb barres d'agalmatolita, alliberada gràcies a la intervenció de Sanji i Chopper. Agraït per la seva ajuda, Smoker decideix ajornar la captura dels pirates. Més tard, el govern mundial li dona crèdit per la derrota de Crocodile, per haver amagat a Ruffy i els seus companys, i el promou a comodor. Smoker participa a la batalla de Marineford, on intenta atacar en Ruffy, però és detingut per Boa Hancock. Dos anys més tard ostenta el rang de vicealmirall de la branca 01 de la base G-5 de la Marina. Aprenent a través d'una intercepció que els pirates d'en Ruffy han desembarcat a Punk Hazard, hi va junt amb els seus homes per capturar-los. En aterrar a l'illa, topa immediatament amb Trafalgar Law, que es mostra hostil i derrota els infants de marina i el mateix Smoker; després, la seva personalitat s'intercanvia amb la de Tashigi. Més tard és capturat juntament amb la mateixa Tashigi, en Ruffy, en Robin i en Franky per Caesar Clown. Després d’alliberar-se, recupera el seu cos de Law i lluita amb Vergo; fingint ser derrotat, permet a Law recuperar el seu cor de la marina, donant-li una manera de derrotar-lo. Al final de la batalla és atacat per Donquixote Doflamingo a la recerca de Law i en Ruffy se'n va anar poc abans i només l'arribada sobtada d'Aokiji el salva d'una mort segura.

#### Momonga
Momonga (モモンガ Momonga?) és un dels cinc vicealmirals que participen a la convocatòria Enies Lobby Buster Call. Va a Boa Hancock per dir-li la data i el lloc de l'execució d'Ace i assegurar-se la seva presència durant la batalla contra la tripulació d'en Barbablanca. En aquesta ocasió aconsegueix contrarestar el poder de Hancock, ferint-se a la mà amb un punyal, distreient així les seves emocions amb dolor i salvant-se de la petrificació. També l'escortarà més tard a la presó d’Impel Down. Participa a la batalla de Marineford, on intenta detenir l'avanç d'en Ruffy cap a la forca demostrant posseir almenys alguns dels Rokushiki.

#### Tsuru
La Tsuru, gran oficial de l'Estat Major (大参謀つる, Dai-Sanbō Tsuru), és una dona gran que té el rang de vicealmirall. És un dels membres de l'Armada més experimentats i capaços, com demostra la seva presència a la reunió amb els membres dels Set Guerrers del Mar i el seu sobrenom de "gran oficial de l'Estat Major" (大 参謀 Dai-sanbō). Molt sovint apareix reflexiva i taciturna. En el passat va caçar Donquixote Doflamingo, intentant capturar-lo a ell i a la seva tripulació moltes vegades, però sense èxit. Tsuru es va menjar la fruita Paramisha Wash Wash (ウォシュウ ォシュの実 Woshu Woshu no Mi?) que li permet rentar, assecar i penjar enemics o armes com si fossin draps. Participa a la batalla de Marineford. Dos anys després s'uneix a l’almirall Fujitora a Dressrosa i l’acompanya a Impel Down per empresonar Doflamingo i la seva tripulació.

#### Hagwor D. Sauro
Hagwor D. Sauro (ハグワール･D･サウロHaguwāru Dī Sauro?) és un gegant vicealmirall de la Marina. Sempre molt alegre, li encanta veure feliç a la gent que l'envolta i persegueix un ideal de justícia moral. Diversos anys abans que comencés la història, Sauro va liderar l'assalt a un vaixell d'arqueòlegs d'Ohara en un viatge per descobrir nova informació sobre el segle buit i va capturar Nico Olvia. Quan més tard Sengoku li va informar que estaria entre els cinc vicealmiralls que participarien a la Buster Call d’Ohara, Sauro va intentar oposar-se ja que no considerava que l'estudi de la història fos un delicte. Per tant, va anar a la presó on estava guardada l’Olvia i la va alliberar; després, arribats al mar, es van separar. Des d’aquest moment va ser considerat desertor i expulsat de la Marina. Naufragat a Ohara, Sauro es va fer amic de Nico Robin i, per insistència de la seva mare Olvia, va intentar salvar-la de l’imminent atac a l’illa. No obstant això, va ser detingut pel vicealmirall Kuzan, el seu amic, que es va veure obligat, malgrat la seva relació, a atacar-lo i el va matar. Més tard, per fer-li un favor, va ajudar a Robin a escapar de l'illa.

#### Onigumo
Onigumo (オニグモ Onigumo?) és un dels cinc vicealmirals que participen a la trucada Enies Lobby Buster Call; sempre porta casc de drac japonès i fuma cigarretes tot el temps. De fet, un ideal de justícia absoluta segueix, de fet, Enies Lobby ordena disparar al punt en què lluiten en Ruffy i en Rob Lucci, sabent que el segon es salvaria, però provocant així la mort de més de mil marins. També dispara a un dels seus subordinats que va intentar impugnar la seva ordre i el va matar. Juntament amb quatre adjunts almiralls, se li assigna el trasllat d'Ace d'Impel Down a Marineford per a una execució imminent. Durant els enfrontaments amb la tripulació d'en Barbablanca, en adonar-se que l'almirall Kizaru ha ferit Marco, es bloqueja el canell amb manilles d'agalmatolita, evitant així la regeneració de les seves ferides. Onigumo té la capacitat de transformar totalment o parcialment el cos en una aranya. Brotant sis braços d'aranya, és capaç de manejar fins a vuit espases al mateix temps.

#### Doberman
Doberman (ドーベルマン Dōberuman?) és un vicealmirall de la Marina. La seva cara està coberta de cicatrius i probablement és cec a l’ull esquerre, essent completament blanc i sense iris. És seguidor de la Justícia Absoluta. Participa a l'Enies Lobby Buster Call i després a la batalla de Marineford.

#### Bastille
Bastille (バスティーユ), també anomenat Tallador de Taurons (鮫切り Same-kiri), és un vicealmirall de l'Armada. És membre de la raça dels gegants però és el més petit vist fins ara. Porta una màscara de metall amb banyes que li tapa la cara i va armat amb una gran espasa anomenada Same-kiri Bocho (鮫切包丁 lit. Tallataurons). En Bastille participa en la Batalla de Marineford i dos anys després acompanya l'almirall Fujitora a Dressrosa amb la intenció d'arrestar els Pirates del Barret de Palla i els seus aliats. El seu nom s'inspira en la presó de la Bastilla de París.

#### John Giant
John Giant (ジョン・ジャイアント Jyon Jyaianto?) és el subalmirall encarregat d'organitzar la seu de la Marina. És un gegant i lluita amb una katana a la seva mida. Coordina la trucada Enies Lobby Buster, que creu que va ser sol·licitada per Aokiji ja que Spandam utilitza el llimac propietat de l'almirall. Posteriorment participa a la batalla de Marineford, on intenta atacar en Barbablanca, però és neutralitzat.

#### Strawberry
Strawberry (ストロベリー Sutoroberī?) és un vicealmirall del quarter general de la Marina. Té una barba negra molt llarga i uniforme i porta un barret marí que s'adapta a la forma del cap. Utilitzeu un parell d’espases bessones per lluitar. En el passat, quan era contralmirall, es va convertir en el protagonista d'una emboscada a Fisher Tiger que va causar la mort de l'home-peix. Com a adjunt almirall, participa a l'Enies Lobby Buster Call, on demostra ser un home d'honor, ja que decideix no atacar l'illa judicial fins que no es desallotgi tots els marins i agents governamentals de l'illa. Uniu-vos més tard a la batalla de Marineford.

#### Yamakaji
Yamakaji (ヤマカジ?) és un dels cinc vicealmirals que participen a la convocatòria Enies Lobby Buster Call; sempre fuma un cigar i sempre somriu, té un barret de Marina al cap i una barba marró. Més tard es veu a Marineford lluitant contra Barbablanca, juntament amb els altres vicealmiralls, i allà aconsella a Tsuru que es quedi enrere, ja que la batalla és massa perillosa.

#### Dalmata
Dalmata (ダルメシアン Darumeshian?) és un vicealmirall de la Marina. Participa a la batalla de Marineford, on intenta bloquejar, juntament amb Momonga, l'avanç d'en Ruffy cap a la forca. Dàlmata ha ingerit una fruita del diable tipus Zoo Zoo que li dona la possibilitat de canviar el seu cos en dàlmata. A més, ha demostrat que pot utilitzar alguns dels Rokushiki, com Soru i Shigan.

#### Vergo
Vergo (ヴェルゴ Berugo?) És el subalmirall responsable de la base del G-5. Amb els seus subordinats i ciutadans, Vergo demostra ser una persona afable i amable, mentre que en realitat és un individu cruel i despietat, que no té cap mena de dubte sobre els seus adversaris. Definitivament, està menjat quan menja: sovint, de fet, té trossos de menjar o fins i tot coberts enganxats a la cara. Sembla ser un home molt distret, de fet tendeix a oblidar ràpidament els esdeveniments, fins i tot si han passat recentment. En combat utilitza una canya de bambú, que és el motiu del seu sobrenom, "El monstre de bambú" (鬼 竹 Kichiku?). Vergo demostra dominar tres Rokushiki, a més de posseir una resistència, força física i velocitat extraordinàries. També és un usuari expert de l'Ambition of Armour, amb el qual pot vestir tot el seu cos.
Antigament formava part del clan Donquixote dins del qual es coneixia amb el nom en clau de Corazòn (コラソン Korason?); més tard, abans de fer-se un nom com a pirata, es va incorporar a la Marina com a infiltrat en nom de Doflamingo i el títol de Corazon va passar a Donquixote Rosinante. En quinze anys secret va escalar la jerarquia de l'organització per assolir el rang de vicealmirall. Tretze anys abans de l’actualitat, va ser enviat a l’illa Minion per recuperar la fruita Ope Ope. Allà va conèixer Trafalgar Law i Rosinante i, en adonar-se que aquest era un espia de la Marina, va ferir violentament els dos. Anys després col·labora amb Caesar Clown, tapant les misterioses desaparicions de persones que es van apropar a Punk Hazard. En arribar a l’illa, derrota a Law amb aparent facilitat. En assabentar-se de la fugida de la tripulació del barret de palla, Law i Smoker de la gàbia on van ser empresonats, es posa a la recerca del seu company per evitar que el faci mal. Després de derrotar Tashigi i als marins del G-5, entra en una breu baralla amb Sanji; posteriorment s'enfronta i derrota la Law al S.A.D. Poc després s'enfronta al nou fumador, furiós amb ell després de descobrir el seu doble joc i la seva crueltat cap als seus subalterns. En la batalla següent, Smoker és derrotat per permetre a Law recuperar el seu cor de Vergo, que immediatament s'enfronta i derrota, dividint-lo en diverses parts. Posteriorment, és assassinat per l'explosió de l'habitació.

#### Maynard
Maynard (メイナード Meinādo?) És un adjunt almirall de la nova seu de la Marina sobrenomenat "El rastrejador" (追 撃 Tsuigeki?). Per participar al torneig Dressrosa Colosseum, s'amaga darrere del pseudònim de Capman (キャップマン Kyappuman?) I es vesteix de líder de l’antiga Grècia. Al torneig és derrotat per Bartolomeo. Després de la derrota de Doflamingo, Maynard es posa en contacte amb les illes veïnes per mostrar-los la condició de Dressrosa i anunciar la caiguda del tirà.

### Contralmirall

#### Hina
La Hina la Gàbia Negra (黒檻のヒナ, Kuro Ori no Hina) és inicialment capità de vaixell, però a la segona part de la història ascendeix a contralmirall. Va menjar la fruita Paramisha Lazo Lazo (オリオリの実 Ori Ori no Mi?) Que li permet transformar totes les parts del seu cos en un anell d’acer amb el qual atrapar els seus oponents i que és el motiu del seu sobrenom: " La gàbia negra "(黒檻 Kuro ori?). Amiga de sempre de Smoker, es va unir a la Marina amb ell i sovint el va treure de situacions en les quals corria el risc de ser expulsat. Apareix per primera vegada a les mini aventures de Jango, en què Jango i Fullbody s'enamoren d’ella i decideixen unir-se al seu equip i seguir-la a tot arreu, cosa que accepta malgrat rebutjar els seus avenços i trobar-los molestos. Després que en Ruffy derroti a Crocodile, Hina té la tasca de capturar el jove pirata per no fer saber que va ser ell qui va derrotar Crocodile, però tot i que gairebé compleix la missió, el Mr. 2 Bon Kure, que captura en lloc del pirata. Més tard rep l'ordre de capturar els membres de la Banda Baroque encara en llibertat per portar-los a Impel Down, però Mr. 4, 5, Miss Primer de Gener, Miss Merry Christmas, Miss Valentine i Miss Golden Week aconsegueixen escapar. Després participa a la batalla de Marineford, on intenta capturar en Ruffy sense èxit. Dos anys més tard, torna a aparèixer, amb el rang de contraalmirall, com a escort de la família Nefertari en el seu viatge cap al Reverie de Marijoa.

#### T-Bone
T-Bone (T ボーン Tī-Bōn?) És un membre de la Marina encarregat d’escoltar el CP9 al tren marí fins al vestíbul d’Enies, però el seu cotxe és desvinculat de la resta del tren per Sanji, Sogeking i Franky. Llavors persegueix el tren, corrent sobre els rails per intentar aturar-los de totes maneres, però l’home coet l’aconsegueix i és derrotat per Zoro. Posteriorment participa a la batalla de Marineford. Dos anys després es torna a veure mentre li diu a Sakazuki que Fujitora és a Marijoa. Inicialment és capità de vaixell, però després del salt del temps va ser ascendit a contraalmirall. T-Bone és un espadachí hàbil i en combat utilitza una gran espasa que té a les dues mans. De la seva habilitat amb l'espasa li ve el sobrenom de "Shearer" (船 斬 deriva Funekiri?). És una persona d’honor i molt respectable: de fet, el seu lema és fer cent bones accions al dia, no fer patir els innocents i evitar la violència.

### Commodore

#### Brandnew
Brandnew (ブランニュー Burannyū?) L’oficial és l'encarregat d’arxivar tots els pirates perillosos en circulació posant-los recompenses al cap. Ell és qui defineix la primera mida d'en Ruffy, a petició de Nezumi. Al final de la batalla de Marineford, informa Sengoku sobre el que va passar a Impel Down i sobre l'estat de Magellane. Posteriorment, en una reunió dels nivells superiors de la Marina, informa de l'atac sorpresa de Ruffy, Jinbe i Silvers Rayleigh a la seu. Reapareix després dels esdeveniments de Punk Hazard i es revela que s'ha convertit en un comodor. En aquesta ocasió discuteix l’abandonament de Doflamingo del set grans guerrers del mar i l’aliança entre Ruffy i Trafalgar Law.

### Capità de vaixell

#### Koby
Koby (コビー) és el primer amic que fa en Ruffy durant el seu viatge. És un noi de cabells de color rosa i porta ulleres rodones. Es coneixen mentre en Coby és el grumet dels Pirates de l'Alvida contra la seva voluntat. Després de derrotar l'Alvida, en Coby acompanya en Ruffy fins a la base naval de Shells Town, i l'acaba ajudant a rescatar en Zoro de les mans del capità Morgan. S'uneix a l'Armada com a grumet i durant la fugida d'en Morgan atrau l'atenció del vicealmirall Garp, qui l'adopta com a deixeble. Sota la seva supervisió aprèn tècniques de l'estil Rokushiki i aconsegueix el rang de sergent major. En Koby participa en la batalla de Marineford i desperta el Haki del color de l'observació. Dos anys després és molt més fort, ha assolit el rang de capità i forma part de l'escorta del rei Riku fins al Reverie.

#### Tashigi
La Capitana Tashigi, és una espadatxina sota les ordres del capità (ara comandant) Smoker, que vivia en la ciutat de Logue. És molt bona en l'art d'una sola espasa (Ittōryuu), on és un Murasame, però és molt desastre perquè cau sempre. La Tashigi és pastada a la Kuina, l'amiga de la infància d'en Zoro i que va morir. Quant coneix en Zoro li confessa que ella té la intenció de reunir els millors sables de tot el món, que han caigut en mans de malvats espadatxins. Després de perdre contra en Zoro, i que ell no la mati, segueix al capità Smoker per buscar-lo i guanyar-lo. Després d'Alabasta, va ser ascendit a Sergent.

#### Morgan
Morgan (モーガン), conegut com a Morgan Mà de Destral (斧手のモーガン Onote no Mōgan), és un capità de l'Armada i comanda de manera tirànica la base naval de Shells Town. Destaca per la seva mandíbula d'acer i per tenir una gran destral en el lloc de la mà dreta. És el pare d'en Helmeppo. En Morgan s'enfronta a en Ruffy i en Zoro i acaba derrotat, detingut i desposseït del rang. Aprofita el seu trasllat al vaixell del vicealmirall Garp per fugir. Es desconeix el seu parador actual. El seu nom es basa en el del pirata Sir Henry Morgan.

#### Nezumi
Nezumi (ネズミ Nezumi?), és una marina corrupta que ignora deliberadament les atrocitats d’Arlong a canvi d’un percentatge de l'extorsió perpetrada contra els ciutadans del poble de Coco. Més tard, Arlong li ordena que agafi el botí acumulat de Nami per alliberar el poble, indicant el lloc del tresor i, amb l'excusa que aquests preciosos van ser robats, el confisca. Torna amb els seus homes immediatament després que en Ruffy derroti Arlong, declarant la seva intenció de robar els diners acumulats pels peixos i fer-se càrrec de la seva captura, però Zoro intervé i el va colpejar juntament amb els seus homes. La Nami, abans de colpejar-lo al seu torn i perseguir-lo fora del poble, el fa retornar els tresors que li havia robat i l'obliga a reconstruir el poble. Derrotat, l'oficial corrupte denuncia la tripulació al comandament general i fa que en Ruffy rebi la seva primera recompensa.

#### Sentomaru
Sentomaru (戦桃丸?) És el guardaespatlles del doctor Vegapunk i capità de l'equip científic de la Marina. Sembla que és el comandant en cap dels pacifistes, ja que normalment només es mouen sota les seves ordres. Després de dos anys afirma haver esdevingut membre oficial de la Marina. Tot i declarar-se reticent a parlar, sovint acaba revelant informació confidencial; cada vegada, però, afirma haver parlat per voluntat pròpia i no respondre als qui li van fer la pregunta. Sentomaru posseeix força física i velocitat considerables. També presumeix de tenir la defensa més forta del món. Com ell mateix afirma, la seva força no prové de cap fruit del diable, sinó de la seva ambició d’armadura. La seva arma és una enorme destral doble. Va aparèixer per primera vegada a les Illes Sabaody per capturar la tripulació del Barret de Palla, just per davant de l’almirall Kizaru, l’Orso Bartomeu i els pacifistes. Torna a aparèixer durant la batalla de Marineford, en la qual participa com a comandant d'una esquadra especial formada per una vintena de pacifistes. En la lluita intenta atacar en Ruffy juntament amb el seu esquadró, però els pacifistes són detinguts per Boa Hancock. Dos anys més tard se li informa del retorn de la tripulació del Barret de Palla i se li ordena que vagi a parar-los, emportant-se el PX-5 i el PX-7. Després de vèncer a l’impostor, Demaro Black ordena als pacifistes que ataquin en Ruffy, però els androides són derrotats fàcilment per en Ruffy, en Sanji i en Roronoa Zoro.

### Corvette Captain

#### Helmeppo
Helmeppo (ヘルメッポ) és el fill del capità Morgan. De cabells rossos i barbeta partida, és un malcriat i aprofita l'autoritat del seu pare per dominar els habitants de Shells Town. Després de la derrota d'en Morgan, s'uneix a l'Armada com a grumet. Com en Coby, acaba entrenant sota el vicealmirall Garp, s'especialitza en lluitar amb ganivets kukri i arriba al rang de sotsoficial en cap. Participa en la batalla de Marineford. Dos anys després obté el rang de tinent comandant i forma part de l'escorta del rei Riku fins al Reverie.

#### Fullbody
En Fullbody (フルボディ Furubodi) Inicialment és lloctinent, però més tard és degradat a un recluta al servei d'Hina. Té una mà recoberta de metall i, per aquesta raó, es feia dir "Fullbody Puny de Ferro" (鉄拳のフルボディ Tekken no Furubodi?) al principi. Tal com explica Oda, el Krieg seu nom s'inspira en l'estructura amb què es classifica un vi en enologia. Primer apareix com a client a Baratie, on Sanji és colpejat per malbaratar menjar. A l'arribada de C, s'escapa al mar. Més tard, a l'anime, intenta atrapar a en Ruffy després que li concedeixin la primera recompensa, però és derrotat fàcilment. Durant les mini aventures de Jango, es fa amic de l'hipnotitzador i intenta salvar-lo de la penjada. Té èxit en la seva intenció, però per ser vist juntament amb un home buscat i per haver-se fet amic d'un pirata, és degradat. Finalment, fascinat pel seu encant, entra al servei de Hina com a recluta conegut com "Fullbody el Doble Puny de Ferro" (両鉄拳のフルボディ, Ryōtekken no Furubodi), sempre fent parella amb Jango. Després del salt del temps, ell i Jango van ser ascendits a tinents capitans.

## Set Guerrers del Mar
Els Set Guerrers del Mar (王下七武海, Ōka Shichibukai) són un conjunt format precisament per set dels pirates més forts del món, que han signat un pacte amb el Govern Mundial segons el qual els seus crims han estat perdonats i les seves recompenses cancel·lades a canvi de la seva afiliació; són lliures de capturar altres pirates i el seu botí, però una desena part pertany al Govern, que els utilitza majoritàriament com a element dissuasiu contra altres pirates i per enfrontar-se als Quatre Emperadors: de fet, constitueixen una de les tres grans potències. del món de One Piece. A causa de l'acord que han signat, són anomenats despectivament pels pirates comuns "Gossos del govern" però alhora són molt temuts per la seva immensa força; els set també tenen una gran autonomia: de fet poden decidir si es presenten o no a les reunions del Govern i la Marina i el mateix Govern fa els ulls grossos davant les seves operacions criminals.
Al llarg de la història, l'organització experimenta diferents canvis formatius: inicialment els membres són Dracule Mihawk, Crocodile, Donquixot Doflamingo, Kuma Bartholomew, Gekko Moria, Boa Hancock i Jinbe, però arran dels fets d'Alabasta Crocodile és detingut i expulsat de l'organització que es substitueix. per Marshall D. Teach; després de la batalla de Marineford, els membres es redueixen a quatre quan en Jinbe es fa costat a la tripulació d'en Barbablanca durant el conflicte, Teach dimiteix i Moria desapareix de la circulació després que el govern ordeni el seu assassinat. Després dels dos anys entre la primera i la segona meitat de la història, els tres llocs vacants són ocupats per Trafalgar Law, Buggy i Edward Weeble, però arran dels esdeveniments de Dressrosa Law i Doflamingo són expulsats del organització.
Arran de la Reverie, els Set Guerrers del Mar es van dissoldre definitivament després que els diferents sobirans fossin assabentats dels fets d'Alabasta i Dressrosa.

### Formació inicial
- Dracule Mihawk
- Sir Crocodile (expulsat substituït per Marshall D. Teach, que al seu torn es va retirar)
- Donquixote Doflamingo
- Kuma Bartholomew
- Gekko Moria (expulsat)
- Boa Hancock
- Jinbe (retirat)

### Formació actual
- Dracule Mihawk (oficina suprimida)
- Donquixote Doflamingo (expulsat)
- Kuma Bartholomew (oficina suprimida)
- Boa Hancock (oficina suprimida)
- Trafalgar Law (expulsat)
- Buggy (oficina suprimida)
- Edward Weeble (oficina suprimida)

### Dracule Mihawk
Dracule Mihawk (ミホーク ジュラキュール, Mihōku Jurakyūru), sobrenomenat "Ulls de falcó" (鷹の目, Taka no me) A causa de la seva mirada intimidant, és universalment considerat com el millor espadachí al món. És un home de quaranta-un anys amb un físic magre, amb una barba i un bigoti prims; temperamentalment és un home solitari, taciturn, amb un comportament auster i orgullós i amb un fort sentit de l’honor. La seva arma és una gegantina espasa negra, anomenada Espasa Negra (黒刀夜, Kokuto Yoru), pertanyent a la categoria del Wazamono suprem, el millor del món: en general el porta. a l'esquena i amb ella pot desviar bales i tallar galeons sencers en dues parts, tal com va fer els cinquanta vaixells de la flota de Krieg. Tot i que pertany a la Flota, no sembla preocupar-se gaire dels problemes del govern mundial, tant que va abandonar Marineford després de l'arribada de Shanks afirmant que havia acceptat enfrontar-se a Barbablanca però no a la Vermella: com joves, de fet, els dos eren rivals amargs en l'art de l'espasa i les batalles entre els dos es consideren memorables. A les enquestes de popularitat realitzades al Japó sobre els personatges més estimats de One Piece, Mihawk va ser respectivament vuitè el 2006 i dotzè el 2009.
La seva primera aparició es produeix durant la batalla contra Creek a bord del Baratie: per perseguir el seu somni de convertir-se en l'espadachín més fort del món, Zoro el desafia a un duel i és derrotat fàcilment; No obstant això, Mihawk està sorprès per la determinació del jove adversari i el repta a superar-lo en el futur. Posteriorment participa a la batalla de Marineford com a membre dels Set Guerrers del Mar; aquí, després d’intentar competir contra Barbablanca, s'enfronta a Ruffy, Vista, Mr.1 i Crocodile, per retirar-se del conflicte després de l’arribada de Shanks. Tornant a casa seva a l’illa de Kuraigana, accepta entrenar Zoro durant dos anys. després de la dissolució dels guerrers després de la Reverie de Marijoa, torna a ser un home buscat i s'uneix a l'organització Cross Guild, concebuda per Crocodile i dirigida nominalment per Buggy el Clown, veient una recompensa de 3.590.000.000 de bellys.

### Crocodile
Sir Crocodile (サー・クロコダイル, Sā Kurokodairu) és l’antagonista principal de l’arc d’Alabasta i també va aparèixer com l’antagonista principal de la vuitena pel·lícula. Té una autoestima molt elevada i creu molt en les seves pròpies forces, cosa que sempre el porta a tractar qualsevol persona de dalt a baix; gairebé no perd la calma i sempre mostra una gran intel·ligència i atenció en tots els aspectes dels seus plans, assegurant-se que puguin tenir èxit fins i tot si no van tal com havia previst. Cocodril va ingerir la fruita Rogia Sorra Sorra (スナスナの実, Suna Suna no Mi), Que li permet convertir-se en sorra i fer-se intangible a qualsevol cosa menys als líquids; el fruit també li permet crear tempestes i fulles de sorra i assecar tot el que toca absorbint la part líquida. En lloc de la mà esquerra, Crocodile té un gran ganxo daurat que amaga un verí poderós capaç de provocar una insuficiència cardíaca a l'oponent. Abans d'entrar als set guerrers, una recompensa de 81 milions de Bellys; li penjava al cap; després de la seva dissolució i la fundació del Cross Guild, la seva recompensa s'eleva a 1.965.000.000 de bellys.
En el passat va ser testimoni de l'execució de Gol D. Roger, decidint convertir-se en pirata. També va conèixer Emporio Ivankov, que va conèixer un secret del cocodril mateix. Inicialment desitjós de convertir-se en rei dels pirates, més tard es va unir als guerrers; va entrar al Nou Món, va patir una forta derrota per en Barbablanca i va abandonar el seu somni. Per perseguir el seu objectiu de dur a terme un cop d'estat a Alabasta i apoderar-se d'aquesta manera de l'arma ancestral Pluton, Crocodile va fundar una organització criminal anomenada "Banda Baroque" que comprenia alguns dels millors caçadors de recompenses del món, dins dels quals se'l coneix com a Mr. 0 (ミスター・ゼロ, Misutā Zero). Per tenir èxit en la seva intenció, atribueix la culpa de la sequera que afectava el regne d’Alabasta al rei, Nefertari Cobra, mentre que la causa de tot en veritat era ell, gràcies als poders del seu fruit del diable. El seu pla es veu frustrat per en Ruffy, que el derrota a les catacumbes de la ciutat d'Alubarna. Aleshores és expulsat pels set guerrers del mar i empresonat al sisè nivell d'Impel Down, Crocodile participa en l'evasió massiva provocada pel mateix Ruffy i, deixant el passat enrere, intervé durant la batalla de Marineford donant suport. l'avanç del seu antic adversari cap al cadafal on es troba el Portgas D. Ace; després de la mort d'aquest, juntament amb els pirates de Barbablanca, protegeix el nen de l'almirall Akainu. Un cop acabada la batalla, va ser vist de nou a una illa del Paradís juntament amb Das Bornes, a qui va proposar, amb un resultat favorable, embarcar cap al Nou Món. Aquí, planeja l'organització Cross Guild, unint forces amb Dracule Mihawk i Buggy el Clown (mentre, qui s'ha convertit en el seu deutor), que nominalment esdevé el líder de l'organització.

### Banda Baroque
La Banda Baroque (バロック・ワークス Barokku Wākusu?) és una organització criminal fundada per Crocodile per conquerir el regne d’Alabasta i obtenir Plutó. L’organització està formada per uns dos mil agents secundaris, anomenats Milers i milions, més vint-i-cinc agents principals, agents oficials i agents fronterers, identificats cadascun amb un nom en clau: els agents masculins s'indiquen amb un nombre que oscil·la entre el 0 i el 13, mentre que a les dones se les crida amb un nom que fa referència a una festa del calendari o un dia de la setmana. Al capdavant de tot hi ha el president, Mr. 0, identitat sota la qual s'amaga Crocodile, mentre que la vicepresidenta és Miss Diumenge o Nico Robin. Nefertari Vivi i Igaram també s'han infiltrat a l’organització, amb els seus respectius noms de codi Miss Dimecres i Mr. 8. La tripulació del Barret de Palla ensopega amb la Banda Baroque tan aviat com entra a la Grand Line i lluita contra les illes Whisky. Peek, Little Garden i Alabasta. Després de la derrota de Crocodile a mans de Ruffy, els agents oficials són arrestats per la Marina amb l'excepció de Mr. 2 i Miss All Sunday. Crocodile, el Mr. 1 i el Mr. 3 aconsegueixen escapar de la presó de màxima seguretat d'Impel Down durant la fugida d'en Ruffy; mentre que en les mini-aventures es mostra com Miss Golden Week allibera la resta d’agents, que obren un nou Spider’s Cafe a una illa de la Rotta Maggiore.

#### Mr. 1
Mr. 1 (ミスターワン Misutā Wan?), De qui el seu nom real és Das Bornes (azu ズ・ボースス Dazu Bōnesu?), És un assassí del mar de l'Oest i company de Miss Doublefinger. És l’individu més perillós entre els agents oficials i, després de Crocodile, el membre masculí més fort de Banda Baroque. S'ha menjat la fruita del Paramisha Lama Lama (スパスパの実 Supa Supa no Mi?) Que li permet convertir el seu cos en acer i fer cada part tan esmolada com una fulla. La unió d’aquest poder i l’art marcial practicat el converteixen en una arma humana. És derrotat per Zoro després d'una batalla fins a la mort i més tard és capturat i tancat al quart nivell d'Impel Down. Aquí és alliberat per Crocodile que li ofereix unir-se a ell en la fugida realitzada per en Ruffy; sempre sota les directrius del seu cap, després participa a la batalla de Marineford. Després de finalitzar la batalla, decideix marxar al Nou Món amb Crocodile.

#### Miss Doublefinger
Miss Doublefinger (ミス・ダブルフィンガ ー Misu Daburufingā?), De qui es diu real Zala (ザラ Zara?), és la propietària del Spider's Cafe sota el pseudònim de Paola i la parella de Mr. 1. Amb el poder de la fruita, Paramisha Ago Ago (トゲトゲの実 Toge Toge no Mi?) És capaç de cobrir-se amb punxes punxegudes. Sobretot utilitza aquest poder per crear pics amb els quals perforar els oponents, però també el pot utilitzar per defensar-se dels atacs dels oponents i mantenir-los a distància. És derrotada per Nami, gràcies a l'ús del clima Sansetsukon. El seu nom recorda les vacances del nou any, de fet dos dits aixecats representen l'1 i l'1, per tant, el primer de gener.

#### Mr. 2 Bon Kurei
Bentham (ベンサム), més conegut pel seu àlies Mr. 2 Bon Kurei (Mr.2・ボン・クレー Misutā Tsū Bon Kurē), és un dels Agents Oficials de la Banda Baroque i és un transvestit, raó per la qual no té parella femenina. És home alt amb els cabells curts negres que porta roba de ballet i molt de maquillatge. A l'esquena porta dos caps de cigne, que de fet són armes. Té una personalitat molt extravertida i contínuament està cantant, ballant i girant sobre si mateix. Tot i ser un assassí, per ell l'amistat passa davant de tot. En Mr. 2 Bon Kurei és un gran lluitador cos a cos i utilitza les tècniques de l'Okama Kempo (オカマ拳法), un estil que combina passos de ballet amb poderosos cops de peu i acrobàcies. Ha menjat la Fruita Mane Mane, que li permet transformar-se en la còpia perfecta d'una persona a la que hagi tocat amb la mà. En Mr. 2 Bon Kurei coneix accidentalment els Pirates del Barret de Palla abans que arribin a Alabasta i es fan amics. No és fins després que descobreix que eren un dels objectius a assassinar per la banda. Durant l'operació Utopia, en Mr. 2 es transforma en el rei Cobra per causar disturbis i fer actuar els revolucionaris. A Alubarna, persegueix l'Usopp i en Matsuge, als quals derrota ràpidament. Després intenta enganyar i matar la Vivi però és rescatada per en Sanji. S'enfronten en un intens combat que acaba guanyant el cuiner. En Mr. 2 aconsegueix eludir l'arrest i evita que el Going Merry caigui en mans de l'Armada, però és capturat al ajudar els Pirates del Barret de Palla a fugir de l'illa. Posteriorment escapa de la presó però és capturat de nou quan ajuda els seus antics socis a fugir de la capitana Hina, i és enviat al nivell 3 d'Impel Down. Allà es retroba amb en Ruffy i decideix ajudar-lo a arribar al nivell 6 i rescatar l'Ace, i de passada també l'Emporio Ivankov. Després de reunir-se amb l'Ivankov al nivell 5.5, emprenen la fuga d'Impel Down amb molts altres presoners, però en Mr. 2 decideix quedar-se enrere, transformat en Magellan, per mantenir obertes les Portes de la Justícia, fins que és atacat pel cap de carcellers. Dos anys després es descobreix que en Mr. 2 va sobreviure a l'atac d'en Magellan i que ara és la “reina” de Nova Travestilàndia al nivell 5.5 de la presó. La seva recompensa és de 32 milions de bellys. El nom Bon Kurei es refereix a una nit concreta del festival Obon.

#### Mr. 3
Mr. 3 (ミスター・スリー Misutā Surī?), De qui es diu real Galdino (ギャルディーノ Gyaru Dīno?), va ingerir la fruita Paramisha Dela Dela (ド ル ド ル の実 Doru Doru no Mi?), Amb el qual emeten cera del cos a voluntat que utilitza per crear armes i construccions extremadament duradores. Prefereix tà.ctiques subtils i l’ús de l’astúcia, revelant-se covard en presència d’oponents més forts que ell. Mr. 3 és enviat a Little Garden juntament amb Miss Golden Week per eliminar la tripulació del barret de palla; durant la missió s'interessa pels dos gegants Dori i Brogi i intenta capturar-los. Gràcies a una astúcia aconsegueix atrapar Broggy, Zoro, Nami i Vivi, però Usopp i Ruffy frustren el seu pla i el derroten. En anar a Alabasta, Crocodile el castiga per fracàs fent-lo menjar per una coccobanana, una mena de cocodril gegant, però Mr. 3 aconsegueix protegir-se de les mandíbules de l’animal amb la seva cera. Més tard, Sanji l'obliga a utilitzar els seus poders per crear una clau i alliberar a la tripulació del Barret de Palla de la gàbia d'agalmatolita que Crocodile els havia tancat. Després de la derrota de Banda Baroque, Mr. 3 intenta escapar amb el seu vaixell d'illa en illa, però és capturat per la Marina juntament amb Mr. 2 i portat a la presó d'Impel Down.
És alliberat per en Ruffy durant la seva infiltració a la presó i, decidit a pagar el deute amb ell, l'ajuda a baixar els nivells de la presó en companyia de Buggy i Mr. 2, també alliberat per en Ruffy. Buggy, interessat a escapar i no ajudar a en Ruffy, s'alia amb Mr. 3 per escapar i, durant l'operació de rescat, els dos fomenten una revolta dels presos. Durant les batalles, creeu una armadura de cera per a en Ruffy en la lluita amb Magellan. Escapat de la presó en companyia de Buggy, Crocodile, Mr. 1 i Jinbe, Galdino participa a la batalla de Marineford com a aliat de Buggy. Infiltrant-se en els guàrdies encarregats d’executar el Portgas D. Ace, col·labora en el seu alliberament, proporcionant a Ruffy una clau de cera per obrir les manilles del seu germà. Després de la batalla, juntament amb els fugitius d'Impel Down, s'uneix a la tripulació de Buggy, i per aquest motiu la seva recompensa ha estat suspesa, com a aliada d'un membre dels 7 grand guerrers del mar.

#### Miss Golden Week
Miss Golden Week (ミス・ゴールデンウィーク Misu Gōruden Wīku?) Sembla una nena i actua en tàndem amb el senyor 3. Té una actitud molt relaxada i gairebé sempre la manté fresca. Sempre porta una paleta i un pinzell que utilitza quan utilitza la trampa de colors (カラーズ・トラップ Karāzu Torappu?), Una tècnica hipnòtica amb la qual utilitza el realisme dels seus colors per controlar l'estat d’ànim. de l'enemic. Un petit jardí ajuda Mr. 3 en el seu pla, bloquejant en Ruffy amb la trampa dels colors, però és derrotat per Karl, l’aneguet de Vivi. En les mini aventures, amb l'ajut de Mr. 5 i Miss Valentine, aconsegueix alliberar alguns dels agents de Baroque Works capturats per la Marina. El seu nom fa referència a les festes japoneses de la Setmana Daurada, entre el 29 d’abril i el 5 de maig.

#### Mr. 4
Mr. 4 (ミスターフォー Misutā Fō?), Sobrenomenat "El batedor", és un home fort però extremadament estúpid. Sembla incapaç de pensar i sovint només fa el que li diu la seva parella, Miss Merry Christmas. Gairebé no parla mai i quan parla ho fa molt lentament, sovint parlant en monosíl·labs. Sempre porta amb ell un bat de beisbol de quatre tones de pes, amb el qual colpeja les boles explosives, dirigint-les cap a l'enemic, que dispara el seu canó Lassiù (ラッスー Rassuu?). L’animal era originalment un rifle, però després de menjar-se la fruita Zoo Zoo Dog Dog, model de teckel, s'ha transformat en un gos permanentment fred que esternuda les bombes de temps en forma de boles de beisbol. És derrotat després d'una dura lluita per Usopp i Chopper.

#### Miss Merry Christmas
Miss Merry Christmas (ミスメリークリスマス Misu Merī Kurisumasu?) Actua en companyia de Mr. 4. Té la particularitat de parlar molt ràpidament, fins al punt que sovint només pronuncia les primeres síl·labes de paraules. Va menjar la fruita Zoo Zoo Mole Mole (モグモグの 実 Mogu Mogu no Mi?), Que li permet transformar-se en un talp humà. Pot cavar forats a tot el camp de batalla, on s'amaguen els seus companys, per atacar per sorpresa o utilitzar grans urpes per atacar l'enemic. Ella és la que va segrestar el rei Cobra durant els disturbis a Alabasta. És derrotada junt amb Mr. 4 per Usopp i Chopper.

#### Mr. 5
Mr. 5 (ミスターファイブ Misutā Faibu?) És el company de la senyoreta Valentine. Va menjar la fruita Paramisha Bom Bom (omu ムボムの実 Bomu Bomu no Mi?, Pólvora de l'edició italiana de l’anime), gràcies a la qual pot fer explosiva qualsevol part del seu cos; a més, pot empassar qualsevol explosiu sense patir cap dany i sembla immune a les explosions. És enviat a Whisky Peek per matar Vivi i Igaram després de descobrir la seva identitat, però és derrocat per en Ruffy i finalment derrotat per Zoro a Little Garden, on havia anat a venjar-se de la tripulació del Barret de Palla. En col·laboració amb Miss Golden Week, aconsegueix alliberar alguns dels agents de la Banda Baroque capturats per la Marina.

#### Miss Valentine
Miss Valentine (ミスバレンタイン, Misu Barentain?), Miss Valentina a l'edició italiana de l’anime, és la parella de Mr. 5. Va menjar la fruita Paramisha Kilo Kilo (キロキロの 
実 Kiro Kiro no Mi?), que li permet canviar el seu pes de menys d’un quilo a deu mil quilos. Quan s'alleugera vola i plana a l’aire, però també pot atacar des de dalt aixafant l'enemic. És derrotada per Ruffy i Zoro a Whisky Peek i més tard per Nami Bibi a Little Garden. Col·laborant amb Miss Golden Week aconsegueix alliberar alguns dels agents de Banda Baroque capturats per la Marina.

#### Mr. 7 i Miss Day's Father
Mr. 7 i Miss Day's Father (ミスターセブンとミスファザーズデー Misutā Sebun to Misu Fāzāzu Dē?) Són dos franctiradors. Crocodile els confia la tasca de vetllar pel canó situat a la part superior de la torre del rellotge, que haurà de llançar un poderós tret a la plaça on s'albira la guerra entre antiavalots i soldats per provocar una massacre. Bibi, però, identifica la posició del canó i juntament amb els pirates del Barret de Palla els derroten.

#### Miss Monday
Miss Monday (ミスマンデー Misu Mandē?), Miss Monday de l'edició italiana de l’anime, és una dona amb un físic culturista i força sobrehumana. Afronta els seus enemics colpejant-los amb artells de llautó. Treballa en tàndem amb Mr. 8. Un Whisky Peek intenta atacar la tripulació del Barret de Palla juntament amb altres agents de la Banda Baroque, però és derrotat per Zoro. Havent recuperat i descobert la veritable identitat de Vivi, ella pren el seu costat i, intentant ajudar-la, ataca Mr. 5, però ell la derrota en poc temps. Després de dos anys es revela que continua sent una caçadora de recompenses a Whisky Peek amb Mr. 9; amb ell es va casar i també va tenir un fill.

#### Mr. 9
Mr. 9 (ミスターナイン Misutā Nain?) Actua en tàndem amb Miss Dimecres. Lluita amb unes porres d’acer, la punta de les quals es pot disparar contra l'enemic i utilitzar-les amb un fil d’acer fixat al mànec per empresonar l’adversari i, ocasionalment, amb una bazuca. A Whisky Peak també s'enfronta a Zoro, però és derrotat ràpidament. Quan es revela la veritable identitat de Bibi, ell la posa al seu costat, però és colpejat pel Mr. 5. Després de dos anys es revela que continua sent un caçador de recompenses a Whisky Peek amb Miss Monday amb qui també va tenir un fill.

#### The Unluckies
The Unluckies (13日の金曜日 アンラッキーズ Anrakkīzu?, Lit. "Divendres 13") són una parella d'animals formada pel senyor 13 (ミスタ ー・サーティーン Misutā Sātīn?), Una llúdria i Miss Friday・ミラ Furaidē?), Un voltor. S'ocupen del lliurament de missatges interns a Banda Baroque i, si cal, de l'eliminació d’agents que han fallat en les seves missions. Mr. 13 utilitza closques punxegudes com a fulles, mentre que Miss Friday té metralladores amagades a les ales. Són derrotats per Sanji a Little Garden.

### Donquixote Doflamingo
En Donquixote Doflamingo (ドンキホーテ・ドフラミンゴ Donkihōte Dofuramingo), pronunciat com en anglés (doŋkiˈxote) és el principal antagonista de l'arc de Dressrosa. Sobrenomenat "Dimoni Celestial" (天夜叉 Ten yasha?), És el capità del clan de Donquixote i el rei de Dressrosa. Un dels homes amb més influència política i econòmica del món, ha liderat durant molt de temps el tràfic d’esclaus a les Illes Sabaody i és el líder de nombroses activitats delictives al Nou Món, actuant sota el pseudònim de Joker ?). Doflamingo és un individu molt cínic, despietat i indiferent i creu en l’aparició d’una nova era de pirateria, en la qual ja no hi ha espai per a somiadors i idealistes. Doflamingo va ingerir la fruita Paramisha Filo Filo (イトイトの実 Ito Ito no Mi?), Que li permet crear fils de les seves mans i utilitzar-los a voluntat. Gràcies a ells pot controlar un subjecte i moure’l com un ninot, els pot utilitzar per atacar i tallar, introduir-los dins del cos per reparar els òrgans danyats i, després de despertar la fruita, transformar els objectes circumdants en fils per ser manipulat plaer. També té l'Ambició de l'armadura i el rei. Abans de la seva entrada a 7 Grans Guerrers del mar, la seva recompensa era de 340 milions de bellys. El govern li va oferir l'entrada a la flota que li va demanar a canvi que cessés els seus continus atacs contra les càrregues d'or dirigides als nobles del món. Al rànquing dels personatges favorits de One Piece al Japó del 2014 es va col·locar en el lloc 17è mantenint la mateixa posició també a l'enquesta del 2017.
Doflamingo és descendent d'una de les vint famílies reials que van fundar el Govern Mundial. Quan era petit, però, el seu pare Donquijote Homing, convençut de la igualtat entre les persones, va decidir renunciar al títol de Noble Mundial i portar tota la família a viure entre la gent comuna, reduint-se a la pobresa. Això va provocar en el petit Doflamingo un fort odi cap al seu pare, que el va impulsar a matar-lo i després a portar el cap als dracs celestials en un intent de recuperar la seva condició, però això no va ser suficient per fer-lo acceptar a la seva elit. Després es va dedicar a la pirateria juntament amb Vergo, Pica, Diamante i Trébol. Va matar el seu germà Rosinante després de descobrir que era un infiltrat de la Marina dins de la seva tripulació i que havia permès que Trafalgar Law, en possessió de la fruita Ope Ope, escapés. Anant a Dressrosa, l’illa on la seva família originalment regnava suprema, Do Flamingo va utilitzar els seus poders sobre el rei Riku Dold III per manipular-lo per atacar els seus súbdits i després va intervenir amb la seva tripulació derrocant el sobirà i proclamant-se el nou rei de Dressrosa. Amb els poders del seu subordinat Sugar, va silenciar els dissidents convertint-los en joguines. A partir d’aquí va construir el seu imperi criminal, venent els fruits artificials del diable produïts pel seu subaltern Caesar Clown a Punk Hazard als perros del Nou Món. Després de la derrota de Crocodile a mans de Ruffy, assisteix a la reunió per designar el seu successor. Com a membre de la flota, participa a la batalla de Marineford, després de la qual se li instrueix que elimini a Gekko Moria, tot i que el perd de vista abans de dur a terme l'assignació. Dos anys més tard, l'aliança pirata d'en Ruffy i Trafalgar Law captura Caesar Clown, xantant a Doflamingo perquè abandoni 7 grans Guerrers del mar a canvi de tornar el científic. A continuació, simula la seva sortida de l'organització i, al lloc d'intercanvi designat a Green Bit, s'enfronta i derrota a Law junt amb l'almirall Fujitora. Amb la derrota del seu subordinat Sugar i la conseqüent exposició del seu frau i mètodes tirànics, Doflamingo atrapa tota Dressrosa en una xarxa tancada, amenaçant amb matar a tots els illencs en lloc de filtrar el seu secret. Quan en Ruffy i en Law arriben al palau, comença a lluitar amb els dos pirates, aconseguint neutralitzar en Law, però sent derrotat per en Ruffy i capturat per la marina. Al vaixell presó Doflamingo manté una conversa amb el vicealmirall Tsuru, afirmant que ara que ha mort, els equilibris del món subterrani estan compromesos. Més tard és tancat al sisè nivell de Impel Down.

### Donquixote Clan
El clan Donquixote (ドンキホーテファミリー Donkihōte Famirī?), També conegut com els pirates de Donquixote (ドンキホーテ海賊 団 Donkihōte kaizoku-dan?), És el Donquijote? Tripulació de capità de flamenc. En contrast amb el cinisme i el sadisme que el caracteritzen amb els seus enemics, Doflamingo es preocupa molt pels seus homes, mostrant respecte per tots i considerant-los la seva veritable família; no obstant això, els dona la idea de ser un mestre més que un capità, tant que es refereixen a ell com a "Signorino" (若 Waka?). Els membres d’alt rang, Diamante, Trébol, Pica i Vergo, l’anomenen amb el diminutiu "Doffy" (ドフィDofi?). A cadascun d’aquests últims se li assigna una estació la forma del qual recorda un vestit de les cartes franceses i té un sobrenom que segueix el vestit assignat. A excepció del vestit de cors vacant, cada oficial en cap mana un exèrcit de tres o quatre oficials i més de dos mil soldats. A més dels tres oficials principals i els deu oficials habituals, hi ha altres dos agents externs: Vergo i Mone. La filla del rei Riku, Violet, també forma part del clan, igual que Bellamy, després de la dissolució de la seva tripulació.
Tots els membres de la tripulació són derrotats pels pirates d'en Ruffy i els combatents del Coliseu que s'alien amb ells, mentre que Doflamingo és colpejat per en Ruffy després d'una dura lluita, provocant també la desaparició de la gàbia. Més tard, el membre de 7 grands Guerrers del Mar i la majoria dels seus homes són arrestats per la Marina.

#### Donquixot Rosinante
Donquixot Rosinante (ドンキホーテ・ロシナンテDonkihōte Roshinante?) És el germà petit de Doflamingo. Després que el seu germà va matar el seu pare, Rosinante el va abandonar als vuit anys i, en conèixer l’aleshores almirall Sengoku, es va incorporar a la Marina, on va fer carrera com a capità de fragata. A l'edat de vint-i-dos anys, se li va encarregar la infiltració de la flamant tripulació de Doflamingo per controlar els seus moviments i, amb la fugida simultània de Vergo, a Rosinante se li va assignar la llavor de cors i el títol de Corazòn (コラソン Korason?). Rosinante va ingerir la fruita Paramisha Taci Taci (ナギナギの実 Nagi Nagi no Mi?), Cosa que el va convertir en un "home silenciador", capaç de crear barreres totalment insonoritzades o eliminar els sons produïts per ell o per altres. Gràcies a això va poder enganyar al seu germà, fent-li creure que havia perdut l'ús de la paraula després d'un fet traumàtic ocorregut durant la seva infància. Diversos anys abans dels esdeveniments de Dressrosa, va conèixer a un jove Law, que s'havia unit recentment a la tripulació de Doflamingo, i va començar a unir-se a ell, buscant persistentment una cura per a la síndrome de plom d’ambre que afectava el nen. Quan Doflamingo li va dir que havia rastrejat la fruita Ope Ope, Rosinante, sospitant que Doflamingo tenia intenció d’explotar-la per obtenir la vida eterna, va anticipar les seves intencions i va anar a l’illa Minion amb Law, fent que el nen mengés la fruita. La seva traïció es va descobrir, però, i Doflamingo va crear la gàbia d’ocells per evitar que escapessin; després d'amagar Law en un cofre insonoritzat gràcies als seus poders, Rosinante va ser assassinat per Doflamingo. A l'enquesta de popularitat dels personatges de "One Piece" el 2017 ocupa el lloc 16.

#### Diamante
Diamante (ディアマンテ Diamant?), El nom del qual deriva del vestit de diamants en llengua espanyola, és un oficial principal del clan Donquixote. El defineix Doflamingo "L'heroi de l'arena" (コ ロ シ ア ム の 英雄 Koroshiamu no eiyū?), Com l'actual campió del Coliseu de Dressrosa. Un home extremadament modest, també és increïblement sàdic i està disposat a utilitzar els trucs més injustos per guanyar la baralla. Diamante ha menjat la fruita Paramisha Flap Flap (ヒラヒラの 
実 Hira Hira no Mi?), Cosa que li permet aplanar tot el que toca, inclòs ell mateix, transformant-lo en un teixit, mantenint les seves característiques de duresa i resistència. El seu mantell és en realitat una placa d’acer extremadament forta, transformada per aquest poder. També fa servir una espasa que pot canviar de forma o allargar-la i una porra amb punxes, que manté plegada a la sivella del cinturó. Diamante participa a l'última ronda del torneig, on s'enfronta a Sabo i Rebecca. Després que Sabo es mengi la fruita Foco Foco, decideix protegir l'entrada a la fàbrica juntament amb Trébol i, posteriorment, l'entrada al palau reial, on es retrobarà amb la Rebecca. No obstant això, a la noia se li uneix Kyros, i Diamond es baralla amb aquest últim, inicialment demostrant ser superior perquè Kyros està preocupat per protegir la seva filla, però l'arribada de Nico Robin per defensar Rebecca permet a Kyros centrar-se en Diamante, que finalment és derrotat.

#### Pica
Pica (ピーカ Pīka?) És un oficial en cap del clan Donquijote, a qui se li assigna la demanda de piques. Té un aspecte imponent i amenaçador i és particularment despietat, però, malgrat això, té una veu molt aguda i divertida i s'enfosa quan algú se’n riu. Pica ha ingerit la fruita de la pedra de Paramisha (石石の実Ishi Ishi no Mi?), Que li permet barrejar i donar forma a qualsevol material de roca a voluntat. També posseeix una enorme espasa, que maneja amb les dues mans, i domina l'Ambició de l'armadura. Durant la incursió de Ruffy, Zoro i Violet al palau reial, els bloqueja el camí sortint d'un mur gràcies al seu poder, i després es baralla amb Zoro. Més tard, a les ordres de Doflamingo, expulsa els intrus del palau i utilitza els seus poders per tombar el paisatge de Dressrosa i aixecar la fàbrica i el palau de Smile. Posteriorment es fusiona amb les pedres de Dressrosa creant un gegantí golem de roca a la recerca dels seus enemics. Llavors torna a xocar amb Zoro, que aconsegueix tallar el gegant i derrotar-lo. És expressat per Yūji Mitsuya.

#### Trébol
Trébol (トレーボル Torēboru?) És un oficial principal del clan Donquixote a qui se li assigna el vestit de maces i el guardaespatlles personal de Sugar. Un individu cínic i viscós, té un aspecte desagradable, amb mucositats pendents constantment del nas, a causa de la fruita del diable que ha ingerit, la Paramisha Colla Colla (ベタベタの実 Beta Beta no Mi?). Li permet produir una substància enganxosa molt enganxosa del seu cos, amb la qual pot atrapar adversaris, caminar sobre sostres o superfícies verticals o agafar objectes. Quan els enemics amb aquesta habilitat queden atrapats, Trébol també pot fer servir un partit per causar-los danys incendiaris, ja que el moc és altament inflamable. També té un físic molt prim que manté cobert amb una capa de moc per semblar més massiu: aquesta característica li permet esquivar fàcilment els atacs dels oponents. Nico Robin el porta al port per l'engany de Nico Robin, però, en adonar-se del truc i reconèixer l’arqueòleg, destrueix la torre subterrània i captura els nans amb els seus poders. Més tard s'enfronta a Usopp i el derrota fàcilment, però no aconsegueix aturar aquests ensurts i deixar inconscient a Sugar. Després s'uneix a Doflamingo durant la baralla amb en Ruffy i en Law, sent derrotat per aquest últim. Malferit, decideix incendiar-se per eliminar els seus oponents, però no va servir de res.

#### Dellinger
Dellinger (デリンジャーDerinjā?) És membre de l'exèrcit dels Diamants. És un encreuament entre un home i un peix-home del tipus peix guerrer. Posseeix força sobrehumana i té la capacitat de fer créixer noves dents afilades sempre que vulgui; també pot utilitzar les banyes que amaga sota el barret per apunyalar els seus oponents, i també té una aleta dorsal retràctil a l'esquena. Afeminat i viu, durant una baralla mostra immediatament un costat més sanguinari i ferotge, a causa del seu parentiu amb els peixos guerrers. Rep ordres de Doflamingo de matar Bellamy per si no aconsegueix assassinar en Ruffy; Per tant, el redueix a mort, però quan es prepara per donar-li el cop de gràcia, Bartolomeo intervé per aturar-lo. Més tard, ajuda al señor Pink i Machvise a prevaldre contra Franky. Després de vèncer a Ideo, és derrotat en un atac de White Horse, la personalitat dividida de Cavendish.

#### Lao G
Lao G (ラオ・G Rao Jī?) És membre de l'exèrcit de Diamond. Malgrat el seu aspecte vell i fràgil, Lao G és un expert en arts marcials, particularment en l'estil de lluita conegut com a G-oken (地翁拳 Jiō-ken?). Totes les tècniques que utilitza giren al voltant de les malalties a causa de la seva edat avançada, aprofitant símptomes debilitants per adoptar posicions de combat. La tècnica final d’aquest estil li permet conservar la seva força durant la seva joventut per poder-la utilitzar quan més ho necessiti, atorgant així al seu cos un immens poder i anul·lant totes les debilitats degudes a la vellesa. Durant l'assalt al palau, Lao G es troba amb el rabiós soldat de trons i els nans i s'enfronta a ells sense cap esforç considerable. Quan Doflamingo atrapa Dressrosa a la seva gàbia, Lao G fa guàrdia sobre el palau juntament amb els seus companys. Més tard a la batalla derrota a Don Chinjao, però poc després és batut per Sai.

#### Machvise
Machvise (マッハバイス Mahhabaisu?) És membre de l'exèrcit de Diamante. Va menjar la fruita Paramisha Ton Ton トントンの 実 (Ton Ton no Mi?), que li permet augmentar el seu pes a voluntat, fins a deu mil tones. El seu estil de lluita consisteix a surar a l'aire i després caure sobre l'enemic amb l'estómac per intentar aixafar-lo a terra. Sovint utilitza un gran escut a l'esquena per augmentar l’impacte. Machvise té l'encàrrec de defensar l'entrada a la fàbrica Smile, on ajuda al señor Pink a lluitar amb Franky. Més tard intenta aturar els lluitadors del Coliseu, però és derrotat per Hajrudin.

#### Señor Pink
Señor Pink (セニョール・ピンク, Senyōru Pinku?) És membre de l'exèrcit de Diamond. És un home molt gros, que porta un bolquer gegant i una gorra per a nadons; malgrat aquest aspecte ridícul, té moltes noies belles al seu pas que l'admiren per la seva masculinitat i actituds virils. Anys abans dels fets de Dressrosa, el senyor Pink es va casar amb una dona de nom rus, amb qui va tenir un fill, Gimlet, però que va morir a una edat primerenca. La dona, ja molesta per la prematura mort del nen, es va entristir quan va descobrir que el seu marit li havia mentit sobre la seva professió, fugint de casa durant una tempesta i sent víctima d'un accident, que la va reduir a un estat de coma vegetatiu. Més tard, el senyor Pink va descobrir que la seva dona somreia quan es presentava vestit de bebè i per aquest motiu va decidir no abandonar aquest tipus de roba. Señor Pink posseeix el poder de la fruita Paramisha Swim Swim (スイスイの実 Sui Sui no Mi?), Que li permet nedar en qualsevol material sòlid com si fos aigua. Diamante l'envia per defensar l'entrada a la fàbrica Smile, on es baralla amb Franky, aconseguint derrotar-lo amb l’ajut de Dellinger, Machvise i la Marina. Després d’intentar sense èxit aturar a en Ruffy, en Zoro i en Law, el senyor Pink s'enfronta de nou a Franky a prop de la fàbrica, sent derrotat després d’una batalla desafiant.

#### Baby 5
Baby 5 (ベビー 5 Bebī Faibu?) És una dona jove membre de l'exèrcit de Pica. Va néixer en una zona molt pobra on gairebé no hi havia res per menjar i, per tant, la seva mare la va abandonar a les muntanyes. Aquest trauma ha provocat que hagi de complir qualsevol petició de persones que semblen necessitar-la, de manera que pugui ser útil per a algú, fins i tot si la persona en qüestió especifica que és una mera broma. Va menjar la fruita Paramisha Arma Arma (ブキブキの実 Buki Buki no Mi?), Cosa que li va permetre transformar parts del seu cos en armes, tant blanques com de foc. També té armes que porta al seu voltant, com ara llargues katanes o dos bazuques. Mentre treballava a Doflamingo, Baby 5 sent molta rancúnia contra ell, ja que ha matat cadascun dels seus vuit nuvis. Després d'intentar matar-lo sense èxit, és enviada, juntament amb Buffalo, a Punk Hazard per donar suport a Caesar Clown; aquí, però, es veuen obligats a enfrontar-se amb Franky, que els derrota. Baby 5 reapareix més tard a Dressrosa, on defensa el palau amb els seus companys. Durant els enfrontaments, s'enfronta a Sai, convençant-se d'algunes frases que va dir el seu oponent que l'està cortejant i, per tant, s'enamora d'ell. Quan Lao G intenta entorpir-se, Sai el derrota i declara que vol prendre la nena en matrimoni. Després de la victòria final d'en Ruffy sobre Doflamingo, Baby 5 segueix a Sai i esdevé membre de la tercera divisió de la flota de Barret de Palla, temps després es casa amb Sai.

#### Buffalo
Buffalo (バッファロー Baffarō?) És membre de l'exèrcit de Pica. Va menjar la fruita de la paramisha Gira Gira (グルグルの実 Guru Guru no Mi?), Cosa que el va convertir en un "home giratori", capaç de girar totes les parts del cos, permetent-li volar o crear fortes ratxes de vent. Enviat juntament amb Baby 5 a Punk Hazard per donar suport a Caesar Clown; aquí, però, es veuen obligats a enfrontar-se amb Franky, que els derrota. Després de l'aparent decapitació de Doflamingo per part de Kyros, l'ataca, però és derrotat en un sol moviment i expulsat del palau.

#### Gladius
Gladius (グラディウス Guradiusu?) És membre de l'exèrcit de Pica. Té un tarannà temperat, cosa que el porta a desencadenar els poders del seu fruit del diable sempre que s'enfada. La seva crueltat s'estén també als seus subalterns, ja que no mostra cap preocupació per matar-los amb els seus atacs. Gladius va ingerir la fruita Paramisha Bang Bang (パムパムの実 Pamu Pamu no Mi?), Que li permet inflar-se fins a provocar la violenta explosió del seu cos o de qualsevol material inorgànic que toqui. Les parts del cos explotades romanen il·leses. Els seus cabells estan amarats de verí i, a través dels seus poders, els pot disparar contra els seus enemics per immobilitzar-los. Quan el palau està atacat, Gladius intercepta el Soldat Tronador i els nans, derrotant-los. Més tard, té una baralla amb Cavendish i Bartolomeo, pels quals és derrotat després d'una dura batalla.

#### Jora
Jora (ジョーラ Jōra?) És una dona vella i grossa que forma part de l'exèrcit de Trébol. Visionària i plena d’ella mateixa, vol portar la seva visió de l’art al món i té l’hàbit d’entendre malament el que diuen els seus oponents, creient que són un elogi. Jora es va menjar la fruita Paramisha Arte Arte (アトアトの実 Ato Ato no Mi?), Que li dona la possibilitat de canviar la forma i l’aspecte de qualsevol cosa, objecte o ésser viu, en obres d’art modernes. La transformació també té repercussions físiques sobre les lents, distorsionant la seva funcionalitat. Jora és enviada al Thousand Sunny per segrestar Momonosuke i després transforma el samurai, la Nami, el Chopper, el Brook i el Sunny en una obra d'art moderna. Ella és derrotada per Brook que, fent veure que aprecia les seves obres, la convenç perquè el faci tornar a la normalitat el violí i l'arc, en els quals estava amagada la seva espasa, i més tard tot el grup la posa definitivament fora de combat. Quan el vaixell arriba a Green Bit, Jora és utilitzada per Law com a ostatge, donant temps al grup de la Nami per fugir de Doflamingo. Més tard, intenta obligar la princesa Manshelly a utilitzar els poders del seu fruit del diable per curar els altres oficials derrotats, però abans és derrotada per Leo.

#### Sugar
Sugar (シュガーShugā?) És la germana menor de Mone. Desdenyosa i insultant, sembla una noia d’uns deu anys, però en realitat en té 22: el que la fa semblar més jove és un efecte secundari de la fruita del diable que va menjar, el Hobby Hobby de Paramisha Mi?), Cosa que va bloquejar el seu creixement alhora que li donava el poder de convertir qualsevol persona en una joguina i doblegar-la a la seva voluntat. Els seus éssers estimats també perden la memòria de les persones transformades. Aquesta habilitat la converteix, segons Kyros, en el membre més important del clan Donquijote, tant que té com a guardaespatlles l'oficial principal Trébol, el comportament ridícul del qual no pot suportar i sovint es disputa. Li agrada molt el raïm i, quan se’l menja, té l’hàbit d’enganxar-se les baies als dits.
Durant l'atac rebel a la fàbrica subterrània, Nico Robin empeny Trébol per permetre als nans que Sugar ingerís una espècie molt calenta disfressada de raïm, per tal de fer-la fora i fer que les joguines tornessin a ser humanes. L'atac, però, fracassa, ja que Sugar aconsegueix convertir alguns dels nans en joguines ordenant-los que maten tots els intrus que hi ha. Després que Usopp sigui derrotat fàcilment per Trébol, recordat per Sugar, aquesta introdueix l'espècia a la boca del franctirador, que en aquell moment comença a cridar de dolor i a torçar els ulls i la cara d’una manera irreal; Ni Sugar té tanta por i horrorització que acaba perdent el coneixement, tornant així sense voler a tots els que havia convertit en joguina a la normalitat. Més tard es recupera i transforma els seus criats en gegantins titelles per defensar el palau reial, jurant venjança contra Usopp, pel qual ara ha desenvolupat una autèntica fòbia. Quan en Ruffy i en Law arriben al palau, intenta convertir-los en joguines, però torna a desaparèixer d'una bala disparada a distància per l'Usopp que representa la cara retorçada del franctirador.

### Kuma Bartholomew
Kuma Bartholomew (バーソロミュー・くま Bāsoromyū Kuma?). És membre de 7 Grans Guerrers del Mar. Quan encara era un simple pirata, va dur a terme tantes atrocitats que es va guanyar el sobrenom de "El Tirà" (暴君 Bōkun?); més tard es va unir a la Flota, convertint-se en el seu membre més obedient i respectuós, tot i actuar en secret en nom de l'Exèrcit Revolucionari. Tot i la seva aparença i la reputació que el precedeix, Kuma és una persona tranquil·la i mansa i mai no mostra cap sentiment ni emoció. Va menjar la fruita Paramisha Pad Pad (ニキュニキュの実 Nikyu Nikyu no Mi?, Zampa Zampa a la versió italiana de l'anime), que l'ha equipat amb coixinets especials al palmell de les mans a través dels quals pot desviar qualsevol cosa (objectes físics, persones i fins i tot conceptes abstractes com dolor o fatiga); el seu poder també li permet moure’s ràpidament o llançar algú a grans distàncies. El seu cos va ser modificat pel Dr. Vegapunk i utilitzat com a model per crear ciborgs anomenats Pacifist: s'ha reforçat amb un material més resistent que l’acer i té la capacitat de disparar un potent feix làser des de la seva boca, basat en les potències del Almirall Kizaru.

### Gekko Moria
Gekko Moria (ゲッコー・モリア Gekkō Moria?) És el principal antagonista de l'arc de Thriller Bark. És el capità del vaixell insular Thriller Bark. Abans d'unir-se a la flota, una recompensa de 320 milions de bellys li penjaven al cap. És un tipus ociós i tranquil que prefereix confiar en els seus subalterns per assolir els seus objectius en lloc de comprometre's; s'ha menjat la fruita Paramisha Shadow Shadow (カゲカゲの実 Kage Kage no Mi?), que li permet robar les ombres dels altres, controlar-les i manipular-les a voluntat: implantant-les en cadàvers és capaç de recuperar-les a la vida en forma de zombis i la persona a qui s'ha robat l’ombra no pot exposar-se a la llum del sol ja que finalment es dissoleria en pols. Gràcies al seu poder, també pot animar la seva ombra, Doppelman (影 法師ドッペルマンDopperuman?), I fer-lo lluitar al seu lloc o pot canviar instantàniament amb ella, i també pot absorbir totes les ombres robades prèviament en si mateix, augmentant així la seva força i mida. En la seva joventut va ser capità dels pirates de Gekko (ゲッコー海賊団 Gekkō Kaizokudan?), Al capdavant del qual va arribar al país de Wano: aquí va aconseguir robar el cos i l'espasa del llegendari samurai Ryuma, però va ser fortament derrotat per Kaido, que va aniquilar completament la seva tripulació. A causa d'això, va perdre tota confiança en si mateix i en la seva determinació, preferint confiar en els altres per assolir els seus objectius: per això va decidir crear un exèrcit de zombis immortals per venjar-se de l'emperador i convertir-se posteriorment en el rei dels pirates. Quan la tripulació del Barret de Palla arriba a Thriller Bark, Moria roba les ombres de Zoro, Sanji, Nico Robin i Ruffy i insereix aquest últim al cos del zombi especial Odr: després d’una dura batalla, en Ruffy aconsegueix recuperar totes les ombres que Moria havia robat fins aquell moment i el neutralitzava. Més tard, Moria participa amb els altres membres dels set grans guerrers del mar a la batalla de Marineford, on s'enfronta a Odr Jr i Jinbe, que el neutralitza fàcilment. Creient-lo ara massa feble, el govern mundial instrueix Donquijote Doflamingo i el pacifista perquè l'eliminin, però Moria desapareix. Reapareix més de dos anys després en presència de Barbanegra, que li ofereix convertir-se en el seu subordinat.

### Thriller Bark Pirates
Els pirates Thriller Bark (スリラーバーク海賊 団 Surirā Bāku Kaizokudan?) La tripulació està dirigida per Gekko Moria. A excepció del seu capità i els seus tres subordinats, tota la tripulació està formada per zombis. Després que la seva antiga tripulació fos aniquilada per la flota de Kaido, Moria va obtenir l'ajut de Hogback per projectar ombres als cossos de persones sense vida i formar una tripulació de subordinats zombis que creia invencibles. No obstant això, atès que els zombis es creen gràcies al poder del fruit del diable Shadow Shadow of Moria, es veuen afeblits per l’aigua de mar i, si s'empassen sal, l’ombra amb la qual es van crear es desprèn del seu cos i arriba al propietari original. Si, en canvi, el propietari de l’ombra perd la vida, l’ombra també pateix la mateixa sort; per això, Moria i els seus subordinats sempre s'asseguren que les persones de les quals roben l’ombra no morin mentre les expulsen de l’illa. Els zombis estan numerats del número un al nou-cents i es divideixen en quatre categories: zombis salvatges del número 1 al 199, zombis sorpresa del 200 al 399, soldats zombis del 400 al 799 i zombis generals del 800 al '899; a aquests se suma el número nou-cents, és a dir, el Special Zombie Odr.

#### Hogback
Doctor Hogback (ドクトル・ホグバック Dokutoru Hogubakku?) És un metge que dona poder als cossos de les persones mortes en el qual Moria insereix més tard les ombres robades per crear els zombis. És extremadament arrogant i orgullós de la seva reputació de geni. Un cop va ser un cirurgià de fama mundial que es va fer famós per salvar milers de persones, tot i estar més interessat en la fama i la riquesa que en la vida dels pacients. Accepta col·laborar amb Moria per tornar a la vida de Victoria Cindry (ビクトリア･シンドリー Bikutoria Shindorī?), Una actriu escènica de qui va ser rebutjat i que va morir caient dels escenario; El zombi de Cindry es converteix així en el seu servidor personal. Durant la baralla amb Nico Robin i Chopper, confia en els zombis Jigoro i Inuppe fins que Odr destrueix el lloc on eren. Quan està a punt de ser aixafat pel peu del gegant, Cindry es nega a intervenir i, derrotat, Hogback abandona l'illa juntament amb Moria i Absalom

### Boa Hancock
Boa Hancock (ボア・ハンコック Boa Hankokku?) És la capità dels pirates Kuja i de l'emperadriu Amazon Lily, per això també se la coneix com "L'emperadriu pirata" (海賊 女 帝 Kaizoku jotei?), mentre que les Amazonas de l'illa es refereixen a ella com "La princesa de la serp" (蛇 姫 様 Hebihime?). És considerada la dona més bella del món; acostumat a veure com els seus interlocutors s'enamoren als seus peus i sempre se’ls perdona la bellesa, Hancock es fa passar per una dona egoista, mimada i altiva. Hancock ha ingerit la fruita Paramisha Mero Mero (メロメロノ実 Mero Mero no Mi?), Amb la qual, mitjançant la seva característica tècnica Mero Mero Mellow (メロメロメローMero Mero Merō?), Pot llançar un raig en forma de cor que petrifici qualsevol persona que quedi captivada per la bellesa de les dones El seu efecte es pot anul·lar per alguna cosa que distreu l'atenció de l'objectiu, per simple desinterès o per la mateixa Hancock. Hancock també pot petrificar el que colpeja amb atacs físics. Per guardar alguns dels secrets amagats de la Kuja, Hancock diu als seus súbdits que posseeix aquests poders perquè va matar una gorgona. També posseeix l'Ambició de l'armadura i el rei. Al cap li penjava una recompensa de 80 milions de bellys. A l'enquesta de popularitat de personatges de One Piece del 2014 es classificava en el desè lloc, mantenint la mateixa posició a l'enquesta de 2017, mentre que el 2021 ocupava el lloc 7è.
Als dotze anys, Hancock va ser capturada i venuda com a esclava juntament amb les seves dues germanes Sandersonia i Marigold als nobles del món, per qui va ser torturada i marcada al darrere. Durant la seva captivitat es van veure obligats a menjar tres fruits del diable amb els quals entretenir els dracs celestes. Aquesta situació va durar quatre anys, fins que un dia Fisher Tiger va atacar Marijoa i va alliberar tots els esclaus que hi eren empresonats. Per això va desenvolupar un profund odi cap al govern mundial i va acceptar unir-se als set grans guerrers del mar només per garantir la immunitat del seu poble. Quan en Ruffy arriba a Amazon Lily, Hancock el fa empresonar i executar; però, impactada per la seva ànima sincera i generosa, comença a enamorar-se d’ell i li permet, tot i ser home, quedar-se a l’illa en contravenció de les lleis de les amazones. Més tard, ajuda a Ruffy a infiltrar-se en Impel Down, deixant-lo allí per viatjar a Marineford i unir-se a la batalla contra la tripulació de Barbablanca. Durant la lluita, pren la defensa d'en Ruffy contra Smoker i alguns pacifistes, i després li dona la clau de les manilles d'Ace. Al final de la batalla, acull el convalescent Ruffy, Jinbe i Trafalgar Law a Amazon Lily. Dos anys després acompanya a Ruffy i Silvers Rayleigh a prop de l'arxipèlag de Sabaody. Després de la dissolució dels 7 graus guerrers del mar després del Reverie, torna a ser una persona buscada i Koby és enviat a capturar-la.

### Kuja
Els Kuja (九 蛇? Lit. "Nou serps") són una tribu d'Amazones que viuen a l'illa Amazon Lily. La majoria d’ells no han vist mai un home, considerat estúpid i llaminer i, per tant, desconeixen la seva fesomia i anatomia; no obstant això, per reproduir-se, necessiten humans i, per tant, abandonen la seva illa per tornar a quedar embarassada. Les amazones es crien com a guerrers i sovint són corpulents i molt forts. Sempre donen voltes amb una serp que, si cal, utilitzen com a llaç; a més, són experts en l'ús de l'Ambició, amb la qual impregnen les seves fletxes donant-los un alt poder. Es permet que les amazones més fortes s'uneixin a la tripulació pirata de l'illa, les pirates Kuja (九蛇海賊団 Kuja kaizoku-dan?).

#### Boa Sandersonia
Boa Sandersonia (ボア・サンダーソニア Boa Sandāsonia?) És el segon fill de les tres germanes Gorgon. Va menjar la fruita Zoo Zoo Serpe Serpe, model Anaconda (ヘビヘビの実モデルアナコンダ Hebi Hebi no Mi, Moderu Anakonda?), Que li permet transformar-se en una anaconda té una recompensa de 40 milions de Bellys al cap. Lluita contra en Ruffy al costat de Boa Marigold a l'anell de lluita Amazon Lily; fins i tot si inicialment posa a en Ruffy en crisi gràcies a la seva ambició i els seus poders, després que activi el Gear Second, és derrotada fàcilment.

#### Boa Marigold
Boa Marigold (ボア・マリーゴールド Boa Marīgōrudo?) És la més jove de les tres germanes Gorgon. Va ingerir la fruita Zoo Zoo Serpe Serpe, model Royal Cobra (ヘビヘビの実 モデルキングコブラ Hebi Hebi no Mi, Moderu Kingu Kobura?), Que li permet transformar-se en una cobra rei; al cap li penja una recompensa de 40 milions de bellys. Lluita contra en Ruffy al costat de Boa Sandersonia a l'anell de lluita Amazon Lily; fins i tot si inicialment posa a en Ruffy en crisi gràcies a la seva ambició i els seus poders, després que activi el Gear Second, és derrotada fàcilment.

#### Old Nyon
Old Nyon (ニョン婆様 Nyon Bāsama?), També coneguda com a ex-ex-emperadriu Gloriosa (グロリオーサ Guroriōsa?), És una amazona anciana que viu a l'illa d'Amazon Lily i en va ser emperadriu en passat. En aquell període, però, va ser colpejada per la "malaltia amorosa", una síndrome que ja havia colpejat i matat diverses emperadrius abans que ella, de manera que va decidir abandonar l'illa. Un dia va conèixer a Hancock i les seves germanes després de la seva fugida de Marijoa i les va cuidar fins que les quatre van tornar a Amazon Lily. El seu rang i saviesa la converteixen en la confident privilegiada de Hancock, a qui la vella aconsella que faci respectar les tradicions.

#### Aphelandra
Aphelandra (アフェランドラ Aferandora?), Margaret (マーガレット Māgaretto?) e Sweet Pea (スイトピー Suitopī?) sono le tre amazzoni che trovano Rufy sull'isola in preda a un'intossicazione di funghi e decidono di prendersene cura. Per questo Hancock si infuria con loro e le trasforma in pietra ma, grazie all'intervento di Rufy, l'imperatrice decide di farle tornare normali. Nei due anni di tempo trascorsi sono entrate a far parte della ciurma delle piratesse Kuja.

### Jinbe
Jinbe (ジンベエ Jinbē?), és un home peix tipus tauró balena i membre dels set grans guerrers marins coneguts amb el sobrenom de "El cavaller del mar" (海侠 Kaikyou?). Mostra un gran honor i orgull, però sap mostrar-se humil quan la situació ho demana. Com a membre dels Sun Pirates, Jinbe tenia una recompensa de 76 milions de bellys, i després va augmentar a 250 milions després de convertir-se en capità de la tripulació. Aquesta recompensa es va suspendre quan va acceptar unir-se a la Flota. Després de renunciar al títol, la seva recompensa augmenta a Berry 438 milions. És un dels principals experts en karate home-peix gràcies al qual és capaç de manipular l'aigua com si fos una substància sòlida. Durant la fugida de Tottoland va demostrar ser un excel·lent timoner. A la seva primera aparició té 44 anys.
Nascut i criat a l'illa dels homes-peixos, es va unir a l'exèrcit reial, per abandonar-lo quan es va unir a la tripulació dels pirates del Sol, convertint-se en el seu capità després de la mort de Fisher Tiger. Temps després se li va oferir un lloc als set grans guerrers del mar, i va acceptar permetre que tothom qui desitgés tornar a casa, provocant, però, l'alliberament d'Arlong, prèviament capturat per Kizaru, ja que ell també era membre. pirates del sol. Molt lligat a Portgas D. Ace i Barbablanca com a protector de l'illa dels homes dels 0peixos, Jinbe rebutja l'ordre del govern mundial de prendre partit contra l'emperador a la batalla de Marineford i, per tant, és empresonat a Impel Down. Aquí coneix a en Ruffy, a qui demana ser alliberat per ajudar a Ace; Llavors, Jinbe ajuda a derrotar el personal de la presó i a evacuar els presos restants adquirint un vaixell de la Marina. Després intervé a la batalla de Marineford, on s'enfronta a Gekko Moria i es compromet a protegir Barbablanca i Ruffy: és Jinbe, de fet, qui el defensa dels atacs de l’almirall Akainu i el porta a la seguretat del submarí de Trafalgar Law al final de la batalla. A Amazon Lily, Jinbe aconsegueix calmar en Ruffy, destruït per la mort d'Ace, i li suggereix que recompongui la seva tripulació; després torna amb el noi i Silvers Rayleigh a Marineford per comunicar el missatge secret a la tripulació del Barret de Palla. Dos anys després, Jinbe es reuneix amb en Ruffy i la seva tripulació a l’illa Fishman i els ajuda a lluitar contra els nous pirates Fishman. Al final dels combats, dona una mica de la seva sang a en Ruffy i en Ruffy li demana que s'uneixi a la seva tripulació; Jinbe, tot i declarar-se honrat, es nega, afirmant que encara té coses per completar. Després de capturar Caribou i lliurar-lo a la marina, ajuda els habitants d’una ciutat enfonsada atacada per monstres marins; en fer-ho, troba a Wadatsumi, que se li uneix, i a un Poignee Griffe. Més tard, va a Tottoland a veure Big Mom per demanar-li que abandoni la seva tripulació, però retira la petició després d'escoltar les condicions de l'emperadriu. Posteriorment connecta en Ruffy i en Capone Bege per forjar una aliança destinada a eliminar Big Mom, però el seu pla fracassa; En Jinbe, després de declarar la seva entrada a la tripulació d'en Ruffy, ajuda els seus nous companys a escapar de l'emperadriu, quedant-se junt amb els pirates del Sol per cobrir la seva fugida. Després d’arribar a Ruffy i els altres a Wano, ataca la base de Kaido amb ells, derrotant Who's Who.

### Trafalgar Law
Trafalgar D. Water Law (トラファルガー・D・ワーテル・ロー, Torafarugā Dī Wāteru Rō), sobrenomenat "El cirurgià de la mort" (死の外科医, Shi no gekai), és el capità dels pirates Cor i una de les Onze Supernoves va aterrar a les Illes Sabaody al mateix temps que els pirates d'en Ruffy. Va menjar la fruita Paramisha Ope Ope, que li permet crear camps d'acció sobre els quals té un control total. La seva recompensa actual és de 3.000.000.000 de bellys
Law va néixer al mar del Nord a l'illa de Flevance. Sobre ell s'hi va recollir un material amb el qual els habitants de la zona ho construïen tot, plom ambre, que tanmateix era tòxic, fent que els habitants es poguessin emmalaltir. El govern mundial va decidir, per tant, exterminar tota la població per evitar la propagació de la malaltia; l'únic que va sobreviure va ser Law, tot i que no li quedaven més de tres anys de vida a causa de la infecció. Més tard va entrar en contacte amb el clan Donquixote i en particular amb Donquixote Rosinante. Agraint-se al nen, Rosinante va intentar, sense èxit, trobar una cura per a la malaltia de Law; al final va decidir robar la Fruita del Diable Ope Ope, capaç de curar-lo, per fer-lo menjar. No obstant això, després d'aconseguir-ho, va ser localitzat i assassinat per Donquixot Doflamingo, que també estava interessat en la fruita; abans de morir, però, aconsegueix utilitzar els seus poders per permetre que el nen s'escapi. Law va conèixer més tard Bepo, Orca i Penguino, i va fundar el Cor pirates.
Setze anys més tard, convertit en una de les onze supernoves, apareix a l'arxipèlag de Sabaody, on és testimoni de l'enfrontament entre X Drake, Urouge i Killer. Després de l'atac de Monkey D. Ruffy contra un noble del món, participa en els enfrontaments amb la marina i, en la seva fugida, allibera de l'esclavitud l'antic capità pirata Jean Bart demanant-li que s'uneixi a la seva tripulació. Posteriorment, s'enfronta a un pacifista juntament amb la tripulació d'Eustass Kid. Després de la batalla de Marineford, ve en ajuda d'en Ruffy, recuperant-lo a ell i en Jinbe i tractant les seves ferides; confieu-los a Boa Hancock i Silvers Rayleigh en Amazon Lily va salpar cap al Nou Món.
Més tard presenta els cors d'un centenar de pirates al Govern Mundial, obtenint així l'oportunitat d'entrar als set guerrers del mar. Després de deixar la seva tripulació a Zou, s'instal·la en Punk Hazard: en aquesta illa el científic Caesar Clown de fet produeix gas S.A.D., capaç de generar fruits del diable artificials que Doflamingo revend després al mercat negre. Quan la tripulació del Barret de Palla i la Marina arriben a l'illa, en Law es baralla amb Smoker, aconseguint neutralitzar-lo. Trobant-se de nou en Ruffy, li proposa unir-se per fer caure en Kaido, eliminant la font dels fruits artificials del diable amb què l'emperador està millorant la seva flota. En realitat, Law està principalment interessat a venjar-se de Doflamingo per haver matat a Rosinante, i té la intenció d'acorralar el membre dels set guerrers capturant en Caesar. Mentre en Ruffy derrota i captura el científic, Law elimina a Vergo, el subordinat de Doflamingo, i destrueix la sala de producció de la S.A.D. Llavors emet un ultimàtum a Doflamingo:si l'endemà renunciava al seu lloc dels set guerrers del mar, li tornaria a Caesar. Llegint la notícia de la seva renúncia al diari, l'aliança es dirigeix a Dressrosa, on Law descobreix la falsedat de l'anunci i el parany inventat per Doflamingo. Després de ser capturat pel membre dels set guerrers, en Ruffy l'allibera i junts intenten eliminar-lo: mentre en Law aconsegueix eliminar Trébol, en Ruffy derroca en Doflamingo. Embarcat cap a Zou, Law es reuneix amb la seva tripulació i junts s'assabenten de la invasió de Kaido al país de Wano. Mentre alguns membres de la tripulació del Barret de Palla van marxar per rescatar Sanji, segrestat per l'Emperadriu Big Mom, Law i els membres restants van salpar cap a Wano.
Quan en Ruffy i la resta de la tripulació arriben al poble, en Bepo l'avisa de la seva arribada. Després de retrobar-se amb en Ruffy i en Zoro, els condueix a les ruïnes del castell del clan Kozuki on se'ls revela la veritat sobre Kin'emon i els seus companys. Aleshores, en Law és capturat per Basil Hawkin, el subordinat de Kaido, i tancat a una presó; alliberat per X Drake s'uneix a en Ruffy, el samurai i a Eustass Kid en l'assalt a la base de l'emperador. Aquí, després de trobar un Poignee Griffe arriba davant en Kaido i la Big Mom, que ha arribat a l'illa mentrestant, juntament amb els altres dos capitans, en Zoro i Killer; després que en Zoro sigui ferit per un atac dels dos emperadors, Law se l'emporta, confiant-lo a Sanji, per enfrontar-se a Big Mom juntament amb Kid, aconseguint derrotar-la gràcies al despertar dels seus fruits. Després de sortir del país de Wano, Law i la seva tripulació es troben amb els pirates en Barbanegra: després d'intentar enfrontar-s'hi, els pirates Cor són derrotats i el Tang Polar destruït mentre en Law, molt ferit, és rescatat i endut per Bepo.

### Pirates del Cor
Pirates del Cor (ハートの海賊団, Hāto no kaizoku-dan) La tripulació pirata està dirigida per Trafalgar Law. Naveguen sobre un submarí groc anomenat Polar Tang (ポーラータング号, Pōrā Tangu-gō). Per voluntat de Law, els pirates del Cor formen una aliança amb la tripulació del Barret de Palla per enderrocar Kaido. Mentre el seu capità és a Dressrosa, els pirates del cor viatgen a Zou, on ajuden els visons a combatre els homes de Jack. Els únics membres coneguts a més de Law són Bepo, Jean Bart, Orca, Penguin, Narwhal, Sponge i Eriçó de mar.

#### Bepo
Bepo (ベポ) és un Mink ós polar i és l'oficial dels Pirates del Cor. Té l'aspecte d'un os polar bípede que porta un mono de color taronja. Es deprimeix fàcilment quan la gent el renya. És un lluitador expert en arts marcials. En Bepo és present a la casa de subhastes quan en Ruffy ataca els Nobles Mundials i s'enfronta a l'Armada per poder fugir. Posteriorment ajuda el seu capità a salvar en Ruffy durant la Batalla de Marineford i després de deixar-lo a l'Illa de les Dones entren al Nou Món. Dos anys després, acompanya la tripulació (menys en Law) a Zou. Allà ajuda els Mink en el combat contra en Jack i els Pirates Bèsties. La recompensa d'en Bepo és de 500 bellys, ja que com en Chopper, l'Armada el pren per la mascota de la tripulació.

#### Jean Bart
Jean Bart (ジャン・バール, Jan Bāru) és un pirata i antic capità de la tripulació, esclau del drac celestial San Roswald. És enorme, tant que, per suportar el seu pes, es veu obligat a caminar també gràcies a les seves mans. Té tanta força que pot destruir un pont amb un sol cop. Durant l’incident a la casa de subhastes de les illes Sabaody, Law l’allibera i li ofereix que s'uneixi a la seva tripulació i accepta.

### Buggy
Buggy (バギー, Bagī), conegut com "Buggy el Pallasso" (道化のバギー, Dōke no Bagī) és el capità de la Banda Pirata d'en Buggy. De noi formava part dels pirates Jolly Roger. Va romandre a l'ombra fins als esdeveniments d'Impel Down, la seva fama va créixer en molt poc temps, fins al punt que va arribar a ser un pirata dels Set Guerrers del Mar. Va menjar la fruita del Desmembrament, que li permet trencar el seu cos en diverses parts i tornar-lo a muntar a voluntat. Abans de la seva entrada a la flota, una recompensa de 15 milions de baies li penjava al cap. Actualment és un dels quatre emperadors i creador de cross guild, amb una recompensa de 3.189.000.000 bellys.

### Banda Pirata d'en Buggy
La Banda Pirata d'en Buggy (バギーの味 Bagī no ichimi?) és el grup de pirates dirigit per Buggy. Ocupa Orange, una petita ciutat del mar de l’Est, obligant els ciutadans a abandonar-la, fins que és derrotada pels pirates de Ruffy. Després, la tripulació entra a la Rotta Maggiore. Inicialment, formada per guerrers mediocres, la tripulació rep reforços conspicus quan Buggy surt d'Empel Down portant-se diversos presos perillosos. Així, entre d'altres, Mr. 3 passa a formar-ne part

#### Alvida
L'Alvida el Garrot de Ferro (金棒のアルビダ Kanabō no Arubida) és la capitana dels Pirates de l'Alvida i cocapitana de l'Aliança d'en Buggy i l'Alvida. Originalment l'Alvida era una dona grassa de cabells negres, però al consumir la Fruita Sube Sube es torna prima i atractiva, a més d'obtenir l'habilitat de fer que qualsevol cosa que la toqui rellisqui sobre ella. Va armada amb una gran maça de ferro, que utilitza amb gran força. És derrotada fàcilment per en Ruffy i, després de menjar la Fruita del Diable, s'alia amb en Buggy i persegueixen en Ruffy fins a la Grand Line. La seva recompensa és de 5 milions de bellys. El seu nom ve del de la pirata Awilda.

#### Mohji
Mohji el Domador de Bèsties (猛獣使いのモージ Mōjū-tsukai no Mōji) és el primer oficial de la Banda Pirata d'en Buggy. És un home de cabells grisos, que es pentina de manera que sembla el cap de diferents animals. Sempre se'l veu acompanyat del seu lleó Richie (リッチー). En Mohji presumeix de ser capaç de domesticar qualsevol animal. En combat en Richie sol lluitar per ell però ha demostrat ser un expert en l'ús del fuet. A Orange Town s'enfronta a en Ruffy i en Chouchou, i després de cremar la botiga de menjar d'animals és derrotat sense problemes. Posteriorment en Mohji i en Richie segueixen viatjant amb la tripulació. El personatge s'inspira en un domador de circ.

#### Kabaji
Kabaji l'Acròbata (曲芸のカバジ Kyokugi no Kabaji) és el nostramo i el núm. 2 de la Banda Pirata d'en Buggy. És un home prim amb un pentinat peculiar que li cobreix la meitat de la cara, i que porta una bufanda que li tapa el nas i la boca. És un expert acròbata que en combat utilitza una combinació d'esgrima i acrobàcies damunt d'un monocicle, juntament amb diferents trucs per distreure l'adversari. A Orange Town, en Kabaji s'enfronta a en Zoro, i tot i jugar brut és derrotat sense gaires dificultats. Després, en Kabaji segueix viatjant amb el seu capità, al qual és molt fidel. El disseny del personatge s'inspira en diferents membres d'un circ com equilibristes, acròbates i faquirs.

### Edward Weeble
Edward Weeble (エドワード・ウィーブルEdowādo Wīburu?) És un pirata que afirma ser l'únic fill biològic d'Edward Newgate, tant que s'ha proclamat a si mateix "Barba Blanca Jr". (白ひげJr. Shirohige Junia?).
Té una personalitat molt infantil (de fet depèn totalment de la seva mare i s'expressa amb un vocabulari molt escàs i poc gramatical) i un aspecte grotesc, però malgrat això està dotat d’un poder increïble: el mateix Kizaru diu que veure’l en acció sembla veure en Barbablanca quan era jove i com lluita amb un bisent. Viatja en companyia de la seva mare, la senyoreta Bakkin (ミス・バッキン, Misu Bakkin?), Una antiga pirata autoproclamada "Dona de Barbablanca". Detesta profundament els pirates de Barbablanca ja que es feien dir "fills" de Barbablanca i ha derrotat setze capitans afiliats a Newgate; cadascun d'aquests enfrontaments va resultar en la destrucció de tota una ciutat. També està decidit a destruir Marshall D. Teach, principal responsable de la mort de Barbablanca. Abans d'unir-se a la flota, una recompensa de 480 milions de Bellys li penjava al cap. Després de la dissolució del 7 Grans Guerrers del Mar després de la Revetlla, torna a ser un home buscat i de nou perseguit per la Marina.

## Exèrcit revolucionari
L'exèrcit revolucionari (革命軍, Kakumei gun) és una organització que té com a objectiu derrocar el govern mundial; per aquest motiu, les autoritats els consideren terroristes i són l'amenaça més greu per a l'ordre i l'estabilitat mundials. La base dels revolucionaris es trobava a l’illa de Baltigo, a la Ruta Major. Abans de transformar-se en un autòmat involuntari, Kuma Bartholomew també formava part de l'exèrcit revolucionari. Durant la Revetlla, Koala revela que l'Exèrcit Revolucionari no pretén derrocar el govern mundial per se, sinó el domini dels dracs celestials que el governen. El quart dia de la somia ataquen Marijoa per salvar Kuma Bartholomew, esclau de nobles del món, enfrontant-se als almiralls Fujitora i Ryokugyu.

### Monkey D. Dragon
Monkey D. Dragon (モンキー・D・ドラゴン, Monkī Dī Doragon) és el cap i fundador de l'exèrcit revolucionari i, com a tal, declarat enemic número u pel govern mundial amb el sobrenom "El Revolucionari" (革命家, Kakumeika) . És fill del vicealmirall Monkey D. Garp i pare del pirata Monkey D. Ruffy. Coneix i rescata a Sabo durant l’incendi de la Terminal Grisa i, més tard, després que el vaixell del nen sigui enfonsat per World Noble Jalmack. Després de curar-lo, dona la benvinguda a Sabo a l'exèrcit revolucionari. Quan en Ruffy està a punt de ser capturat per Smoker a Rogue Town, el Drac intervé per rescatar el seu fill i ajudar-lo a escapar. Després de la batalla de Marineford, va convocar una reunió dels líders revolucionaris, ja que la mort de Barbablanca tindria repercussions en l'ordre mundial. Després dels esdeveniments de Dressrosa convoca una nova reunió amb els líders de l'exèrcit revolucionari, per tal de declarar la guerra als nobles del món durant el Reverie.

### Emporio Ivankov
Emporio Ivankov (エンポリオ・イワンコフ Enporio Iwankofu?), spesso abbreviato in Iva (イワ Iwa?) és el "rei" del Regne de Kamabakka, a més de comandant de la divisió de la Gran Línia de l'Exèrcit Revolucionari. Té una personalitat molt excèntrica i, com molts okama, un terme que denota un transvestit o homosexual, té en compte el valor de l’amistat i no té prejudicis envers les altres persones. La seva manera de parlar també és particular: crida a altres persones afegint el sufix "noi" o "noia" en funció del sexe i tendeix a substituir la "v" en lloc de la "r". Iva es considera l’okama més gran del món de One Piece i un ídol i punt de referència de l’altra okama. Els seus poders deriven del fruit del diable Paramisha Horu Horu (ホルホルの実 Horu Horu no Mi?), amb el qual és capaç d'administrar hormones que poden modificar el cos humà. Això li proporciona habilitats taumatúrgiques, alterant les hormones d’una persona, com l’adrenalina, per revigorar-la (fins i tot si té efectes secundaris), o pot crear hormones desconegudes per ampliar les parts del cos o canviar el sexe de les persones, inclosa la pròpia. A causa dels seus poders, se l'anomena "La persona dels miracles" (奇跡の人 Kiseki no hito?). En combat, utilitza una versió millorada del Kung Fu gai, anomenat Kung Fu del trans-format (ニューカマー拳法 Nyūkamā Kenpō?, Newkama Kenpo), la nova tècnica Kamabakka Kung Fu a l'edició italiana anime. El personatge està inspirat en Frank-N-Furter i l’actor Norio Imamura; el nom del personatge deriva del fet que Eiichirō Oda va recordar erròniament que el cognom de l'actor era Iwamura, fins al punt de sobrenomenar-lo Iva.
A causa de la seva militància a l'Exèrcit Revolucionari Iva va ser arrestat i empresonat a Impel Down, on crea un oasi ocult entre els nivells 5 i 6, anomenat nivell 5.5. En aquest lloc, dona la benvinguda Mr. 2 Bon Kurei i cura el verí d'en Ruffy de Magallanes. Després d’haver descobert que el noi era el fill de Dragon, Iva decideix ajudar-lo a salvar l’Ace; durant la fugida s'enfronta a Magallane juntament amb Inazuma, però tots dos són derrotats pel cap de la presó. Curat gràcies a les seves hormones, Iva recull la seva parella i es reuneix amb els altres fugitius. Més tard arriba a Marineford i protegeix en Ruffy dels atacs de Kizaru i Kuma Bartholomew. Tot i que és contrari, li dona a en Ruffy una dosi d’Hormona Tensió per permetre-li seguir lluitant; intents posteriors de bloquejar Akainu, sent derrotat. Al final de la batalla, Iva torna a l'illa de Momorio al Regne de Kamabakka, on troba a Sanji que ha estat enviat a l'illa per Kuma Bartholomew. Per deixar l’illa, el repta a derrotar els 99 mestres de Kung Fu entrenats en trans a l’illa

### Sabo
Sabo (サボSabo?) És el descendent d'una família noble del regne de Goa. Escapat de casa a causa del desinterès dels seus pares, coneix l'Ace i en Ruffy i segella un pacte de germanor amb ells. Quan el seu pare contracta els pirates de Bluejam perquè el portin a casa, Sabo decideix lliurar-se a si mateix a canvi de la seguretat de l'Ace i d'en Ruffy. A casa, s'assabenta de les intencions dels nobles d’incendiar la Terminal Grisa i intenta primer frustrar el seu pla i després obrir les portes de la ciutat per permetre als habitants de la Terminal Grisa escapar. Ja no pot patir la vida d'un noble, Sabo decideix salpar sol cap a l'aventura, però la seva barca, que dificulta el rumb d'un vaixell dels dracs celestials, és enfonsada per Jalmack. Creu mort per tots, Sabo és salvat i cuidat per Dragon, ingressant a l'exèrcit revolucionari i esdevenint, durant els propers dotze anys, cap de gabinet i segon al comandament; després d'haver perdut la memòria després del cop d'estat del noble, la va recuperar només després de llegir la notícia de la mort d'Ace a mans d'Akainu. Així que va decidir trobar la fruita Foco Foco del seu germà dos anys després es dirigeix a Dressrosa, on es reuneix amb en Ruffy ocupant el seu lloc al torneig organitzat per Donquixote Doflamingo amb el premi de la Fruit. Després de guanyar el torneig, amb els nous poders s'enfronta a l’almirall Fujitora i a Jesus Burgess; al final dels combats, li dona a en Ruffy una de les seves cartes Vivre per poder localitzar-lo. Més tard es dirigeix a Marijoa amb la resta de comandants revolucionaris per alliberar Kuma Bartholomew dels nobles del món. Té una recompensa de Bellys 602 milions al bellys.

### Koala
Koala (コアラ Koara?) una noia que forma part de l'exèrcit revolucionari. Deu anys abans del començament de la història, era una esclava infantil dels nobles del món, però va ser alliberada després de la incursió del Fisher Tiger i acollida pels pirates del Sol. A causa del seu passat, Koala ha après la tècnica del karate home-peix. L'envien junt amb Sabo i Hack a Dressrosa per aturar el tràfic il·legal d’armes des de l’illa.

### Hack
Hack (ハック Hakku?)és un home peix tipus esquirol i membre de l'Exèrcit Revolucionari. És un amic íntim de Jinbe i també comparteix el mateix somni de tenir una relació d’amistat entre humans i homes-peixos. L'envien a Dressrosa per aturar el tràfic il·legal d’armes que comença des de l’illa i aquí s'inscriu al Coliseu, on és derrotat per Bartolomeo. Després de convertir-se en una joguina i recuperar la seva forma habitual, Hack manté ocupats els ciutadans de Dressrosa permetent a Usopp colpejar Sugar des de lluny i eliminar-la.

### Inazuma
Inazuma (イナズマ?) És la mà dreta d'Emporio Ivankov. Utilitza les hormones d’Iva per canviar de sexe sovint en funció de la situació. Inazuma va ingerir la fruita Paramisha Zak Zak (チョキチョキの実Choki Choki no Mi?); gràcies a això és capaç de transformar les mans en tisores, amb les quals pot tallar qualsevol material com si fos paper. És un dels presoners que viuen al nivell 5.5 d’Impel Down, on també dirigeix a en Ruffy i a Mr. 2. Von Clay després de rescatar-los al nivell 5. Crocodile Free i Jinbe, participen en l'escapament massiu, lluitant contra Magellan, del qual és derrotat. Ivankov el rescata i, medicat, Inazuma reapareix a la batalla de Marineford, on crea una rampa per permetre a en Ruffy arribar a l'Ace; després de l'assassinat d'aquest últim, es posa en fila per protegir a Ruffy de l'almirall Akainu, sent derrotat.

### Morley
Morley (モーリー Mōrī?) és el comandant de la divisió occidental de l'exèrcit revolucionari, És un gegant de 160 anys amb barba, cabell i bigoti negre que s'expressa com un okama de mitjana edat. Posseeix els poders de la Paramisha Fruit Push Push (オシオシの実 Oshi Oshi no Mi?) que li permeten empènyer i moure les coses; utilitzat a terra li permet així cavar túnels. Fa cent anys era un pirata violent i quan va ser capturat va ser tancat a Impel Down. Va ser el misteriós presoner que va excavar el "cinquè i mig" nivell que es va convertir en la "Terra de la Transformació" on es van refugiar Emporio Ivankov i altres presoners. Més tard va escapar sense ser detectat i només recentment es va unir a l'Exèrcit Revolucionari. Va aparèixer per primera vegada al costat dels altres comandants mentre lluitava contra un trident contra un subordinat de Barbanegra.

### Belo Betty
Belo Betty (ベロ・ベティ Bero Beti?) és el comandant de la divisió oriental de l'Exèrcit Revolucionari. És una dona de bon aspecte que tendeix a insultar qualsevol persona que no demostri coratge davant d'enemics. Posseeix els poders de la fruita Paramisha Spurs Spurs (コ
ブコブの実 Kobu Kobu no Mi?), cosa que li permet augmentar la valentia i la força física de les persones animant-les. Apareix al costat dels altres comandants mentre lluitava amb un subordinat de Barbanegra.

### Lindbergh
Lindbergh (リンドバーグ Rindobāgu?) és el comandant de la divisió sud de l'Exèrcit Revolucionari. És un home amb bigoti semblant a un gat. És un inventor que utilitza els seus invents en combat. Apareix al costat dels altres comandants mentre lluitava amb un subordinat de Barbanegra.

### Karasu
Karasu (カラス Karasu?)és el comandant de la Divisió Nord de l'Exèrcit Revolucionari. És un home alt i calb amb un aspecte inquietant, que porta una màscara similar al bec d’un ocell amb micròfon i capa de plomall negre: de la capa sembla que pot evocar ramats de corbs. Apareix al costat dels altres comandants mentre lluitava amb un subordinat de Barbanegra.

## Chiper Pol
Cipher Pol (サイファーポール, Saifāru Pōru) constitueix els serveis secrets del govern mundial. Oficialment n’hi ha vuit, però també n’hi ha una novena, l'existència de la qual es manté en secret, que a diferència de les altres té la llicència per matar a qualsevol persona que es consideri enemiga del govern: els membres del CP9 (シーピーナイン, Shī Pī Nain), que en el passat també incloïa Who's Who, de fet, utilitzeu, amb diversos graus d'habilitat, l'art marcial conegut com a Rokushiki, que els fa letals fins i tot amb les mans nues, mentre que la seva força es mesura a Doriki. El propòsit de CP9 és la identificació i neutralització de perills per a l’ordre establert pel govern mundial i un dels mètodes que fan servir els seus agents és la infiltració en organitzacions o regnes que consideren perillosos. La tripulació del Barret de Palla es reuneix amb aquests agents a Water Seven, on porten cinc anys en missió a la recerca de l'arma ancestral Pluton. Tenen la seu al palau de justícia d’Enies Lobby i el seu cap és Spandam. Després del salt de temps, també es presenta un altre Cipher Pol, el CP0 (シーピゼロ, Shī Pī Zero) (Més adequadament Cipher Pol Aigis-0 (サイファーポール"イージス"ゼ ロSaifā Pōru Ījisu Zero?), Conegut com el millor òrgan d'intel·ligència del món, però a diferència d'altres departaments, els seus membres actuen sota el comandament directe dels nobles del món.

### Spandam
Spandam (スパンダム, Supandamu?) És el líder del CP9, però només té un nivell de combat de nou Doriki, inferior fins i tot al d'un marí armat normal. Fill de Spandine, antic cap del grup, és el principal antagonista juntament amb Rob Lucci de les sagues de Water Seven i Enies Lobby. El seu objectiu és trobar els dissenys de l'arma ancestral Pluton a qualsevol preu. A diferència dels seus companys, demostra clarament que no actua en nom de la justícia, sinó només per guanyar prestigi. És extremadament despietat i cruel però igual de temorós, maldestre i covard; físicament és força feble, encara que sigui molt resistent, i es limita a donar ordres sense participar en batalles excepte en casos excepcionals. La seva espasa, anomenada Funkfreed, ha "absorbit" la fruita del Zoo Zoo Ele Ele (ゾウゾウの実 Zou Zou no Mi?) I, per tant, és capaç de transformar-se en un elefant. En el passat, gràcies a una acció il·legal, va aconseguir culpar a Tom i el va fer deportar a Enies Lobby, on va ser executat, de manera que pogués lliurar els projectes de Pluton al govern mundial: per això va ser colpejat reiteradament a la cara de Franky i per això porta una màscara de cuir; gràcies a aquesta acció, però, va ser ascendit de director de CP5 a cap de CP9. A Enies Lobby és copejat primer per Usopp amb dues estrelles explosives, després per Franky i finalment per Nico Robin, que es trenca la columna vertebral neutralitzant-lo. Abans de ser fora de combat, acusa els seus subordinats del fracàs i la destrucció d'Enies Lobby i els fa voler pel govern. S'encarrega de la trucada Buster al vestíbul d’Enies: per comunicar-se amb els agents de CP9, en lloc de parlar mitjançant una simple bavosa, utilitza accidentalment la bavosa daurada que li ha lliurat l’almirall Aokiji i prem accidentalment el botó de trucada. Reapareix dos anys després immediatament després dels fets de Dressrosa juntament amb Rob Lucci, aquesta vegada com a subordinat del CP0.

### Rob Lucci
Rob Lucci (ロブルッチ, Robu Rucchi) és l'agent més fort de CP9 i compta amb un nivell de combat sense precedents de 4000 Doriki. Va menjar la Fruita Gat-Gat; Model Lleopard (ネコネコの実 モデル豹レオパルド, Neko Neko no Mi, Moderu Reoparudo), Que augmentava exponencialment la seva força física i l’instint agressiu que millorava el seu ja extraordinari habilitats de lluita. En l’ús de Rokushiki és tan superior als seus col·legues que pot utilitzar un altre, el Rokuogan, que permet alliberar un impacte molt potent capaç de devastar el cos de l'enemic; també posseeix l'habilitat anomenada Retorn a la vida (生命帰還 Seimei kikan?), gràcies a la qual és capaç de controlar totes les cèl·lules del seu cos i que utilitza sobretot per reduir l'enorme mida de la seva forma híbrida fent-se molt més gran àgil i més ràpid. A l'enquesta del 2014, era el dotzè personatge més estimat de One Piece. Persegueix l'ideal de "Mal necessari", un lema sense la paraula justícia fins i tot en el japonès original. En realitat, tot i que sempre actua assenyalant el seu deure de matar els opositors al govern mundial, no hi ha cap sentiment patriòtic darrere de les seves accions: Lucci actua amb l'únic propòsit de satisfer la seva voluntat de sang.
Lucci es presenta inicialment com un dels cinc fusters contramestres de la Galley-La Company al Dock One: en aquesta ocasió demostra ser un tipus solitari i taciturn, preferint expressar-se a través del seu colom Hattori (ハットリ?) Com un ventríloc. Un cop la missió CP9 estigui operativa, Lucci demostra ser un individu fred, cruel i insensible, revelant que ha entrat al CP9 per estar autoritzat a matar persones quan vulgui. A Water Seven lluita i derrota fàcilment a Pauly, Franky i Ruffy i després desapareix amb els seus companys, emportant-se Robin. Al vestíbul d'Enies, Lucci torna a enfrontar-se a en Ruffy, inicialment el manté a ratlla però finalment és derrotat pel Jet Gatling del pirata de goma. Després de la trucada Buster, Lucci i els seus companys són acusats per Spandam d'haver causat el fracàs de l'operació i ser buscat pel govern. A les mini aventures es mostra com, després del xoc amb en Ruffy, Lucci cau en coma i com tot el CP9 es posa a treballar per pagar les seves factures mèdiques. Després dels esdeveniments de Dressrosa, torna a aparèixer com a membre de CP0 i, amb la mateixa aparença, torna a aparèixer a Marijoa's Reverie.

### Kaku
Kaku (カク Kaku?) És el segon agent CP9 més fort després de Lucci amb un nivell de combat de 2200 Doriki. Quan treballava a Water Seven sovint somreia, però des que revela que és membre del CP9 s'ha tornat bastant fred i apàtic. Molta gent ha afirmat que tot i la seva curta edat parla amb expressions típiques de la gent gran. Durant diversos anys va treballar a Water Seven com a fuster a la Galley-La Company. És ell qui diagnostica que el Going Merry ja no podrà navegar. A la seu de la companyia Galley-La Company, durant l'atac del CP9, derrota a Zoro colpejant-lo per sorpresa; però al vestíbul d’Enies, a la torre de l’autoritat judicial, és derrotat al seu torn, després d’una dura batalla, per l'espadat. Després de la derrota a mans de Zoro lamentarà els moments viscuts a Water Seven. Més tard és reclutat juntament amb Lucci al CP-0. És un espadachí hàbil, tot i que lluita amb més voluntat utilitzant només Rokushiki. Utilitza una sèrie de puntades ràpides de llamp en combat i és tan lleuger que és capaç d’utilitzar corrents ascendents per volar distàncies curtes, fins al punt que els habitants de Water Seven l’han sobrenomenat "Vent de muntanya" (山風 Yamakaze?). Més tard es menja la fruita de la vaca Zoo Zoo Cow, model Giraffe (ウシウシの実モデル麒麟ジラフ Ushi Ushi no Mi, Moderu Jirafu?) Donat per Spandam, que li dona la capacitat de transformar-se en un girafa. En la transformació híbrida les seves cames es fan molt llargues i això li permet utilitzar la tècnica de Rankyaku d’una manera encara més devastadora, arribant a utilitzar un total de quatre espases.

### Jabura
Jabura (ジャブラ?) És el tercer agent més fort de CP9. Té un nivell de combat de 2180 Doriki. Li encanta jugar amb els seus oponents, a més, és un tipus molt injust i no dubta a mentir ni enganyar l’adversari per matar-lo. Abans del retorn del quartet dirigit per Lucci de Water Seven, només ocupava la segona posició davant d’aquest i sempre l’ha vist com el seu principal rival. Quan Fukuro decideix utilitzar un moviment que els permet mesurar la seva força sobre tots els membres del CP9, resulta que quan Kaku va treballar per a la companyia Galley-La, va superar a Jabura amb força i això l'enfada molt. Enies Lobby està a punt de matar Usopp, amagat sota l’aparença de Sogeking, però Sanji intervé per salvar-lo, derrotant a Jabura després d’una dura i cruenta batalla. Jabura es va menjar la fruita del gos del gos del zoo del zoo, model de llop (イヌイヌの実モデル狼ウルフ Inu Inu no Mi, Moderu Urufu?), Cosa que li permet transformar-se en un llop. Utilitza el seu poder principalment en combat, a més de Rokushiki, per augmentar el seu poder. És l’únic dels membres del CP9 que pot moure’s lliurement després d’endurir el cos amb la tècnica Tekkai, fent així els seus cops encara més forts.

### Blueno
Blueno (ブルーノ Burūno?) És el quart agent més fort de CP9. Té un nivell de combat de 820 Doriki. Sempre manté una expressió impassible. Gràcies al poder de la fruita Paramisha Door Door (ドアドアの実 Doa Doa no Mi?, Porta Porta pot obrir portes a persones, objectes o a l’aire, que s'obren a un tipus de dimensió paral·lela i es pot utilitzar per escapar o realitzar atacs sorpresa als enemics. Va treballar diversos anys com a cambrer a Water Seven. Durant l'atac del CP9 contra la companyia Galley-La va derrotar fàcilment Tilestone. Al tren marítim lluita breument contra Sanji i després s'escapa amb Robin gràcies als seus poders, perquè el seu únic propòsit era capturar de nou l’arqueòleg i no lluitar. Finalment a Enies Lobby és derrotat per en Ruffy, que activa el Gear Second per primera vegada i el derrota. Després de la destrucció d'Enies Lobby, Blueno salva Lucci i després escapa amb els altres agents del CP9 i es trasllada a una altra illa per curar-lo.

### Kumadori
Kumadori (クマドリ Kumadori?) És el cinquè agent més fort de CP9. Té un nivell de combat de 810 Doriki. Físicament s'assembla als actors del teatre kabuki i és un tipus molt melodramàtic que sovint s'expressa a través de la poesia i l’haiku. Normalment es culpa dels errors comesos pels altres i, de vegades, es mortifica per bagatel, amenaçant de fer harakiri fins i tot per coses estúpides. Sempre porta amb si una mena de bō stick, que fa servir en combat. Ha dominat la tècnica mil·lenària del Retorn a la vida (生命帰還 Seimei kikan?), Que li permet controlar totes les cèl·lules del seu cos. Utilitzeu aquesta tècnica per animar el cabell i fer-lo moure a voluntat, fent-lo servir com a arma per immobilitzar o atacar els enemics. També gràcies a aquesta tècnica, també és capaç d’augmentar o disminuir la seva massa corporal, perdent pes a l’instant. A Enies Lobby primer lluita amb Nami, posant-la en dificultats, però més tard Chopper decideix enfrontar-se al lloc del pirata. Tot i que el metge és gairebé mort després d'una dura lluita, finalment aconsegueix derrotar l'enemic gràcies a Monster Point.

### Fukuro
Fukuro (フクロウ Fukurou?) És el sisè agent més fort de CP9. Té un nivell de combat de 800 Doriki. Té la particularitat de tenir una gran frontissa en lloc de la boca, tot i que no pot mantenir un fet per si mateix i té la tendència a explicar els secrets del CP9 a tothom. És derrotat pel cop de vent més poderós de Franky al vestíbul d'Enies després d'una dura lluita. Només té una força superior a Califa, però, a diferència de les altres, té una capacitat particular que li permet mesurar la força física de les persones després de ser colpejat. Aquest valor s'expressa en una unitat de mesura anomenada Douriki. Afirma ser un mestre en l’ús de Soru i pot avançar tan de pressa que és impossible veure i escoltar. L'estil de lluita de Fukuro es basa principalment en una variant del Shigan, en què en lloc d'un dit Fukuro llança tot el cop a l'adversari a una velocitat molt alta.

### Califa
Califa (カリファ Karifa?) És l’única agent femenina de CP9 i la setena i última en termes de força. Té un nivell de combat de 630 Doriki. Apareix com una dona seriosa i pragmàtica amb un temperament calent i gaudeix de vergonyar al seu superior, Spandam, acusant-lo d’assetjament sexual. Durant diversos anys va treballar a Water Seven com a secretària de l'alcalde Iceburg. Durant l'atac del CP9 contra la companyia Galley-La, derrota a Peepley Lulu després d'una curta lluita. A Enies Lobby aconsegueix derrotar momentàniament a Sanji, a causa de la seva galanteria cap a les dones, convertint-lo en una nina de sabó, gràcies als seus poders, però després és derrotada al seu torn per Nami, gràcies al Clima Santetsukon Perfecte. Inicialment utilitza un fuet amb puntes punxegudes com a arma. Més tard es menja la fruita de la bombolla de bombolla de la Paramisha (アワアワの実 Awa Awa no Mi?), Cosa que li dona la capacitat d’escumar-se del cos. Quan l'escuma toca una persona, la priva de tota força, evitant que es mogui bé; a més, en tocar l’oponent, el pot transformar en una nina de sabó, fent que la seva pell sigui tan llisa que rellisqui sobre qualsevol material, evitant gairebé qualsevol moviment. També pot utilitzar l'escuma per defensar-se solidificant-la en un sabó dur.

### Spandine
Spandine (スパンダイン Supandain?) Era el cap de CP9 20 anys abans de l'actualitat i el pare de Spandam. De la mateixa manera que el fill no té capacitats a diferència dels seus subordinats i resulta ser covard i ple d'ell mateix. Spandine va dirigir la investigació d'Ohara i va ser ell qui va disparar al professor Clover abans que pogués revelar el nom de l'Antic Regne abans del govern mundial. Es torna a veure en les mini-aventures de CP9, on visita el seu fill a l’hospital, que li explica que vol matar els membres de CP9 perquè creu que l’han traït i junts els dos comploten la seva eliminació.

### Wanze
Wanze (ワンゼ?) És un cuiner que forma part del CP7. Sembla estúpid amb un gran somriure i la mateixa expressió encara que tingui por o estigui enfadat. Utilitza una tècnica de lluita anomenada Ramen Kenpo (ラーメン拳法?), Que consisteix a utilitzar ramen per colpejar l’oponent i protegir-se dels atacs. El mateix Ramen el fabrica Ramen pastant farina i saliva i abocant-lo del nas. Al vagó menjador del Puffing, Tom Wanze intenta obstaculitzar Sanji, Sogeking i Franky en el seu intent d’arribar a Robin. Aleshores s'enfronta a Sanji i breument aconsegueix posar-lo en problemes, però finalment Sanji el derrota amb facilitat. La veu de Yasuhiro Takato i Riccardo Peroni.

### Stussy
Stussy (ステューシー Sutsyūshī?) És un agent CP0 encobert. Al món subterrani se la coneix amb el sobrenom de "La reina del barri vermell" (歓楽街の女王 Kanrakugai no joō?). És una dona amb un físic prim i curvat. És molt educada i composta i no suporta els insults, tot i que ha demostrat ser molt sàdica i no té por de matar els que considera necessaris. Com els altres membres de Cipher Pol, és capaç d’utilitzar Rokushiki. Convidada a la festa del te de Big Mom, quan els pirates de l'emperadriu es troben ocupats enfrontant-se amb en Ruffy i els seus companys, Stussy intenta prendre possessió del taüt de fades: després de la seva explosió aconsegueix escapar dels pirates i deixar Whole Cake Island. Torna a aparèixer al Reverie juntament amb Lucci i Kaku.

### Nero
Nero (ネロ Nero?) És membre recentment adquirit del CP9. Sobrenomenat "Sea Weasel" (海イタチ Umi itachi?), Lluita amb dues pistoles en combat. Està situat per guardar el tercer cotxe del Puffing Tom, on s'enfronta a Franky i és derrotat. Nausolat per la seva debilitat i el seu mal autocontrol, Rob Lucci el colpeja amb Shigans a l'esquena i el llença al mar.

## Els Pirates de Roger
Els Pirates de Roger (ジョリロジャー海賊団, Rojā Kaizoku-dan), Encès. "Pirates Roger") eren la tripulació dirigida pel rei dels pirates Gol D. Roger i l'únic que va aconseguir circumnavegar completament el Ruta principal que arriba a Raftel. Els seus membres van xocar diverses vegades amb el vicealmirall Monkey D. Garp i amb la tripulació de Barbablanca, amb qui hi havia una forta rivalitat i un gran respecte mutu. En un moment donat, Shanks i Buggy també en formaven part com a hubs, a més de Kozuki Oden, Inuarashi i Nekomamushi. Quan Roger va ser executat, la tripulació es va dissoldre, tot i que els altres membres encara són buscats per la Marina. El vaixell de la tripulació era l’Oro Jackson, construït pel fuster Tom Water Seven amb fusta de l’arbre Adam.

### Gol D. Roger
Gol D. Roger (ゴール・D・ロジャー Gōru Dī Rojā?) Va ser el rei dels pirates, un títol que es va reconèixer quan va aconseguir trobar el llegendari i misteriós tresor que, més tard, la gent va començar a anomenar Una peça. Inicialment es presenta com Gold Roger (ゴールド・ロジャー Gōrudo Rojā?), Nom pel qual és conegut per la majoria: el govern va ocultar el seu nom correcte després de la conquesta de la Ruta Major i és esmentat per primera vegada pel metge Kureha parlant de la voluntat del D. Havent estat el primer (líder pirata Jolly Roger) a arribar a Lodestar i Raftel, va ser reconegut com el pirata més gran de tots els temps. En la seva joventut era el propietari del barret de palla que va regalar a Shanks i que Shanks li donaria al seu torn a Monkey D. Ruffy, temperamentalment similar a Roger. Va lluitar amb una espasa i la seva força era tal que podia posar en problemes a un samurai de Wano, a més de lluitar a la parella amb Edward Newgate, posseint tant l'Ambició de l'armadura com el rei conqueridor. Abans de la seva execució, la seva recompensa ascendia a 5.564.800.000 Bellys. Oda s'hauria inspirat en dos autèntics pirates per crear el personatge: Olivier Levasseur, conegut per deixar un missatge xifrat en què revelava la ubicació del seu tresor i per haver desafiat a la gent de la forca a trobar-lo, i Henry Every, conegut pel sobrenom de "Rei dels pirates" després d'haver saquejat més de sis-centes mil lliures en una sola incursió, les gestes de la qual han provocat que molts pirates famosos es portessin al mar.
Nascut a Rogue Town, Roger va trigar molt a guanyar-se la fama: Brook, de fet, el recorda com a novell. Quan era un noi, va conèixer Silvers Rayleigh i li va demanar que s'unís a ell, formant posteriorment els pirates Jolly Roger. En el curs de la seva pujada al títol de rei dels pirates es va enfrontar a molts oponents, entre els quals hi havia Rocks D. Xebec, capità d'una tripulació igualment llegendària, que va aconseguir derrotar aliant-se amb el vicealmirall de el mico de la Marina Monkey D. Garp; aquest darrer, en els anys següents, es convertiria en un dels seus enemics més amargs, aconseguint posar-lo en dificultats moltes vegades, sovint arribant gairebé a capturar-lo. Els seus enemics també eren els pirates que abans havien format part de la tripulació de Rocks: Charlotte Linlin, que va aconseguir guanyar el temps en arribar a Raftel desxifrant el Poignee Griffe que tenia; Shiki, que va superar la batalla d'Ed Waugh; i sobretot Edward Newgate, considerat més tard com el seu màxim rival i com l'únic home que mai havia aconseguit lluitar al mateix nivell que ell. Gràcies a Newgate va conèixer a Kozuki Oden, samurai del país de Wano que el va ajudar a desxifrar la Poignee Griffe necessària per arribar a Raftel, una illa completament desconeguda a la qual ell mateix va donar el nom: arribant aquí, va descobrir la història del segle buit gràcies a la seva capacitat per "escoltar" la veu de les coses. Temps abans d’arribar-hi, completant així el viatge per la ruta principal, se li havia diagnosticat una malaltia incurable que va aconseguir mantenir a ratlla gràcies al metge del vaixell Crocus, que l’hauria portat a morir al cap d’un any de la de Raftel. descobriment; conscient d'això, va localitzar per última vegada el seu gran rival i amic en Barbablanca, volent revelar-li la ubicació de l'illa, informació que, però, Newgate es va negar a conèixer. Finalment, es va constituir a la Marina (tot i que el Govern va afirmar haver-lo capturat per mostrar el seu poder), no abans d'haver concebut amb el portgas D. Rouge un fill, el Portgas D. Ace, a qui va confiar a la cura del seu oponent. Garp (i qui, anys més tard, esdevindria el comandant de la flota de Barbablanca). A la forca, amb les seves darreres paraules, va induir a milions de persones a anar al mar perquè poguessin trobar el One Piece, donant així lloc al que el Govern esperava desincentivar amb la seva execució, que és el començament de la gran era de pirateria.

### Silvers Rayleigh
Silvers Rayleigh (シルバーズ・レイリー Shirubāzu Reirī?), Sobrenomenat "Rei fosc" (冥王 Mei ō?), Era el vice-capità dels pirates Jolly Roger. No se sap molt sobre la seva personalitat de jove, però, com a home gran, li encanten l'alcohol, el joc, les belles noies i freqüenten els caus i els parcs d'atraccions. Tot i que sovint es reconeix i, per tant, la Marina sap on trobar-la, les notícies sobre ella es silencien gràcies a les intervencions de Garp, ja que intentar capturar-la causaria enormes pèrdues a la marina. Té una relació sentimental amb Shakky. Després de conèixer Roger, s'uneix a ell per formar el nucli dels futurs pirates Jolly Roger, amb qui creua tota la Rotta Maggiore fins a Raftel; després de la mort del capità, es retira de la pirateria i es trasllada a l'arxipèlag de Sabaody, on es converteix en un revestidor de vaixells. Als 76 anys coneix la tripulació del Barret de Palla a la casa de subhastes i accepta vestir el Thousand Sunny i després ajudar a la tripulació a la batalla amb l’almirall Kizaru, l’Ós Bartolomé i els pacifistes; després de la batalla de Marineford, neda a través del tranquil cinturó per unir-se a en Ruffy a Amazon Lily, on li ofereix entrenar-lo en l'ús d'Ambition durant dos anys. Quan la tripulació es reuneix, vesteixen el Sunny i ajuden a en Ruffy i la seva tripulació a escapar de la Marina. Tot i la seva edat, encara posseeix força i resistència sobrehumans, domina els tres tipus d'Ambició i és un espadachí hàbil.

### Crocus
Crocus (クロッカス Kurokkasu?) És el faroner de la Muntanya Inversa, situat a l'entrada de la Grand Line, a més d'un metge expert. En el passat va conèixer els pirates rumbars, que li van confiar la balena Lovoon. A les illes Sabaody, Rayleigh explica que Crocus es va convertir en el metge de la tripulació per mantenir a ratlla la incurable malaltia que afectava el capità, cosa que li permetia arribar al final de la Grand Line. Quan en Ruffy i els seus companys arriben, els dona informació sobre Raftel, Lovoon i els explica com funciona el Log Pose.

## Govern mundial

Senyera del Govern Mundial

El govern mundial inclou 170 regnes mundials d'una sola peça. Es mantenen autònoms, gestionant els seus assumptes interns com desitgen, però cooperen entre ells en els temes internacionals més importants. La tasca del govern mundial és mantenir la pau i l’ordre, castigar els criminals i protegir els ciutadans lliures. Per fer-ho, ha creat dos departaments operatius, la Marina i els Cipher Pol. recórrer a assassinat o corrupció. Molt sovint, per als seus propis fins, amaga la veritat i ignora els drets de les persones, fent servir la justícia com a excusa per perseguir els seus propis interessos i després prenent el crèdit que no té, amb la clara intenció de construir una imatge d’una entitat que representi el bé absolut, invencible i perfecte. Ofereix una persecució despietada a tots els contrincants, fins i tot enrabiada amb aquells que fins i tot només hi han tingut relació indirecta i involuntària. També es compromet a mantenir el secret sobre els cent anys del gran buit que precedeix la formació del propi govern, 800 anys abans del començament de la història.
Els que estan al capdavant del govern segueixen l’anomenada justícia absoluta i viuen a la terra sagrada de Marijoa, governada per les Cinc Estrelles de la Saviesa; tenen por de perdre el poder i per això intenten mantenir l'equilibri entre les tres grans potències mundials –La Marina, els set guerrers del mar i els Quatre Emperadors– per no caure. Per sobre de les cinc estrelles hi ha Im, la màxima autoritat del món, l'existència de la qual es manté secreta del món. Cada quatre anys, els sobirans de tots els estats membres es reuneixen en un consell anomenat Reverie en el qual es discuteixen els temes més urgents.
Malgrat la seva gran influència i control sobre el món de One Piece, no tothom aprova les accions del govern i hi ha persones, com Monkey D. Dragon i el seu exèrcit revolucionari, que lluiten contra ells o d'altres, com els investigadors d'Ohara, que intenten perseguir. l'estudi de temes classificats com a prohibits malgrat els límits imposats pel Govern.

### Im
Im (イム, Imu)és la màxima autoritat del món d'One Piece. Ningú sap de la seva existència excepte els 5 Gorosei. Apareix com una figura esvelta amb un llarg mantell negre i una corona molt allargada. Sembla ser l'única persona autoritzada per seure al Tron Buit i fins i tot les Estrelles de la Saviesa s'inclinen davant seu. A Marijoa mata a Nefertari Cobra que va descobrir la seva existència, culpant a Sabo de l'assassí, que en canvi havia intervingut per intentar salvar-lo.

### Gorosei
Gorosei (五老星, Gorōsei), són els homes al capdavant del govern mundial. Controlen la Marina, els Cipher Pol i tenen un pacte amb els set guerrers del mar; lla seva autoritat és fins i tot superior a la dels nobles del món. Van ser ells, a través del CP9, els que van sol·licitar la trucada Buster a l’illa d’Ohara i sempre van ser els que van demanar que a Ruffy se li assignés una recompensa més alta després dels esdeveniments a Alabasta; posteriorment sol·liciten que el cocodril derrotat sigui substituït per un altre pirata digne de prendre el seu lloc i l'elecció recau en Marshall D. Teach. Després de la batalla de Marineford, discuteixen el futur del món i l'equilibri de les tres potències, mentre que al final dels esdeveniments a Dressrosa discuteixen aquesta derrota amb el gran almirall Akainu i discuteixen amb ell sobre les mentides explicades pel CP0 i aprovades per ells. Més tard tornen a aparèixer durant la Revetlla de Marijoa mentre discuteixen amb Shanks sobre un determinat pirata i més tard van a la sala del Tron buit prosternant-se davant el misteriós Im i demanant-li ordres.

### Kong
Kong (コング, Kongu), va ser el gran almirall de la Marina 25 anys abans del començament de la història recent, en el moment de la batalla entre Gol D. Roger i Shiki. Apareix després de la batalla de Marineford i es revela que s'ha convertit en comandant de les forces militars del govern mundial (世界政府全軍総帥, Sekai seifu zengun sōsui). Es diu que lamenta que els marins més grans des de Gol D. Roger hagin decidit deixar el càrrec, però aconsegueix que Sengoku i Garp es quedin a la Marina per entrenar els nous reclutes.

### Vegapunk
Dr. Vegapunk (Dr.ベガパンク, dokutā Begapanku), és un científic famós que treballa per al govern mundial i el cap de la branca científica de la Marina. Ell va ser qui va descobrir que recobrint la quilla dels vaixells amb agalmatolita és possible evitar els monstres que habiten les zones tranquil·les, cosa que permet a la Marina travessar-los sense molèsties. Gràcies als seus estudis en profunditat sobre Fruits del Diable, va descobrir el mètode mitjançant el qual un objecte pot assimilar una fruita i va ser capaç de crear fruites artificials del Zoo Zoo. També va modificar el cos Kuma Bartholomew convertint-lo primer en un cyborg i després en una arma humana sense voluntat sota les ordres del Govern: aquest últim afirma que Vegapunk ha progressat de manera científica que la resta de la humanitat serà capaç d'aconseguir els seus coneguts només en cinc-cents anys. Vegapunk tenia un laboratori a l'illa d'hivern de Karakuri, on va néixer i els habitants del qual es refereixen a ell com "el geni". De petit va dissenyar i construir nombrosos equips al seu laboratori, inclosos molts animals robòtics que després va utilitzar com a força de treball. Després va començar a negociar amb el Vinsmoke Judge i junts van començar a estudiar el factor del llinatge per tal de crear clons, però van ser descoberts pel govern mundial, que va arrestar Vegapunk i la majoria dels científics i el va convèncer de treballar per a ells. Fins quatre anys abans que comencés la història, Vegapunk tenia la seva base d’operacions a l’illa de Punk Hazard; no obstant això, a causa d'un experiment fallit del seu ajudant rival Caesar Clown, dos dels tres laboratoris van explotar, cosa que va fer que les condicions de vida de l'illa fossin insostenibles: l'illa va ser abandonada i posada en quarantena. Actualment està treballant en alguna cosa que, segons Fujitora, faria superflu els set guerrers del mar.

#### Pacifista
Basat en la fesomia Kuma Bartholomew, Vegapunk va crear ciborgs, el Pacifista (パシフィスタ, Pashifisuta), que el govern mundial utilitza per mantenir la pau o reprimir conductes no desitjades al món; també són utilitzats per la Marina com a tropa especial. Cada pacifista té un codi format per les lletres "PX" i un número. Posseeixen una gran resistència i resistència a causa dels seus cossos modificats, poden disparar rajos làser des de la boca i les mans segons els poders de l’almirall Kizaru, però no tenen els poders del coixinet de l’ós Bear Devil Fruit Pad. Els pacifistes també poden identificar els pirates amb una recompensa al cap i actuar en conseqüència sense que se'ls doni cap ordre. Tanmateix, hi ha instal·lat un programa que els impedeix atacar els aliats, però que es pot passar per alt. Quatre d’aquests ciborgs apareixen a l’arxipèlag de Sabaody per aturar les Onze Supernoves: el PX-4 és destruït, després d’una llarga lluita, per la tripulació del Barret de Palla; un altre és enfrontat per Eustass Kid i Trafalgar Law amb les seves respectives tripulacions; una altra lluita contra Urouge i X Drake, mentre que el PX-1 fa desaparèixer el veritable ós Bartholomew per salvar la tripulació d'en Ruffy. Durant la batalla de Marineford, s'utilitzen una vintena de pacifistes, mentre que per evitar la fugida de la recentment recomposta tripulació de Barret de Palla de les Illes Sabaody dos anys després, s'utilitzen el PX-5 i el PX-7, que són fàcilment derrotats per En Ruffy, en Zoro i en Sanji

## Altres personatges

### Absalom
L'Absalom del Cementiri (墓場のアブサロム Hakaba no Abusaromu) és el líder dels Soldats Zombis i dels Generals Zombis de Thriller Bark. És un home de cabells llargs i rossos que vesteix sempre elegantment i que porta un barret blanc i blau en forma de bombolla. Destaca la seva boca de lleó, implantada pel doctor Hogback, a més d'altres modificacions que li ha fet al seu cos i que augmenten la seva força. L'Absalom és un gran pervertit que no dubta a espiar i assaltar dones boniques aprofitant l'habilitat de la Fruita Suke Suke, que li permet fer-se invisible. Porta dos bazuques lligats als braços que manté invisibles, de manera que quan es disparen no es veuen les bales. Durant l'estada dels Pirates del Barret de Palla a Thriller Bark els ataca en diferents ocasions aprofitant la seva invisibilitat i aconsegueix segrestar la Nami, amb la qual intenta contraure matrimoni, però en Sanji ho impedirà en el darrer moment i derrota l'Absalom. Després de la derrota del seu capità, fuig de Thriller Bark amb en Hogback i en Moriah en un vaixell invisible. Dos anys després, és un reporter freelance sota el pseudònim d'Absa. L'Absalom comparteix el seu nom amb un personatge bíblic, fill del rei David.

### Aisa
L'Aisa (アイサ) és una nena de la tribu de Shandia que sol infiltrar-se al Jardí Superior per recollir terra, que anomena “Vearth”. És una nena petita vestida amb una túnica de pell i una gorra. D'ençà que va néixer té l'habilitat d'utilitzar el Mantra o Haki del Color de l'Observació. L'Aisa entra al Jardí Superior al sentir que tantes persones estan morint i es troba amb els Pirates del Barret de Palla, dels quals s'acaba fent amiga. En cert moment de la batalla acaba dins la panxa d'en Nola juntament amb la Nami i en Ruffy, de la qual escapa i assisteix els pirates i els membres de la seva tribu en la seva batalla contra l'Eneru, indicant-los on poden trobar el déu. Després de la victòria, participa en la gran festa de celebració. Dos anys després treballa venent globus als nens al parc d'atraccions de Wago Muland. El seu nom s'inspira en el d'un tipus d'ànecs marins, els bec de serra gros.

### Amazon
L'Amazon (アマゾン) és la guardiana de la Porta del Paradís, que duu a Skypiea. És una dona gran força baixeta, amb els cabells de color porpra pentinats en dos monyos. És ella qui dona la benvinguda als Pirates del Barret de Palla a l'illa del cel i qui avisa els sacerdots de l'Eneru de la seva entrada il·legal. Dos anys després és la venedora d'entrades al parc d'atraccions Wago Muland.

### Avalo Pizarro
L'Avalo Pizarro (アバロ・ピサロ), també conegut com a Rei Corrupte (悪政王Akusei-Ō), és un dels criminals del nivell 6 d'Impel Down que s'uneix a la Banda Pirata d'en Barbanegra. És un home de mida gran, amb cabells, barba i bigotis llargs, tots de color blau cel. Porta peces d'armadura als braços i dues banyes al cap unides per plaques de metall. El seu nom s'inspira en els germans Pizarro, els conqueridors espanyols del Perú.

### Bian
La Bian (ビアン) és la comandant de l'Esquadró Vespa Rosa de l'Esquadró Tonta. És una nana prima de cabells marrons i que porta un vestit curt i un barret de copa amb un antifaç. Va armada amb una llança i ha menjat la fruita Mushi Mushi: Model Suzumebachi, que li dona l'habilitat de transformar-se en una vespa i de controlar aquests insectes. Amb el seu esquadró de vespes, la Bian participa en l'atac contra el port subterrani de Dressrosa, en el rescat dels nans de la fàbrica i en l'intent d'aturar la Gàbia d'Ocell d'en Doflamingo.

### Big Pan
En Big Pan (ビッグパン) és el membre més gros de la tripulació i forma part de l'equip Groggy Monsters. És un wotan, un híbrid de gegant i d'home-peix (concretament de l'espècie llop de riu). És una persona enorme amb barba, pell marró i una aleta dorsal taronja. Durant el joc del Ring Groggy en Big Pan fa de pilota, de manera que amb la seva gran mida i la seva pell relliscosa, és molt difícil fer-lo caure dins del flotador que fa de porteria. Tot i el seu avantatge inicial i les trampes que cometen, acaben perdent el joc contra en Zoro i en Sanji. En japonès, pan significa pa.

### Boo
En Boo (ブー) és el germà d'en Sai i el vice-líder de l'Armada Happo. Va armat amb diferents destrals i pot utilitzar el Haki. Participa en el torneig del Coliseu Corrida i també ajuda en Ruffy a lluitar contra la Família Donquixot.

### Boodle
En Boodle (ブードル) és l'alcalde d'Orange Town. És un home gran amb ulleres i cabells grisos. És un dels fundadors de la seva vil·la i estima molt el seu poble. Era un gran amic de l'amo d'en Chouchou. En Boodle ajuda en Ruffy i els seus amics després de veure com en Ruffy protegeix en Chouchou dels atacs d'en Richie. S'enfronta sol a en Buggy després que aquest destrueixi gran part de la vil·la però és salvat per en Ruffy. Dos anys després, en Boodle segueix sent l'alcalde i assisteix a la inauguració de la botiga d'en Chouchou.

### Capote
En Capote (カポーティ) és un home-peix de l'espècie marlí i membre dels Pirates d'en Foxy. És una persona de pell verda, pèl-roja i amb el nas punxegut i una aleta dorsal. Pot utilitzar el karate home-peix. Participa en la Cursa Donut, llençant atacs per enfonsar el vaixell rival, però també pot estirar el seu propi vaixell per anar més ràpid.

### Chew
En Chew (チュウ) és un home-peix sil·lagínid i el tercer dels oficials dels Pirates de l'Arlong. La seva pell és de color blau cel i té els llavis molt gruixuts. Lluita disparant bales d'aigua amb la boca i s'enfronta a l'Usopp, qui el derrota. És detingut i empresonat per l'Armada. La seva recompensa és de 5.500.000 bellys.

### Chouchou
En Chouchou (シュシュ) és un gos blanc que vigila la botiga de menjar d'animals d'Orange Town. La botiga era del seu amo, en Hocker, que va morir a l'hospital. Des de llavors en Chouchou vigila la botiga mentre espera el retorn del propietari. És l'únic habitant del poble que es queda a la vil·la amb l'arribada dels Pirates d'en Buggy, i protegeix la botiga davant els atacs d'en Richie, fins que l'acaben cremant. Agraït a en Ruffy perquè el venja, ajudarà els Pirates del Barret de Palla a fugir de l'illa. Dos anys després, en Chouchou funda la seva pròpia botiga de menjar d'animals. El personatge d'en Chouchou es basa en el del gos Hachiko.

### Demalo Black
En Demalo Black (デマロ・ブラック), conegut amb el sobrenom de “Llengua Triple”, era el capit dels Falsos Pirates del Barret de Palla. Es feia passar per l'autèntic Monkey D. Ruffy per beneficiar-se de la seva reputació i reunir una tripulació d'alt nivell per conquerir el Nou Món. La seva recompensa és de 26 milions de bellys.
En Black és un home de mitjana edat que s'assembla a en Ruffy però molt més gran i obès i amb molt més pèl corporal. Duu una cicatriu en forma d'ics a la panxa i se n'ha pintat una altra sota l'ull esquerre. Per assemblar-se més a en Ruffy duu una roba semblant a la d'ell, incloent-hi un barret de palla (encara que més atrotinat). Va armat amb una pistola. En Black té una personalitat altiva i egoista i pensa que pot fer el que vulgui només perquè es fa passar per un pirata amb una gran recompensa.
En Black apareix per primera vegada en un bar de l'Arxipèlag Sabaody acompanyat de la falsa Nami, el fals Sogeking i el fals Franky, fent-se passar per en Ruffy per reclutar nous membres per a la seva tripulació. Després d'intentar obligar l'autèntica Nami a unir-se a la seva tripulació, acaba derrotat per la Nami i l'Usopp. Comença a buscar-los per venjar-se'n i acaba topant amb l'autèntic Ruffy, qui el fa caure d'un cop de motxilla. Quan en Black intenta matar en Ruffy, aquest el deixa inconscient amb Haki. Quan es desperta decideix reunir tots els nous reclutes perquè capturin la Nami, l'Usopp i en Ruffy i poder-se'n venjar davant tota la nova tripulació. Un cop reunits, arriben el Fals Zoro i el Fals Sanji amb l'autèntic Ruffy i poc després apareix l'Armada, acompanyada d'en Sentomaru i dos Pacifistes. En Sentomaru s'adona ràpidament que en Black és un impostor, el deixa inconscient d'un cop de destral i l'arresta com a pirata en nom de l'Armada.

### Going Merry
El Going Merry és el primer vaixell dels Pirates del Barret de Palla en el manga i anime One Piece. És el principal mitja de transport d'East Blue Water 7. Es tracta d'un vaixell caravel·la, dissenyat per Merry i donat per Kaya als Barret de Palla com a recompensa per salvar-la. Amb el temps, el vaixell va arribar a ser estimat per la tripulació a casa seva i com un amic, tant és així que literalment va prendre vida pròpia i es va convertir en una part tan important de la tripulació.

### Higuma
En Higuma (ヒグマ) és un bandit de muntanya amb una recompensa de 8 milions de bellys. Alt i de cabells negres, s'enfronta als Pirates Pèl-rojos durant la seva estada al Poble de Foosha. Quan en Ruffy defensa els seus amics pirates, en Higuma intenta segrestar-lo i matar-lo però tot el seu grup de bandits acaba derrotat per en Shanks i companyia. En Higuma mor devorat per un Rei del Mar.

### Kabu
En Kabu (カブ) és el comandant de l'Esquadró Kabu Groc de l'Esquadró Tonta. És un nan rodanxó, de cabells rossos pentinats en forma de banya d'escarabat rinoceront. Va armat amb dues llances i ha menjat la fruita Mushi Mushi: Model Kabutomushi, que li permet transformar-se en un escarabat rinoceront i volar. Participa en l'operació SOP i ajudarà en Leo a rescatar la princesa Mansherry.

### Koshiro
En Koshiro (コウシロウ) és el mestre d'en Zoro i el pare de la Kuina. És el mestre del dojo Isshin Dojo del Poble Shimotsuki. Alt i amb ulleres, no li importa que en Zoro s'hagi convertit en un pirata mentre atresori la seva esgrima, i desitja que pugui assolir el seu somni. Tot i així, l'incomoda que els seus alumnes hagin començat a imitar l'estil de lluita del pirata.

### Makino
La Makino (マキノ) és una noia que treballa al Partys Bar del Poble de Foosha. És molt amable i atenta, és amiga d'en Shanks i és com una germana gran per en Ruffy, l'Ace i en Sabo, als quals cuida mentre aquests estan sota la protecció de la Dadan. En les seves aparicions s'alegra de les notícies sobre en Ruffy i els seus amics i celebra les noves amb la resta dels habitants del poble. Dos anys després, té una criatura.

### Masira
En Masira (マシラ), conegut també com el rei del reflotament (サルベージ王マシラ Sarubēji-Ō Mashira), és el cap de la Banda Pirata d'en Masira i membre de l'Aliança Saruyama. És el germà petit d'en Shôjô. És un home amb gran semblança amb un mico, que vesteix un mono de color taronja. És molt seriós però alhora no gaire llest. És un excel·lent nedador, té una gran força i una gran capacitat pulmonar, que li permet injectar aire als vaixells caiguts per reflotar-los. Coneix els Pirates del Barret de Palla quan intenta reflotar un galió caigut del cel, i perd després d'un curt enfrontament. Es retroba amb els pirates a casa d'en Cricket, i després de solucionar el malentès es fan amics i els ajuda a arribar a l'Illa del Cel. La seva recompensa és de 23 milions de bellys. El seu nom és una manera de dir mico en japonès.

### Mohmoo
La Mohmoo (モーム) és la mascota dels Pirates de l'Arlong. És una vaca marina gegant que els Pirates de l'Arlong porten amb ells des de la Grand Line, i que utilitzen per destruir pobles. Tot i que és un animal covard que s'espanta amb facilitat, l'Arlong l'obliga a lluitar contra els Pirates del Barret de Palla. Després de la derrota dels pirates fuig i torna a la Grand Line. Dos anys després és capturada pels Pirates d'en Caribou i obligada a estirar el seu vaixell sota l'aigua. És alliberada quan el kraken Surume destrueix el vaixell dels pirates.

### Monda
En Monda (モンダ) és un tauró i una de les mascotes dels Pirates d'en Foxy. Té la pell taronja estampada d'estrelles grogues, i porta la típica màscara de la tripulació. És un poderós nedador i participa en la Cursa Donut estirant el vaixell del seu equip per aconseguir la victòria.

### Germans Nyaban
En Buchi (ブチ) i en Sham (シャム), coneguts com a Germans Nyaban (ニャーバン・兄弟 (ブラザーズ) Nyāban Burazāzu), són els vigilants del vaixell de la Banda Pirata del Gat Negre però alhora els membres més forts de la tripulació. En Buchi és un home gros que porta un barret que li cobreix parcialment la cara. En Sham és esprimatxat i de cabells verds. Ambdós utilitzen guants amb urpes de gat. S'enfronten junts a en Zoro però acaben derrotats i fugen amb la resta dels pirates.

### Ozu
L'Ozu és un dimoni molt temut que va morir 500 anys abans que es produïssin els fets narrats a One Piece. Va morir congelat. Gecko Moria junt amb Hogback recuperen el cos i el congelen, fins que arriba la tripulació del barret de palla i amb l'ombra d'en Ruffy aconsegueix "reviure" l'Ozu. L'Ozu comença fent el que li sembla i no és controlat per Moria, però al final sí que aconsegueix dominar-lo, i es posa a lluitar contra els barrets de palla, al final cau eliminat per un atac conjunt dels barrets de palla que li trenquen la columna, en Ruffy amb un Bazoka Gegant.

### Pickles
En Pickles (ピクルス), conegut com a Màquina de Placatges (タックルマシーン Takkuru Mashīn), és un dels membres dels Pirates d'en Foxy i de l'equip Groggy Monsters. És un home alt i rodó, de cara ampla. Porta dos escuts damunt de les espatlles i un antifaç a la cara. La seva especialitat és fer placatges durant el joc del Ring Groggy, fent combinacions d'atacs amb en Hamburg i en Big Pan. Tot i les trampes que fan, acaben perdent. El seu nom significa encurtit en anglès.

### Rika
La Rika (リカ) és una nena que viu a Shells Town. Ajudarà en Ruffy i en Coby a rescatar en Zoro, el qual la va salvar de l'atac del llop domesticat d'en Helmeppo. Després de la derrota d'en Morgan es farà amiga d'en Coby i en Helmeppo. Dos anys després treballa com a cambrera a la base naval.

### Sarquiss
En Sarquiss el Ganivet Llarg (ビッグナイフ・サーキース Biggunaifu Sākīsu), és el primer oficial de bord dels Pirates d'en Bellamy. Té els cabells de color blau cel i porta ulleres de sol de color porpra i la bandera pirata d'en Doflamingo tatuada al pit. Va armat amb un enorme ganivet kukri. Amb la resta de tripulació, coneix els Pirates del Barret de Palla a Jaya. Ataca l'Aliança Saruyama per robar-los l'or i després presencia la derrota del seu capità a mans d'en Ruffy. Més endavant, viatja amb la seva tripulació a una Illa del Cel però es desconeix si aconsegueix tornar-ne viu. La seva recompensa és de 38 milions de bellys.

### Shôjô
En Shôjô (ショウジョウ), conegut com el rei de la recerca submarina (海底探索王ショウジョウ Kaitei Tansaku Ō Shōjō), és el capità de la Banda Pirata d'en Shôjô i membre de l'Aliança Saruyama. És el germà gran d'en Masira. És un home gros de cabells verds, que sembla un orangutan. És poc pacient però també molt mandrós per enfadar-se. Utilitza la seva poderosa veu com a sonar per localitzar vaixells enfonsats. També la pot utilitzar per destrossar objectes propers. Coneix els Pirates del Barret de Palla després que aquests derrotin en Masira i intenta venjar el seu germà. Els pirates aconsegueixen fugir i es retroben amb en Shôjô a casa d'en Cricket, i on es fan amics i els ajuda a preparar el Going Merry per resistir el Corrent del Knock Up. La seva recompensa és de 36 milions de bellys. El seu nom significa orangutan en japonès.

### Wanze
En Wanze (ワンゼ) és un agent del CP7 i un cuiner, especialitzat en els fideus ramen. És un home baixet, amb cabells blanc com cotó i amb una eterna expressió de sorpresa a la cara. Actua de manera capritxosa i ridícula perquè els seus enemics el subestimin. En Wanze és un expert en la lluita cos a cos i en combat utilitza diferents armes però sobretot fideus, que empra com a projectil i com a vestit de combat. En Wanze forma part del comboi que escorta la Robin i en Franky a Enies Lobby. S'enfronta amb en Sanji en un combat entre cuiners, primerament igualat però que acaba guanyant el pirata.

### Wiper
En Wiper (ワイパー), també anomenat Dimoni de la Guerra (戦鬼 Senki) és el líder dels guerrers de Shandia que lluiten per recuperar el Jardí Superior del control de l'Eneru. És descendent directe del guerrer Calgara. És un home alt i musculós, de cabells marrons i amb tatuatges. Sovint se'l veu fumant un cigarret. És un home violent, capaç de començar una lluita sense pensar-s'ho i no confia gens en els estrangers. Va armat amb un bazuca equipat amb un Dial de Vent que emmagatzema gas per disparar una gran ràfega de flames. També porta un Dial de Refús a la mà. En un primer moment es mostra en contra de la presència dels pirates al Jardí Superior i s'enfronta a en Ruffy, però finalment acaba lluitant al seu costat contra l'Eneru. En Wiper derrota el sacerdot Shura i està a punt de guanyar l'Eneru gràcies a un fragment de Kairoseki, però és derrotat pel déu i queda inconscient fins al final de la lluita. Després de la lluita, comparteix el Jardí Superior amb els habitants d'Skypiea i dos anys després és en un dels guardians del Déu.

### Woop Slap
En Woop Slap (ウープ・スラップ) és l'alcalde del Poble de Foosha, el poble natal d'en Ruffy. És un home ja gran, que, tot i que normalment es mostra crític i enfadat per les aventures d'en Ruffy, en el fons es preocupa per ell i pel benestar del poble. Apareix sovint llegint les notícies sobre les aventures d'en Ruffy i enfadant-se amb els habitants del poble perquè celebren el seu èxit com a pirata.

### Yama
En Yama (ヤマ) és el comandant dels Soldats Celestials de l'Exèrcit de l'Eneru. És un home obès de cabells negres i ales a l'esquena que vesteix una toga. És fanàticament lleial a l'Eneru. Tot i la seva constitució, és molt àgil i ràpid. Va equipat amb una faixa amb deu Dials Destral. Durant la lluita contra els Shandians i els Pirates del Barret de Palla, en Yama lidera els seus homes en el combat. Derrota sense gaire dificultat en Genbo però acaba perdent contra la Robin. El seu nom prové del déu de la mort i jutge dels difunts en les religions originàries de l'Índia.

### Yokozuna
En Yokozuna (ヨコヅナ) és una granota gegant de color marró que era la mascota de la companyia Tom’s Workers. Té el cos ple de cicatrius i els cabells negres pentinats com un samurai. És extremadament fidel als seus amics i té prou força com per fer descarrilar el Tren de Mar. En Yokozuna ajudava la companyia Tom’s Workers en la construcció de vaixells. Després que en Tom fos detingut, en Yokozuna es dedica a nedar pels voltants de Water 7 i a intentar aturar el Tren de Mar. En Yokozuna s'uneix a l'expedició de rescat de la Robin i en Franky a Enies Lobby, i lluita amb coratge contra els Onze Jurats. Després del Buster Call va a viure amb la Kokoro i la Chimney. El seu nom s'inspira en el rang mes alt dels lluitadors professionals de sumo.

### Yorki
En “Calico” Yorki (キャラコのヨーキ Kyarako no Yōki) era el capità dels Pirates Rumbar, que van entrar a la Grand Line des del West Blue 50 anys abans de l'inici de la història. Era un pirata ros amb dos tatuatges a la cara i un gran amant de la música. Al West Blue, en Yorki i la tripulació van adoptar la balena Raboon, que els va seguir fins a la Grand Line i la van haver de deixar a càrrec d'en Crocus als Caps Bessons. Durant el viatge per la Grand Line, en Yorki va agafar una malaltia incurable i va decidir abandonar la tripulació per evitar infectar els altres i escapar de la Grand Line a través del Cinturó de la Calma. Es desconeix si ho va aconseguir. El seu nom s'inspira en el pirata Calico Jack.

### Zeus
En Zeus (ゼウス) és un homie núvol creat a partir d'un fragment d'ànima de la pròpia Charlotte Linlin. Té l'aspecte d'un gran núvol amb una gorra de beisbol. És molt lleial a la Big Mom, a qui acompanya sempre, i és capaç de crear grans quantitats d'electricitat. Ajuda la Big Mom a perseguir i enfrontar-se als Pirates del Barret de Palla. Mentre aquests fugen de Totto Land, és capturat pels pirates i es converteix en la nova arma de la Nami. Ara viu dins del Clima Tact. El seu nom prové del déu suprem de la mitologia grega i senyor de l'Olimp.